# 中頸城郡

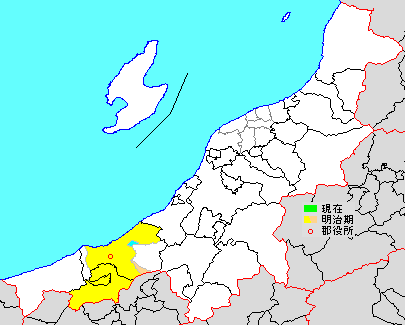
新潟県中頸城郡の範囲（水色：後に他郡から編入した区域 薄黄：後に他郡に編入された区域）

中頸城郡（中頚城郡、なかくびきぐん）は、新潟県にあった郡。

## 郡域
1879年（明治12年）に行政区画として発足した当時の郡域は、以下の区域にあたる。
- 妙高市（全域）
- 柏崎市の一部（青海川、笠島、小杉以西）
- 上越市の大部分（下記の区域を除く）
  - 旧・東頸城郡 ： 安塚区、浦川原区、大島区および牧区の一部（宇津俣・上牧・府殿・下湯谷・倉下・原・上昆子・下昆子・東松ノ木・荒井を除く）[1]、頸城区の一部（石神・塔ケ崎）[2]
  - 旧・西頸城郡 ： 名立区

## 歴史

### 郡発足までの沿革
- 「旧高旧領取調帳」に記載されている明治初年時点での、頸城郡のうち後の本郡域の支配は以下の通り。●は寺社領、○は寺社除地[3]が存在。（3町783村）

| 知行         | 知行                         | 村数      | 村名 |
| ------------ | ---------------------------- | --------- | --- |
| 幕府領       | 幕府領（高田藩預地）         | 192村     | 玄僧村、中条村（現：上越市清里区）、大鹿新田、猿橋村、長沢村、○東関村、○長沢原村、土路村、樽本村、桶海村、大谷村、兼俣新田、吉木村、○西条村、吉木新田、○北条村、小局村、東菅沼村、川上村、新保村（現：妙高市）、光明寺新田、巻淵村、下濁川村、木成村、横山村（現：妙高市）、和屋村、馬場村（現：妙高市）、上濁川村、大下村、大貝村、下平丸村、上平丸村、○針村、○関根村、横町村、○田井村、下田屋村、中島村（現：上越市板倉区）、中島新田（現：上越市板倉区）、下米沢村、吉増村、小石原村、熊川村、熊川新田、山越村、米増村、小濁村、大濁村、坪山村、小沢村（現：妙高市）、不動新田、機織村、菰立村、○宮島村、○四ツ屋村（現：上越市板倉区）、別所村、○田屋村、沢田村、長塚村、坂井村、戸狩村、四ツ屋新田（現：上越市板倉区）、福田新田（現：上越市板倉区）、○長嶺村、○稲増村、○高野村、曽根田村、国川村、福王寺村、栗沢村、大野新田、○筒方村、釜塚村、○猿供養寺村、○山寺村（現：上越市板倉区）、○馬屋村、塩曽根村、今曽根村、田中村（現：上越市清里区）、武士新田、○武士村、○稲塚新田（現：上越市）、下稲塚村、上稲塚村、岡之町村、荒牧村、岡嶺新田、○菅原村、鈴倉村、鶯沢村、梨窪村、○青柳村、大嶺新田、玄藤寺新田、名川新田、田入山新田、達野新田、○関田村、稲谷村、○上曽根村、下曽根村、上元屋敷村、保屋村、小村、稲村古新田、西高津村、○本高津村、東高津村、松塚村、○飯田村、森田村、妙賀村、油田村、十二ノ木村、北京田村、南京田村、大口村、北方村、○南方村、荒井村、松ノ木村（現：上越市牧区）、下昆子村、上昆子村、○原村、湯谷村（現：上越市牧区）、府殿村、倉下村、宇津俣村、○梨平村、赤池村、北野村、水草村、棚田村、戸野村（現：上越市清里区）、寺之脇村、○小泉村、百々村（現：上越市下百々）、○駒林村、榎井新田、田屋新田、下名柄村、米岡新田（現：上越市下五貫野）、○上名柄村、福田佐内古新田、堀ノ内村（現：上越市）、高森村、○横曽根村、○横曽根古新田、北新保村、○杉ノ袋村、飯塚村、中真砂村、川端村、○中島村（現：上越市東中島）、○千原村（現：上越市大字上千原）、福橋村、下真砂村、○三ツ橋新田、○大塚新田（現：上越市）、○三ツ橋村、深谷新田、○福田村、小猿屋村、小猿屋新田、三田村、○三田新田、○上源入村、○下源入村、安江村、○安江新田、松村新田、三ツ屋新田、門前村（現：上越市大字下門前）、今善光寺新田、春日新田村、本新保村、新保古新田、○上雲寺村、池村、上富川村、熊塚村、熊留新田、上稲村、小稲村、上野田村、○野尻村、虫川村、○下野田村、○辰尾新田、○深沢村（現：上越市清里区）、下元屋敷村、○富岡新々田 |
| 幕府領       | 幕府領（川浦代官所）         | 74村      | 四ツ屋新田（現：上越市大潟区）、並木新田、○尾神村、坪野村、高沢入村、岩沢村、国田村、長坂村、大賀村、名木山村、石谷村、川谷村、国田新田、○浦梨村、○岡田村、長岡村、田沢新田、○末野新田、末野村、○神田村、山腰新田、塔ノ輪村、○今保村、今保新田、三村新田、○井ノ口村、新保村（現：上越市三和区）、島倉村、山高津村、桑曽根村、稲原村、宮崎新田、川浦村、○野村、○所山田村、○村岡村、広井村、下広田村、岡木村、梅田新田、福岡新田、柳林村、錦村、○本郷村、上広田村、沖柳村、○上吉野村、○下吉野村、上吉野新田、五野井村、岡崎新田、石川村、○越柳村、猿俣新田、●米子村、●長岡新田、米岡村、米岡古新田分、田中村（現：上越市北田中）、鶴町村、○東原村、○荻野村、南新保村、○上真砂村、吉岡村、剣村、上池部村、下池部村、四ツ辻村、角川村、角川古新田、新屋敷村、重川新田、三王新田 |
| 幕府領       | 幕府領（管轄不明）           | 3村       | 谷根村、払沢村、青野村 |
| 藩領         | 越後高田藩                   | 3町 484村 | 高田城下、○柿崎村、○大清水村、○鉢崎村、○上輪村、上輪新田村、○笠島村、青海川村、高崎新田、○黒井村、石橋新田、荒浜新田、夷浜新田、渋柿浜新田、五ヶ浜新田、上小船戸新田、下小船戸新田、○上土底新田、中土底新田、下土底新田、九戸雁子上下浜立会新田、浜雁子新田、土底古新田、○上下浜新田、犀ヶ池新田、岩野古新田、才浜中、田村新田、潟守新田、稲原新田、○蜘ヶ池村、○長崎村、須浜屋新田、吉崎新田、下柳町新田、大谷内新田、柳町新田、寺田新田、富田新田、中柳町新田、上柳町新田、岡田新田、下池田新田、片津村、姥谷内新田村、西湊新田村、坂井新田、福田新田（現：上越市頸城区）、田中新田、中城新田、中村新田村（現：上越市頸城区）、柿野新田、川袋新田、鵜木新田、立崎新田、森本村、○宮本新田村、宮原新田村、北方新田、青野新田村、潟口新田村、戸口野新田村、飯田新田、東俣新田、百間町新田村、諏訪新田村、千原新田、五十嵐新田村、島田新田村、米岡新田（現：上越市頸城区）、中島新田（現：上越市頸城区）、松橋村、松橋新田、城野腰新田、○榎井村、手崎新田、船津村、森下新田村、福崎新田（現：上越市頸城区）、上神原新田、下神原新田、○市村新田、○下三分一村、上三分一村、松本新田村、上吉新田村、下吉新田、福島村（現：上越市頸城区）、四ツ屋新田（現：上越市頸城区）、浮島新田、潟町村、榎下新田村、八幡新田（現：上越市吉川区）、坪ノ内新田、鵜田中新田、山鵜島新田、内雁子村、内雁子新田、○長峰新田、坂田新田、○西野島村、町田村、○日根津村、天ヶ崎新田、花ヶ崎村、仁野分村、河原新田、下増田新田、中増田新田、大潟新田村、○上増田新田、上泉新田村、上池田新田、和泉新田、高橋新田、米倉新田、里鵜島新田、江島新田、○竹直村、○上直海村、角取村、落合村、上金原村、下金原村、桜町新田、○下条村、神田町新田、○梶村、大滝新田、長沢新田、○田尻村、○山方村、下町村、○原ノ町村、大乗寺村、片田村、川崎村、○土尻村、○泉谷村、○小沢村（現：上越市吉川区）、小苗代村、○北代石村、北代石新田、○天林寺村、後生寺村、○赤沢村、○中条村（現：上越市吉川区）、泉村、伯母ヶ沢村、○山直海村、田中村（現：上越市吉川区）、入河沢村、黒岩村、○狸平村、横山村（現：上越市柿崎区）、○平等寺村、東寺村、上小野村、初田村、岩野村、○平沢村、○百木村、高畑村、○岩手村、○芋島村、上灰庭新田、下灰庭新田、○上中山村、○松留村、○猿毛村、城腰村、大平村、小萱村、○米山寺村、○水野村、大日新田、下中山村、栃窪村、雁海村、○谷内村（現：上越市柿崎区）、金谷村、法音寺村、○山谷村、阿弥陀瀬村、○川田村、高寺村、荻谷村、柳ヶ崎村、下小野村、○川井村、行法村、○馬正面村、○馬正面新田、高田廻請地、川原町新田、○陀羅尼新田、陀羅尼新々田、西村町、寺町新田、勘左衛門新田、高田廻、藪野新田村、馬塚新田、高田新田村、○荒町村、○脇野田村、○石沢村、下新田村、○田中村（現：上越市西田中）、○今泉村、土合村、七ヶ所新田村、柳井田村、○栗原村、丸山新田村、○下箱井村、島田下新田村、○岡原村、○中箱井村、○上箱井村、○寺町村、○島田村、○島田上新田村、○木島村、○広島村、○月岡村、○国賀村、○高柳村、二子島村、美守村、番匠古新田、○姫川原村、○中宿村、除戸村、○堀之内村（現：妙高市）、小原新田、○大原新田村、北田屋新田、坂下新田村、寺尾村、今府村、窪田新田、西田屋新田村、中原新田、楡島村、大沢新田村、大塚新田（現：妙高市）、中島新田村、東田屋新田村、橋本新田、岡新田村、田中村新田、○花房村、福田新田村（現：妙高市）、東四ツ屋新田、葎生村、米島新田、中村新田（現：妙高市）、片貝村、福崎新田村（現：上越市中郷区）、稲荷山新田村、宮野原新田村、●関山村、坂口新田、○杉野沢村、一本木新田、田切村、田口新田、毛祝坂新田村、関川村、上原村、板橋新田、藤沢村、坂本新田、二本木村、松崎村、市屋村、江口新田村、八斗蒔新田、岡川村、西四ツ屋新田、増沢村（現：上越市中郷区岡沢）、窪松原新田村、○志村新田村、○窪松原村、両善寺村、両善寺新田、西野谷新田、○西野谷村、稲塚新田（現：妙高市）、中川村、○石塚村、○新井村、○四ツ屋村（現：妙高市）、○五日市村、○小出雲村、谷内林新田村、八幡新田（現：妙高市）、新保新田村、坂井新田村、土田村、小丸山新田村、藤塚新田、○梨木村、梨平新田、猪野山村、○長森村、○三ツ俣村、○乙吉村、○十日市村、○籠町村、○飛田村、飛田新田、岡崎新田村、○稲荷村、○青田村、雪森村、○宮内村、神宮寺村、上中田村、下中田村、地頭方村、京田村、馬場村（現：上越市）、○門前村（現：上越市上門前）、小滝村、○朝日村、後谷村、○向橋村、黒田村、灰塚村、○大貫村、○儀明村、○湯谷村（現：上越市上湯谷）、塩荷谷村、○飯村、茶新田村、○滝寺村、○宇津尾村、塚田新田、○土橋村、○藤巻村、木田新田村、○木田村、薄袋村、十二原新田、高畑新田、石橋新田、轟木村、至徳寺村、○安国寺村、○砂山村、○塩谷新田村、国分寺村、○藤新田村、福岡村、岩木村、○下正善寺村、○中正善寺村、上正善寺村、中屋敷村、大豆村、四ツ屋分、林道寺新田、宮野尾村、牛池新田、虫生岩戸村、居田村、直江津今町、○長浜村、○有間川村、○丹原村、○鍋ヶ浦村、北小池村、○吉浦村、○茶屋ヶ原村、下宇山村、上宇山村、○戸野村（現：上越市西戸野）、○花立村、○三伝村、鍛冶免分、中桑取村、○高住村、○下綱子村、○山寺村（現：上越市西山寺）、○小池村、○諏訪分村、鳥越村（現：上越市西鳥越）、小池新田、中桑取新田、○横山村（現：上越市西横山）、○西吉尾村、○横畑村、○東吉尾村、○大淵村、○増沢村（現：上越市増沢）、○土口村、○北谷村、○皆口村、○谷内村（現：上越市西谷内）、○中野俣村、○上綱子村、五ヶ所新田、○山部村、中野宮村、○久々野村、大池新田村、田島村（現：上越市清里区）、福島村（現：上越市清里区）、田島村（現：上越市三和区）、鴨井村、法花寺村、横山新田、中野村、水科村、○窪村、○田村、○中村（現：上越市三和区）、北代村、浮島村、四ヶ所村、○市ノ口新田、門田新田、戸野目古新田、茨沢村、○藤塚村、○上新町村、○下新町村、○下富川村、中野新田、長面村、本道村、○市ノ江村、桐原村、○荒屋村、○戸野目村、○四ツ屋村（現：上越市下四ツ屋）、○松之木村（現：上越市西松野木）、本長者原新田、天野原新田、○新長者原村、藪野村、本長者原村、○今池村、樋場村、鴨島新田、○子安村、子安新田、○鴨島村、鴨島請野新田、上稲田村、下稲田村、赤塚新田、寺村、大日村、中田新田村、○上島新田、大日古川新田、大道新田、中村新田（現：上越市中々村新田）、平岡村、上田屋新田、南田屋新田村、北田屋新田村、福田新田（現：上越市大道福田）、富岡古川新田、○富岡村、○富岡新田、○小杉村、○吉尾村、百々村（現：妙高市）、若宮新田、藤野新田、長池新田、岡沢新田、岡沢村、西菅沼新田、菅沼村、福田新田村（現：上越市中郷区）、○東志村、三本木新田村、中村（現：妙高市）、○志村、○大鹿村、水吉村、○大光寺村 |
| 藩領         | 越後糸魚川藩                 | 14村      | 矢住村、○六万部村、深沢村（現：上越市吉川区）、谷内村（現：上越市吉川区）、○鳥越村（現：上越市吉川区）、荒戸河沢村、荒戸河沢新田、山口村、○道之下村、○顕法寺村、山中村、米山村、吉井村、福平村 |
| 藩領         | 高田藩・糸魚川藩             | 1村       | 手島村 |
| 幕府領・藩領 | 幕府領（高田藩預地）・高田藩 | 1村       | 下稲村 |
| 幕府領・藩領 | 幕府領（川浦代官所）・高田藩 | 1村       | 青木村 |
| その他       | 寺社領                       | 13村      | 八幡村、寺分村、春日村、門前村（現：上越市中門前）、大場村、愛宕国分村、毘沙門国分村、五智国分村、居多村、善光寺浜村、千原村（現：上越市頸城区）、牧村（現：上越市柿崎区）、○二俣村 |

- 幕末 - 土底古新田が上土底分・中土底分・下土底分に合併されたとみられる。（3町782村）
- 慶応4年7月27日（1868年9月13日） - 幕府領が柏崎県（第1次）の管轄となる。
- 明治元年11月5日（1868年12月18日） - 柏崎県を廃して新潟府に合併することが布達される（実行されず）。
- 明治2年
  - 2月22日（1869年4月3日） - 再度柏崎県を廃止する布達が出され、越後府（第2次）に合併。
  - 6月24日（1869年8月1日） - 任知藩事にともない、糸魚川藩が清崎藩に改称。
  - 8月25日（1869年9月30日） - 旧・柏崎県の管轄地が柏崎県（第2次）の管轄となる。
- 明治初年（3町782村）
  - 高田藩領の一部（上記の岡沢新田分以下12村）が柏崎県の管轄、旧幕府領の一部（富岡新々田）および寺社領が高田藩領となる。
  - 高田城下各町および陀羅尼新田新田・陀羅尼新田・西村町・川原町新田・藪野新田村・馬塚新田が高田を冠称。
  - 倉下村の一部（旧・牧口村）より牧村（現：上越市牧区）が分村。
  - 才浜中のうち上下浜村・三ツ屋浜村・直海浜村・九戸浜村・雁子浜村・行野浜村・渋柿村・四ツ屋浜村・下小舟戸浜村・上小舟戸浜村・上荒浜村・下荒浜村・遊光寺村・美子浜村・西ヶ窪村・上土底浜村・中土底浜村・下土底浜村がそれぞれ単独の村となる。
  - 上土底新田・中土底新田・下土底新田・上土底浜村・中土底浜村・下土底浜村が合併して土底浜村となる。
  - 高田廻請地・高田廻が合併して高田高土村となる。
  - 安江新田が安江村に、富岡新々田が富岡村に、四ツ屋新田（現：上越市大潟区）が四ツ屋浜村に、米岡古新田分が米岡村に、増沢村が岡沢新田に、窪松原新田村が窪松原村に、四ツ屋分が大豆村に、林道寺新田が大豆村・中屋敷村に、鴨島新田・鴨島請野新田が鴨島村に、上田屋新田が富岡村にそれぞれ合併されたとみられる。
  - 中村新田（現：中々村新田）が中村新田村に改称。
- 明治4年
  - 7月14日（1871年8月29日） - 廃藩置県により藩領が高田県、清崎県の管轄となる。
  - 11月20日（1871年12月31日） - 第1次府県統合により全域が柏崎県の管轄となる。
- 明治5年（1872年） - 上灰庭新田が芋島村に合併されたとみられる。（3町781村）
- 明治6年（1873年）
  - 6月10日 - 全域が新潟県の管轄となる。
  - 上原村が関川村に合併。（3町780村）
- 明治8年（1875年） - 岡沢新田村が岡沢村に合併されたとみられる。（3町779村）
- 明治9年（1876年） - 上稲村・小稲村・下稲村が合併して稲村となる。（3町777村）
- 明治10年（1877年）（3町771村）
  - 村岡村・大光寺村が合併して大村となる。
  - 志村新田村が志村に、両善寺新田が両善寺村にそれぞれ合併。
  - このころ富岡新田・若宮新田・長池新田が富岡村に合併されたとみられる。

### 郡発足以降の沿革
- 明治12年（1879年）（3町771村）
  - 4月9日 - 郡区町村編制法の新潟県での施行により、頸城郡のうち3町771村に行政区画としての中頸城郡が発足。郡役所を高田城下（後の高城村）に設置。
  - 刈羽郡谷根村の所属郡が本郡に変更。
  - 泉村の一部（大出口川右岸）が上泉村、残部（大出口川左岸）が下泉村となる。
  - 北代石村・北代石新田が合併して代石村となる。
  - 初田村が岩野村に合併。
  - 下記の同名村が改称される。

- 田中村（4村） → 南田中村（現：上越市清里区）、東田中村（現：上越市吉川区）、北田中村（現：上越市北田中）、西田中村（現：上越市西田中）
- 横山村（3村） → 中横山村（現：妙高市）、東横山村（現：上越市柿崎区）、西横山村（現：上越市西横山）
- 四ツ屋村（3村） → 中四ツ屋村（現：上越市板倉区）、下四ツ屋村（現：上越市下四ツ屋）、上四ツ屋村（現：妙高市）
- 福田新田（3村） → 上福田新田（現：上越市板倉区）、下福田新田（現：上越市頸城区）、中福田新田（現：上越市大道福田）
- 門前村（3村） → 下門前村（現：上越市下門前）、上門前村（現：上越市上門前）、中門前村（現：上越市中門前）
- 谷内村（3村） → 東谷内村（現：上越市柿崎区）、中谷内村（現：上越市吉川区）、西谷内村（現：上越市西谷内）
- 中条村（2村） → 上中条村（現：上越市清里区）、下中条村（現：上越市吉川区）
- 新保村（2村） → 上新保村（現：妙高市）、下新保村（現：上越市三和区）
- 馬場村（2村） → 上馬場村（現：妙高市）、下馬場村（現：上越市）
- 中島村（2村） → 南中島村（現：上越市板倉区）、東中島村（現：上越市東中島）
- 中島新田（2村） → 上中島新田（現：上越市板倉区）、下中島新田（現：上越市頸城区）
- 小沢村（2村） → 上小沢村（現：妙高市）、下小沢村（現：上越市吉川区）
- 四ツ屋新田（2村） → 南四ツ屋新田（現：上越市板倉区）、北四ツ屋新田（現：上越市頸城区）
- 山寺村（2村） → 東山寺村（現：上越市板倉区）、西山寺村（現：上越市西山寺）
- 稲塚新田（2村） → 東稲塚新田（現：上越市）、西稲塚新田（現：妙高市）
- 戸野村（2村） → 東戸野村（現：上越市清里区）、西戸野村（現：上越市西戸野）
- 百々村（2村） → 下百々村（現：上越市）、上百々村（現：妙高市）
- 米岡新田（2村） → 上米岡新田（現：上越市下五貫野）、下米岡新田（現：上越市頸城区）
- 千原村（2村） → 上千原村（現：上越市大字上千原）、下千原村（現：上越市頸城区）
- 大塚新田（2村） → 上大塚新田（現：妙高市）、下大塚新田（現：上越市）
- 深沢村（2村） → 上深沢村（現：上越市清里区）、下深沢村（現：上越市吉川区）
- 中村新田村（2村） → 下中村新田村（現：上越市頸城区）、中々村新田（現：上越市中々村新田）
- 福島村（2村） → 西福島村（現：上越市頸城区）、東福島村（現：上越市清里区）
- 福田新田村（2村） → 東福田新田村（現：妙高市）、西福田新田村（現：上越市中郷区）
- 湯谷村（2村） → 下湯谷村（現：上越市牧区）、上湯谷村（現：上越市上湯谷）
- 鳥越村（2村） → 西鳥越村（現：上越市西鳥越）、東鳥越村（現：上越市吉川区）
- 田島村（2村） → 上田島村（現：上越市清里区）、下田島村（現：上越市三和区）
- 中村（2村） → 下中村（現：上越市三和区）、上中村（現：妙高市）
- 牧村（2村） → 下牧村（現：上越市柿崎区）、上牧村（現：上越市牧区）
- 福崎新田（2村） → 北福崎新田（現：上越市頸城区、1村のみ改称）
- 八幡新田（2村） → 上八幡新田（現：妙高市、1村のみ改称）
- 松之木村（2村） → 西松之木村（現：上越市西松野木、1村のみ改称）
- 堀ノ内村 → 下堀ノ内村（現：上越市）
- 堀之内村 → 上堀之内村（現：妙高市）
- 中村新田 → 上中村新田（現：妙高市）

- 明治13年（1880年）（3町767村）
  - 十二原新田・高畑新田・石橋新田が合併して三交村となる。
  - 大鹿新田が大鹿村に、馬正面新田が馬正面村にそれぞれ合併。
- 明治14年（1881年） - 武士新田が武士村に合併。（3町766村）
- 明治16年（1883年）（3町763村）
  - 田村新田・稲原新田・須浜屋新田が合併して潟田村となる。
  - 今善光寺新田が下門前村に合併。
- 明治17年（1884年） - 今保新田が今保村に合併。（3町762村）
- 明治18年（1885年）（3町756村）
  - 大嶺新田・名川新田・田入山新田・達野新田が合併して達野村となる。
  - 寺町新田・勘左衛門新田が合併して大貫村となる。
  - 深谷新田が三ツ橋村に、梨平新田が梨木村にそれぞれ合併。
- 明治19年（1886年）（3町748村）
  - 直江津今町が明治初年に起立した直江津19町[89]と合併して直江津町となる。
  - 坂井新田・下福田新田が合併して大坂井村となる。
  - 上島新田・大日古川新田が合併して上島村となる。
  - 中福田新田・富岡古川新田が合併して大道福田村となる。
  - 荒戸河沢村・荒戸河沢新田が合併して河沢村となる。
  - 下大塚新田が三ツ橋新田に、国田新田が国田村に、荒浜新田が下荒浜村に、大日新田が大日村にそれぞれ合併。
  - 福田佐内古新田が佐内村に、三ツ屋新田が三ツ屋村にそれぞれ改称。
- 明治20年（1887年） - 北小池村が小池村に合併。（3町747村）

### 町村制以降の沿革
- 明治22年（1889年）4月1日 - 町村制の施行により以下の町村が発足。（2町73村）

- 上米山村 ← 谷根村、小杉村、吉尾村（現：柏崎市）
- 米山村 ← 上輪村（現：柏崎市、上越市）、上輪新田村、笠島村、青海川村（現：柏崎市）
- 鉢崎村 ← 小萱村（現：上越市）、鉢崎村、大平村、大清水村（現：柏崎市、上越市）
- 柿崎村（単独村制、現・上越市）
- 犀浜村 ← 上下浜村、三ツ屋浜村、坂田新田、直海浜村、上下浜新田、犀ヶ池新田、九戸雁子上下浜立会新田［一部を除く］（現：上越市）
- 七ヶ村 ← 山谷村、法音寺村、金谷村、東谷内村、雁海村、栃窪村、下中山村（現：上越市）
- 潟町村 ← 潟町村、九戸浜村、雁子浜村、浜雁子新田、九戸雁子上下浜立会新田［一部］（現：上越市）
- 犀潟村 ← 潟田村、潟守新田、蜘ヶ池村、吉崎新田、長崎村、行野浜村、岩野古新田、土底浜村、四つ屋村、下小舟戸浜村、下小船戸新田、上小舟戸浜村、上小船戸新田、渋柿村、渋柿浜新田、五ヶ浜新田（現：上越市）
- 八千浦村 ← 黒井村、石橋新田、上荒浜村、下荒浜村、遊光寺村、美子浜村、夷浜新田、西ヶ窪村（現：上越市）
- 北大瀁村 ← 下柳町新田、大谷内新田、柳町新田、寺田新田、富田新田、上柳町新田、中柳町新田、岡田新田、下池田新田、中城新田、片津村、姥谷内新田村、西湊新田村、大坂井村、田中新田、上泉新田村（現：上越市）
- 南川村 ← 市村新田、上三分一村、下三分一村、松本新田村、上吉新田村、下吉新田、西福島村、北四ツ屋新田、浮島新田（現：上越市）
- 頸城村 ← 島田新田村、五十嵐新田村、下千原村、千原新田、諏訪新田村、百間町新田村、立崎新田、鵜木新田、川袋新田、柿野新田、下中村新田村、東俣新田、飯田新田、戸口野新田村、潟口新田村、青野新田村、北方新田、宮原新田村、宮本新田村、森下新田村、船津村、手崎新田、榎下新田村、榎井村、松橋新田、下中島新田、下米岡新田、城野腰新田、北福崎新田、上神原新田、下神原新田、松橋村（現：上越市）
- 明治村 ← 上増田新田、上池田新田、手島村、日根津村、仁野分村、花ヶ崎村、森本村、河原新田、並木新田、天ヶ崎新田、大潟新田村、玄僧村、中増田新田、下増田新田、矢住村および東頸城郡大蒲生田村（現：上越市）
- 旭村 ← 梶村、大滝新田、神田町新田、長沢新田、内雁子村、内雁子新田、八幡新田、坪ノ内新田、鵜田中新田、里鵜島新田、米倉新田、高橋新田、和泉新田、町田村［一部］、六万部村、田尻村、山方村、西野島村、山鵜島新田（現：上越市）
- 下黒川村 ← 阿弥陀瀬村、下小野村、柳ヶ崎村、高寺村、荻谷村、角取村、行法村、川井村、馬正面村、下条村、落合村、上金原村、桜町新田、百木村、上小野村、川田村、下金原村、上直海村、江島新田（現：上越市）
- 大出口村 ← 代石村、下中条村、小苗代村、赤沢村、上泉村、下泉村、後生寺村、伯母ヶ沢村（現：上越市）
- 中吉川村 ← 山口村、顕法寺村、中谷内村、下深沢村、片田村、吉井村、東寺村、平等寺村、泉谷村、土尻村、天林寺村、川崎村、東鳥越村、下町村、原ノ町村、大乗寺村、町田村［一部］、下小沢村、竹直村、長峰新田（現：上越市）
- 上吉川村 ← 東田中村、河沢村、道之下村、長坂村、福平村、国田村、岩沢村、大賀村、山直海村、入河沢村、山中村、米山村（現：上越市）
- 川谷村 ← 川谷村、石谷村、名木山村、尾神村［一部］（現：上越市）
- 水源村 ← 尾神村［一部］、高沢入村、坪野村、東横山村、狸平村（現：上越市）
- 黒川村 ← 城腰村、猿毛村、上中山村、松留村、水野村、下牧村、平沢村、岩野村、米山寺村、芋島村、下灰庭新田、岩手村、高畑村（現：上越市）
- 黒岩村（単独村制、現・上越市）
- 大和村 ← 高田新田村、荒町村、脇野田村、今泉村、土合村、七ヶ所新田村（現：上越市）
- 大倉村 ← 石沢村、寺町村、西田中村（現：上越市）、柳井田村（現：妙高市）
- 下板倉村 ← 広島村（現：妙高市）、木島村、島田村、島田上新田村、上箱井村、中箱井村、岡原村、島田下新田村、下箱井村、五ヶ所新田、丸山新田村、下新田村（現：上越市）
- 国明村 ← 栗原村、月岡村、国賀村、上百々村（現：妙高市）
- 鳥坂村 ← 姫川原村、除戸村、番匠古新田、上堀之内村、中宿村（現：妙高市）
- 原通村 ← 小原新田、大原新田村、北田屋新田、坂下新田村、寺尾村、今府村、窪田新田、西田屋新田村、中原新田、大沢新田村、上大塚新田、中島新田村、東田屋新田村、橋本新田、岡新田村、田中村新田、米島新田、花房村、東福田新田村、東四ツ屋新田、葎生村、上中村新田、坂口新田（現：妙高市）
- 境村 ← 桶海村、大谷村、兼俣新田（現：妙高市）
- 妙高村（第1次） ← 毛祝坂新田村、田口新田、田切村、二俣村、一本木新田（現：妙高市）
- 関川村（単独村制、現・妙高市）
- 矢代村 ← 菅沼村、西菅沼新田、三本木新田村、東志村、上中村、志村、窪松原村、両善寺村、西野谷新田、西野谷村（現：妙高市）、西福田新田村、岡沢村（現：上越市）
- 中郷村 ← 板橋新田、藤沢村、坂本新田、二本木村、松崎村、市屋村、江口新田村、片貝村、福崎新田村、稲荷山新田村、宮野原新田村、岡川村、西四ツ屋新田、八斗蒔新田（現：上越市）
- 大崎村 ← 小出雲村、新井村、石塚村、中川村、西稲塚新田（現：妙高市）
- 参賀村 ← 高柳村、二子島村、美守村（現：妙高市）
- 関山村、杉野沢村（それぞれ単独村制。現・妙高市）
- 西郷村 ← 五日市村、上四ツ屋村、谷内林新田村、上八幡新田、新保新田村、坂井新田村、梨木村、藤塚新田、土田村、猪野山村、小丸山新田村、長森村、三ツ俣村（現：妙高市）
- 斐太村 ← 飛田村、稲荷村、飛田新田、岡崎新田村、十日市村、乙吉村、籠町村、神宮寺村、宮内村、雪森村、青田村（現：妙高市）
- 北大崎村 ← 上門前村、小滝村、地頭方村、青木村、上中田村、下中田村、下馬場村、朝日村、後谷村、黒田村、灰塚村、京田村、向橋村、塩荷谷村、儀明村、上湯谷村（現：上越市）
- 下ノ郷村 ← 大貫村、飯村、茶新田村、滝寺村、中正善寺村、下正善寺村、宇津尾村、中野俣村、上綱子村、福岡村（現：上越市）
- 高田町 ← 高田城下のうち41町（旧・町人町および寺町）、高田陀羅尼新田新田、高田陀羅尼新田、高田川原町新田、高田高土村［一部を除く］、高田藪野新田村（現：上越市）
- 高城村 ← 高田城下のうち48町（旧・城郭および家中）、高田高土村［一部］、高田馬塚新田（現：上越市）
- 春日村 ← 大豆村、春日村、中門前村、宮野尾村、牛池新田、中屋敷村、寺分村、上正善寺村、岩木村（現：上越市）
- 高志村 ← 土橋村、塚田新田、藤巻村、藤新田村、木田新田村、木田村、薄袋村、三交村（現：上越市）
- 国府村 ← 五智国分村、愛宕国分村、毘沙門国分村、大場村、善光寺浜村、居多村、国分寺村、虫生岩戸村、居田村（現：上越市）
- 直江津町 ← 直江津町、至徳寺村、砂山村、安国寺村、八幡村、塩谷新田村［一部を除く］、轟木村、春日新田村［一部］、高崎新田
- 谷浜村 ← 有間川村、長浜村、丹原村、鍋ヶ浦村、吉浦村、上宇山村、下宇山村、茶屋ヶ原村（現：上越市）
- 和泉村 ← 高住村、西戸野村、鍛冶免分、花立村、西山寺村、下綱子村、中桑取村、三伝村、諏訪分村、西鳥越村、小池村、小池新田、中桑取新田、西横山村（現：上越市）
- 桑取村 ← 横畑村、皆口村、西谷内村、北谷村、土口村、増沢村、大淵村、東吉尾村、西吉尾村（現：上越市）
- 大鹿村（単独村制、現・妙高市）
- 豊葦村 ← 土路村、樽本村（現：妙高市）
- 長沢村（単独村制、現・妙高市）
- 瑞穂村 ← 猿橋村、長沢原村、東関村、楡島村（現：妙高市）
- 水上村 ← 吉木村、北条村、西条村、上新保村、川上村、光明寺新田、吉木新田（現：妙高市）
- 板倉村 ← 針村、関根村、横町村、下田屋村、上中島新田、南中島村、小石原村、下米沢村（現：上越市）
- 豊原村 ← 高野村、坂井村、長塚村、南四ツ屋新田、上福田新田、戸狩村、稲増村、田井村、長嶺村（現：上越市）
- 根越村 ← 中四ツ屋村、宮島村、曽根田村、国川村、福王寺村、田屋村、沢田村、別所村、達野村、栗沢村、大野新田、筒方村、関田村、玄藤寺新田
- 箕冠村 ← 熊川村、吉増村、山越村、熊川新田、山部村、米増村、中野宮村、釜塚村、菰立村、不動新田（現：上越市）
- 泉村 ← 下濁川村、巻淵村、上濁川村、和屋村、中横山村、木成村、大貝村、大下村、上馬場村、小局村、東菅沼村（現：妙高市）
- 平丸村 ← 上平丸村、下平丸村（現：妙高市）
- 寺野村 ← 久々野村、猿供養寺村、東山寺村、大池新田村、機織村（現：上越市）
- 水原村 ← 上小沢村、大濁村、坪山村、小濁村（現：妙高市）
- 菅原村 ← 菅原村、岡嶺新田、岡之町村、荒牧村、上深沢村、上田島村、東福島村、馬屋村、塩曽根村、今曽根村、南田中村、武士村、上稲塚村（現：上越市）
- 高士村 ← 松塚村、妙賀村、油田村、森田村、十二ノ木村、大口村、南方村、北方村、南京田村、北京田村、東高津村、本高津村、西高津村、稲村古新田、上元屋敷村、下元屋敷村、小村、保屋村、浦梨村、下曽根村、上曽根村、稲谷村、東稲塚新田、下稲塚村（現：上越市）
- 飯田村（単独村制、現・上越市）
- 櫛池村 ← 北野村、梨平村、赤池村、青柳村、梨窪村、鶯沢村、上中条村、鈴倉村、寺之脇村、東戸野村、棚田村、水草村（現：上越市）
- 里五十公野村 ← 川浦村、中野村、窪村、法花寺村、水科村、水吉村、鴨井村、田村、下中村、野村、稲原村、宮崎新田、横山新田（現：上越市）
- 上杉村 ← 所山田村、岡田村、島倉村、北代村、下新保村、大村、下田島村、三村新田、今保村、浮島村、払沢村、桑曽根村、山高津村、井ノ口村（現：上越市）
- 美守村 ← 錦村、柳林村、上広田村、岡木村、米子村、広井村、下広田村、本郷村、沖柳村、越柳村、神田村、塔之輪村、山腰新田、末野村、末野新田、猿俣新田（現：上越市）
- 諏訪村 ← 米岡村、北田中村、鶴町村、東原村、荻野村、下堀之内村、高森村、南新保村、横曽根村、横曽根古新田、北新保村、上真砂村、杉ノ袋村、飯塚村、中真砂村、川端村、東中島村、上千原村、下真砂村、福橋村、上野田村［一部］（現：上越市）
- 保倉村 ← 下百々村、駒林村、小泉村、長岡村、長岡新田、上名柄村、下名柄村、田屋新田、榎井新田、上米岡新田、下吉野村、上吉野村、上吉野新田、五野井村、岡崎新田、梅田新田、青野村、田沢新田、福岡新田、石川村（現：上越市）
- 有田村 ← 小猿屋村、小猿屋新田、三田村、三田新田、三ツ橋新田、三ツ橋村、福田村、安江村、上源入村、下門前村、下源入村、松村新田、三ツ屋村、佐内村、春日新田村［一部を除く］、塩屋新田村［一部］（現：上越市）
- 三郷村 ← 本長者原新田、新長者原村、天野原新田、辰尾新田、藪野村、本長者原村、今池村、下四ツ屋村、西松野木村（現：上越市）
- 津有村 ← 四ヶ所村、市ノ口新田、戸野目村、戸野目古新田、門田新田、市ノ江村、桐原村、本道村、下野田村、長面村、上野田村［大部分］、三王新田、吉岡村、上池部村、下池部村、剣村、藤塚村、下新町村、池村、上富川村、熊塚村、熊留新田、下富川村、上新町村、新保古新田、本新保村、野尻村、稲村、上雲寺村、中野新田、茨沢村、荒屋村、虫川村、四ツ辻村、角川村、角川古新田、重川新田、新屋敷村（現：上越市）
- 新道村 ← 樋場村、子安村、子安新田、鴨島村、上稲田村、下稲田村、赤塚新田、寺村、大日村、中田新田村、上島村、大道新田、中々村新田村、平岡村、南田屋新田村、北田屋新田村、大道福田村、富岡村、藤野新田（現：上越市）
- 宇津俣村、上牧村、府殿村、下湯谷村、倉下村、原村、上昆子村、下昆子村、松之木村、荒井村が東頸城郡川辺村となる。

- 明治23年（1890年）
  - 5月 - 北大瀁村が改称して大瀁村となる。
  - 6月27日 - 大崎村の一部（新井）より新井村、一部（小出雲）より小出雲村が分立。（2町75村）
- 明治25年（1892年）9月9日 - 新井村が町制施行して新井町となる。（3町74村）
- 明治30年（1897年）1月1日 - 郡制を施行。
- 明治34年（1901年）
  - 8月28日 - 鉢崎村・米山村が合併し、改めて米山村が発足。
  - 11月1日 - 下記の町村の統合が行われる。いずれも新設合併。（3町50村）

- 金谷村 ← 下ノ郷村、北大崎村
- 春日村 ← 春日村、高志村、国府村
- 三郷村 ← 三郷村、高士村［下稲塚・東稲塚新田］
- 高士村 ← 高士村［下稲塚・東稲塚新田を除く］、飯田村
- 谷浜村 ← 谷浜村、和泉村
- 新井町 ← 新井町、小出雲村、大崎村
- 斐太村 ← 斐太村、西郷村
- 猿橋村 ← 瑞穂村、長沢村
- 和田村 ← 下板倉村、大和村、大倉村、国明村
- 柿崎村 ← 柿崎村、犀浜村、下黒川村
- 黒岩村 ← 黒岩村、水源村［東横山・狸平］
- 源村 ← 川谷村、水源村［坪野・高沢入・尾神］、上吉川村［岩沢・大賀・山直海・山中・米山］
- 吉川村 ← 中吉川村、大出口村、上吉川村［国田・国田新田・長坂・道ノ下・福平・東田中・入河沢・河沢］
- 潟町村 ← 潟町村、犀潟村
- 大瀁村 ← 大瀁村、南川村、頸城村
- 名香山村 ← 妙高村、関川村、境村［兼俣新田および大谷の一部］
- 関山村 ← 関山村、境村［桶海および大谷の一部を除く］、原通村［坂口］（原通村の残部は存続）
- 板倉村 ← 板倉村、豊原村、根越村、箕冠村

- 明治36年（1903年）8月14日 - 猿橋村が改称して上郷村となる。
- 明治40年（1907年）8月1日 - 新井町・参賀村が合併し、改めて新井町が発足。（3町49村）
- 明治41年（1908年）
  - 10月1日 - 柿崎村・七ヶ村が合併し、改めて柿崎村が発足。（3町48村）
  - 11月1日 - 高田町・高城村が合併し、改めて高田町が発足。（3町47村）
- 明治44年（1911年）9月1日 - 高田町が市制施行して高田市となり、郡より離脱。（2町47村）
- 大正12年（1923年）3月31日 - 郡会が廃止。郡役所は存続。
- 大正15年（1926年）6月30日 - 郡役所が廃止。以降は地域区分名称となる。
- 昭和9年（1934年）1月1日 - 柿崎村が町制施行して柿崎町となる。（3町46村）
- 昭和17年（1942年）7月1日 - 「中頸城地方事務所」が高田市に設置され、本郡を管轄。
- 昭和25年（1950年）4月1日 - 上米山村が柏崎市に編入。（3町45村）
- 昭和29年（1954年）
  - 4月1日 - 新道村・金谷村が高田市に編入。（3町43村）
  - 6月1日 - 有田村・八千浦村・保倉村および諏訪村の一部（飯塚・中真砂・下真砂・福橋・川端・東中島・上千原・横曽根）が直江津町に編入。直江津町は即日市制施行して直江津市となり、郡より離脱。（2町40村）
  - 11月1日 - 新井町・矢代村・斐太村・鳥坂村・水上村・泉村・上郷村・平丸村および和田村の一部（柳井田・栗原・月岡・国賀）が合併して新井市が発足し、郡より離脱。（1町33村）
- 昭和30年（1955年）
  - 2月1日（1町28村）
    - 春日村・諏訪村・津有村・三郷村が高田市に編入。
    - 和田村の一部（上百々・広島を除く）が高田市、残部（上百々・広島）が新井市に分割編入。

  - 3月1日 - 柿崎町・下黒川村・黒川村・黒岩村が合併し、改めて柿崎町が発足。（1町25村）
  - 3月31日（2町18村）
    - 菅原村・櫛池村が合併して清里村が発足。
    - 吉川村・源村および旭村の一部（梶・大滝新田・下八幡新田・坪野内新田・神田町新田・長沢新田・西野島・町田・六万部・田尻・山方）が合併して吉川町が発足。
    - 旭村の残部（内雁子・内雁子新田・里鵜島新田・鵜田中新田・米倉新田・高橋新田・和泉新田・山鵜島新田）が潟町村に編入。
    - 関山村・大鹿村・豊葦村および原通村の一部（大沢新田・小原新田および大原新田の一部[101]を除く）が合併して妙高村（第2次）が発足。
    - 原通村の残部（大沢新田・小原新田および大原新田の一部[101]）が新井市に編入。

  - 4月1日 - 谷浜村・桑取村が直江津市に編入。（2町16村）
  - 4月10日 - 名香山村が妙高々原村に改称。
  - 10月1日 - 里五十公野村・上杉村・美守村が合併して三和村が発足。（2町14村）
- 昭和31年（1956年）
  - 4月1日 - 寺野村が板倉村に編入。（2町13村）
  - 9月30日（3町10村）
    - 水原村が新井市に編入。
    - 妙高々原村・杉野沢村が合併して妙高々原町が発足。

  - 12月19日 - 米山村が柏崎市に編入。（3町9村）
- 昭和32年（1957年）
  - 4月1日 - 大瀁村・明治村が合併して頸城村が発足。（3町8村）
  - 8月1日 - 潟町村が町制施行・改称して大潟町となる。（4町7村）
- 昭和33年（1958年）8月1日 - 板倉村が町制施行して板倉町となる。（5町6村）
- 昭和34年（1959年）11月1日 - 高士村が高田市に編入。（5町5村）
- 昭和44年（1969年）10月1日 - 妙高々原町が改称して妙高高原町となる。
- 平成17年（2005年）
  - 1月1日 - 柿崎町・大潟町・頸城村・吉川町・中郷村・板倉町・清里村・三和村が上越市に編入。（1町1村）
  - 4月1日 - 妙高高原町・妙高村が新井市に編入。新井市は即日改称して妙高市となる。同日中頸城郡消滅。

### 変遷表
| 明治以前               | 明治以前             | 明治初年 - 明治22年            | 明治初年 - 明治22年            | 明治初年 - 明治22年            | 明治22年 4月1日 町村制施行 | 明治22年 - 明治33年           | 明治22年 - 明治33年           | 明治34年 - 大正15年          | 明治34年 - 大正15年          | 明治34年 - 大正15年          | 昭和元年 - 昭和30年                             | 昭和元年 - 昭和30年             | 昭和31年 - 昭和40年           | 昭和31年 - 昭和40年            | 昭和41年 - 昭和64年        | 平成元年 - 現在                             | 現在   |
| ---------------------- | -------------------- | ------------------------------ | ------------------------------ | ------------------------------ | -------------------------- | ----------------------------- | ----------------------------- | ---------------------------- | ---------------------------- | ---------------------------- | ----------------------------------------------- | ------------------------------- | ----------------------------- | ------------------------------ | -------------------------- | ------------------------------------------- | ------ |
| 刈羽郡谷根村           | 刈羽郡谷根村         | 刈羽郡谷根村                   | 明治12年 所属変更 谷根村       | 明治12年 所属変更 谷根村       | 上米山村                   | 上米山村                      | 上米山村                      | 上米山村                     | 上米山村                     | 上米山村                     | 昭和25年4月1日 柏崎市に編入                     | 柏崎市                          | 柏崎市                        | 柏崎市                         | 柏崎市                     | 柏崎市                                      | 柏崎市 |
| 小杉村                 | 小杉村               | 小杉村                         | 小杉村                         | 小杉村                         | 上米山村                   | 上米山村                      | 上米山村                      | 上米山村                     | 上米山村                     | 上米山村                     | 昭和25年4月1日 柏崎市に編入                     | 柏崎市                          | 柏崎市                        | 柏崎市                         | 柏崎市                     | 柏崎市                                      | 柏崎市 |
| 吉尾村                 | 吉尾村               | 吉尾村                         | 吉尾村                         | 吉尾村                         | 上米山村                   | 上米山村                      | 上米山村                      | 上米山村                     | 上米山村                     | 上米山村                     | 昭和25年4月1日 柏崎市に編入                     | 柏崎市                          | 柏崎市                        | 柏崎市                         | 柏崎市                     | 柏崎市                                      | 柏崎市 |
| 鉢崎村                 | 一部                 | 鉢崎村                         | 鉢崎村                         | 鉢崎村                         | 鉢崎村                     | 鉢崎村                        | 鉢崎村                        | 明治34年8月28日 米山村       | 明治34年8月28日 米山村       | 明治34年8月28日 米山村       | 米山村                                          | 米山村                          | 昭和31年12月19日 柏崎市に編入 | 柏崎市                         | 柏崎市                     | 柏崎市                                      | 柏崎市 |
| 鉢崎村                 | 一部                 | 鉢崎村                         | 鉢崎村                         | 鉢崎村                         | 鉢崎村                     | 鉢崎村                        | 鉢崎村                        | 明治34年8月28日 米山村       | 明治34年8月28日 米山村       | 明治34年8月28日 米山村       | 米山村                                          | 米山村                          | 昭和31年12月19日 柏崎市に編入 | 昭和32年1月1日 柿崎町に編入    | 柿崎町                     | 平成17年1月1日 上越市に編入                 | 上越市 |
| 大平村                 | 一部                 | 大平村                         | 大平村                         | 大平村                         | 鉢崎村                     | 鉢崎村                        | 鉢崎村                        | 明治34年8月28日 米山村       | 明治34年8月28日 米山村       | 明治34年8月28日 米山村       | 米山村                                          | 米山村                          | 昭和31年12月19日 柏崎市に編入 | 昭和32年1月1日 柿崎町に編入    | 柿崎町                     | 平成17年1月1日 上越市に編入                 | 上越市 |
| 大平村                 | 一部                 | 大平村                         | 大平村                         | 大平村                         | 鉢崎村                     | 鉢崎村                        | 鉢崎村                        | 明治34年8月28日 米山村       | 明治34年8月28日 米山村       | 明治34年8月28日 米山村       | 米山村                                          | 米山村                          | 昭和31年12月19日 柏崎市に編入 | 柏崎市                         | 柏崎市                     | 柏崎市                                      | 柏崎市 |
| 大清水村               | 一部                 | 大清水村                       | 大清水村                       | 大清水村                       | 鉢崎村                     | 鉢崎村                        | 鉢崎村                        | 明治34年8月28日 米山村       | 明治34年8月28日 米山村       | 明治34年8月28日 米山村       | 米山村                                          | 米山村                          | 昭和31年12月19日 柏崎市に編入 | 柏崎市                         | 柏崎市                     | 柏崎市                                      | 柏崎市 |
| 大清水村               | 一部                 | 大清水村                       | 大清水村                       | 大清水村                       | 鉢崎村                     | 鉢崎村                        | 鉢崎村                        | 明治34年8月28日 米山村       | 明治34年8月28日 米山村       | 明治34年8月28日 米山村       | 米山村                                          | 米山村                          | 昭和31年12月19日 柏崎市に編入 | 昭和32年1月1日 柿崎町に編入    | 柿崎町                     | 平成17年1月1日 上越市に編入                 | 上越市 |
| 小萱村                 | 小萱村               | 小萱村                         | 小萱村                         | 小萱村                         | 鉢崎村                     | 鉢崎村                        | 鉢崎村                        | 明治34年8月28日 米山村       | 明治34年8月28日 米山村       | 明治34年8月28日 米山村       | 米山村                                          | 米山村                          | 昭和31年12月19日 柏崎市に編入 | 昭和32年1月1日 柿崎町に編入    | 柿崎町                     | 平成17年1月1日 上越市に編入                 | 上越市 |
| 上輪村                 | 一部                 | 上輪村                         | 上輪村                         | 上輪村                         | 米山村                     | 米山村                        | 米山村                        | 明治34年8月28日 米山村       | 明治34年8月28日 米山村       | 明治34年8月28日 米山村       | 米山村                                          | 米山村                          | 昭和31年12月19日 柏崎市に編入 | 昭和32年1月1日 柿崎町に編入    | 柿崎町                     | 平成17年1月1日 上越市に編入                 | 上越市 |
| 上輪村                 | 一部                 | 上輪村                         | 上輪村                         | 上輪村                         | 米山村                     | 米山村                        | 米山村                        | 明治34年8月28日 米山村       | 明治34年8月28日 米山村       | 明治34年8月28日 米山村       | 米山村                                          | 米山村                          | 昭和31年12月19日 柏崎市に編入 | 柏崎市                         | 柏崎市                     | 柏崎市                                      | 柏崎市 |
| 上輪新田村             | 上輪新田村           | 上輪新田村                     | 上輪新田村                     | 上輪新田村                     | 米山村                     | 米山村                        | 米山村                        | 明治34年8月28日 米山村       | 明治34年8月28日 米山村       | 明治34年8月28日 米山村       | 米山村                                          | 米山村                          | 昭和31年12月19日 柏崎市に編入 | 柏崎市                         | 柏崎市                     | 柏崎市                                      | 柏崎市 |
| 笠島村                 | 笠島村               | 笠島村                         | 笠島村                         | 笠島村                         | 米山村                     | 米山村                        | 米山村                        | 明治34年8月28日 米山村       | 明治34年8月28日 米山村       | 明治34年8月28日 米山村       | 米山村                                          | 米山村                          | 昭和31年12月19日 柏崎市に編入 | 柏崎市                         | 柏崎市                     | 柏崎市                                      | 柏崎市 |
| 青海川村               | 青海川村             | 青海川村                       | 青海川村                       | 青海川村                       | 米山村                     | 米山村                        | 米山村                        | 明治34年8月28日 米山村       | 明治34年8月28日 米山村       | 明治34年8月28日 米山村       | 米山村                                          | 米山村                          | 昭和31年12月19日 柏崎市に編入 | 柏崎市                         | 柏崎市                     | 柏崎市                                      | 柏崎市 |
| 柿崎村                 | 柿崎村               | 柿崎村                         | 柿崎村                         | 柿崎村                         | 柿崎村                     | 柿崎村                        | 柿崎村                        | 明治34年11月1日 柿崎村       | 明治41年10月1日 柿崎村       | 明治41年10月1日 柿崎村       | 昭和9年1月1日 柿崎町                            | 昭和30年3月1日 柿崎町           | 柿崎町                        | 柿崎町                         | 柿崎町                     | 平成17年1月1日 上越市に編入                 | 上越市 |
| 上下浜村               | 上下浜村             | 上下浜村                       | 上下浜村                       | 上下浜村                       | 犀浜村                     | 犀浜村                        | 犀浜村                        | 明治34年11月1日 柿崎村       | 明治41年10月1日 柿崎村       | 明治41年10月1日 柿崎村       | 昭和9年1月1日 柿崎町                            | 昭和30年3月1日 柿崎町           | 柿崎町                        | 柿崎町                         | 柿崎町                     | 平成17年1月1日 上越市に編入                 | 上越市 |
| 三ツ屋浜村             | 三ツ屋浜村           | 三ツ屋浜村                     | 三ツ屋浜村                     | 三ツ屋浜村                     | 犀浜村                     | 犀浜村                        | 犀浜村                        | 明治34年11月1日 柿崎村       | 明治41年10月1日 柿崎村       | 明治41年10月1日 柿崎村       | 昭和9年1月1日 柿崎町                            | 昭和30年3月1日 柿崎町           | 柿崎町                        | 柿崎町                         | 柿崎町                     | 平成17年1月1日 上越市に編入                 | 上越市 |
| 直海浜村               | 直海浜村             | 直海浜村                       | 直海浜村                       | 直海浜村                       | 犀浜村                     | 犀浜村                        | 犀浜村                        | 明治34年11月1日 柿崎村       | 明治41年10月1日 柿崎村       | 明治41年10月1日 柿崎村       | 昭和9年1月1日 柿崎町                            | 昭和30年3月1日 柿崎町           | 柿崎町                        | 柿崎町                         | 柿崎町                     | 平成17年1月1日 上越市に編入                 | 上越市 |
| 坂田新田               | 坂田新田             | 坂田新田                       | 坂田新田                       | 坂田新田                       | 犀浜村                     | 犀浜村                        | 犀浜村                        | 明治34年11月1日 柿崎村       | 明治41年10月1日 柿崎村       | 明治41年10月1日 柿崎村       | 昭和9年1月1日 柿崎町                            | 昭和30年3月1日 柿崎町           | 柿崎町                        | 柿崎町                         | 柿崎町                     | 平成17年1月1日 上越市に編入                 | 上越市 |
| 上下浜新田             | 上下浜新田           | 上下浜新田                     | 上下浜新田                     | 上下浜新田                     | 犀浜村                     | 犀浜村                        | 犀浜村                        | 明治34年11月1日 柿崎村       | 明治41年10月1日 柿崎村       | 明治41年10月1日 柿崎村       | 昭和9年1月1日 柿崎町                            | 昭和30年3月1日 柿崎町           | 柿崎町                        | 柿崎町                         | 柿崎町                     | 平成17年1月1日 上越市に編入                 | 上越市 |
| 犀ヶ池新田             | 犀ヶ池新田           | 犀ヶ池新田                     | 犀ヶ池新田                     | 犀ヶ池新田                     | 犀浜村                     | 犀浜村                        | 犀浜村                        | 明治34年11月1日 柿崎村       | 明治41年10月1日 柿崎村       | 明治41年10月1日 柿崎村       | 昭和9年1月1日 柿崎町                            | 昭和30年3月1日 柿崎町           | 柿崎町                        | 柿崎町                         | 柿崎町                     | 平成17年1月1日 上越市に編入                 | 上越市 |
| 九戸雁子上下浜立会新田 | 一部を除く           | 九戸雁子上下浜立会新田         | 九戸雁子上下浜立会新田         | 九戸雁子上下浜立会新田         | 犀浜村                     | 犀浜村                        | 犀浜村                        | 明治34年11月1日 柿崎村       | 明治41年10月1日 柿崎村       | 明治41年10月1日 柿崎村       | 昭和9年1月1日 柿崎町                            | 昭和30年3月1日 柿崎町           | 柿崎町                        | 柿崎町                         | 柿崎町                     | 平成17年1月1日 上越市に編入                 | 上越市 |
| 阿弥陀瀬村             | 阿弥陀瀬村           | 阿弥陀瀬村                     | 阿弥陀瀬村                     | 阿弥陀瀬村                     | 七ヶ村                     | 七ヶ村                        | 七ヶ村                        | 七ヶ村                       | 明治41年10月1日 柿崎村       | 明治41年10月1日 柿崎村       | 昭和9年1月1日 柿崎町                            | 昭和30年3月1日 柿崎町           | 柿崎町                        | 柿崎町                         | 柿崎町                     | 平成17年1月1日 上越市に編入                 | 上越市 |
| 下小野村               | 下小野村             | 下小野村                       | 下小野村                       | 下小野村                       | 七ヶ村                     | 七ヶ村                        | 七ヶ村                        | 七ヶ村                       | 明治41年10月1日 柿崎村       | 明治41年10月1日 柿崎村       | 昭和9年1月1日 柿崎町                            | 昭和30年3月1日 柿崎町           | 柿崎町                        | 柿崎町                         | 柿崎町                     | 平成17年1月1日 上越市に編入                 | 上越市 |
| 柳ヶ崎村               | 柳ヶ崎村             | 柳ヶ崎村                       | 柳ヶ崎村                       | 柳ヶ崎村                       | 七ヶ村                     | 七ヶ村                        | 七ヶ村                        | 七ヶ村                       | 明治41年10月1日 柿崎村       | 明治41年10月1日 柿崎村       | 昭和9年1月1日 柿崎町                            | 昭和30年3月1日 柿崎町           | 柿崎町                        | 柿崎町                         | 柿崎町                     | 平成17年1月1日 上越市に編入                 | 上越市 |
| 高寺村                 | 高寺村               | 高寺村                         | 高寺村                         | 高寺村                         | 七ヶ村                     | 七ヶ村                        | 七ヶ村                        | 七ヶ村                       | 明治41年10月1日 柿崎村       | 明治41年10月1日 柿崎村       | 昭和9年1月1日 柿崎町                            | 昭和30年3月1日 柿崎町           | 柿崎町                        | 柿崎町                         | 柿崎町                     | 平成17年1月1日 上越市に編入                 | 上越市 |
| 荻谷村                 | 荻谷村               | 荻谷村                         | 荻谷村                         | 荻谷村                         | 七ヶ村                     | 七ヶ村                        | 七ヶ村                        | 七ヶ村                       | 明治41年10月1日 柿崎村       | 明治41年10月1日 柿崎村       | 昭和9年1月1日 柿崎町                            | 昭和30年3月1日 柿崎町           | 柿崎町                        | 柿崎町                         | 柿崎町                     | 平成17年1月1日 上越市に編入                 | 上越市 |
| 角取村                 | 角取村               | 角取村                         | 角取村                         | 角取村                         | 七ヶ村                     | 七ヶ村                        | 七ヶ村                        | 七ヶ村                       | 明治41年10月1日 柿崎村       | 明治41年10月1日 柿崎村       | 昭和9年1月1日 柿崎町                            | 昭和30年3月1日 柿崎町           | 柿崎町                        | 柿崎町                         | 柿崎町                     | 平成17年1月1日 上越市に編入                 | 上越市 |
| 行法村                 | 行法村               | 行法村                         | 行法村                         | 行法村                         | 七ヶ村                     | 七ヶ村                        | 七ヶ村                        | 七ヶ村                       | 明治41年10月1日 柿崎村       | 明治41年10月1日 柿崎村       | 昭和9年1月1日 柿崎町                            | 昭和30年3月1日 柿崎町           | 柿崎町                        | 柿崎町                         | 柿崎町                     | 平成17年1月1日 上越市に編入                 | 上越市 |
| 川井村                 | 川井村               | 川井村                         | 川井村                         | 川井村                         | 七ヶ村                     | 七ヶ村                        | 七ヶ村                        | 七ヶ村                       | 明治41年10月1日 柿崎村       | 明治41年10月1日 柿崎村       | 昭和9年1月1日 柿崎町                            | 昭和30年3月1日 柿崎町           | 柿崎町                        | 柿崎町                         | 柿崎町                     | 平成17年1月1日 上越市に編入                 | 上越市 |
| 馬正面村               | 馬正面村             | 馬正面村                       | 明治13年 馬正面村              | 明治13年 馬正面村              | 七ヶ村                     | 七ヶ村                        | 七ヶ村                        | 七ヶ村                       | 明治41年10月1日 柿崎村       | 明治41年10月1日 柿崎村       | 昭和9年1月1日 柿崎町                            | 昭和30年3月1日 柿崎町           | 柿崎町                        | 柿崎町                         | 柿崎町                     | 平成17年1月1日 上越市に編入                 | 上越市 |
| 馬正面新田             | 馬正面新田           | 馬正面新田                     | 明治13年 馬正面村              | 明治13年 馬正面村              | 七ヶ村                     | 七ヶ村                        | 七ヶ村                        | 七ヶ村                       | 明治41年10月1日 柿崎村       | 明治41年10月1日 柿崎村       | 昭和9年1月1日 柿崎町                            | 昭和30年3月1日 柿崎町           | 柿崎町                        | 柿崎町                         | 柿崎町                     | 平成17年1月1日 上越市に編入                 | 上越市 |
| 下条村                 | 下条村               | 下条村                         | 下条村                         | 下条村                         | 七ヶ村                     | 七ヶ村                        | 七ヶ村                        | 七ヶ村                       | 明治41年10月1日 柿崎村       | 明治41年10月1日 柿崎村       | 昭和9年1月1日 柿崎町                            | 昭和30年3月1日 柿崎町           | 柿崎町                        | 柿崎町                         | 柿崎町                     | 平成17年1月1日 上越市に編入                 | 上越市 |
| 落合村                 | 落合村               | 落合村                         | 落合村                         | 落合村                         | 七ヶ村                     | 七ヶ村                        | 七ヶ村                        | 七ヶ村                       | 明治41年10月1日 柿崎村       | 明治41年10月1日 柿崎村       | 昭和9年1月1日 柿崎町                            | 昭和30年3月1日 柿崎町           | 柿崎町                        | 柿崎町                         | 柿崎町                     | 平成17年1月1日 上越市に編入                 | 上越市 |
| 上金原村               | 上金原村             | 上金原村                       | 上金原村                       | 上金原村                       | 七ヶ村                     | 七ヶ村                        | 七ヶ村                        | 七ヶ村                       | 明治41年10月1日 柿崎村       | 明治41年10月1日 柿崎村       | 昭和9年1月1日 柿崎町                            | 昭和30年3月1日 柿崎町           | 柿崎町                        | 柿崎町                         | 柿崎町                     | 平成17年1月1日 上越市に編入                 | 上越市 |
| 桜町新田               | 桜町新田             | 桜町新田                       | 桜町新田                       | 桜町新田                       | 七ヶ村                     | 七ヶ村                        | 七ヶ村                        | 七ヶ村                       | 明治41年10月1日 柿崎村       | 明治41年10月1日 柿崎村       | 昭和9年1月1日 柿崎町                            | 昭和30年3月1日 柿崎町           | 柿崎町                        | 柿崎町                         | 柿崎町                     | 平成17年1月1日 上越市に編入                 | 上越市 |
| 百木村                 | 百木村               | 百木村                         | 百木村                         | 百木村                         | 七ヶ村                     | 七ヶ村                        | 七ヶ村                        | 七ヶ村                       | 明治41年10月1日 柿崎村       | 明治41年10月1日 柿崎村       | 昭和9年1月1日 柿崎町                            | 昭和30年3月1日 柿崎町           | 柿崎町                        | 柿崎町                         | 柿崎町                     | 平成17年1月1日 上越市に編入                 | 上越市 |
| 上小野村               | 上小野村             | 上小野村                       | 上小野村                       | 上小野村                       | 七ヶ村                     | 七ヶ村                        | 七ヶ村                        | 七ヶ村                       | 明治41年10月1日 柿崎村       | 明治41年10月1日 柿崎村       | 昭和9年1月1日 柿崎町                            | 昭和30年3月1日 柿崎町           | 柿崎町                        | 柿崎町                         | 柿崎町                     | 平成17年1月1日 上越市に編入                 | 上越市 |
| 川田村                 | 川田村               | 川田村                         | 川田村                         | 川田村                         | 七ヶ村                     | 七ヶ村                        | 七ヶ村                        | 七ヶ村                       | 明治41年10月1日 柿崎村       | 明治41年10月1日 柿崎村       | 昭和9年1月1日 柿崎町                            | 昭和30年3月1日 柿崎町           | 柿崎町                        | 柿崎町                         | 柿崎町                     | 平成17年1月1日 上越市に編入                 | 上越市 |
| 下金原村               | 下金原村             | 下金原村                       | 下金原村                       | 下金原村                       | 七ヶ村                     | 七ヶ村                        | 七ヶ村                        | 七ヶ村                       | 明治41年10月1日 柿崎村       | 明治41年10月1日 柿崎村       | 昭和9年1月1日 柿崎町                            | 昭和30年3月1日 柿崎町           | 柿崎町                        | 柿崎町                         | 柿崎町                     | 平成17年1月1日 上越市に編入                 | 上越市 |
| 上直海村               | 上直海村             | 上直海村                       | 上直海村                       | 上直海村                       | 七ヶ村                     | 七ヶ村                        | 七ヶ村                        | 七ヶ村                       | 明治41年10月1日 柿崎村       | 明治41年10月1日 柿崎村       | 昭和9年1月1日 柿崎町                            | 昭和30年3月1日 柿崎町           | 柿崎町                        | 柿崎町                         | 柿崎町                     | 平成17年1月1日 上越市に編入                 | 上越市 |
| 江島新田               | 江島新田             | 江島新田                       | 江島新田                       | 江島新田                       | 七ヶ村                     | 七ヶ村                        | 七ヶ村                        | 七ヶ村                       | 明治41年10月1日 柿崎村       | 明治41年10月1日 柿崎村       | 昭和9年1月1日 柿崎町                            | 昭和30年3月1日 柿崎町           | 柿崎町                        | 柿崎町                         | 柿崎町                     | 平成17年1月1日 上越市に編入                 | 上越市 |
| 山谷村                 | 山谷村               | 山谷村                         | 山谷村                         | 山谷村                         | 下黒川村                   | 下黒川村                      | 下黒川村                      | 下黒川村                     | 下黒川村                     | 下黒川村                     | 下黒川村                                        | 昭和30年3月1日 柿崎町           | 柿崎町                        | 柿崎町                         | 柿崎町                     | 平成17年1月1日 上越市に編入                 | 上越市 |
| 法音寺村               | 法音寺村             | 法音寺村                       | 法音寺村                       | 法音寺村                       | 下黒川村                   | 下黒川村                      | 下黒川村                      | 下黒川村                     | 下黒川村                     | 下黒川村                     | 下黒川村                                        | 昭和30年3月1日 柿崎町           | 柿崎町                        | 柿崎町                         | 柿崎町                     | 平成17年1月1日 上越市に編入                 | 上越市 |
| 金谷村                 | 金谷村               | 金谷村                         | 金谷村                         | 金谷村                         | 下黒川村                   | 下黒川村                      | 下黒川村                      | 下黒川村                     | 下黒川村                     | 下黒川村                     | 下黒川村                                        | 昭和30年3月1日 柿崎町           | 柿崎町                        | 柿崎町                         | 柿崎町                     | 平成17年1月1日 上越市に編入                 | 上越市 |
| 谷内村                 | 谷内村               | 谷内村                         | 明治12年 改称 東谷内村         | 明治12年 改称 東谷内村         | 下黒川村                   | 下黒川村                      | 下黒川村                      | 下黒川村                     | 下黒川村                     | 下黒川村                     | 下黒川村                                        | 昭和30年3月1日 柿崎町           | 柿崎町                        | 柿崎町                         | 柿崎町                     | 平成17年1月1日 上越市に編入                 | 上越市 |
| 雁海村                 | 雁海村               | 雁海村                         | 雁海村                         | 雁海村                         | 下黒川村                   | 下黒川村                      | 下黒川村                      | 下黒川村                     | 下黒川村                     | 下黒川村                     | 下黒川村                                        | 昭和30年3月1日 柿崎町           | 柿崎町                        | 柿崎町                         | 柿崎町                     | 平成17年1月1日 上越市に編入                 | 上越市 |
| 栃窪村                 | 栃窪村               | 栃窪村                         | 栃窪村                         | 栃窪村                         | 下黒川村                   | 下黒川村                      | 下黒川村                      | 下黒川村                     | 下黒川村                     | 下黒川村                     | 下黒川村                                        | 昭和30年3月1日 柿崎町           | 柿崎町                        | 柿崎町                         | 柿崎町                     | 平成17年1月1日 上越市に編入                 | 上越市 |
| 下中山村               | 下中山村             | 下中山村                       | 下中山村                       | 下中山村                       | 下黒川村                   | 下黒川村                      | 下黒川村                      | 下黒川村                     | 下黒川村                     | 下黒川村                     | 下黒川村                                        | 昭和30年3月1日 柿崎町           | 柿崎町                        | 柿崎町                         | 柿崎町                     | 平成17年1月1日 上越市に編入                 | 上越市 |
| 城腰村                 | 城腰村               | 城腰村                         | 城腰村                         | 城腰村                         | 黒川村                     | 黒川村                        | 黒川村                        | 黒川村                       | 黒川村                       | 黒川村                       | 黒川村                                          | 昭和30年3月1日 柿崎町           | 柿崎町                        | 柿崎町                         | 柿崎町                     | 平成17年1月1日 上越市に編入                 | 上越市 |
| 猿毛村                 | 猿毛村               | 猿毛村                         | 猿毛村                         | 猿毛村                         | 黒川村                     | 黒川村                        | 黒川村                        | 黒川村                       | 黒川村                       | 黒川村                       | 黒川村                                          | 昭和30年3月1日 柿崎町           | 柿崎町                        | 柿崎町                         | 柿崎町                     | 平成17年1月1日 上越市に編入                 | 上越市 |
| 上中山村               | 上中山村             | 上中山村                       | 上中山村                       | 上中山村                       | 黒川村                     | 黒川村                        | 黒川村                        | 黒川村                       | 黒川村                       | 黒川村                       | 黒川村                                          | 昭和30年3月1日 柿崎町           | 柿崎町                        | 柿崎町                         | 柿崎町                     | 平成17年1月1日 上越市に編入                 | 上越市 |
| 松留村                 | 松留村               | 松留村                         | 松留村                         | 松留村                         | 黒川村                     | 黒川村                        | 黒川村                        | 黒川村                       | 黒川村                       | 黒川村                       | 黒川村                                          | 昭和30年3月1日 柿崎町           | 柿崎町                        | 柿崎町                         | 柿崎町                     | 平成17年1月1日 上越市に編入                 | 上越市 |
| 水野村                 | 水野村               | 水野村                         | 水野村                         | 水野村                         | 黒川村                     | 黒川村                        | 黒川村                        | 黒川村                       | 黒川村                       | 黒川村                       | 黒川村                                          | 昭和30年3月1日 柿崎町           | 柿崎町                        | 柿崎町                         | 柿崎町                     | 平成17年1月1日 上越市に編入                 | 上越市 |
| 牧村                   | 牧村                 | 牧村                           | 明治12年 改称 下牧村           | 明治12年 改称 下牧村           | 黒川村                     | 黒川村                        | 黒川村                        | 黒川村                       | 黒川村                       | 黒川村                       | 黒川村                                          | 昭和30年3月1日 柿崎町           | 柿崎町                        | 柿崎町                         | 柿崎町                     | 平成17年1月1日 上越市に編入                 | 上越市 |
| 平沢村                 | 平沢村               | 平沢村                         | 平沢村                         | 平沢村                         | 黒川村                     | 黒川村                        | 黒川村                        | 黒川村                       | 黒川村                       | 黒川村                       | 黒川村                                          | 昭和30年3月1日 柿崎町           | 柿崎町                        | 柿崎町                         | 柿崎町                     | 平成17年1月1日 上越市に編入                 | 上越市 |
| 岩野村                 | 岩野村               | 岩野村                         | 明治12年 岩野村                | 明治12年 岩野村                | 黒川村                     | 黒川村                        | 黒川村                        | 黒川村                       | 黒川村                       | 黒川村                       | 黒川村                                          | 昭和30年3月1日 柿崎町           | 柿崎町                        | 柿崎町                         | 柿崎町                     | 平成17年1月1日 上越市に編入                 | 上越市 |
| 初田村                 | 初田村               | 初田村                         | 明治12年 岩野村                | 明治12年 岩野村                | 黒川村                     | 黒川村                        | 黒川村                        | 黒川村                       | 黒川村                       | 黒川村                       | 黒川村                                          | 昭和30年3月1日 柿崎町           | 柿崎町                        | 柿崎町                         | 柿崎町                     | 平成17年1月1日 上越市に編入                 | 上越市 |
| 米山寺村               | 米山寺村             | 米山寺村                       | 米山寺村                       | 米山寺村                       | 黒川村                     | 黒川村                        | 黒川村                        | 黒川村                       | 黒川村                       | 黒川村                       | 黒川村                                          | 昭和30年3月1日 柿崎町           | 柿崎町                        | 柿崎町                         | 柿崎町                     | 平成17年1月1日 上越市に編入                 | 上越市 |
| 芋島村                 | 芋島村               | 芋島村                         | 明治5年頃 芋島村               | 明治5年頃 芋島村               | 黒川村                     | 黒川村                        | 黒川村                        | 黒川村                       | 黒川村                       | 黒川村                       | 黒川村                                          | 昭和30年3月1日 柿崎町           | 柿崎町                        | 柿崎町                         | 柿崎町                     | 平成17年1月1日 上越市に編入                 | 上越市 |
| 上灰庭新田             | 上灰庭新田           | 上灰庭新田                     | 明治5年頃 芋島村               | 明治5年頃 芋島村               | 黒川村                     | 黒川村                        | 黒川村                        | 黒川村                       | 黒川村                       | 黒川村                       | 黒川村                                          | 昭和30年3月1日 柿崎町           | 柿崎町                        | 柿崎町                         | 柿崎町                     | 平成17年1月1日 上越市に編入                 | 上越市 |
| 下灰庭新田             | 下灰庭新田           | 下灰庭新田                     | 下灰庭新田                     | 下灰庭新田                     | 黒川村                     | 黒川村                        | 黒川村                        | 黒川村                       | 黒川村                       | 黒川村                       | 黒川村                                          | 昭和30年3月1日 柿崎町           | 柿崎町                        | 柿崎町                         | 柿崎町                     | 平成17年1月1日 上越市に編入                 | 上越市 |
| 岩手村                 | 岩手村               | 岩手村                         | 岩手村                         | 岩手村                         | 黒川村                     | 黒川村                        | 黒川村                        | 黒川村                       | 黒川村                       | 黒川村                       | 黒川村                                          | 昭和30年3月1日 柿崎町           | 柿崎町                        | 柿崎町                         | 柿崎町                     | 平成17年1月1日 上越市に編入                 | 上越市 |
| 高畑村                 | 高畑村               | 高畑村                         | 高畑村                         | 高畑村                         | 黒川村                     | 黒川村                        | 黒川村                        | 黒川村                       | 黒川村                       | 黒川村                       | 黒川村                                          | 昭和30年3月1日 柿崎町           | 柿崎町                        | 柿崎町                         | 柿崎町                     | 平成17年1月1日 上越市に編入                 | 上越市 |
| 黒岩村                 | 黒岩村               | 黒岩村                         | 黒岩村                         | 黒岩村                         | 黒岩村                     | 黒岩村                        | 黒岩村                        | 明治34年11月1日 黒岩村       | 明治34年11月1日 黒岩村       | 明治34年11月1日 黒岩村       | 黒岩村                                          | 昭和30年3月1日 柿崎町           | 柿崎町                        | 柿崎町                         | 柿崎町                     | 平成17年1月1日 上越市に編入                 | 上越市 |
| 横山村                 | 横山村               | 横山村                         | 明治12年 改称 東横山村         | 明治12年 改称 東横山村         | 水源村                     | 水源村                        | 水源村                        | 明治34年11月1日 黒岩村       | 明治34年11月1日 黒岩村       | 明治34年11月1日 黒岩村       | 黒岩村                                          | 昭和30年3月1日 柿崎町           | 柿崎町                        | 柿崎町                         | 柿崎町                     | 平成17年1月1日 上越市に編入                 | 上越市 |
| 狸平村                 | 狸平村               | 狸平村                         | 狸平村                         | 狸平村                         | 水源村                     | 水源村                        | 水源村                        | 明治34年11月1日 黒岩村       | 明治34年11月1日 黒岩村       | 明治34年11月1日 黒岩村       | 黒岩村                                          | 昭和30年3月1日 柿崎町           | 柿崎町                        | 柿崎町                         | 柿崎町                     | 平成17年1月1日 上越市に編入                 | 上越市 |
| 高沢入村               | 高沢入村             | 高沢入村                       | 高沢入村                       | 高沢入村                       | 水源村                     | 水源村                        | 水源村                        | 明治34年11月1日 源村         | 明治34年11月1日 源村         | 明治34年11月1日 源村         | 源村                                            | 昭和30年3月31日 吉川町          | 吉川町                        | 吉川町                         | 吉川町                     | 平成17年1月1日 上越市に編入                 | 上越市 |
| 坪野村                 | 坪野村               | 坪野村                         | 坪野村                         | 坪野村                         | 水源村                     | 水源村                        | 水源村                        | 明治34年11月1日 源村         | 明治34年11月1日 源村         | 明治34年11月1日 源村         | 源村                                            | 昭和30年3月31日 吉川町          | 吉川町                        | 吉川町                         | 吉川町                     | 平成17年1月1日 上越市に編入                 | 上越市 |
| 尾神村                 | 一部                 | 尾神村                         | 尾神村                         | 尾神村                         | 水源村                     | 水源村                        | 水源村                        | 明治34年11月1日 源村         | 明治34年11月1日 源村         | 明治34年11月1日 源村         | 源村                                            | 昭和30年3月31日 吉川町          | 吉川町                        | 吉川町                         | 吉川町                     | 平成17年1月1日 上越市に編入                 | 上越市 |
| 尾神村                 | 一部                 | 尾神村                         | 尾神村                         | 尾神村                         | 川谷村                     | 川谷村                        | 川谷村                        | 明治34年11月1日 源村         | 明治34年11月1日 源村         | 明治34年11月1日 源村         | 源村                                            | 昭和30年3月31日 吉川町          | 吉川町                        | 吉川町                         | 吉川町                     | 平成17年1月1日 上越市に編入                 | 上越市 |
| 川谷村                 | 川谷村               | 川谷村                         | 川谷村                         | 川谷村                         | 川谷村                     | 川谷村                        | 川谷村                        | 明治34年11月1日 源村         | 明治34年11月1日 源村         | 明治34年11月1日 源村         | 源村                                            | 昭和30年3月31日 吉川町          | 吉川町                        | 吉川町                         | 吉川町                     | 平成17年1月1日 上越市に編入                 | 上越市 |
| 石谷村                 | 石谷村               | 石谷村                         | 石谷村                         | 石谷村                         | 川谷村                     | 川谷村                        | 川谷村                        | 明治34年11月1日 源村         | 明治34年11月1日 源村         | 明治34年11月1日 源村         | 源村                                            | 昭和30年3月31日 吉川町          | 吉川町                        | 吉川町                         | 吉川町                     | 平成17年1月1日 上越市に編入                 | 上越市 |
| 名木山村               | 名木山村             | 名木山村                       | 名木山村                       | 名木山村                       | 川谷村                     | 川谷村                        | 川谷村                        | 明治34年11月1日 源村         | 明治34年11月1日 源村         | 明治34年11月1日 源村         | 源村                                            | 昭和30年3月31日 吉川町          | 吉川町                        | 吉川町                         | 吉川町                     | 平成17年1月1日 上越市に編入                 | 上越市 |
| 大賀村                 | 大賀村               | 大賀村                         | 大賀村                         | 大賀村                         | 上吉川村                   | 上吉川村                      | 上吉川村                      | 明治34年11月1日 源村         | 明治34年11月1日 源村         | 明治34年11月1日 源村         | 源村                                            | 昭和30年3月31日 吉川町          | 吉川町                        | 吉川町                         | 吉川町                     | 平成17年1月1日 上越市に編入                 | 上越市 |
| 山直海村               | 山直海村             | 山直海村                       | 山直海村                       | 山直海村                       | 上吉川村                   | 上吉川村                      | 上吉川村                      | 明治34年11月1日 源村         | 明治34年11月1日 源村         | 明治34年11月1日 源村         | 源村                                            | 昭和30年3月31日 吉川町          | 吉川町                        | 吉川町                         | 吉川町                     | 平成17年1月1日 上越市に編入                 | 上越市 |
| 山中村                 | 山中村               | 山中村                         | 山中村                         | 山中村                         | 上吉川村                   | 上吉川村                      | 上吉川村                      | 明治34年11月1日 源村         | 明治34年11月1日 源村         | 明治34年11月1日 源村         | 源村                                            | 昭和30年3月31日 吉川町          | 吉川町                        | 吉川町                         | 吉川町                     | 平成17年1月1日 上越市に編入                 | 上越市 |
| 米山村                 | 米山村               | 米山村                         | 米山村                         | 米山村                         | 上吉川村                   | 上吉川村                      | 上吉川村                      | 明治34年11月1日 源村         | 明治34年11月1日 源村         | 明治34年11月1日 源村         | 源村                                            | 昭和30年3月31日 吉川町          | 吉川町                        | 吉川町                         | 吉川町                     | 平成17年1月1日 上越市に編入                 | 上越市 |
| 田中村                 | 田中村               | 田中村                         | 明治12年 改称 東田中村         | 明治12年 改称 東田中村         | 上吉川村                   | 上吉川村                      | 上吉川村                      | 明治34年11月1日 吉川村       | 明治34年11月1日 吉川村       | 明治34年11月1日 吉川村       | 吉川村                                          | 昭和30年3月31日 吉川町          | 吉川町                        | 吉川町                         | 吉川町                     | 平成17年1月1日 上越市に編入                 | 上越市 |
| 荒戸河沢村             | 荒戸河沢村           | 荒戸河沢村                     | 荒戸河沢村                     | 明治19年 河沢村                | 上吉川村                   | 上吉川村                      | 上吉川村                      | 明治34年11月1日 吉川村       | 明治34年11月1日 吉川村       | 明治34年11月1日 吉川村       | 吉川村                                          | 昭和30年3月31日 吉川町          | 吉川町                        | 吉川町                         | 吉川町                     | 平成17年1月1日 上越市に編入                 | 上越市 |
| 荒戸河沢新田           | 荒戸河沢新田         | 荒戸河沢新田                   | 荒戸河沢新田                   | 明治19年 河沢村                | 上吉川村                   | 上吉川村                      | 上吉川村                      | 明治34年11月1日 吉川村       | 明治34年11月1日 吉川村       | 明治34年11月1日 吉川村       | 吉川村                                          | 昭和30年3月31日 吉川町          | 吉川町                        | 吉川町                         | 吉川町                     | 平成17年1月1日 上越市に編入                 | 上越市 |
| 道之下村               | 道之下村             | 道之下村                       | 道之下村                       | 道之下村                       | 上吉川村                   | 上吉川村                      | 上吉川村                      | 明治34年11月1日 吉川村       | 明治34年11月1日 吉川村       | 明治34年11月1日 吉川村       | 吉川村                                          | 昭和30年3月31日 吉川町          | 吉川町                        | 吉川町                         | 吉川町                     | 平成17年1月1日 上越市に編入                 | 上越市 |
| 長坂村                 | 長坂村               | 長坂村                         | 長坂村                         | 長坂村                         | 上吉川村                   | 上吉川村                      | 上吉川村                      | 明治34年11月1日 吉川村       | 明治34年11月1日 吉川村       | 明治34年11月1日 吉川村       | 吉川村                                          | 昭和30年3月31日 吉川町          | 吉川町                        | 吉川町                         | 吉川町                     | 平成17年1月1日 上越市に編入                 | 上越市 |
| 福平村                 | 福平村               | 福平村                         | 福平村                         | 福平村                         | 上吉川村                   | 上吉川村                      | 上吉川村                      | 明治34年11月1日 吉川村       | 明治34年11月1日 吉川村       | 明治34年11月1日 吉川村       | 吉川村                                          | 昭和30年3月31日 吉川町          | 吉川町                        | 吉川町                         | 吉川町                     | 平成17年1月1日 上越市に編入                 | 上越市 |
| 国田村                 | 国田村               | 国田村                         | 国田村                         | 明治19年 国田村                | 上吉川村                   | 上吉川村                      | 上吉川村                      | 明治34年11月1日 吉川村       | 明治34年11月1日 吉川村       | 明治34年11月1日 吉川村       | 吉川村                                          | 昭和30年3月31日 吉川町          | 吉川町                        | 吉川町                         | 吉川町                     | 平成17年1月1日 上越市に編入                 | 上越市 |
| 国田新田               | 国田新田             | 国田新田                       | 国田新田                       | 明治19年 国田村                | 上吉川村                   | 上吉川村                      | 上吉川村                      | 明治34年11月1日 吉川村       | 明治34年11月1日 吉川村       | 明治34年11月1日 吉川村       | 吉川村                                          | 昭和30年3月31日 吉川町          | 吉川町                        | 吉川町                         | 吉川町                     | 平成17年1月1日 上越市に編入                 | 上越市 |
| 入河沢村               | 入河沢村             | 入河沢村                       | 入河沢村                       | 入河沢村                       | 上吉川村                   | 上吉川村                      | 上吉川村                      | 明治34年11月1日 吉川村       | 明治34年11月1日 吉川村       | 明治34年11月1日 吉川村       | 吉川村                                          | 昭和30年3月31日 吉川町          | 吉川町                        | 吉川町                         | 吉川町                     | 平成17年1月1日 上越市に編入                 | 上越市 |
| 岩沢村                 | 岩沢村               | 岩沢村                         | 岩沢村                         | 岩沢村                         | 上吉川村                   | 上吉川村                      | 上吉川村                      | 明治34年11月1日 吉川村       | 明治34年11月1日 吉川村       | 明治34年11月1日 吉川村       | 吉川村                                          | 昭和30年3月31日 吉川町          | 吉川町                        | 吉川町                         | 吉川町                     | 平成17年1月1日 上越市に編入                 | 上越市 |
| 北代石村               | 北代石村             | 北代石村                       | 明治12年 代石村                | 明治12年 代石村                | 大出口村                   | 大出口村                      | 大出口村                      | 明治34年11月1日 吉川村       | 明治34年11月1日 吉川村       | 明治34年11月1日 吉川村       | 吉川村                                          | 昭和30年3月31日 吉川町          | 吉川町                        | 吉川町                         | 吉川町                     | 平成17年1月1日 上越市に編入                 | 上越市 |
| 北代石新田             | 北代石新田           | 北代石新田                     | 明治12年 代石村                | 明治12年 代石村                | 大出口村                   | 大出口村                      | 大出口村                      | 明治34年11月1日 吉川村       | 明治34年11月1日 吉川村       | 明治34年11月1日 吉川村       | 吉川村                                          | 昭和30年3月31日 吉川町          | 吉川町                        | 吉川町                         | 吉川町                     | 平成17年1月1日 上越市に編入                 | 上越市 |
| 中条村                 | 中条村               | 中条村                         | 明治12年 改称 下中条村         | 明治12年 改称 下中条村         | 大出口村                   | 大出口村                      | 大出口村                      | 明治34年11月1日 吉川村       | 明治34年11月1日 吉川村       | 明治34年11月1日 吉川村       | 吉川村                                          | 昭和30年3月31日 吉川町          | 吉川町                        | 吉川町                         | 吉川町                     | 平成17年1月1日 上越市に編入                 | 上越市 |
| 小苗代村               | 小苗代村             | 小苗代村                       | 小苗代村                       | 小苗代村                       | 大出口村                   | 大出口村                      | 大出口村                      | 明治34年11月1日 吉川村       | 明治34年11月1日 吉川村       | 明治34年11月1日 吉川村       | 吉川村                                          | 昭和30年3月31日 吉川町          | 吉川町                        | 吉川町                         | 吉川町                     | 平成17年1月1日 上越市に編入                 | 上越市 |
| 赤沢村                 | 赤沢村               | 赤沢村                         | 赤沢村                         | 赤沢村                         | 大出口村                   | 大出口村                      | 大出口村                      | 明治34年11月1日 吉川村       | 明治34年11月1日 吉川村       | 明治34年11月1日 吉川村       | 吉川村                                          | 昭和30年3月31日 吉川町          | 吉川町                        | 吉川町                         | 吉川町                     | 平成17年1月1日 上越市に編入                 | 上越市 |
| 泉村                   | 一部                 | 泉村                           | 明治12年 上泉村                | 明治12年 上泉村                | 大出口村                   | 大出口村                      | 大出口村                      | 明治34年11月1日 吉川村       | 明治34年11月1日 吉川村       | 明治34年11月1日 吉川村       | 吉川村                                          | 昭和30年3月31日 吉川町          | 吉川町                        | 吉川町                         | 吉川町                     | 平成17年1月1日 上越市に編入                 | 上越市 |
| 泉村                   | 一部                 | 泉村                           | 明治12年 下泉村                | 明治12年 下泉村                | 大出口村                   | 大出口村                      | 大出口村                      | 明治34年11月1日 吉川村       | 明治34年11月1日 吉川村       | 明治34年11月1日 吉川村       | 吉川村                                          | 昭和30年3月31日 吉川町          | 吉川町                        | 吉川町                         | 吉川町                     | 平成17年1月1日 上越市に編入                 | 上越市 |
| 後生寺村               | 後生寺村             | 後生寺村                       | 後生寺村                       | 後生寺村                       | 大出口村                   | 大出口村                      | 大出口村                      | 明治34年11月1日 吉川村       | 明治34年11月1日 吉川村       | 明治34年11月1日 吉川村       | 吉川村                                          | 昭和30年3月31日 吉川町          | 吉川町                        | 吉川町                         | 吉川町                     | 平成17年1月1日 上越市に編入                 | 上越市 |
| 伯母ヶ沢村             | 伯母ヶ沢村           | 伯母ヶ沢村                     | 伯母ヶ沢村                     | 伯母ヶ沢村                     | 大出口村                   | 大出口村                      | 大出口村                      | 明治34年11月1日 吉川村       | 明治34年11月1日 吉川村       | 明治34年11月1日 吉川村       | 吉川村                                          | 昭和30年3月31日 吉川町          | 吉川町                        | 吉川町                         | 吉川町                     | 平成17年1月1日 上越市に編入                 | 上越市 |
| 山口村                 | 山口村               | 山口村                         | 山口村                         | 山口村                         | 中吉川村                   | 中吉川村                      | 中吉川村                      | 明治34年11月1日 吉川村       | 明治34年11月1日 吉川村       | 明治34年11月1日 吉川村       | 吉川村                                          | 昭和30年3月31日 吉川町          | 吉川町                        | 吉川町                         | 吉川町                     | 平成17年1月1日 上越市に編入                 | 上越市 |
| 顕法寺村               | 顕法寺村             | 顕法寺村                       | 顕法寺村                       | 顕法寺村                       | 中吉川村                   | 中吉川村                      | 中吉川村                      | 明治34年11月1日 吉川村       | 明治34年11月1日 吉川村       | 明治34年11月1日 吉川村       | 吉川村                                          | 昭和30年3月31日 吉川町          | 吉川町                        | 吉川町                         | 吉川町                     | 平成17年1月1日 上越市に編入                 | 上越市 |
| 谷内村                 | 谷内村               | 谷内村                         | 明治12年 改称 中谷内村         | 明治12年 改称 中谷内村         | 中吉川村                   | 中吉川村                      | 中吉川村                      | 明治34年11月1日 吉川村       | 明治34年11月1日 吉川村       | 明治34年11月1日 吉川村       | 吉川村                                          | 昭和30年3月31日 吉川町          | 吉川町                        | 吉川町                         | 吉川町                     | 平成17年1月1日 上越市に編入                 | 上越市 |
| 深沢村                 | 深沢村               | 深沢村                         | 明治12年 改称 下深沢村         | 明治12年 改称 下深沢村         | 中吉川村                   | 中吉川村                      | 中吉川村                      | 明治34年11月1日 吉川村       | 明治34年11月1日 吉川村       | 明治34年11月1日 吉川村       | 吉川村                                          | 昭和30年3月31日 吉川町          | 吉川町                        | 吉川町                         | 吉川町                     | 平成17年1月1日 上越市に編入                 | 上越市 |
| 片田村                 | 片田村               | 片田村                         | 片田村                         | 片田村                         | 中吉川村                   | 中吉川村                      | 中吉川村                      | 明治34年11月1日 吉川村       | 明治34年11月1日 吉川村       | 明治34年11月1日 吉川村       | 吉川村                                          | 昭和30年3月31日 吉川町          | 吉川町                        | 吉川町                         | 吉川町                     | 平成17年1月1日 上越市に編入                 | 上越市 |
| 吉井村                 | 吉井村               | 吉井村                         | 吉井村                         | 吉井村                         | 中吉川村                   | 中吉川村                      | 中吉川村                      | 明治34年11月1日 吉川村       | 明治34年11月1日 吉川村       | 明治34年11月1日 吉川村       | 吉川村                                          | 昭和30年3月31日 吉川町          | 吉川町                        | 吉川町                         | 吉川町                     | 平成17年1月1日 上越市に編入                 | 上越市 |
| 東寺村                 | 東寺村               | 東寺村                         | 東寺村                         | 東寺村                         | 中吉川村                   | 中吉川村                      | 中吉川村                      | 明治34年11月1日 吉川村       | 明治34年11月1日 吉川村       | 明治34年11月1日 吉川村       | 吉川村                                          | 昭和30年3月31日 吉川町          | 吉川町                        | 吉川町                         | 吉川町                     | 平成17年1月1日 上越市に編入                 | 上越市 |
| 平等寺村               | 平等寺村             | 平等寺村                       | 平等寺村                       | 平等寺村                       | 中吉川村                   | 中吉川村                      | 中吉川村                      | 明治34年11月1日 吉川村       | 明治34年11月1日 吉川村       | 明治34年11月1日 吉川村       | 吉川村                                          | 昭和30年3月31日 吉川町          | 吉川町                        | 吉川町                         | 吉川町                     | 平成17年1月1日 上越市に編入                 | 上越市 |
| 泉谷村                 | 泉谷村               | 泉谷村                         | 泉谷村                         | 泉谷村                         | 中吉川村                   | 中吉川村                      | 中吉川村                      | 明治34年11月1日 吉川村       | 明治34年11月1日 吉川村       | 明治34年11月1日 吉川村       | 吉川村                                          | 昭和30年3月31日 吉川町          | 吉川町                        | 吉川町                         | 吉川町                     | 平成17年1月1日 上越市に編入                 | 上越市 |
| 土尻村                 | 土尻村               | 土尻村                         | 土尻村                         | 土尻村                         | 中吉川村                   | 中吉川村                      | 中吉川村                      | 明治34年11月1日 吉川村       | 明治34年11月1日 吉川村       | 明治34年11月1日 吉川村       | 吉川村                                          | 昭和30年3月31日 吉川町          | 吉川町                        | 吉川町                         | 吉川町                     | 平成17年1月1日 上越市に編入                 | 上越市 |
| 天林寺村               | 天林寺村             | 天林寺村                       | 天林寺村                       | 天林寺村                       | 中吉川村                   | 中吉川村                      | 中吉川村                      | 明治34年11月1日 吉川村       | 明治34年11月1日 吉川村       | 明治34年11月1日 吉川村       | 吉川村                                          | 昭和30年3月31日 吉川町          | 吉川町                        | 吉川町                         | 吉川町                     | 平成17年1月1日 上越市に編入                 | 上越市 |
| 川崎村                 | 川崎村               | 川崎村                         | 川崎村                         | 川崎村                         | 中吉川村                   | 中吉川村                      | 中吉川村                      | 明治34年11月1日 吉川村       | 明治34年11月1日 吉川村       | 明治34年11月1日 吉川村       | 吉川村                                          | 昭和30年3月31日 吉川町          | 吉川町                        | 吉川町                         | 吉川町                     | 平成17年1月1日 上越市に編入                 | 上越市 |
| 鳥越村                 | 鳥越村               | 鳥越村                         | 明治12年 改称 東鳥越村         | 明治12年 改称 東鳥越村         | 中吉川村                   | 中吉川村                      | 中吉川村                      | 明治34年11月1日 吉川村       | 明治34年11月1日 吉川村       | 明治34年11月1日 吉川村       | 吉川村                                          | 昭和30年3月31日 吉川町          | 吉川町                        | 吉川町                         | 吉川町                     | 平成17年1月1日 上越市に編入                 | 上越市 |
| 下町村                 | 下町村               | 下町村                         | 下町村                         | 下町村                         | 中吉川村                   | 中吉川村                      | 中吉川村                      | 明治34年11月1日 吉川村       | 明治34年11月1日 吉川村       | 明治34年11月1日 吉川村       | 吉川村                                          | 昭和30年3月31日 吉川町          | 吉川町                        | 吉川町                         | 吉川町                     | 平成17年1月1日 上越市に編入                 | 上越市 |
| 原ノ町村               | 原ノ町村             | 原ノ町村                       | 原ノ町村                       | 原ノ町村                       | 中吉川村                   | 中吉川村                      | 中吉川村                      | 明治34年11月1日 吉川村       | 明治34年11月1日 吉川村       | 明治34年11月1日 吉川村       | 吉川村                                          | 昭和30年3月31日 吉川町          | 吉川町                        | 吉川町                         | 吉川町                     | 平成17年1月1日 上越市に編入                 | 上越市 |
| 大乗寺村               | 大乗寺村             | 大乗寺村                       | 大乗寺村                       | 大乗寺村                       | 中吉川村                   | 中吉川村                      | 中吉川村                      | 明治34年11月1日 吉川村       | 明治34年11月1日 吉川村       | 明治34年11月1日 吉川村       | 吉川村                                          | 昭和30年3月31日 吉川町          | 吉川町                        | 吉川町                         | 吉川町                     | 平成17年1月1日 上越市に編入                 | 上越市 |
| 竹直村                 | 竹直村               | 竹直村                         | 竹直村                         | 竹直村                         | 中吉川村                   | 中吉川村                      | 中吉川村                      | 明治34年11月1日 吉川村       | 明治34年11月1日 吉川村       | 明治34年11月1日 吉川村       | 吉川村                                          | 昭和30年3月31日 吉川町          | 吉川町                        | 吉川町                         | 吉川町                     | 平成17年1月1日 上越市に編入                 | 上越市 |
| 長峰新田               | 長峰新田             | 長峰新田                       | 長峰新田                       | 長峰新田                       | 中吉川村                   | 中吉川村                      | 中吉川村                      | 明治34年11月1日 吉川村       | 明治34年11月1日 吉川村       | 明治34年11月1日 吉川村       | 吉川村                                          | 昭和30年3月31日 吉川町          | 吉川町                        | 吉川町                         | 吉川町                     | 平成17年1月1日 上越市に編入                 | 上越市 |
| 小沢村                 | 小沢村               | 小沢村                         | 明治12年 改称 下小沢村         | 明治12年 改称 下小沢村         | 中吉川村                   | 中吉川村                      | 中吉川村                      | 明治34年11月1日 吉川村       | 明治34年11月1日 吉川村       | 明治34年11月1日 吉川村       | 吉川村                                          | 昭和30年3月31日 吉川町          | 吉川町                        | 吉川町                         | 吉川町                     | 平成17年1月1日 上越市に編入                 | 上越市 |
| 町田村                 | 一部                 | 町田村                         | 町田村                         | 町田村                         | 中吉川村                   | 中吉川村                      | 中吉川村                      | 明治34年11月1日 吉川村       | 明治34年11月1日 吉川村       | 明治34年11月1日 吉川村       | 吉川村                                          | 昭和30年3月31日 吉川町          | 吉川町                        | 吉川町                         | 吉川町                     | 平成17年1月1日 上越市に編入                 | 上越市 |
| 町田村                 | 一部                 | 町田村                         | 町田村                         | 町田村                         | 旭村                       | 旭村                          | 旭村                          | 旭村                         | 旭村                         | 旭村                         | 旭村                                            | 昭和30年3月31日 吉川町          | 吉川町                        | 吉川町                         | 吉川町                     | 平成17年1月1日 上越市に編入                 | 上越市 |
| 梶村                   | 梶村                 | 梶村                           | 梶村                           | 梶村                           | 旭村                       | 旭村                          | 旭村                          | 旭村                         | 旭村                         | 旭村                         | 旭村                                            | 昭和30年3月31日 吉川町          | 吉川町                        | 吉川町                         | 吉川町                     | 平成17年1月1日 上越市に編入                 | 上越市 |
| 大滝新田               | 大滝新田             | 大滝新田                       | 大滝新田                       | 大滝新田                       | 旭村                       | 旭村                          | 旭村                          | 旭村                         | 旭村                         | 旭村                         | 旭村                                            | 昭和30年3月31日 吉川町          | 吉川町                        | 吉川町                         | 吉川町                     | 平成17年1月1日 上越市に編入                 | 上越市 |
| 神田町新田             | 神田町新田           | 神田町新田                     | 神田町新田                     | 神田町新田                     | 旭村                       | 旭村                          | 旭村                          | 旭村                         | 旭村                         | 旭村                         | 旭村                                            | 昭和30年3月31日 吉川町          | 吉川町                        | 吉川町                         | 吉川町                     | 平成17年1月1日 上越市に編入                 | 上越市 |
| 長沢新田               | 長沢新田             | 長沢新田                       | 長沢新田                       | 長沢新田                       | 旭村                       | 旭村                          | 旭村                          | 旭村                         | 旭村                         | 旭村                         | 旭村                                            | 昭和30年3月31日 吉川町          | 吉川町                        | 吉川町                         | 吉川町                     | 平成17年1月1日 上越市に編入                 | 上越市 |
| 八幡新田               | 八幡新田             | 八幡新田                       | 八幡新田                       | 八幡新田                       | 旭村                       | 旭村                          | 旭村                          | 旭村                         | 旭村                         | 旭村                         | 旭村                                            | 昭和30年3月31日 吉川町          | 吉川町                        | 吉川町                         | 吉川町                     | 平成17年1月1日 上越市に編入                 | 上越市 |
| 坪ノ内新田             | 坪ノ内新田           | 坪ノ内新田                     | 坪ノ内新田                     | 坪ノ内新田                     | 旭村                       | 旭村                          | 旭村                          | 旭村                         | 旭村                         | 旭村                         | 旭村                                            | 昭和30年3月31日 吉川町          | 吉川町                        | 吉川町                         | 吉川町                     | 平成17年1月1日 上越市に編入                 | 上越市 |
| 西野島村               | 西野島村             | 西野島村                       | 西野島村                       | 西野島村                       | 旭村                       | 旭村                          | 旭村                          | 旭村                         | 旭村                         | 旭村                         | 旭村                                            | 昭和30年3月31日 吉川町          | 吉川町                        | 吉川町                         | 吉川町                     | 平成17年1月1日 上越市に編入                 | 上越市 |
| 六万部村               | 六万部村             | 六万部村                       | 六万部村                       | 六万部村                       | 旭村                       | 旭村                          | 旭村                          | 旭村                         | 旭村                         | 旭村                         | 旭村                                            | 昭和30年3月31日 吉川町          | 吉川町                        | 吉川町                         | 吉川町                     | 平成17年1月1日 上越市に編入                 | 上越市 |
| 田尻村                 | 田尻村               | 田尻村                         | 田尻村                         | 田尻村                         | 旭村                       | 旭村                          | 旭村                          | 旭村                         | 旭村                         | 旭村                         | 旭村                                            | 昭和30年3月31日 吉川町          | 吉川町                        | 吉川町                         | 吉川町                     | 平成17年1月1日 上越市に編入                 | 上越市 |
| 山方村                 | 山方村               | 山方村                         | 山方村                         | 山方村                         | 旭村                       | 旭村                          | 旭村                          | 旭村                         | 旭村                         | 旭村                         | 旭村                                            | 昭和30年3月31日 吉川町          | 吉川町                        | 吉川町                         | 吉川町                     | 平成17年1月1日 上越市に編入                 | 上越市 |
| 内雁子村               | 内雁子村             | 内雁子村                       | 内雁子村                       | 内雁子村                       | 旭村                       | 旭村                          | 旭村                          | 旭村                         | 旭村                         | 旭村                         | 旭村                                            | 昭和30年3月31日 潟町村に編入    | 潟町村                        | 昭和32年8月1日 町制改称 大潟町 | 大潟町                     | 平成17年1月1日 上越市に編入                 | 上越市 |
| 内雁子新田             | 内雁子新田           | 内雁子新田                     | 内雁子新田                     | 内雁子新田                     | 旭村                       | 旭村                          | 旭村                          | 旭村                         | 旭村                         | 旭村                         | 旭村                                            | 昭和30年3月31日 潟町村に編入    | 潟町村                        | 昭和32年8月1日 町制改称 大潟町 | 大潟町                     | 平成17年1月1日 上越市に編入                 | 上越市 |
| 鵜田中新田             | 鵜田中新田           | 鵜田中新田                     | 鵜田中新田                     | 鵜田中新田                     | 旭村                       | 旭村                          | 旭村                          | 旭村                         | 旭村                         | 旭村                         | 旭村                                            | 昭和30年3月31日 潟町村に編入    | 潟町村                        | 昭和32年8月1日 町制改称 大潟町 | 大潟町                     | 平成17年1月1日 上越市に編入                 | 上越市 |
| 里鵜島新田             | 里鵜島新田           | 里鵜島新田                     | 里鵜島新田                     | 里鵜島新田                     | 旭村                       | 旭村                          | 旭村                          | 旭村                         | 旭村                         | 旭村                         | 旭村                                            | 昭和30年3月31日 潟町村に編入    | 潟町村                        | 昭和32年8月1日 町制改称 大潟町 | 大潟町                     | 平成17年1月1日 上越市に編入                 | 上越市 |
| 米倉新田               | 米倉新田             | 米倉新田                       | 米倉新田                       | 米倉新田                       | 旭村                       | 旭村                          | 旭村                          | 旭村                         | 旭村                         | 旭村                         | 旭村                                            | 昭和30年3月31日 潟町村に編入    | 潟町村                        | 昭和32年8月1日 町制改称 大潟町 | 大潟町                     | 平成17年1月1日 上越市に編入                 | 上越市 |
| 高橋新田               | 高橋新田             | 高橋新田                       | 高橋新田                       | 高橋新田                       | 旭村                       | 旭村                          | 旭村                          | 旭村                         | 旭村                         | 旭村                         | 旭村                                            | 昭和30年3月31日 潟町村に編入    | 潟町村                        | 昭和32年8月1日 町制改称 大潟町 | 大潟町                     | 平成17年1月1日 上越市に編入                 | 上越市 |
| 和泉新田               | 和泉新田             | 和泉新田                       | 和泉新田                       | 和泉新田                       | 旭村                       | 旭村                          | 旭村                          | 旭村                         | 旭村                         | 旭村                         | 旭村                                            | 昭和30年3月31日 潟町村に編入    | 潟町村                        | 昭和32年8月1日 町制改称 大潟町 | 大潟町                     | 平成17年1月1日 上越市に編入                 | 上越市 |
| 山鵜島新田             | 山鵜島新田           | 山鵜島新田                     | 山鵜島新田                     | 山鵜島新田                     | 旭村                       | 旭村                          | 旭村                          | 旭村                         | 旭村                         | 旭村                         | 旭村                                            | 昭和30年3月31日 潟町村に編入    | 潟町村                        | 昭和32年8月1日 町制改称 大潟町 | 大潟町                     | 平成17年1月1日 上越市に編入                 | 上越市 |
| 潟町村                 | 潟町村               | 潟町村                         | 潟町村                         | 潟町村                         | 潟町村                     | 潟町村                        | 潟町村                        | 明治34年11月1日 潟町村       | 明治34年11月1日 潟町村       | 明治34年11月1日 潟町村       | 潟町村                                          | 潟町村                          | 潟町村                        | 昭和32年8月1日 町制改称 大潟町 | 大潟町                     | 平成17年1月1日 上越市に編入                 | 上越市 |
| 九戸浜村               | 九戸浜村             | 九戸浜村                       | 九戸浜村                       | 九戸浜村                       | 潟町村                     | 潟町村                        | 潟町村                        | 明治34年11月1日 潟町村       | 明治34年11月1日 潟町村       | 明治34年11月1日 潟町村       | 潟町村                                          | 潟町村                          | 潟町村                        | 昭和32年8月1日 町制改称 大潟町 | 大潟町                     | 平成17年1月1日 上越市に編入                 | 上越市 |
| 雁子浜村               | 雁子浜村             | 雁子浜村                       | 雁子浜村                       | 雁子浜村                       | 潟町村                     | 潟町村                        | 潟町村                        | 明治34年11月1日 潟町村       | 明治34年11月1日 潟町村       | 明治34年11月1日 潟町村       | 潟町村                                          | 潟町村                          | 潟町村                        | 昭和32年8月1日 町制改称 大潟町 | 大潟町                     | 平成17年1月1日 上越市に編入                 | 上越市 |
| 浜雁子新田             | 浜雁子新田           | 浜雁子新田                     | 浜雁子新田                     | 浜雁子新田                     | 潟町村                     | 潟町村                        | 潟町村                        | 明治34年11月1日 潟町村       | 明治34年11月1日 潟町村       | 明治34年11月1日 潟町村       | 潟町村                                          | 潟町村                          | 潟町村                        | 昭和32年8月1日 町制改称 大潟町 | 大潟町                     | 平成17年1月1日 上越市に編入                 | 上越市 |
| 九戸雁子上下浜立会新田 | 一部                 | 九戸雁子上下浜立会新田         | 九戸雁子上下浜立会新田         | 九戸雁子上下浜立会新田         | 潟町村                     | 潟町村                        | 潟町村                        | 明治34年11月1日 潟町村       | 明治34年11月1日 潟町村       | 明治34年11月1日 潟町村       | 潟町村                                          | 潟町村                          | 潟町村                        | 昭和32年8月1日 町制改称 大潟町 | 大潟町                     | 平成17年1月1日 上越市に編入                 | 上越市 |
| 田村新田               | 田村新田             | 田村新田                       | 田村新田                       | 明治16年 潟田村                | 犀潟村                     | 犀潟村                        | 犀潟村                        | 明治34年11月1日 潟町村       | 明治34年11月1日 潟町村       | 明治34年11月1日 潟町村       | 潟町村                                          | 潟町村                          | 潟町村                        | 昭和32年8月1日 町制改称 大潟町 | 大潟町                     | 平成17年1月1日 上越市に編入                 | 上越市 |
| 稲原新田               | 稲原新田             | 稲原新田                       | 稲原新田                       | 明治16年 潟田村                | 犀潟村                     | 犀潟村                        | 犀潟村                        | 明治34年11月1日 潟町村       | 明治34年11月1日 潟町村       | 明治34年11月1日 潟町村       | 潟町村                                          | 潟町村                          | 潟町村                        | 昭和32年8月1日 町制改称 大潟町 | 大潟町                     | 平成17年1月1日 上越市に編入                 | 上越市 |
| 須浜屋新田             | 須浜屋新田           | 須浜屋新田                     | 須浜屋新田                     | 明治16年 潟田村                | 犀潟村                     | 犀潟村                        | 犀潟村                        | 明治34年11月1日 潟町村       | 明治34年11月1日 潟町村       | 明治34年11月1日 潟町村       | 潟町村                                          | 潟町村                          | 潟町村                        | 昭和32年8月1日 町制改称 大潟町 | 大潟町                     | 平成17年1月1日 上越市に編入                 | 上越市 |
| 潟守新田               | 潟守新田             | 潟守新田                       | 潟守新田                       | 潟守新田                       | 犀潟村                     | 犀潟村                        | 犀潟村                        | 明治34年11月1日 潟町村       | 明治34年11月1日 潟町村       | 明治34年11月1日 潟町村       | 潟町村                                          | 潟町村                          | 潟町村                        | 昭和32年8月1日 町制改称 大潟町 | 大潟町                     | 平成17年1月1日 上越市に編入                 | 上越市 |
| 蜘ヶ池村               | 蜘ヶ池村             | 蜘ヶ池村                       | 蜘ヶ池村                       | 蜘ヶ池村                       | 犀潟村                     | 犀潟村                        | 犀潟村                        | 明治34年11月1日 潟町村       | 明治34年11月1日 潟町村       | 明治34年11月1日 潟町村       | 潟町村                                          | 潟町村                          | 潟町村                        | 昭和32年8月1日 町制改称 大潟町 | 大潟町                     | 平成17年1月1日 上越市に編入                 | 上越市 |
| 吉崎新田               | 吉崎新田             | 吉崎新田                       | 吉崎新田                       | 吉崎新田                       | 犀潟村                     | 犀潟村                        | 犀潟村                        | 明治34年11月1日 潟町村       | 明治34年11月1日 潟町村       | 明治34年11月1日 潟町村       | 潟町村                                          | 潟町村                          | 潟町村                        | 昭和32年8月1日 町制改称 大潟町 | 大潟町                     | 平成17年1月1日 上越市に編入                 | 上越市 |
| 長崎村                 | 長崎村               | 長崎村                         | 長崎村                         | 長崎村                         | 犀潟村                     | 犀潟村                        | 犀潟村                        | 明治34年11月1日 潟町村       | 明治34年11月1日 潟町村       | 明治34年11月1日 潟町村       | 潟町村                                          | 潟町村                          | 潟町村                        | 昭和32年8月1日 町制改称 大潟町 | 大潟町                     | 平成17年1月1日 上越市に編入                 | 上越市 |
| 岩野古新田             | 岩野古新田           | 岩野古新田                     | 岩野古新田                     | 岩野古新田                     | 犀潟村                     | 犀潟村                        | 犀潟村                        | 明治34年11月1日 潟町村       | 明治34年11月1日 潟町村       | 明治34年11月1日 潟町村       | 潟町村                                          | 潟町村                          | 潟町村                        | 昭和32年8月1日 町制改称 大潟町 | 大潟町                     | 平成17年1月1日 上越市に編入                 | 上越市 |
| 上土底新田             | 上土底新田           | 明治初年 土底浜村              | 明治初年 土底浜村              | 明治初年 土底浜村              | 犀潟村                     | 犀潟村                        | 犀潟村                        | 明治34年11月1日 潟町村       | 明治34年11月1日 潟町村       | 明治34年11月1日 潟町村       | 潟町村                                          | 潟町村                          | 潟町村                        | 昭和32年8月1日 町制改称 大潟町 | 大潟町                     | 平成17年1月1日 上越市に編入                 | 上越市 |
| 中土底新田             |                      | 明治初年 土底浜村              | 明治初年 土底浜村              | 明治初年 土底浜村              | 犀潟村                     | 犀潟村                        | 犀潟村                        | 明治34年11月1日 潟町村       | 明治34年11月1日 潟町村       | 明治34年11月1日 潟町村       | 潟町村                                          | 潟町村                          | 潟町村                        | 昭和32年8月1日 町制改称 大潟町 | 大潟町                     | 平成17年1月1日 上越市に編入                 | 上越市 |
| 下土底新田             |                      | 明治初年 土底浜村              | 明治初年 土底浜村              | 明治初年 土底浜村              | 犀潟村                     | 犀潟村                        | 犀潟村                        | 明治34年11月1日 潟町村       | 明治34年11月1日 潟町村       | 明治34年11月1日 潟町村       | 潟町村                                          | 潟町村                          | 潟町村                        | 昭和32年8月1日 町制改称 大潟町 | 大潟町                     | 平成17年1月1日 上越市に編入                 | 上越市 |
| 上土底浜村             |                      | 明治初年 土底浜村              | 明治初年 土底浜村              | 明治初年 土底浜村              | 犀潟村                     | 犀潟村                        | 犀潟村                        | 明治34年11月1日 潟町村       | 明治34年11月1日 潟町村       | 明治34年11月1日 潟町村       | 潟町村                                          | 潟町村                          | 潟町村                        | 昭和32年8月1日 町制改称 大潟町 | 大潟町                     | 平成17年1月1日 上越市に編入                 | 上越市 |
| 中土底浜村             |                      | 明治初年 土底浜村              | 明治初年 土底浜村              | 明治初年 土底浜村              | 犀潟村                     | 犀潟村                        | 犀潟村                        | 明治34年11月1日 潟町村       | 明治34年11月1日 潟町村       | 明治34年11月1日 潟町村       | 潟町村                                          | 潟町村                          | 潟町村                        | 昭和32年8月1日 町制改称 大潟町 | 大潟町                     | 平成17年1月1日 上越市に編入                 | 上越市 |
| 下土底浜村             |                      | 明治初年 土底浜村              | 明治初年 土底浜村              | 明治初年 土底浜村              | 犀潟村                     | 犀潟村                        | 犀潟村                        | 明治34年11月1日 潟町村       | 明治34年11月1日 潟町村       | 明治34年11月1日 潟町村       | 潟町村                                          | 潟町村                          | 潟町村                        | 昭和32年8月1日 町制改称 大潟町 | 大潟町                     | 平成17年1月1日 上越市に編入                 | 上越市 |
| 行野浜村               | 行野浜村             | 行野浜村                       | 行野浜村                       | 行野浜村                       | 犀潟村                     | 犀潟村                        | 犀潟村                        | 明治34年11月1日 潟町村       | 明治34年11月1日 潟町村       | 明治34年11月1日 潟町村       | 潟町村                                          | 潟町村                          | 潟町村                        | 昭和32年8月1日 町制改称 大潟町 | 大潟町                     | 平成17年1月1日 上越市に編入                 | 上越市 |
| 下小舟戸浜村           | 下小舟戸浜村         | 下小舟戸浜村                   | 下小舟戸浜村                   | 下小舟戸浜村                   | 犀潟村                     | 犀潟村                        | 犀潟村                        | 明治34年11月1日 潟町村       | 明治34年11月1日 潟町村       | 明治34年11月1日 潟町村       | 潟町村                                          | 潟町村                          | 潟町村                        | 昭和32年8月1日 町制改称 大潟町 | 大潟町                     | 平成17年1月1日 上越市に編入                 | 上越市 |
| 上小舟戸浜村           | 上小舟戸浜村         | 上小舟戸浜村                   | 上小舟戸浜村                   | 上小舟戸浜村                   | 犀潟村                     | 犀潟村                        | 犀潟村                        | 明治34年11月1日 潟町村       | 明治34年11月1日 潟町村       | 明治34年11月1日 潟町村       | 潟町村                                          | 潟町村                          | 潟町村                        | 昭和32年8月1日 町制改称 大潟町 | 大潟町                     | 平成17年1月1日 上越市に編入                 | 上越市 |
| 渋柿村                 | 渋柿村               | 渋柿村                         | 渋柿村                         | 渋柿村                         | 犀潟村                     | 犀潟村                        | 犀潟村                        | 明治34年11月1日 潟町村       | 明治34年11月1日 潟町村       | 明治34年11月1日 潟町村       | 潟町村                                          | 潟町村                          | 潟町村                        | 昭和32年8月1日 町制改称 大潟町 | 大潟町                     | 平成17年1月1日 上越市に編入                 | 上越市 |
| 四ツ屋浜村             | 四ツ屋浜村           | 明治初年頃 四ツ屋浜村          | 明治初年頃 四ツ屋浜村          | 明治初年頃 四ツ屋浜村          | 犀潟村                     | 犀潟村                        | 犀潟村                        | 明治34年11月1日 潟町村       | 明治34年11月1日 潟町村       | 明治34年11月1日 潟町村       | 潟町村                                          | 潟町村                          | 潟町村                        | 昭和32年8月1日 町制改称 大潟町 | 大潟町                     | 平成17年1月1日 上越市に編入                 | 上越市 |
| 四ツ屋新田             |                      | 明治初年頃 四ツ屋浜村          | 明治初年頃 四ツ屋浜村          | 明治初年頃 四ツ屋浜村          | 犀潟村                     | 犀潟村                        | 犀潟村                        | 明治34年11月1日 潟町村       | 明治34年11月1日 潟町村       | 明治34年11月1日 潟町村       | 潟町村                                          | 潟町村                          | 潟町村                        | 昭和32年8月1日 町制改称 大潟町 | 大潟町                     | 平成17年1月1日 上越市に編入                 | 上越市 |
| 下小船戸新田           | 下小船戸新田         | 下小船戸新田                   | 下小船戸新田                   | 下小船戸新田                   | 犀潟村                     | 犀潟村                        | 犀潟村                        | 明治34年11月1日 潟町村       | 明治34年11月1日 潟町村       | 明治34年11月1日 潟町村       | 潟町村                                          | 潟町村                          | 潟町村                        | 昭和32年8月1日 町制改称 大潟町 | 大潟町                     | 平成17年1月1日 上越市に編入                 | 上越市 |
| 上小船戸新田           | 上小船戸新田         | 上小船戸新田                   | 上小船戸新田                   | 上小船戸新田                   | 犀潟村                     | 犀潟村                        | 犀潟村                        | 明治34年11月1日 潟町村       | 明治34年11月1日 潟町村       | 明治34年11月1日 潟町村       | 潟町村                                          | 潟町村                          | 潟町村                        | 昭和32年8月1日 町制改称 大潟町 | 大潟町                     | 平成17年1月1日 上越市に編入                 | 上越市 |
| 渋柿浜新田             | 渋柿浜新田           | 渋柿浜新田                     | 渋柿浜新田                     | 渋柿浜新田                     | 犀潟村                     | 犀潟村                        | 犀潟村                        | 明治34年11月1日 潟町村       | 明治34年11月1日 潟町村       | 明治34年11月1日 潟町村       | 潟町村                                          | 潟町村                          | 潟町村                        | 昭和32年8月1日 町制改称 大潟町 | 大潟町                     | 平成17年1月1日 上越市に編入                 | 上越市 |
| 五ヶ浜新田             | 五ヶ浜新田           | 五ヶ浜新田                     | 五ヶ浜新田                     | 五ヶ浜新田                     | 犀潟村                     | 犀潟村                        | 犀潟村                        | 明治34年11月1日 潟町村       | 明治34年11月1日 潟町村       | 明治34年11月1日 潟町村       | 潟町村                                          | 潟町村                          | 潟町村                        | 昭和32年8月1日 町制改称 大潟町 | 大潟町                     | 平成17年1月1日 上越市に編入                 | 上越市 |
| 下柳町新田             | 下柳町新田           | 下柳町新田                     | 下柳町新田                     | 下柳町新田                     | 北大瀁村                   | 明治23年5月 改称 大瀁村       | 明治23年5月 改称 大瀁村       | 明治34年11月1日 大瀁村       | 明治34年11月1日 大瀁村       | 明治34年11月1日 大瀁村       | 大瀁村                                          | 大瀁村                          | 大瀁村                        | 昭和32年4月1日 頸城村          | 頸城村                     | 平成17年1月1日 上越市に編入                 | 上越市 |
| 大谷内新田             | 大谷内新田           | 大谷内新田                     | 大谷内新田                     | 大谷内新田                     | 北大瀁村                   | 明治23年5月 改称 大瀁村       | 明治23年5月 改称 大瀁村       | 明治34年11月1日 大瀁村       | 明治34年11月1日 大瀁村       | 明治34年11月1日 大瀁村       | 大瀁村                                          | 大瀁村                          | 大瀁村                        | 昭和32年4月1日 頸城村          | 頸城村                     | 平成17年1月1日 上越市に編入                 | 上越市 |
| 柳町新田               | 柳町新田             | 柳町新田                       | 柳町新田                       | 柳町新田                       | 北大瀁村                   | 明治23年5月 改称 大瀁村       | 明治23年5月 改称 大瀁村       | 明治34年11月1日 大瀁村       | 明治34年11月1日 大瀁村       | 明治34年11月1日 大瀁村       | 大瀁村                                          | 大瀁村                          | 大瀁村                        | 昭和32年4月1日 頸城村          | 頸城村                     | 平成17年1月1日 上越市に編入                 | 上越市 |
| 寺田新田               | 寺田新田             | 寺田新田                       | 寺田新田                       | 寺田新田                       | 北大瀁村                   | 明治23年5月 改称 大瀁村       | 明治23年5月 改称 大瀁村       | 明治34年11月1日 大瀁村       | 明治34年11月1日 大瀁村       | 明治34年11月1日 大瀁村       | 大瀁村                                          | 大瀁村                          | 大瀁村                        | 昭和32年4月1日 頸城村          | 頸城村                     | 平成17年1月1日 上越市に編入                 | 上越市 |
| 富田新田               | 富田新田             | 富田新田                       | 富田新田                       | 富田新田                       | 北大瀁村                   | 明治23年5月 改称 大瀁村       | 明治23年5月 改称 大瀁村       | 明治34年11月1日 大瀁村       | 明治34年11月1日 大瀁村       | 明治34年11月1日 大瀁村       | 大瀁村                                          | 大瀁村                          | 大瀁村                        | 昭和32年4月1日 頸城村          | 頸城村                     | 平成17年1月1日 上越市に編入                 | 上越市 |
| 上柳町新田             | 上柳町新田           | 上柳町新田                     | 上柳町新田                     | 上柳町新田                     | 北大瀁村                   | 明治23年5月 改称 大瀁村       | 明治23年5月 改称 大瀁村       | 明治34年11月1日 大瀁村       | 明治34年11月1日 大瀁村       | 明治34年11月1日 大瀁村       | 大瀁村                                          | 大瀁村                          | 大瀁村                        | 昭和32年4月1日 頸城村          | 頸城村                     | 平成17年1月1日 上越市に編入                 | 上越市 |
| 中柳町新田             | 中柳町新田           | 中柳町新田                     | 中柳町新田                     | 中柳町新田                     | 北大瀁村                   | 明治23年5月 改称 大瀁村       | 明治23年5月 改称 大瀁村       | 明治34年11月1日 大瀁村       | 明治34年11月1日 大瀁村       | 明治34年11月1日 大瀁村       | 大瀁村                                          | 大瀁村                          | 大瀁村                        | 昭和32年4月1日 頸城村          | 頸城村                     | 平成17年1月1日 上越市に編入                 | 上越市 |
| 岡田新田               | 岡田新田             | 岡田新田                       | 岡田新田                       | 岡田新田                       | 北大瀁村                   | 明治23年5月 改称 大瀁村       | 明治23年5月 改称 大瀁村       | 明治34年11月1日 大瀁村       | 明治34年11月1日 大瀁村       | 明治34年11月1日 大瀁村       | 大瀁村                                          | 大瀁村                          | 大瀁村                        | 昭和32年4月1日 頸城村          | 頸城村                     | 平成17年1月1日 上越市に編入                 | 上越市 |
| 下池田新田             | 下池田新田           | 下池田新田                     | 下池田新田                     | 下池田新田                     | 北大瀁村                   | 明治23年5月 改称 大瀁村       | 明治23年5月 改称 大瀁村       | 明治34年11月1日 大瀁村       | 明治34年11月1日 大瀁村       | 明治34年11月1日 大瀁村       | 大瀁村                                          | 大瀁村                          | 大瀁村                        | 昭和32年4月1日 頸城村          | 頸城村                     | 平成17年1月1日 上越市に編入                 | 上越市 |
| 中城新田               | 中城新田             | 中城新田                       | 中城新田                       | 中城新田                       | 北大瀁村                   | 明治23年5月 改称 大瀁村       | 明治23年5月 改称 大瀁村       | 明治34年11月1日 大瀁村       | 明治34年11月1日 大瀁村       | 明治34年11月1日 大瀁村       | 大瀁村                                          | 大瀁村                          | 大瀁村                        | 昭和32年4月1日 頸城村          | 頸城村                     | 平成17年1月1日 上越市に編入                 | 上越市 |
| 片津村                 | 片津村               | 片津村                         | 片津村                         | 片津村                         | 北大瀁村                   | 明治23年5月 改称 大瀁村       | 明治23年5月 改称 大瀁村       | 明治34年11月1日 大瀁村       | 明治34年11月1日 大瀁村       | 明治34年11月1日 大瀁村       | 大瀁村                                          | 大瀁村                          | 大瀁村                        | 昭和32年4月1日 頸城村          | 頸城村                     | 平成17年1月1日 上越市に編入                 | 上越市 |
| 姥谷内新田村           | 姥谷内新田村         | 姥谷内新田村                   | 姥谷内新田村                   | 姥谷内新田村                   | 北大瀁村                   | 明治23年5月 改称 大瀁村       | 明治23年5月 改称 大瀁村       | 明治34年11月1日 大瀁村       | 明治34年11月1日 大瀁村       | 明治34年11月1日 大瀁村       | 大瀁村                                          | 大瀁村                          | 大瀁村                        | 昭和32年4月1日 頸城村          | 頸城村                     | 平成17年1月1日 上越市に編入                 | 上越市 |
| 西湊新田村             | 西湊新田村           | 西湊新田村                     | 西湊新田村                     | 西湊新田村                     | 北大瀁村                   | 明治23年5月 改称 大瀁村       | 明治23年5月 改称 大瀁村       | 明治34年11月1日 大瀁村       | 明治34年11月1日 大瀁村       | 明治34年11月1日 大瀁村       | 大瀁村                                          | 大瀁村                          | 大瀁村                        | 昭和32年4月1日 頸城村          | 頸城村                     | 平成17年1月1日 上越市に編入                 | 上越市 |
| 福田新田               | 福田新田             | 福田新田                       | 明治12年 改称 下福田新田       | 明治19年 大坂井村              | 北大瀁村                   | 明治23年5月 改称 大瀁村       | 明治23年5月 改称 大瀁村       | 明治34年11月1日 大瀁村       | 明治34年11月1日 大瀁村       | 明治34年11月1日 大瀁村       | 大瀁村                                          | 大瀁村                          | 大瀁村                        | 昭和32年4月1日 頸城村          | 頸城村                     | 平成17年1月1日 上越市に編入                 | 上越市 |
| 坂井新田               | 坂井新田             | 坂井新田                       | 坂井新田                       | 明治19年 大坂井村              | 北大瀁村                   | 明治23年5月 改称 大瀁村       | 明治23年5月 改称 大瀁村       | 明治34年11月1日 大瀁村       | 明治34年11月1日 大瀁村       | 明治34年11月1日 大瀁村       | 大瀁村                                          | 大瀁村                          | 大瀁村                        | 昭和32年4月1日 頸城村          | 頸城村                     | 平成17年1月1日 上越市に編入                 | 上越市 |
| 田中新田               | 田中新田             | 田中新田                       | 田中新田                       | 田中新田                       | 北大瀁村                   | 明治23年5月 改称 大瀁村       | 明治23年5月 改称 大瀁村       | 明治34年11月1日 大瀁村       | 明治34年11月1日 大瀁村       | 明治34年11月1日 大瀁村       | 大瀁村                                          | 大瀁村                          | 大瀁村                        | 昭和32年4月1日 頸城村          | 頸城村                     | 平成17年1月1日 上越市に編入                 | 上越市 |
| 上泉新田村             | 上泉新田村           | 上泉新田村                     | 上泉新田村                     | 上泉新田村                     | 北大瀁村                   | 明治23年5月 改称 大瀁村       | 明治23年5月 改称 大瀁村       | 明治34年11月1日 大瀁村       | 明治34年11月1日 大瀁村       | 明治34年11月1日 大瀁村       | 大瀁村                                          | 大瀁村                          | 大瀁村                        | 昭和32年4月1日 頸城村          | 頸城村                     | 平成17年1月1日 上越市に編入                 | 上越市 |
| 市村新田               | 市村新田             | 市村新田                       | 市村新田                       | 市村新田                       | 南川村                     | 南川村                        | 南川村                        | 明治34年11月1日 大瀁村       | 明治34年11月1日 大瀁村       | 明治34年11月1日 大瀁村       | 大瀁村                                          | 大瀁村                          | 大瀁村                        | 昭和32年4月1日 頸城村          | 頸城村                     | 平成17年1月1日 上越市に編入                 | 上越市 |
| 上三分一村             | 上三分一村           | 上三分一村                     | 上三分一村                     | 上三分一村                     | 南川村                     | 南川村                        | 南川村                        | 明治34年11月1日 大瀁村       | 明治34年11月1日 大瀁村       | 明治34年11月1日 大瀁村       | 大瀁村                                          | 大瀁村                          | 大瀁村                        | 昭和32年4月1日 頸城村          | 頸城村                     | 平成17年1月1日 上越市に編入                 | 上越市 |
| 下三分一村             | 下三分一村           | 下三分一村                     | 下三分一村                     | 下三分一村                     | 南川村                     | 南川村                        | 南川村                        | 明治34年11月1日 大瀁村       | 明治34年11月1日 大瀁村       | 明治34年11月1日 大瀁村       | 大瀁村                                          | 大瀁村                          | 大瀁村                        | 昭和32年4月1日 頸城村          | 頸城村                     | 平成17年1月1日 上越市に編入                 | 上越市 |
| 松本新田村             | 松本新田村           | 松本新田村                     | 松本新田村                     | 松本新田村                     | 南川村                     | 南川村                        | 南川村                        | 明治34年11月1日 大瀁村       | 明治34年11月1日 大瀁村       | 明治34年11月1日 大瀁村       | 大瀁村                                          | 大瀁村                          | 大瀁村                        | 昭和32年4月1日 頸城村          | 頸城村                     | 平成17年1月1日 上越市に編入                 | 上越市 |
| 上吉新田村             | 上吉新田村           | 上吉新田村                     | 上吉新田村                     | 上吉新田村                     | 南川村                     | 南川村                        | 南川村                        | 明治34年11月1日 大瀁村       | 明治34年11月1日 大瀁村       | 明治34年11月1日 大瀁村       | 大瀁村                                          | 大瀁村                          | 大瀁村                        | 昭和32年4月1日 頸城村          | 頸城村                     | 平成17年1月1日 上越市に編入                 | 上越市 |
| 下吉新田               | 下吉新田             | 下吉新田                       | 下吉新田                       | 下吉新田                       | 南川村                     | 南川村                        | 南川村                        | 明治34年11月1日 大瀁村       | 明治34年11月1日 大瀁村       | 明治34年11月1日 大瀁村       | 大瀁村                                          | 大瀁村                          | 大瀁村                        | 昭和32年4月1日 頸城村          | 頸城村                     | 平成17年1月1日 上越市に編入                 | 上越市 |
| 福島村                 | 福島村               | 福島村                         | 明治12年 改称 西福島村         | 明治12年 改称 西福島村         | 南川村                     | 南川村                        | 南川村                        | 明治34年11月1日 大瀁村       | 明治34年11月1日 大瀁村       | 明治34年11月1日 大瀁村       | 大瀁村                                          | 大瀁村                          | 大瀁村                        | 昭和32年4月1日 頸城村          | 頸城村                     | 平成17年1月1日 上越市に編入                 | 上越市 |
| 四ツ屋新田             | 四ツ屋新田           | 四ツ屋新田                     | 明治12年 改称 北四ツ屋新田     | 明治12年 改称 北四ツ屋新田     | 南川村                     | 南川村                        | 南川村                        | 明治34年11月1日 大瀁村       | 明治34年11月1日 大瀁村       | 明治34年11月1日 大瀁村       | 大瀁村                                          | 大瀁村                          | 大瀁村                        | 昭和32年4月1日 頸城村          | 頸城村                     | 平成17年1月1日 上越市に編入                 | 上越市 |
| 浮島新田               | 浮島新田             | 浮島新田                       | 浮島新田                       | 浮島新田                       | 南川村                     | 南川村                        | 南川村                        | 明治34年11月1日 大瀁村       | 明治34年11月1日 大瀁村       | 明治34年11月1日 大瀁村       | 大瀁村                                          | 大瀁村                          | 大瀁村                        | 昭和32年4月1日 頸城村          | 頸城村                     | 平成17年1月1日 上越市に編入                 | 上越市 |
| 島田新田村             | 島田新田村           | 島田新田村                     | 島田新田村                     | 島田新田村                     | 頸城村                     | 頸城村                        | 頸城村                        | 明治34年11月1日 大瀁村       | 明治34年11月1日 大瀁村       | 明治34年11月1日 大瀁村       | 大瀁村                                          | 大瀁村                          | 大瀁村                        | 昭和32年4月1日 頸城村          | 頸城村                     | 平成17年1月1日 上越市に編入                 | 上越市 |
| 五十嵐新田村           | 五十嵐新田村         | 五十嵐新田村                   | 五十嵐新田村                   | 五十嵐新田村                   | 頸城村                     | 頸城村                        | 頸城村                        | 明治34年11月1日 大瀁村       | 明治34年11月1日 大瀁村       | 明治34年11月1日 大瀁村       | 大瀁村                                          | 大瀁村                          | 大瀁村                        | 昭和32年4月1日 頸城村          | 頸城村                     | 平成17年1月1日 上越市に編入                 | 上越市 |
| 千原村                 | 千原村               | 千原村                         | 明治12年 改称 下千原村         | 明治12年 改称 下千原村         | 頸城村                     | 頸城村                        | 頸城村                        | 明治34年11月1日 大瀁村       | 明治34年11月1日 大瀁村       | 明治34年11月1日 大瀁村       | 大瀁村                                          | 大瀁村                          | 大瀁村                        | 昭和32年4月1日 頸城村          | 頸城村                     | 平成17年1月1日 上越市に編入                 | 上越市 |
| 千原新田               | 千原新田             | 千原新田                       | 千原新田                       | 千原新田                       | 頸城村                     | 頸城村                        | 頸城村                        | 明治34年11月1日 大瀁村       | 明治34年11月1日 大瀁村       | 明治34年11月1日 大瀁村       | 大瀁村                                          | 大瀁村                          | 大瀁村                        | 昭和32年4月1日 頸城村          | 頸城村                     | 平成17年1月1日 上越市に編入                 | 上越市 |
| 諏訪新田村             | 諏訪新田村           | 諏訪新田村                     | 諏訪新田村                     | 諏訪新田村                     | 頸城村                     | 頸城村                        | 頸城村                        | 明治34年11月1日 大瀁村       | 明治34年11月1日 大瀁村       | 明治34年11月1日 大瀁村       | 大瀁村                                          | 大瀁村                          | 大瀁村                        | 昭和32年4月1日 頸城村          | 頸城村                     | 平成17年1月1日 上越市に編入                 | 上越市 |
| 百間町新田村           | 百間町新田村         | 百間町新田村                   | 百間町新田村                   | 百間町新田村                   | 頸城村                     | 頸城村                        | 頸城村                        | 明治34年11月1日 大瀁村       | 明治34年11月1日 大瀁村       | 明治34年11月1日 大瀁村       | 大瀁村                                          | 大瀁村                          | 大瀁村                        | 昭和32年4月1日 頸城村          | 頸城村                     | 平成17年1月1日 上越市に編入                 | 上越市 |
| 立崎新田               | 立崎新田             | 立崎新田                       | 立崎新田                       | 立崎新田                       | 頸城村                     | 頸城村                        | 頸城村                        | 明治34年11月1日 大瀁村       | 明治34年11月1日 大瀁村       | 明治34年11月1日 大瀁村       | 大瀁村                                          | 大瀁村                          | 大瀁村                        | 昭和32年4月1日 頸城村          | 頸城村                     | 平成17年1月1日 上越市に編入                 | 上越市 |
| 鵜木新田               | 鵜木新田             | 鵜木新田                       | 鵜木新田                       | 鵜木新田                       | 頸城村                     | 頸城村                        | 頸城村                        | 明治34年11月1日 大瀁村       | 明治34年11月1日 大瀁村       | 明治34年11月1日 大瀁村       | 大瀁村                                          | 大瀁村                          | 大瀁村                        | 昭和32年4月1日 頸城村          | 頸城村                     | 平成17年1月1日 上越市に編入                 | 上越市 |
| 川袋新田               | 川袋新田             | 川袋新田                       | 川袋新田                       | 川袋新田                       | 頸城村                     | 頸城村                        | 頸城村                        | 明治34年11月1日 大瀁村       | 明治34年11月1日 大瀁村       | 明治34年11月1日 大瀁村       | 大瀁村                                          | 大瀁村                          | 大瀁村                        | 昭和32年4月1日 頸城村          | 頸城村                     | 平成17年1月1日 上越市に編入                 | 上越市 |
| 柿野新田               | 柿野新田             | 柿野新田                       | 柿野新田                       | 柿野新田                       | 頸城村                     | 頸城村                        | 頸城村                        | 明治34年11月1日 大瀁村       | 明治34年11月1日 大瀁村       | 明治34年11月1日 大瀁村       | 大瀁村                                          | 大瀁村                          | 大瀁村                        | 昭和32年4月1日 頸城村          | 頸城村                     | 平成17年1月1日 上越市に編入                 | 上越市 |
| 中村新田村             | 中村新田村           | 中村新田村                     | 明治12年 改称 下中村新田村     | 明治12年 改称 下中村新田村     | 頸城村                     | 頸城村                        | 頸城村                        | 明治34年11月1日 大瀁村       | 明治34年11月1日 大瀁村       | 明治34年11月1日 大瀁村       | 大瀁村                                          | 大瀁村                          | 大瀁村                        | 昭和32年4月1日 頸城村          | 頸城村                     | 平成17年1月1日 上越市に編入                 | 上越市 |
| 東俣新田               | 東俣新田             | 東俣新田                       | 東俣新田                       | 東俣新田                       | 頸城村                     | 頸城村                        | 頸城村                        | 明治34年11月1日 大瀁村       | 明治34年11月1日 大瀁村       | 明治34年11月1日 大瀁村       | 大瀁村                                          | 大瀁村                          | 大瀁村                        | 昭和32年4月1日 頸城村          | 頸城村                     | 平成17年1月1日 上越市に編入                 | 上越市 |
| 飯田新田               | 飯田新田             | 飯田新田                       | 飯田新田                       | 飯田新田                       | 頸城村                     | 頸城村                        | 頸城村                        | 明治34年11月1日 大瀁村       | 明治34年11月1日 大瀁村       | 明治34年11月1日 大瀁村       | 大瀁村                                          | 大瀁村                          | 大瀁村                        | 昭和32年4月1日 頸城村          | 頸城村                     | 平成17年1月1日 上越市に編入                 | 上越市 |
| 戸口野新田村           | 戸口野新田村         | 戸口野新田村                   | 戸口野新田村                   | 戸口野新田村                   | 頸城村                     | 頸城村                        | 頸城村                        | 明治34年11月1日 大瀁村       | 明治34年11月1日 大瀁村       | 明治34年11月1日 大瀁村       | 大瀁村                                          | 大瀁村                          | 大瀁村                        | 昭和32年4月1日 頸城村          | 頸城村                     | 平成17年1月1日 上越市に編入                 | 上越市 |
| 潟口新田村             | 潟口新田村           | 潟口新田村                     | 潟口新田村                     | 潟口新田村                     | 頸城村                     | 頸城村                        | 頸城村                        | 明治34年11月1日 大瀁村       | 明治34年11月1日 大瀁村       | 明治34年11月1日 大瀁村       | 大瀁村                                          | 大瀁村                          | 大瀁村                        | 昭和32年4月1日 頸城村          | 頸城村                     | 平成17年1月1日 上越市に編入                 | 上越市 |
| 青野新田村             | 青野新田村           | 青野新田村                     | 青野新田村                     | 青野新田村                     | 頸城村                     | 頸城村                        | 頸城村                        | 明治34年11月1日 大瀁村       | 明治34年11月1日 大瀁村       | 明治34年11月1日 大瀁村       | 大瀁村                                          | 大瀁村                          | 大瀁村                        | 昭和32年4月1日 頸城村          | 頸城村                     | 平成17年1月1日 上越市に編入                 | 上越市 |
| 北方新田               | 北方新田             | 北方新田                       | 北方新田                       | 北方新田                       | 頸城村                     | 頸城村                        | 頸城村                        | 明治34年11月1日 大瀁村       | 明治34年11月1日 大瀁村       | 明治34年11月1日 大瀁村       | 大瀁村                                          | 大瀁村                          | 大瀁村                        | 昭和32年4月1日 頸城村          | 頸城村                     | 平成17年1月1日 上越市に編入                 | 上越市 |
| 宮原新田村             | 宮原新田村           | 宮原新田村                     | 宮原新田村                     | 宮原新田村                     | 頸城村                     | 頸城村                        | 頸城村                        | 明治34年11月1日 大瀁村       | 明治34年11月1日 大瀁村       | 明治34年11月1日 大瀁村       | 大瀁村                                          | 大瀁村                          | 大瀁村                        | 昭和32年4月1日 頸城村          | 頸城村                     | 平成17年1月1日 上越市に編入                 | 上越市 |
| 宮本新田村             | 宮本新田村           | 宮本新田村                     | 宮本新田村                     | 宮本新田村                     | 頸城村                     | 頸城村                        | 頸城村                        | 明治34年11月1日 大瀁村       | 明治34年11月1日 大瀁村       | 明治34年11月1日 大瀁村       | 大瀁村                                          | 大瀁村                          | 大瀁村                        | 昭和32年4月1日 頸城村          | 頸城村                     | 平成17年1月1日 上越市に編入                 | 上越市 |
| 森下新田村             | 森下新田村           | 森下新田村                     | 森下新田村                     | 森下新田村                     | 頸城村                     | 頸城村                        | 頸城村                        | 明治34年11月1日 大瀁村       | 明治34年11月1日 大瀁村       | 明治34年11月1日 大瀁村       | 大瀁村                                          | 大瀁村                          | 大瀁村                        | 昭和32年4月1日 頸城村          | 頸城村                     | 平成17年1月1日 上越市に編入                 | 上越市 |
| 船津村                 | 船津村               | 船津村                         | 船津村                         | 船津村                         | 頸城村                     | 頸城村                        | 頸城村                        | 明治34年11月1日 大瀁村       | 明治34年11月1日 大瀁村       | 明治34年11月1日 大瀁村       | 大瀁村                                          | 大瀁村                          | 大瀁村                        | 昭和32年4月1日 頸城村          | 頸城村                     | 平成17年1月1日 上越市に編入                 | 上越市 |
| 手崎新田               | 手崎新田             | 手崎新田                       | 手崎新田                       | 手崎新田                       | 頸城村                     | 頸城村                        | 頸城村                        | 明治34年11月1日 大瀁村       | 明治34年11月1日 大瀁村       | 明治34年11月1日 大瀁村       | 大瀁村                                          | 大瀁村                          | 大瀁村                        | 昭和32年4月1日 頸城村          | 頸城村                     | 平成17年1月1日 上越市に編入                 | 上越市 |
| 榎下新田村             | 榎下新田村           | 榎下新田村                     | 榎下新田村                     | 榎下新田村                     | 頸城村                     | 頸城村                        | 頸城村                        | 明治34年11月1日 大瀁村       | 明治34年11月1日 大瀁村       | 明治34年11月1日 大瀁村       | 大瀁村                                          | 大瀁村                          | 大瀁村                        | 昭和32年4月1日 頸城村          | 頸城村                     | 平成17年1月1日 上越市に編入                 | 上越市 |
| 榎井村                 | 榎井村               | 榎井村                         | 榎井村                         | 榎井村                         | 頸城村                     | 頸城村                        | 頸城村                        | 明治34年11月1日 大瀁村       | 明治34年11月1日 大瀁村       | 明治34年11月1日 大瀁村       | 大瀁村                                          | 大瀁村                          | 大瀁村                        | 昭和32年4月1日 頸城村          | 頸城村                     | 平成17年1月1日 上越市に編入                 | 上越市 |
| 松橋新田               | 松橋新田             | 松橋新田                       | 松橋新田                       | 松橋新田                       | 頸城村                     | 頸城村                        | 頸城村                        | 明治34年11月1日 大瀁村       | 明治34年11月1日 大瀁村       | 明治34年11月1日 大瀁村       | 大瀁村                                          | 大瀁村                          | 大瀁村                        | 昭和32年4月1日 頸城村          | 頸城村                     | 平成17年1月1日 上越市に編入                 | 上越市 |
| 中島新田               | 中島新田             | 中島新田                       | 明治12年 改称 下中島新田       | 明治12年 改称 下中島新田       | 頸城村                     | 頸城村                        | 頸城村                        | 明治34年11月1日 大瀁村       | 明治34年11月1日 大瀁村       | 明治34年11月1日 大瀁村       | 大瀁村                                          | 大瀁村                          | 大瀁村                        | 昭和32年4月1日 頸城村          | 頸城村                     | 平成17年1月1日 上越市に編入                 | 上越市 |
| 米岡新田               | 米岡新田             | 米岡新田                       | 明治12年 改称 下米岡新田       | 明治12年 改称 下米岡新田       | 頸城村                     | 頸城村                        | 頸城村                        | 明治34年11月1日 大瀁村       | 明治34年11月1日 大瀁村       | 明治34年11月1日 大瀁村       | 大瀁村                                          | 大瀁村                          | 大瀁村                        | 昭和32年4月1日 頸城村          | 頸城村                     | 平成17年1月1日 上越市に編入                 | 上越市 |
| 城野腰新田             | 城野腰新田           | 城野腰新田                     | 城野腰新田                     | 城野腰新田                     | 頸城村                     | 頸城村                        | 頸城村                        | 明治34年11月1日 大瀁村       | 明治34年11月1日 大瀁村       | 明治34年11月1日 大瀁村       | 大瀁村                                          | 大瀁村                          | 大瀁村                        | 昭和32年4月1日 頸城村          | 頸城村                     | 平成17年1月1日 上越市に編入                 | 上越市 |
| 福崎新田               | 福崎新田             | 福崎新田                       | 明治12年 改称 北福崎新田       | 明治12年 改称 北福崎新田       | 頸城村                     | 頸城村                        | 頸城村                        | 明治34年11月1日 大瀁村       | 明治34年11月1日 大瀁村       | 明治34年11月1日 大瀁村       | 大瀁村                                          | 大瀁村                          | 大瀁村                        | 昭和32年4月1日 頸城村          | 頸城村                     | 平成17年1月1日 上越市に編入                 | 上越市 |
| 上神原新田             | 上神原新田           | 上神原新田                     | 上神原新田                     | 上神原新田                     | 頸城村                     | 頸城村                        | 頸城村                        | 明治34年11月1日 大瀁村       | 明治34年11月1日 大瀁村       | 明治34年11月1日 大瀁村       | 大瀁村                                          | 大瀁村                          | 大瀁村                        | 昭和32年4月1日 頸城村          | 頸城村                     | 平成17年1月1日 上越市に編入                 | 上越市 |
| 下神原新田             | 下神原新田           | 下神原新田                     | 下神原新田                     | 下神原新田                     | 頸城村                     | 頸城村                        | 頸城村                        | 明治34年11月1日 大瀁村       | 明治34年11月1日 大瀁村       | 明治34年11月1日 大瀁村       | 大瀁村                                          | 大瀁村                          | 大瀁村                        | 昭和32年4月1日 頸城村          | 頸城村                     | 平成17年1月1日 上越市に編入                 | 上越市 |
| 松橋村                 | 松橋村               | 松橋村                         | 松橋村                         | 松橋村                         | 頸城村                     | 頸城村                        | 頸城村                        | 明治34年11月1日 大瀁村       | 明治34年11月1日 大瀁村       | 明治34年11月1日 大瀁村       | 大瀁村                                          | 大瀁村                          | 大瀁村                        | 昭和32年4月1日 頸城村          | 頸城村                     | 平成17年1月1日 上越市に編入                 | 上越市 |
| 上増田新田             | 上増田新田           | 上増田新田                     | 上増田新田                     | 上増田新田                     | 明治村                     | 明治村                        | 明治村                        | 明治村                       | 明治村                       | 明治村                       | 明治村                                          | 明治村                          | 明治村                        | 昭和32年4月1日 頸城村          | 頸城村                     | 平成17年1月1日 上越市に編入                 | 上越市 |
| 上池田新田             | 上池田新田           | 上池田新田                     | 上池田新田                     | 上池田新田                     | 明治村                     | 明治村                        | 明治村                        | 明治村                       | 明治村                       | 明治村                       | 明治村                                          | 明治村                          | 明治村                        | 昭和32年4月1日 頸城村          | 頸城村                     | 平成17年1月1日 上越市に編入                 | 上越市 |
| 手島村                 | 手島村               | 手島村                         | 手島村                         | 手島村                         | 明治村                     | 明治村                        | 明治村                        | 明治村                       | 明治村                       | 明治村                       | 明治村                                          | 明治村                          | 明治村                        | 昭和32年4月1日 頸城村          | 頸城村                     | 平成17年1月1日 上越市に編入                 | 上越市 |
| 日根津村               | 日根津村             | 日根津村                       | 日根津村                       | 日根津村                       | 明治村                     | 明治村                        | 明治村                        | 明治村                       | 明治村                       | 明治村                       | 明治村                                          | 明治村                          | 明治村                        | 昭和32年4月1日 頸城村          | 頸城村                     | 平成17年1月1日 上越市に編入                 | 上越市 |
| 仁野分村               | 仁野分村             | 仁野分村                       | 仁野分村                       | 仁野分村                       | 明治村                     | 明治村                        | 明治村                        | 明治村                       | 明治村                       | 明治村                       | 明治村                                          | 明治村                          | 明治村                        | 昭和32年4月1日 頸城村          | 頸城村                     | 平成17年1月1日 上越市に編入                 | 上越市 |
| 花ヶ崎村               | 花ヶ崎村             | 花ヶ崎村                       | 花ヶ崎村                       | 花ヶ崎村                       | 明治村                     | 明治村                        | 明治村                        | 明治村                       | 明治村                       | 明治村                       | 明治村                                          | 明治村                          | 明治村                        | 昭和32年4月1日 頸城村          | 頸城村                     | 平成17年1月1日 上越市に編入                 | 上越市 |
| 森本村                 | 森本村               | 森本村                         | 森本村                         | 森本村                         | 明治村                     | 明治村                        | 明治村                        | 明治村                       | 明治村                       | 明治村                       | 明治村                                          | 明治村                          | 明治村                        | 昭和32年4月1日 頸城村          | 頸城村                     | 平成17年1月1日 上越市に編入                 | 上越市 |
| 河原新田               | 河原新田             | 河原新田                       | 河原新田                       | 河原新田                       | 明治村                     | 明治村                        | 明治村                        | 明治村                       | 明治村                       | 明治村                       | 明治村                                          | 明治村                          | 明治村                        | 昭和32年4月1日 頸城村          | 頸城村                     | 平成17年1月1日 上越市に編入                 | 上越市 |
| 並木新田               | 並木新田             | 並木新田                       | 並木新田                       | 並木新田                       | 明治村                     | 明治村                        | 明治村                        | 明治村                       | 明治村                       | 明治村                       | 明治村                                          | 明治村                          | 明治村                        | 昭和32年4月1日 頸城村          | 頸城村                     | 平成17年1月1日 上越市に編入                 | 上越市 |
| 天ヶ崎新田             | 天ヶ崎新田           | 天ヶ崎新田                     | 天ヶ崎新田                     | 天ヶ崎新田                     | 明治村                     | 明治村                        | 明治村                        | 明治村                       | 明治村                       | 明治村                       | 明治村                                          | 明治村                          | 明治村                        | 昭和32年4月1日 頸城村          | 頸城村                     | 平成17年1月1日 上越市に編入                 | 上越市 |
| 大潟新田村             | 大潟新田村           | 大潟新田村                     | 大潟新田村                     | 大潟新田村                     | 明治村                     | 明治村                        | 明治村                        | 明治村                       | 明治村                       | 明治村                       | 明治村                                          | 明治村                          | 明治村                        | 昭和32年4月1日 頸城村          | 頸城村                     | 平成17年1月1日 上越市に編入                 | 上越市 |
| 玄僧村                 | 玄僧村               | 玄僧村                         | 玄僧村                         | 玄僧村                         | 明治村                     | 明治村                        | 明治村                        | 明治村                       | 明治村                       | 明治村                       | 明治村                                          | 明治村                          | 明治村                        | 昭和32年4月1日 頸城村          | 頸城村                     | 平成17年1月1日 上越市に編入                 | 上越市 |
| 中増田新田             | 中増田新田           | 中増田新田                     | 中増田新田                     | 中増田新田                     | 明治村                     | 明治村                        | 明治村                        | 明治村                       | 明治村                       | 明治村                       | 明治村                                          | 明治村                          | 明治村                        | 昭和32年4月1日 頸城村          | 頸城村                     | 平成17年1月1日 上越市に編入                 | 上越市 |
| 下増田新田             | 下増田新田           | 下増田新田                     | 下増田新田                     | 下増田新田                     | 明治村                     | 明治村                        | 明治村                        | 明治村                       | 明治村                       | 明治村                       | 明治村                                          | 明治村                          | 明治村                        | 昭和32年4月1日 頸城村          | 頸城村                     | 平成17年1月1日 上越市に編入                 | 上越市 |
| 矢住村                 | 矢住村               | 矢住村                         | 矢住村                         | 矢住村                         | 明治村                     | 明治村                        | 明治村                        | 明治村                       | 明治村                       | 明治村                       | 明治村                                          | 明治村                          | 明治村                        | 昭和32年4月1日 頸城村          | 頸城村                     | 平成17年1月1日 上越市に編入                 | 上越市 |
| 東頸城郡大蒲生田村     | 東頸城郡大蒲生田村   | 東頸城郡大蒲生田村             | 東頸城郡大蒲生田村             | 東頸城郡大蒲生田村             | 明治村                     | 明治村                        | 明治村                        | 明治村                       | 明治村                       | 明治村                       | 明治村                                          | 明治村                          | 明治村                        | 昭和32年4月1日 頸城村          | 頸城村                     | 平成17年1月1日 上越市に編入                 | 上越市 |
| 東頸城郡石神村         | 東頸城郡石神村       | 東頸城郡石神村                 | 東頸城郡石神村                 | 東頸城郡石神村                 | 東頸城郡 末広村            | 東頸城郡末広村                | 明治30年11月15日 明治村に編入 | 明治村                       | 明治村                       | 明治村                       | 明治村                                          | 明治村                          | 明治村                        | 昭和32年4月1日 頸城村          | 頸城村                     | 平成17年1月1日 上越市に編入                 | 上越市 |
| 東頸城郡石神新田       | 東頸城郡石神新田     | 東頸城郡石神新田               | 東頸城郡石神新田               | 東頸城郡石神新田               | 東頸城郡 末広村            | 東頸城郡末広村                | 明治30年11月15日 明治村に編入 | 明治村                       | 明治村                       | 明治村                       | 明治村                                          | 明治村                          | 明治村                        | 昭和32年4月1日 頸城村          | 頸城村                     | 平成17年1月1日 上越市に編入                 | 上越市 |
| 東頸城郡石神古川新田   | 東頸城郡石神古川新田 | 東頸城郡石神古川新田           | 東頸城郡石神古川新田           | 東頸城郡石神古川新田           | 東頸城郡 末広村            | 東頸城郡末広村                | 明治30年11月15日 明治村に編入 | 明治村                       | 明治村                       | 明治村                       | 明治村                                          | 明治村                          | 明治村                        | 昭和32年4月1日 頸城村          | 頸城村                     | 平成17年1月1日 上越市に編入                 | 上越市 |
| 東頸城郡塔ヶ崎村       | 東頸城郡塔ヶ崎村     | 東頸城郡塔ヶ崎村               | 東頸城郡塔ヶ崎村               | 東頸城郡塔ヶ崎村               | 東頸城郡 末広村            | 東頸城郡末広村                | 明治30年11月15日 明治村に編入 | 明治村                       | 明治村                       | 明治村                       | 明治村                                          | 明治村                          | 明治村                        | 昭和32年4月1日 頸城村          | 頸城村                     | 平成17年1月1日 上越市に編入                 | 上越市 |
| 宇津俣村               | 宇津俣村             | 宇津俣村                       | 宇津俣村                       | 宇津俣村                       | 東頸城郡 川辺村            | 東頸城郡川辺村                | 東頸城郡川辺村                | 明治34年11月1日 東頸城郡牧村 | 明治34年11月1日 東頸城郡牧村 | 明治34年11月1日 東頸城郡牧村 | 昭和29年11月1日 東頸城郡牧村                    | 昭和29年11月1日 東頸城郡牧村    | 東頸城郡牧村                  | 東頸城郡牧村                   | 東頸城郡牧村               | 平成17年1月1日 上越市に編入                 | 上越市 |
| 倉下村                 |                      | 倉下村                         | 倉下村                         | 倉下村                         | 東頸城郡 川辺村            | 東頸城郡川辺村                | 東頸城郡川辺村                | 明治34年11月1日 東頸城郡牧村 | 明治34年11月1日 東頸城郡牧村 | 明治34年11月1日 東頸城郡牧村 | 昭和29年11月1日 東頸城郡牧村                    | 昭和29年11月1日 東頸城郡牧村    | 東頸城郡牧村                  | 東頸城郡牧村                   | 東頸城郡牧村               | 平成17年1月1日 上越市に編入                 | 上越市 |
| 倉下村                 | （旧・牧口村）       | 明治初年 牧村                  | 明治12年 上牧村                | 明治12年 上牧村                | 東頸城郡 川辺村            | 東頸城郡川辺村                | 東頸城郡川辺村                | 明治34年11月1日 東頸城郡牧村 | 明治34年11月1日 東頸城郡牧村 | 明治34年11月1日 東頸城郡牧村 | 昭和29年11月1日 東頸城郡牧村                    | 昭和29年11月1日 東頸城郡牧村    | 東頸城郡牧村                  | 東頸城郡牧村                   | 東頸城郡牧村               | 平成17年1月1日 上越市に編入                 | 上越市 |
| 府殿村                 | 府殿村               | 府殿村                         | 府殿村                         | 府殿村                         | 東頸城郡 川辺村            | 東頸城郡川辺村                | 東頸城郡川辺村                | 明治34年11月1日 東頸城郡牧村 | 明治34年11月1日 東頸城郡牧村 | 明治34年11月1日 東頸城郡牧村 | 昭和29年11月1日 東頸城郡牧村                    | 昭和29年11月1日 東頸城郡牧村    | 東頸城郡牧村                  | 東頸城郡牧村                   | 東頸城郡牧村               | 平成17年1月1日 上越市に編入                 | 上越市 |
| 湯谷村                 | 湯谷村               | 湯谷村                         | 明治12年 改称 下湯谷村         | 明治12年 改称 下湯谷村         | 東頸城郡 川辺村            | 東頸城郡川辺村                | 東頸城郡川辺村                | 明治34年11月1日 東頸城郡牧村 | 明治34年11月1日 東頸城郡牧村 | 明治34年11月1日 東頸城郡牧村 | 昭和29年11月1日 東頸城郡牧村                    | 昭和29年11月1日 東頸城郡牧村    | 東頸城郡牧村                  | 東頸城郡牧村                   | 東頸城郡牧村               | 平成17年1月1日 上越市に編入                 | 上越市 |
| 原村                   | 原村                 | 原村                           | 原村                           | 原村                           | 東頸城郡 川辺村            | 東頸城郡川辺村                | 東頸城郡川辺村                | 明治34年11月1日 東頸城郡牧村 | 明治34年11月1日 東頸城郡牧村 | 明治34年11月1日 東頸城郡牧村 | 昭和29年11月1日 東頸城郡牧村                    | 昭和29年11月1日 東頸城郡牧村    | 東頸城郡牧村                  | 東頸城郡牧村                   | 東頸城郡牧村               | 平成17年1月1日 上越市に編入                 | 上越市 |
| 上昆子村               | 上昆子村             | 上昆子村                       | 上昆子村                       | 上昆子村                       | 東頸城郡 川辺村            | 東頸城郡川辺村                | 東頸城郡川辺村                | 明治34年11月1日 東頸城郡牧村 | 明治34年11月1日 東頸城郡牧村 | 明治34年11月1日 東頸城郡牧村 | 昭和29年11月1日 東頸城郡牧村                    | 昭和29年11月1日 東頸城郡牧村    | 東頸城郡牧村                  | 東頸城郡牧村                   | 東頸城郡牧村               | 平成17年1月1日 上越市に編入                 | 上越市 |
| 下昆子村               | 下昆子村             | 下昆子村                       | 下昆子村                       | 下昆子村                       | 東頸城郡 川辺村            | 東頸城郡川辺村                | 東頸城郡川辺村                | 明治34年11月1日 東頸城郡牧村 | 明治34年11月1日 東頸城郡牧村 | 明治34年11月1日 東頸城郡牧村 | 昭和29年11月1日 東頸城郡牧村                    | 昭和29年11月1日 東頸城郡牧村    | 東頸城郡牧村                  | 東頸城郡牧村                   | 東頸城郡牧村               | 平成17年1月1日 上越市に編入                 | 上越市 |
| 松ノ木村               | 松ノ木村             | 松ノ木村                       | 松ノ木村                       | 松ノ木村                       | 東頸城郡 川辺村            | 東頸城郡川辺村                | 東頸城郡川辺村                | 明治34年11月1日 東頸城郡牧村 | 明治34年11月1日 東頸城郡牧村 | 明治34年11月1日 東頸城郡牧村 | 昭和29年11月1日 東頸城郡牧村                    | 昭和29年11月1日 東頸城郡牧村    | 東頸城郡牧村                  | 東頸城郡牧村                   | 東頸城郡牧村               | 平成17年1月1日 上越市に編入                 | 上越市 |
| 荒井村                 | 荒井村               | 荒井村                         | 荒井村                         | 荒井村                         | 東頸城郡 川辺村            | 東頸城郡川辺村                | 東頸城郡川辺村                | 明治34年11月1日 東頸城郡牧村 | 明治34年11月1日 東頸城郡牧村 | 明治34年11月1日 東頸城郡牧村 | 昭和29年11月1日 東頸城郡牧村                    | 昭和29年11月1日 東頸城郡牧村    | 東頸城郡牧村                  | 東頸城郡牧村                   | 東頸城郡牧村               | 平成17年1月1日 上越市に編入                 | 上越市 |
| 針村                   | 針村                 | 針村                           | 針村                           | 針村                           | 板倉村                     | 板倉村                        | 板倉村                        | 明治34年11月1日 板倉村       | 明治34年11月1日 板倉村       | 明治34年11月1日 板倉村       | 板倉村                                          | 板倉村                          | 板倉村                        | 昭和33年8月1日 町制 板倉町     | 板倉町                     | 平成17年1月1日 上越市に編入                 | 上越市 |
| 関根村                 | 関根村               | 関根村                         | 関根村                         | 関根村                         | 板倉村                     | 板倉村                        | 板倉村                        | 明治34年11月1日 板倉村       | 明治34年11月1日 板倉村       | 明治34年11月1日 板倉村       | 板倉村                                          | 板倉村                          | 板倉村                        | 昭和33年8月1日 町制 板倉町     | 板倉町                     | 平成17年1月1日 上越市に編入                 | 上越市 |
| 横町村                 | 横町村               | 横町村                         | 横町村                         | 横町村                         | 板倉村                     | 板倉村                        | 板倉村                        | 明治34年11月1日 板倉村       | 明治34年11月1日 板倉村       | 明治34年11月1日 板倉村       | 板倉村                                          | 板倉村                          | 板倉村                        | 昭和33年8月1日 町制 板倉町     | 板倉町                     | 平成17年1月1日 上越市に編入                 | 上越市 |
| 下田屋村               | 下田屋村             | 下田屋村                       | 下田屋村                       | 下田屋村                       | 板倉村                     | 板倉村                        | 板倉村                        | 明治34年11月1日 板倉村       | 明治34年11月1日 板倉村       | 明治34年11月1日 板倉村       | 板倉村                                          | 板倉村                          | 板倉村                        | 昭和33年8月1日 町制 板倉町     | 板倉町                     | 平成17年1月1日 上越市に編入                 | 上越市 |
| 中島新田               | 中島新田             | 中島新田                       | 明治12年 改称 上中島新田       | 明治12年 改称 上中島新田       | 板倉村                     | 板倉村                        | 板倉村                        | 明治34年11月1日 板倉村       | 明治34年11月1日 板倉村       | 明治34年11月1日 板倉村       | 板倉村                                          | 板倉村                          | 板倉村                        | 昭和33年8月1日 町制 板倉町     | 板倉町                     | 平成17年1月1日 上越市に編入                 | 上越市 |
| 中島村                 | 中島村               | 中島村                         | 明治12年 改称 南中島村         | 明治12年 改称 南中島村         | 板倉村                     | 板倉村                        | 板倉村                        | 明治34年11月1日 板倉村       | 明治34年11月1日 板倉村       | 明治34年11月1日 板倉村       | 板倉村                                          | 板倉村                          | 板倉村                        | 昭和33年8月1日 町制 板倉町     | 板倉町                     | 平成17年1月1日 上越市に編入                 | 上越市 |
| 小石原村               | 小石原村             | 小石原村                       | 小石原村                       | 小石原村                       | 板倉村                     | 板倉村                        | 板倉村                        | 明治34年11月1日 板倉村       | 明治34年11月1日 板倉村       | 明治34年11月1日 板倉村       | 板倉村                                          | 板倉村                          | 板倉村                        | 昭和33年8月1日 町制 板倉町     | 板倉町                     | 平成17年1月1日 上越市に編入                 | 上越市 |
| 下米沢村               | 下米沢村             | 下米沢村                       | 下米沢村                       | 下米沢村                       | 板倉村                     | 板倉村                        | 板倉村                        | 明治34年11月1日 板倉村       | 明治34年11月1日 板倉村       | 明治34年11月1日 板倉村       | 板倉村                                          | 板倉村                          | 板倉村                        | 昭和33年8月1日 町制 板倉町     | 板倉町                     | 平成17年1月1日 上越市に編入                 | 上越市 |
| 高野村                 | 高野村               | 高野村                         | 高野村                         | 高野村                         | 豊原村                     | 豊原村                        | 豊原村                        | 明治34年11月1日 板倉村       | 明治34年11月1日 板倉村       | 明治34年11月1日 板倉村       | 板倉村                                          | 板倉村                          | 板倉村                        | 昭和33年8月1日 町制 板倉町     | 板倉町                     | 平成17年1月1日 上越市に編入                 | 上越市 |
| 坂井村                 | 坂井村               | 坂井村                         | 坂井村                         | 坂井村                         | 豊原村                     | 豊原村                        | 豊原村                        | 明治34年11月1日 板倉村       | 明治34年11月1日 板倉村       | 明治34年11月1日 板倉村       | 板倉村                                          | 板倉村                          | 板倉村                        | 昭和33年8月1日 町制 板倉町     | 板倉町                     | 平成17年1月1日 上越市に編入                 | 上越市 |
| 長塚村                 | 長塚村               | 長塚村                         | 長塚村                         | 長塚村                         | 豊原村                     | 豊原村                        | 豊原村                        | 明治34年11月1日 板倉村       | 明治34年11月1日 板倉村       | 明治34年11月1日 板倉村       | 板倉村                                          | 板倉村                          | 板倉村                        | 昭和33年8月1日 町制 板倉町     | 板倉町                     | 平成17年1月1日 上越市に編入                 | 上越市 |
| 四ツ屋新田             | 四ツ屋新田           | 四ツ屋新田                     | 明治12年 改称 南四ツ屋新田     | 明治12年 改称 南四ツ屋新田     | 豊原村                     | 豊原村                        | 豊原村                        | 明治34年11月1日 板倉村       | 明治34年11月1日 板倉村       | 明治34年11月1日 板倉村       | 板倉村                                          | 板倉村                          | 板倉村                        | 昭和33年8月1日 町制 板倉町     | 板倉町                     | 平成17年1月1日 上越市に編入                 | 上越市 |
| 福田新田               | 福田新田             | 福田新田                       | 明治12年 改称 上福田新田       | 明治12年 改称 上福田新田       | 豊原村                     | 豊原村                        | 豊原村                        | 明治34年11月1日 板倉村       | 明治34年11月1日 板倉村       | 明治34年11月1日 板倉村       | 板倉村                                          | 板倉村                          | 板倉村                        | 昭和33年8月1日 町制 板倉町     | 板倉町                     | 平成17年1月1日 上越市に編入                 | 上越市 |
| 戸狩村                 | 戸狩村               | 戸狩村                         | 戸狩村                         | 戸狩村                         | 豊原村                     | 豊原村                        | 豊原村                        | 明治34年11月1日 板倉村       | 明治34年11月1日 板倉村       | 明治34年11月1日 板倉村       | 板倉村                                          | 板倉村                          | 板倉村                        | 昭和33年8月1日 町制 板倉町     | 板倉町                     | 平成17年1月1日 上越市に編入                 | 上越市 |
| 稲増村                 | 稲増村               | 稲増村                         | 稲増村                         | 稲増村                         | 豊原村                     | 豊原村                        | 豊原村                        | 明治34年11月1日 板倉村       | 明治34年11月1日 板倉村       | 明治34年11月1日 板倉村       | 板倉村                                          | 板倉村                          | 板倉村                        | 昭和33年8月1日 町制 板倉町     | 板倉町                     | 平成17年1月1日 上越市に編入                 | 上越市 |
| 田井村                 | 田井村               | 田井村                         | 田井村                         | 田井村                         | 豊原村                     | 豊原村                        | 豊原村                        | 明治34年11月1日 板倉村       | 明治34年11月1日 板倉村       | 明治34年11月1日 板倉村       | 板倉村                                          | 板倉村                          | 板倉村                        | 昭和33年8月1日 町制 板倉町     | 板倉町                     | 平成17年1月1日 上越市に編入                 | 上越市 |
| 長嶺村                 | 長嶺村               | 長嶺村                         | 長嶺村                         | 長嶺村                         | 豊原村                     | 豊原村                        | 豊原村                        | 明治34年11月1日 板倉村       | 明治34年11月1日 板倉村       | 明治34年11月1日 板倉村       | 板倉村                                          | 板倉村                          | 板倉村                        | 昭和33年8月1日 町制 板倉町     | 板倉町                     | 平成17年1月1日 上越市に編入                 | 上越市 |
| 四ツ屋村               | 四ツ屋村             | 四ツ屋村                       | 明治12年 改称 中四ツ屋村       | 明治12年 改称 中四ツ屋村       | 根越村                     | 根越村                        | 根越村                        | 明治34年11月1日 板倉村       | 明治34年11月1日 板倉村       | 明治34年11月1日 板倉村       | 板倉村                                          | 板倉村                          | 板倉村                        | 昭和33年8月1日 町制 板倉町     | 板倉町                     | 平成17年1月1日 上越市に編入                 | 上越市 |
| 宮島村                 | 宮島村               | 宮島村                         | 宮島村                         | 宮島村                         | 根越村                     | 根越村                        | 根越村                        | 明治34年11月1日 板倉村       | 明治34年11月1日 板倉村       | 明治34年11月1日 板倉村       | 板倉村                                          | 板倉村                          | 板倉村                        | 昭和33年8月1日 町制 板倉町     | 板倉町                     | 平成17年1月1日 上越市に編入                 | 上越市 |
| 曽根田村               | 曽根田村             | 曽根田村                       | 曽根田村                       | 曽根田村                       | 根越村                     | 根越村                        | 根越村                        | 明治34年11月1日 板倉村       | 明治34年11月1日 板倉村       | 明治34年11月1日 板倉村       | 板倉村                                          | 板倉村                          | 板倉村                        | 昭和33年8月1日 町制 板倉町     | 板倉町                     | 平成17年1月1日 上越市に編入                 | 上越市 |
| 国川村                 | 国川村               | 国川村                         | 国川村                         | 国川村                         | 根越村                     | 根越村                        | 根越村                        | 明治34年11月1日 板倉村       | 明治34年11月1日 板倉村       | 明治34年11月1日 板倉村       | 板倉村                                          | 板倉村                          | 板倉村                        | 昭和33年8月1日 町制 板倉町     | 板倉町                     | 平成17年1月1日 上越市に編入                 | 上越市 |
| 福王寺村               | 福王寺村             | 福王寺村                       | 福王寺村                       | 福王寺村                       | 根越村                     | 根越村                        | 根越村                        | 明治34年11月1日 板倉村       | 明治34年11月1日 板倉村       | 明治34年11月1日 板倉村       | 板倉村                                          | 板倉村                          | 板倉村                        | 昭和33年8月1日 町制 板倉町     | 板倉町                     | 平成17年1月1日 上越市に編入                 | 上越市 |
| 田屋村                 | 田屋村               | 田屋村                         | 田屋村                         | 田屋村                         | 根越村                     | 根越村                        | 根越村                        | 明治34年11月1日 板倉村       | 明治34年11月1日 板倉村       | 明治34年11月1日 板倉村       | 板倉村                                          | 板倉村                          | 板倉村                        | 昭和33年8月1日 町制 板倉町     | 板倉町                     | 平成17年1月1日 上越市に編入                 | 上越市 |
| 沢田村                 | 沢田村               | 沢田村                         | 沢田村                         | 沢田村                         | 根越村                     | 根越村                        | 根越村                        | 明治34年11月1日 板倉村       | 明治34年11月1日 板倉村       | 明治34年11月1日 板倉村       | 板倉村                                          | 板倉村                          | 板倉村                        | 昭和33年8月1日 町制 板倉町     | 板倉町                     | 平成17年1月1日 上越市に編入                 | 上越市 |
| 別所村                 | 別所村               | 別所村                         | 別所村                         | 別所村                         | 根越村                     | 根越村                        | 根越村                        | 明治34年11月1日 板倉村       | 明治34年11月1日 板倉村       | 明治34年11月1日 板倉村       | 板倉村                                          | 板倉村                          | 板倉村                        | 昭和33年8月1日 町制 板倉町     | 板倉町                     | 平成17年1月1日 上越市に編入                 | 上越市 |
| 大嶺新田               | 大嶺新田             | 大嶺新田                       | 大嶺新田                       | 明治18年 達野村                | 根越村                     | 根越村                        | 根越村                        | 明治34年11月1日 板倉村       | 明治34年11月1日 板倉村       | 明治34年11月1日 板倉村       | 板倉村                                          | 板倉村                          | 板倉村                        | 昭和33年8月1日 町制 板倉町     | 板倉町                     | 平成17年1月1日 上越市に編入                 | 上越市 |
| 名川新田               | 名川新田             | 名川新田                       | 名川新田                       | 明治18年 達野村                | 根越村                     | 根越村                        | 根越村                        | 明治34年11月1日 板倉村       | 明治34年11月1日 板倉村       | 明治34年11月1日 板倉村       | 板倉村                                          | 板倉村                          | 板倉村                        | 昭和33年8月1日 町制 板倉町     | 板倉町                     | 平成17年1月1日 上越市に編入                 | 上越市 |
| 田入山新田             | 田入山新田           | 田入山新田                     | 田入山新田                     | 明治18年 達野村                | 根越村                     | 根越村                        | 根越村                        | 明治34年11月1日 板倉村       | 明治34年11月1日 板倉村       | 明治34年11月1日 板倉村       | 板倉村                                          | 板倉村                          | 板倉村                        | 昭和33年8月1日 町制 板倉町     | 板倉町                     | 平成17年1月1日 上越市に編入                 | 上越市 |
| 達野新田               | 達野新田             | 達野新田                       | 達野新田                       | 明治18年 達野村                | 根越村                     | 根越村                        | 根越村                        | 明治34年11月1日 板倉村       | 明治34年11月1日 板倉村       | 明治34年11月1日 板倉村       | 板倉村                                          | 板倉村                          | 板倉村                        | 昭和33年8月1日 町制 板倉町     | 板倉町                     | 平成17年1月1日 上越市に編入                 | 上越市 |
| 栗沢村                 | 栗沢村               | 栗沢村                         | 栗沢村                         | 栗沢村                         | 根越村                     | 根越村                        | 根越村                        | 明治34年11月1日 板倉村       | 明治34年11月1日 板倉村       | 明治34年11月1日 板倉村       | 板倉村                                          | 板倉村                          | 板倉村                        | 昭和33年8月1日 町制 板倉町     | 板倉町                     | 平成17年1月1日 上越市に編入                 | 上越市 |
| 大野新田               | 大野新田             | 大野新田                       | 大野新田                       | 大野新田                       | 根越村                     | 根越村                        | 根越村                        | 明治34年11月1日 板倉村       | 明治34年11月1日 板倉村       | 明治34年11月1日 板倉村       | 板倉村                                          | 板倉村                          | 板倉村                        | 昭和33年8月1日 町制 板倉町     | 板倉町                     | 平成17年1月1日 上越市に編入                 | 上越市 |
| 筒方村                 | 筒方村               | 筒方村                         | 筒方村                         | 筒方村                         | 根越村                     | 根越村                        | 根越村                        | 明治34年11月1日 板倉村       | 明治34年11月1日 板倉村       | 明治34年11月1日 板倉村       | 板倉村                                          | 板倉村                          | 板倉村                        | 昭和33年8月1日 町制 板倉町     | 板倉町                     | 平成17年1月1日 上越市に編入                 | 上越市 |
| 関田村                 | 関田村               | 関田村                         | 関田村                         | 関田村                         | 根越村                     | 根越村                        | 根越村                        | 明治34年11月1日 板倉村       | 明治34年11月1日 板倉村       | 明治34年11月1日 板倉村       | 板倉村                                          | 板倉村                          | 板倉村                        | 昭和33年8月1日 町制 板倉町     | 板倉町                     | 平成17年1月1日 上越市に編入                 | 上越市 |
| 玄藤寺新田             | 玄藤寺新田           | 玄藤寺新田                     | 玄藤寺新田                     | 玄藤寺新田                     | 根越村                     | 根越村                        | 根越村                        | 明治34年11月1日 板倉村       | 明治34年11月1日 板倉村       | 明治34年11月1日 板倉村       | 板倉村                                          | 板倉村                          | 板倉村                        | 昭和33年8月1日 町制 板倉町     | 板倉町                     | 平成17年1月1日 上越市に編入                 | 上越市 |
| 熊川村                 | 熊川村               | 熊川村                         | 熊川村                         | 熊川村                         | 箕冠村                     | 箕冠村                        | 箕冠村                        | 明治34年11月1日 板倉村       | 明治34年11月1日 板倉村       | 明治34年11月1日 板倉村       | 板倉村                                          | 板倉村                          | 板倉村                        | 昭和33年8月1日 町制 板倉町     | 板倉町                     | 平成17年1月1日 上越市に編入                 | 上越市 |
| 吉増村                 | 吉増村               | 吉増村                         | 吉増村                         | 吉増村                         | 箕冠村                     | 箕冠村                        | 箕冠村                        | 明治34年11月1日 板倉村       | 明治34年11月1日 板倉村       | 明治34年11月1日 板倉村       | 板倉村                                          | 板倉村                          | 板倉村                        | 昭和33年8月1日 町制 板倉町     | 板倉町                     | 平成17年1月1日 上越市に編入                 | 上越市 |
| 山越村                 | 山越村               | 山越村                         | 山越村                         | 山越村                         | 箕冠村                     | 箕冠村                        | 箕冠村                        | 明治34年11月1日 板倉村       | 明治34年11月1日 板倉村       | 明治34年11月1日 板倉村       | 板倉村                                          | 板倉村                          | 板倉村                        | 昭和33年8月1日 町制 板倉町     | 板倉町                     | 平成17年1月1日 上越市に編入                 | 上越市 |
| 熊川新田               | 熊川新田             | 熊川新田                       | 熊川新田                       | 熊川新田                       | 箕冠村                     | 箕冠村                        | 箕冠村                        | 明治34年11月1日 板倉村       | 明治34年11月1日 板倉村       | 明治34年11月1日 板倉村       | 板倉村                                          | 板倉村                          | 板倉村                        | 昭和33年8月1日 町制 板倉町     | 板倉町                     | 平成17年1月1日 上越市に編入                 | 上越市 |
| 山部村                 | 山部村               | 山部村                         | 山部村                         | 山部村                         | 箕冠村                     | 箕冠村                        | 箕冠村                        | 明治34年11月1日 板倉村       | 明治34年11月1日 板倉村       | 明治34年11月1日 板倉村       | 板倉村                                          | 板倉村                          | 板倉村                        | 昭和33年8月1日 町制 板倉町     | 板倉町                     | 平成17年1月1日 上越市に編入                 | 上越市 |
| 米増村                 | 米増村               | 米増村                         | 米増村                         | 米増村                         | 箕冠村                     | 箕冠村                        | 箕冠村                        | 明治34年11月1日 板倉村       | 明治34年11月1日 板倉村       | 明治34年11月1日 板倉村       | 板倉村                                          | 板倉村                          | 板倉村                        | 昭和33年8月1日 町制 板倉町     | 板倉町                     | 平成17年1月1日 上越市に編入                 | 上越市 |
| 中野宮村               | 中野宮村             | 中野宮村                       | 中野宮村                       | 中野宮村                       | 箕冠村                     | 箕冠村                        | 箕冠村                        | 明治34年11月1日 板倉村       | 明治34年11月1日 板倉村       | 明治34年11月1日 板倉村       | 板倉村                                          | 板倉村                          | 板倉村                        | 昭和33年8月1日 町制 板倉町     | 板倉町                     | 平成17年1月1日 上越市に編入                 | 上越市 |
| 釜塚村                 | 釜塚村               | 釜塚村                         | 釜塚村                         | 釜塚村                         | 箕冠村                     | 箕冠村                        | 箕冠村                        | 明治34年11月1日 板倉村       | 明治34年11月1日 板倉村       | 明治34年11月1日 板倉村       | 板倉村                                          | 板倉村                          | 板倉村                        | 昭和33年8月1日 町制 板倉町     | 板倉町                     | 平成17年1月1日 上越市に編入                 | 上越市 |
| 菰立村                 | 菰立村               | 菰立村                         | 菰立村                         | 菰立村                         | 箕冠村                     | 箕冠村                        | 箕冠村                        | 明治34年11月1日 板倉村       | 明治34年11月1日 板倉村       | 明治34年11月1日 板倉村       | 板倉村                                          | 板倉村                          | 板倉村                        | 昭和33年8月1日 町制 板倉町     | 板倉町                     | 平成17年1月1日 上越市に編入                 | 上越市 |
| 不動新田               | 不動新田             | 不動新田                       | 不動新田                       | 不動新田                       | 箕冠村                     | 箕冠村                        | 箕冠村                        | 明治34年11月1日 板倉村       | 明治34年11月1日 板倉村       | 明治34年11月1日 板倉村       | 板倉村                                          | 板倉村                          | 板倉村                        | 昭和33年8月1日 町制 板倉町     | 板倉町                     | 平成17年1月1日 上越市に編入                 | 上越市 |
| 久々野村               | 久々野村             | 久々野村                       | 久々野村                       | 久々野村                       | 寺野村                     | 寺野村                        | 寺野村                        | 寺野村                       | 寺野村                       | 寺野村                       | 寺野村                                          | 寺野村                          | 昭和31年4月1日 板倉村に編入   | 昭和33年8月1日 町制 板倉町     | 板倉町                     | 平成17年1月1日 上越市に編入                 | 上越市 |
| 猿供養寺村             | 猿供養寺村           | 猿供養寺村                     | 猿供養寺村                     | 猿供養寺村                     | 寺野村                     | 寺野村                        | 寺野村                        | 寺野村                       | 寺野村                       | 寺野村                       | 寺野村                                          | 寺野村                          | 昭和31年4月1日 板倉村に編入   | 昭和33年8月1日 町制 板倉町     | 板倉町                     | 平成17年1月1日 上越市に編入                 | 上越市 |
| 山寺村                 | 山寺村               | 山寺村                         | 明治12年 改称 東山寺村         | 明治12年 改称 東山寺村         | 寺野村                     | 寺野村                        | 寺野村                        | 寺野村                       | 寺野村                       | 寺野村                       | 寺野村                                          | 寺野村                          | 昭和31年4月1日 板倉村に編入   | 昭和33年8月1日 町制 板倉町     | 板倉町                     | 平成17年1月1日 上越市に編入                 | 上越市 |
| 大池新田村             | 大池新田村           | 大池新田村                     | 大池新田村                     | 大池新田村                     | 寺野村                     | 寺野村                        | 寺野村                        | 寺野村                       | 寺野村                       | 寺野村                       | 寺野村                                          | 寺野村                          | 昭和31年4月1日 板倉村に編入   | 昭和33年8月1日 町制 板倉町     | 板倉町                     | 平成17年1月1日 上越市に編入                 | 上越市 |
| 機織村                 | 機織村               | 機織村                         | 機織村                         | 機織村                         | 寺野村                     | 寺野村                        | 寺野村                        | 寺野村                       | 寺野村                       | 寺野村                       | 寺野村                                          | 寺野村                          | 昭和31年4月1日 板倉村に編入   | 昭和33年8月1日 町制 板倉町     | 板倉町                     | 平成17年1月1日 上越市に編入                 | 上越市 |
| 菅原村                 | 菅原村               | 菅原村                         | 菅原村                         | 菅原村                         | 菅原村                     | 菅原村                        | 菅原村                        | 菅原村                       | 菅原村                       | 菅原村                       | 菅原村                                          | 昭和30年3月31日 清里村          | 清里村                        | 清里村                         | 清里村                     | 平成17年1月1日 上越市に編入                 | 上越市 |
| 岡嶺新田               | 岡嶺新田             | 岡嶺新田                       | 岡嶺新田                       | 岡嶺新田                       | 菅原村                     | 菅原村                        | 菅原村                        | 菅原村                       | 菅原村                       | 菅原村                       | 菅原村                                          | 昭和30年3月31日 清里村          | 清里村                        | 清里村                         | 清里村                     | 平成17年1月1日 上越市に編入                 | 上越市 |
| 岡之町村               | 岡之町村             | 岡之町村                       | 岡之町村                       | 岡之町村                       | 菅原村                     | 菅原村                        | 菅原村                        | 菅原村                       | 菅原村                       | 菅原村                       | 菅原村                                          | 昭和30年3月31日 清里村          | 清里村                        | 清里村                         | 清里村                     | 平成17年1月1日 上越市に編入                 | 上越市 |
| 荒牧村                 | 荒牧村               | 荒牧村                         | 荒牧村                         | 荒牧村                         | 菅原村                     | 菅原村                        | 菅原村                        | 菅原村                       | 菅原村                       | 菅原村                       | 菅原村                                          | 昭和30年3月31日 清里村          | 清里村                        | 清里村                         | 清里村                     | 平成17年1月1日 上越市に編入                 | 上越市 |
| 深沢村                 | 深沢村               | 深沢村                         | 明治12年 改称 上深沢村         | 明治12年 改称 上深沢村         | 菅原村                     | 菅原村                        | 菅原村                        | 菅原村                       | 菅原村                       | 菅原村                       | 菅原村                                          | 昭和30年3月31日 清里村          | 清里村                        | 清里村                         | 清里村                     | 平成17年1月1日 上越市に編入                 | 上越市 |
| 田島村                 | 田島村               | 田島村                         | 明治12年 改称 上田島村         | 明治12年 改称 上田島村         | 菅原村                     | 菅原村                        | 菅原村                        | 菅原村                       | 菅原村                       | 菅原村                       | 菅原村                                          | 昭和30年3月31日 清里村          | 清里村                        | 清里村                         | 清里村                     | 平成17年1月1日 上越市に編入                 | 上越市 |
| 福島村                 | 福島村               | 福島村                         | 明治12年 改称 東福島村         | 明治12年 改称 東福島村         | 菅原村                     | 菅原村                        | 菅原村                        | 菅原村                       | 菅原村                       | 菅原村                       | 菅原村                                          | 昭和30年3月31日 清里村          | 清里村                        | 清里村                         | 清里村                     | 平成17年1月1日 上越市に編入                 | 上越市 |
| 馬屋村                 | 馬屋村               | 馬屋村                         | 馬屋村                         | 馬屋村                         | 菅原村                     | 菅原村                        | 菅原村                        | 菅原村                       | 菅原村                       | 菅原村                       | 菅原村                                          | 昭和30年3月31日 清里村          | 清里村                        | 清里村                         | 清里村                     | 平成17年1月1日 上越市に編入                 | 上越市 |
| 塩曽根村               | 塩曽根村             | 塩曽根村                       | 塩曽根村                       | 塩曽根村                       | 菅原村                     | 菅原村                        | 菅原村                        | 菅原村                       | 菅原村                       | 菅原村                       | 菅原村                                          | 昭和30年3月31日 清里村          | 清里村                        | 清里村                         | 清里村                     | 平成17年1月1日 上越市に編入                 | 上越市 |
| 今曽根村               | 今曽根村             | 今曽根村                       | 今曽根村                       | 今曽根村                       | 菅原村                     | 菅原村                        | 菅原村                        | 菅原村                       | 菅原村                       | 菅原村                       | 菅原村                                          | 昭和30年3月31日 清里村          | 清里村                        | 清里村                         | 清里村                     | 平成17年1月1日 上越市に編入                 | 上越市 |
| 田中村                 | 田中村               | 田中村                         | 明治12年 改称 南田中村         | 明治12年 改称 南田中村         | 菅原村                     | 菅原村                        | 菅原村                        | 菅原村                       | 菅原村                       | 菅原村                       | 菅原村                                          | 昭和30年3月31日 清里村          | 清里村                        | 清里村                         | 清里村                     | 平成17年1月1日 上越市に編入                 | 上越市 |
| 武士村                 | 武士村               | 武士村                         | 明治14年 武士村                | 明治14年 武士村                | 菅原村                     | 菅原村                        | 菅原村                        | 菅原村                       | 菅原村                       | 菅原村                       | 菅原村                                          | 昭和30年3月31日 清里村          | 清里村                        | 清里村                         | 清里村                     | 平成17年1月1日 上越市に編入                 | 上越市 |
| 武士新田               | 武士新田             | 武士新田                       | 明治14年 武士村                | 明治14年 武士村                | 菅原村                     | 菅原村                        | 菅原村                        | 菅原村                       | 菅原村                       | 菅原村                       | 菅原村                                          | 昭和30年3月31日 清里村          | 清里村                        | 清里村                         | 清里村                     | 平成17年1月1日 上越市に編入                 | 上越市 |
| 上稲塚村               | 上稲塚村             | 上稲塚村                       | 上稲塚村                       | 上稲塚村                       | 菅原村                     | 菅原村                        | 菅原村                        | 菅原村                       | 菅原村                       | 菅原村                       | 菅原村                                          | 昭和30年3月31日 清里村          | 清里村                        | 清里村                         | 清里村                     | 平成17年1月1日 上越市に編入                 | 上越市 |
| 北野村                 | 北野村               | 北野村                         | 北野村                         | 北野村                         | 櫛池村                     | 櫛池村                        | 櫛池村                        | 櫛池村                       | 櫛池村                       | 櫛池村                       | 櫛池村                                          | 昭和30年3月31日 清里村          | 清里村                        | 清里村                         | 清里村                     | 平成17年1月1日 上越市に編入                 | 上越市 |
| 梨平村                 | 梨平村               | 梨平村                         | 梨平村                         | 梨平村                         | 櫛池村                     | 櫛池村                        | 櫛池村                        | 櫛池村                       | 櫛池村                       | 櫛池村                       | 櫛池村                                          | 昭和30年3月31日 清里村          | 清里村                        | 清里村                         | 清里村                     | 平成17年1月1日 上越市に編入                 | 上越市 |
| 赤池村                 | 赤池村               | 赤池村                         | 赤池村                         | 赤池村                         | 櫛池村                     | 櫛池村                        | 櫛池村                        | 櫛池村                       | 櫛池村                       | 櫛池村                       | 櫛池村                                          | 昭和30年3月31日 清里村          | 清里村                        | 清里村                         | 清里村                     | 平成17年1月1日 上越市に編入                 | 上越市 |
| 青柳村                 | 青柳村               | 青柳村                         | 青柳村                         | 青柳村                         | 櫛池村                     | 櫛池村                        | 櫛池村                        | 櫛池村                       | 櫛池村                       | 櫛池村                       | 櫛池村                                          | 昭和30年3月31日 清里村          | 清里村                        | 清里村                         | 清里村                     | 平成17年1月1日 上越市に編入                 | 上越市 |
| 梨窪村                 | 梨窪村               | 梨窪村                         | 梨窪村                         | 梨窪村                         | 櫛池村                     | 櫛池村                        | 櫛池村                        | 櫛池村                       | 櫛池村                       | 櫛池村                       | 櫛池村                                          | 昭和30年3月31日 清里村          | 清里村                        | 清里村                         | 清里村                     | 平成17年1月1日 上越市に編入                 | 上越市 |
| 鶯沢村                 | 鶯沢村               | 鶯沢村                         | 鶯沢村                         | 鶯沢村                         | 櫛池村                     | 櫛池村                        | 櫛池村                        | 櫛池村                       | 櫛池村                       | 櫛池村                       | 櫛池村                                          | 昭和30年3月31日 清里村          | 清里村                        | 清里村                         | 清里村                     | 平成17年1月1日 上越市に編入                 | 上越市 |
| 中条村                 | 中条村               | 中条村                         | 明治12年 改称 上中条村         | 明治12年 改称 上中条村         | 櫛池村                     | 櫛池村                        | 櫛池村                        | 櫛池村                       | 櫛池村                       | 櫛池村                       | 櫛池村                                          | 昭和30年3月31日 清里村          | 清里村                        | 清里村                         | 清里村                     | 平成17年1月1日 上越市に編入                 | 上越市 |
| 鈴倉村                 | 鈴倉村               | 鈴倉村                         | 鈴倉村                         | 鈴倉村                         | 櫛池村                     | 櫛池村                        | 櫛池村                        | 櫛池村                       | 櫛池村                       | 櫛池村                       | 櫛池村                                          | 昭和30年3月31日 清里村          | 清里村                        | 清里村                         | 清里村                     | 平成17年1月1日 上越市に編入                 | 上越市 |
| 寺之脇村               | 寺之脇村             | 寺之脇村                       | 寺之脇村                       | 寺之脇村                       | 櫛池村                     | 櫛池村                        | 櫛池村                        | 櫛池村                       | 櫛池村                       | 櫛池村                       | 櫛池村                                          | 昭和30年3月31日 清里村          | 清里村                        | 清里村                         | 清里村                     | 平成17年1月1日 上越市に編入                 | 上越市 |
| 戸野村                 | 戸野村               | 戸野村                         | 明治12年 改称 東戸野村         | 明治12年 改称 東戸野村         | 櫛池村                     | 櫛池村                        | 櫛池村                        | 櫛池村                       | 櫛池村                       | 櫛池村                       | 櫛池村                                          | 昭和30年3月31日 清里村          | 清里村                        | 清里村                         | 清里村                     | 平成17年1月1日 上越市に編入                 | 上越市 |
| 棚田村                 | 棚田村               | 棚田村                         | 棚田村                         | 棚田村                         | 櫛池村                     | 櫛池村                        | 櫛池村                        | 櫛池村                       | 櫛池村                       | 櫛池村                       | 櫛池村                                          | 昭和30年3月31日 清里村          | 清里村                        | 清里村                         | 清里村                     | 平成17年1月1日 上越市に編入                 | 上越市 |
| 水草村                 | 水草村               | 水草村                         | 水草村                         | 水草村                         | 櫛池村                     | 櫛池村                        | 櫛池村                        | 櫛池村                       | 櫛池村                       | 櫛池村                       | 櫛池村                                          | 昭和30年3月31日 清里村          | 清里村                        | 清里村                         | 清里村                     | 平成17年1月1日 上越市に編入                 | 上越市 |
| 川浦村                 | 川浦村               | 川浦村                         | 川浦村                         | 川浦村                         | 里五十公野村               | 里五十公野村                  | 里五十公野村                  | 里五十公野村                 | 里五十公野村                 | 里五十公野村                 | 里五十公野村                                    | 昭和30年10月1日 三和村          | 三和村                        | 三和村                         | 三和村                     | 平成17年1月1日 上越市に編入                 | 上越市 |
| 中野村                 | 中野村               | 中野村                         | 中野村                         | 中野村                         | 里五十公野村               | 里五十公野村                  | 里五十公野村                  | 里五十公野村                 | 里五十公野村                 | 里五十公野村                 | 里五十公野村                                    | 昭和30年10月1日 三和村          | 三和村                        | 三和村                         | 三和村                     | 平成17年1月1日 上越市に編入                 | 上越市 |
| 窪村                   | 窪村                 | 窪村                           | 窪村                           | 窪村                           | 里五十公野村               | 里五十公野村                  | 里五十公野村                  | 里五十公野村                 | 里五十公野村                 | 里五十公野村                 | 里五十公野村                                    | 昭和30年10月1日 三和村          | 三和村                        | 三和村                         | 三和村                     | 平成17年1月1日 上越市に編入                 | 上越市 |
| 法花寺村               | 法花寺村             | 法花寺村                       | 法花寺村                       | 法花寺村                       | 里五十公野村               | 里五十公野村                  | 里五十公野村                  | 里五十公野村                 | 里五十公野村                 | 里五十公野村                 | 里五十公野村                                    | 昭和30年10月1日 三和村          | 三和村                        | 三和村                         | 三和村                     | 平成17年1月1日 上越市に編入                 | 上越市 |
| 水科村                 | 水科村               | 水科村                         | 水科村                         | 水科村                         | 里五十公野村               | 里五十公野村                  | 里五十公野村                  | 里五十公野村                 | 里五十公野村                 | 里五十公野村                 | 里五十公野村                                    | 昭和30年10月1日 三和村          | 三和村                        | 三和村                         | 三和村                     | 平成17年1月1日 上越市に編入                 | 上越市 |
| 水吉村                 | 水吉村               | 水吉村                         | 水吉村                         | 水吉村                         | 里五十公野村               | 里五十公野村                  | 里五十公野村                  | 里五十公野村                 | 里五十公野村                 | 里五十公野村                 | 里五十公野村                                    | 昭和30年10月1日 三和村          | 三和村                        | 三和村                         | 三和村                     | 平成17年1月1日 上越市に編入                 | 上越市 |
| 鴨井村                 | 鴨井村               | 鴨井村                         | 鴨井村                         | 鴨井村                         | 里五十公野村               | 里五十公野村                  | 里五十公野村                  | 里五十公野村                 | 里五十公野村                 | 里五十公野村                 | 里五十公野村                                    | 昭和30年10月1日 三和村          | 三和村                        | 三和村                         | 三和村                     | 平成17年1月1日 上越市に編入                 | 上越市 |
| 田村                   | 田村                 | 田村                           | 田村                           | 田村                           | 里五十公野村               | 里五十公野村                  | 里五十公野村                  | 里五十公野村                 | 里五十公野村                 | 里五十公野村                 | 里五十公野村                                    | 昭和30年10月1日 三和村          | 三和村                        | 三和村                         | 三和村                     | 平成17年1月1日 上越市に編入                 | 上越市 |
| 中村                   | 中村                 | 中村                           | 明治12年 改称 下中村           | 明治12年 改称 下中村           | 里五十公野村               | 里五十公野村                  | 里五十公野村                  | 里五十公野村                 | 里五十公野村                 | 里五十公野村                 | 里五十公野村                                    | 昭和30年10月1日 三和村          | 三和村                        | 三和村                         | 三和村                     | 平成17年1月1日 上越市に編入                 | 上越市 |
| 野村                   | 野村                 | 野村                           | 野村                           | 野村                           | 里五十公野村               | 里五十公野村                  | 里五十公野村                  | 里五十公野村                 | 里五十公野村                 | 里五十公野村                 | 里五十公野村                                    | 昭和30年10月1日 三和村          | 三和村                        | 三和村                         | 三和村                     | 平成17年1月1日 上越市に編入                 | 上越市 |
| 稲原村                 | 稲原村               | 稲原村                         | 稲原村                         | 稲原村                         | 里五十公野村               | 里五十公野村                  | 里五十公野村                  | 里五十公野村                 | 里五十公野村                 | 里五十公野村                 | 里五十公野村                                    | 昭和30年10月1日 三和村          | 三和村                        | 三和村                         | 三和村                     | 平成17年1月1日 上越市に編入                 | 上越市 |
| 宮崎新田               | 宮崎新田             | 宮崎新田                       | 宮崎新田                       | 宮崎新田                       | 里五十公野村               | 里五十公野村                  | 里五十公野村                  | 里五十公野村                 | 里五十公野村                 | 里五十公野村                 | 里五十公野村                                    | 昭和30年10月1日 三和村          | 三和村                        | 三和村                         | 三和村                     | 平成17年1月1日 上越市に編入                 | 上越市 |
| 横山新田               | 横山新田             | 横山新田                       | 横山新田                       | 横山新田                       | 里五十公野村               | 里五十公野村                  | 里五十公野村                  | 里五十公野村                 | 里五十公野村                 | 里五十公野村                 | 里五十公野村                                    | 昭和30年10月1日 三和村          | 三和村                        | 三和村                         | 三和村                     | 平成17年1月1日 上越市に編入                 | 上越市 |
| 所山田村               | 所山田村             | 所山田村                       | 所山田村                       | 所山田村                       | 上杉村                     | 上杉村                        | 上杉村                        | 上杉村                       | 上杉村                       | 上杉村                       | 上杉村                                          | 昭和30年10月1日 三和村          | 三和村                        | 三和村                         | 三和村                     | 平成17年1月1日 上越市に編入                 | 上越市 |
| 岡田村                 | 岡田村               | 岡田村                         | 岡田村                         | 岡田村                         | 上杉村                     | 上杉村                        | 上杉村                        | 上杉村                       | 上杉村                       | 上杉村                       | 上杉村                                          | 昭和30年10月1日 三和村          | 三和村                        | 三和村                         | 三和村                     | 平成17年1月1日 上越市に編入                 | 上越市 |
| 島倉村                 | 島倉村               | 島倉村                         | 島倉村                         | 島倉村                         | 上杉村                     | 上杉村                        | 上杉村                        | 上杉村                       | 上杉村                       | 上杉村                       | 上杉村                                          | 昭和30年10月1日 三和村          | 三和村                        | 三和村                         | 三和村                     | 平成17年1月1日 上越市に編入                 | 上越市 |
| 北代村                 | 北代村               | 北代村                         | 北代村                         | 北代村                         | 上杉村                     | 上杉村                        | 上杉村                        | 上杉村                       | 上杉村                       | 上杉村                       | 上杉村                                          | 昭和30年10月1日 三和村          | 三和村                        | 三和村                         | 三和村                     | 平成17年1月1日 上越市に編入                 | 上越市 |
| 新保村                 | 新保村               | 新保村                         | 明治12年 改称 下新保村         | 明治12年 改称 下新保村         | 上杉村                     | 上杉村                        | 上杉村                        | 上杉村                       | 上杉村                       | 上杉村                       | 上杉村                                          | 昭和30年10月1日 三和村          | 三和村                        | 三和村                         | 三和村                     | 平成17年1月1日 上越市に編入                 | 上越市 |
| 村岡村                 | 村岡村               | 村岡村                         | 明治10年 大村                  | 明治10年 大村                  | 上杉村                     | 上杉村                        | 上杉村                        | 上杉村                       | 上杉村                       | 上杉村                       | 上杉村                                          | 昭和30年10月1日 三和村          | 三和村                        | 三和村                         | 三和村                     | 平成17年1月1日 上越市に編入                 | 上越市 |
| 大光寺村               | 大光寺村             | 大光寺村                       | 明治10年 大村                  | 明治10年 大村                  | 上杉村                     | 上杉村                        | 上杉村                        | 上杉村                       | 上杉村                       | 上杉村                       | 上杉村                                          | 昭和30年10月1日 三和村          | 三和村                        | 三和村                         | 三和村                     | 平成17年1月1日 上越市に編入                 | 上越市 |
| 田島村                 | 田島村               | 田島村                         | 明治12年 改称 下田島村         | 明治12年 改称 下田島村         | 上杉村                     | 上杉村                        | 上杉村                        | 上杉村                       | 上杉村                       | 上杉村                       | 上杉村                                          | 昭和30年10月1日 三和村          | 三和村                        | 三和村                         | 三和村                     | 平成17年1月1日 上越市に編入                 | 上越市 |
| 三村新田               | 三村新田             | 三村新田                       | 三村新田                       | 三村新田                       | 上杉村                     | 上杉村                        | 上杉村                        | 上杉村                       | 上杉村                       | 上杉村                       | 上杉村                                          | 昭和30年10月1日 三和村          | 三和村                        | 三和村                         | 三和村                     | 平成17年1月1日 上越市に編入                 | 上越市 |
| 今保村                 | 今保村               | 今保村                         | 今保村                         | 明治17年 今保村                | 上杉村                     | 上杉村                        | 上杉村                        | 上杉村                       | 上杉村                       | 上杉村                       | 上杉村                                          | 昭和30年10月1日 三和村          | 三和村                        | 三和村                         | 三和村                     | 平成17年1月1日 上越市に編入                 | 上越市 |
| 今保新田               | 今保新田             | 今保新田                       | 今保新田                       | 明治17年 今保村                | 上杉村                     | 上杉村                        | 上杉村                        | 上杉村                       | 上杉村                       | 上杉村                       | 上杉村                                          | 昭和30年10月1日 三和村          | 三和村                        | 三和村                         | 三和村                     | 平成17年1月1日 上越市に編入                 | 上越市 |
| 浮島村                 | 浮島村               | 浮島村                         | 浮島村                         | 浮島村                         | 上杉村                     | 上杉村                        | 上杉村                        | 上杉村                       | 上杉村                       | 上杉村                       | 上杉村                                          | 昭和30年10月1日 三和村          | 三和村                        | 三和村                         | 三和村                     | 平成17年1月1日 上越市に編入                 | 上越市 |
| 払沢村                 | 払沢村               | 払沢村                         | 払沢村                         | 払沢村                         | 上杉村                     | 上杉村                        | 上杉村                        | 上杉村                       | 上杉村                       | 上杉村                       | 上杉村                                          | 昭和30年10月1日 三和村          | 三和村                        | 三和村                         | 三和村                     | 平成17年1月1日 上越市に編入                 | 上越市 |
| 桑曽根村               | 桑曽根村             | 桑曽根村                       | 桑曽根村                       | 桑曽根村                       | 上杉村                     | 上杉村                        | 上杉村                        | 上杉村                       | 上杉村                       | 上杉村                       | 上杉村                                          | 昭和30年10月1日 三和村          | 三和村                        | 三和村                         | 三和村                     | 平成17年1月1日 上越市に編入                 | 上越市 |
| 山高津村               | 山高津村             | 山高津村                       | 山高津村                       | 山高津村                       | 上杉村                     | 上杉村                        | 上杉村                        | 上杉村                       | 上杉村                       | 上杉村                       | 上杉村                                          | 昭和30年10月1日 三和村          | 三和村                        | 三和村                         | 三和村                     | 平成17年1月1日 上越市に編入                 | 上越市 |
| 井ノ口村               | 井ノ口村             | 井ノ口村                       | 井ノ口村                       | 井ノ口村                       | 上杉村                     | 上杉村                        | 上杉村                        | 上杉村                       | 上杉村                       | 上杉村                       | 上杉村                                          | 昭和30年10月1日 三和村          | 三和村                        | 三和村                         | 三和村                     | 平成17年1月1日 上越市に編入                 | 上越市 |
| 錦村                   | 錦村                 | 錦村                           | 錦村                           | 錦村                           | 美守村                     | 美守村                        | 美守村                        | 美守村                       | 美守村                       | 美守村                       | 美守村                                          | 昭和30年10月1日 三和村          | 三和村                        | 三和村                         | 三和村                     | 平成17年1月1日 上越市に編入                 | 上越市 |
| 柳林村                 | 柳林村               | 柳林村                         | 柳林村                         | 柳林村                         | 美守村                     | 美守村                        | 美守村                        | 美守村                       | 美守村                       | 美守村                       | 美守村                                          | 昭和30年10月1日 三和村          | 三和村                        | 三和村                         | 三和村                     | 平成17年1月1日 上越市に編入                 | 上越市 |
| 上広田村               | 上広田村             | 上広田村                       | 上広田村                       | 上広田村                       | 美守村                     | 美守村                        | 美守村                        | 美守村                       | 美守村                       | 美守村                       | 美守村                                          | 昭和30年10月1日 三和村          | 三和村                        | 三和村                         | 三和村                     | 平成17年1月1日 上越市に編入                 | 上越市 |
| 岡木村                 | 岡木村               | 岡木村                         | 岡木村                         | 岡木村                         | 美守村                     | 美守村                        | 美守村                        | 美守村                       | 美守村                       | 美守村                       | 美守村                                          | 昭和30年10月1日 三和村          | 三和村                        | 三和村                         | 三和村                     | 平成17年1月1日 上越市に編入                 | 上越市 |
| 米子村                 | 米子村               | 米子村                         | 米子村                         | 米子村                         | 美守村                     | 美守村                        | 美守村                        | 美守村                       | 美守村                       | 美守村                       | 美守村                                          | 昭和30年10月1日 三和村          | 三和村                        | 三和村                         | 三和村                     | 平成17年1月1日 上越市に編入                 | 上越市 |
| 広井村                 | 広井村               | 広井村                         | 広井村                         | 広井村                         | 美守村                     | 美守村                        | 美守村                        | 美守村                       | 美守村                       | 美守村                       | 美守村                                          | 昭和30年10月1日 三和村          | 三和村                        | 三和村                         | 三和村                     | 平成17年1月1日 上越市に編入                 | 上越市 |
| 下広田村               | 下広田村             | 下広田村                       | 下広田村                       | 下広田村                       | 美守村                     | 美守村                        | 美守村                        | 美守村                       | 美守村                       | 美守村                       | 美守村                                          | 昭和30年10月1日 三和村          | 三和村                        | 三和村                         | 三和村                     | 平成17年1月1日 上越市に編入                 | 上越市 |
| 本郷村                 | 本郷村               | 本郷村                         | 本郷村                         | 本郷村                         | 美守村                     | 美守村                        | 美守村                        | 美守村                       | 美守村                       | 美守村                       | 美守村                                          | 昭和30年10月1日 三和村          | 三和村                        | 三和村                         | 三和村                     | 平成17年1月1日 上越市に編入                 | 上越市 |
| 沖柳村                 | 沖柳村               | 沖柳村                         | 沖柳村                         | 沖柳村                         | 美守村                     | 美守村                        | 美守村                        | 美守村                       | 美守村                       | 美守村                       | 美守村                                          | 昭和30年10月1日 三和村          | 三和村                        | 三和村                         | 三和村                     | 平成17年1月1日 上越市に編入                 | 上越市 |
| 越柳村                 | 越柳村               | 越柳村                         | 越柳村                         | 越柳村                         | 美守村                     | 美守村                        | 美守村                        | 美守村                       | 美守村                       | 美守村                       | 美守村                                          | 昭和30年10月1日 三和村          | 三和村                        | 三和村                         | 三和村                     | 平成17年1月1日 上越市に編入                 | 上越市 |
| 神田村                 | 神田村               | 神田村                         | 神田村                         | 神田村                         | 美守村                     | 美守村                        | 美守村                        | 美守村                       | 美守村                       | 美守村                       | 美守村                                          | 昭和30年10月1日 三和村          | 三和村                        | 三和村                         | 三和村                     | 平成17年1月1日 上越市に編入                 | 上越市 |
| 塔ノ輪村               | 塔ノ輪村             | 塔ノ輪村                       | 塔ノ輪村                       | 塔ノ輪村                       | 美守村                     | 美守村                        | 美守村                        | 美守村                       | 美守村                       | 美守村                       | 美守村                                          | 昭和30年10月1日 三和村          | 三和村                        | 三和村                         | 三和村                     | 平成17年1月1日 上越市に編入                 | 上越市 |
| 山腰新田               | 山腰新田             | 山腰新田                       | 山腰新田                       | 山腰新田                       | 美守村                     | 美守村                        | 美守村                        | 美守村                       | 美守村                       | 美守村                       | 美守村                                          | 昭和30年10月1日 三和村          | 三和村                        | 三和村                         | 三和村                     | 平成17年1月1日 上越市に編入                 | 上越市 |
| 末野村                 | 末野村               | 末野村                         | 末野村                         | 末野村                         | 美守村                     | 美守村                        | 美守村                        | 美守村                       | 美守村                       | 美守村                       | 美守村                                          | 昭和30年10月1日 三和村          | 三和村                        | 三和村                         | 三和村                     | 平成17年1月1日 上越市に編入                 | 上越市 |
| 末野新田               | 末野新田             | 末野新田                       | 末野新田                       | 末野新田                       | 美守村                     | 美守村                        | 美守村                        | 美守村                       | 美守村                       | 美守村                       | 美守村                                          | 昭和30年10月1日 三和村          | 三和村                        | 三和村                         | 三和村                     | 平成17年1月1日 上越市に編入                 | 上越市 |
| 猿俣新田               | 猿俣新田             | 猿俣新田                       | 猿俣新田                       | 猿俣新田                       | 美守村                     | 美守村                        | 美守村                        | 美守村                       | 美守村                       | 美守村                       | 美守村                                          | 昭和30年10月1日 三和村          | 三和村                        | 三和村                         | 三和村                     | 平成17年1月1日 上越市に編入                 | 上越市 |
| 飯田村                 | 飯田村               | 飯田村                         | 飯田村                         | 飯田村                         | 飯田村                     | 飯田村                        | 飯田村                        | 明治34年11月1日 高士村       | 明治34年11月1日 高士村       | 明治34年11月1日 高士村       | 高士村                                          | 高士村                          | 高士村                        | 昭和34年11月1日 高田市に編入   | 昭和46年4月29日 上越市     | 上越市                                      | 上越市 |
| 松塚村                 | 松塚村               | 松塚村                         | 松塚村                         | 松塚村                         | 高士村                     | 高士村                        | 高士村                        | 明治34年11月1日 高士村       | 明治34年11月1日 高士村       | 明治34年11月1日 高士村       | 高士村                                          | 高士村                          | 高士村                        | 昭和34年11月1日 高田市に編入   | 昭和46年4月29日 上越市     | 上越市                                      | 上越市 |
| 妙賀村                 | 妙賀村               | 妙賀村                         | 妙賀村                         | 妙賀村                         | 高士村                     | 高士村                        | 高士村                        | 明治34年11月1日 高士村       | 明治34年11月1日 高士村       | 明治34年11月1日 高士村       | 高士村                                          | 高士村                          | 高士村                        | 昭和34年11月1日 高田市に編入   | 昭和46年4月29日 上越市     | 上越市                                      | 上越市 |
| 油田村                 | 油田村               | 油田村                         | 油田村                         | 油田村                         | 高士村                     | 高士村                        | 高士村                        | 明治34年11月1日 高士村       | 明治34年11月1日 高士村       | 明治34年11月1日 高士村       | 高士村                                          | 高士村                          | 高士村                        | 昭和34年11月1日 高田市に編入   | 昭和46年4月29日 上越市     | 上越市                                      | 上越市 |
| 森田村                 | 森田村               | 森田村                         | 森田村                         | 森田村                         | 高士村                     | 高士村                        | 高士村                        | 明治34年11月1日 高士村       | 明治34年11月1日 高士村       | 明治34年11月1日 高士村       | 高士村                                          | 高士村                          | 高士村                        | 昭和34年11月1日 高田市に編入   | 昭和46年4月29日 上越市     | 上越市                                      | 上越市 |
| 十二ノ木村             | 十二ノ木村           | 十二ノ木村                     | 十二ノ木村                     | 十二ノ木村                     | 高士村                     | 高士村                        | 高士村                        | 明治34年11月1日 高士村       | 明治34年11月1日 高士村       | 明治34年11月1日 高士村       | 高士村                                          | 高士村                          | 高士村                        | 昭和34年11月1日 高田市に編入   | 昭和46年4月29日 上越市     | 上越市                                      | 上越市 |
| 大口村                 | 大口村               | 大口村                         | 大口村                         | 大口村                         | 高士村                     | 高士村                        | 高士村                        | 明治34年11月1日 高士村       | 明治34年11月1日 高士村       | 明治34年11月1日 高士村       | 高士村                                          | 高士村                          | 高士村                        | 昭和34年11月1日 高田市に編入   | 昭和46年4月29日 上越市     | 上越市                                      | 上越市 |
| 南方村                 | 南方村               | 南方村                         | 南方村                         | 南方村                         | 高士村                     | 高士村                        | 高士村                        | 明治34年11月1日 高士村       | 明治34年11月1日 高士村       | 明治34年11月1日 高士村       | 高士村                                          | 高士村                          | 高士村                        | 昭和34年11月1日 高田市に編入   | 昭和46年4月29日 上越市     | 上越市                                      | 上越市 |
| 北方村                 | 北方村               | 北方村                         | 北方村                         | 北方村                         | 高士村                     | 高士村                        | 高士村                        | 明治34年11月1日 高士村       | 明治34年11月1日 高士村       | 明治34年11月1日 高士村       | 高士村                                          | 高士村                          | 高士村                        | 昭和34年11月1日 高田市に編入   | 昭和46年4月29日 上越市     | 上越市                                      | 上越市 |
| 南京田村               | 南京田村             | 南京田村                       | 南京田村                       | 南京田村                       | 高士村                     | 高士村                        | 高士村                        | 明治34年11月1日 高士村       | 明治34年11月1日 高士村       | 明治34年11月1日 高士村       | 高士村                                          | 高士村                          | 高士村                        | 昭和34年11月1日 高田市に編入   | 昭和46年4月29日 上越市     | 上越市                                      | 上越市 |
| 北京田村               | 北京田村             | 北京田村                       | 北京田村                       | 北京田村                       | 高士村                     | 高士村                        | 高士村                        | 明治34年11月1日 高士村       | 明治34年11月1日 高士村       | 明治34年11月1日 高士村       | 高士村                                          | 高士村                          | 高士村                        | 昭和34年11月1日 高田市に編入   | 昭和46年4月29日 上越市     | 上越市                                      | 上越市 |
| 東高津村               | 東高津村             | 東高津村                       | 東高津村                       | 東高津村                       | 高士村                     | 高士村                        | 高士村                        | 明治34年11月1日 高士村       | 明治34年11月1日 高士村       | 明治34年11月1日 高士村       | 高士村                                          | 高士村                          | 高士村                        | 昭和34年11月1日 高田市に編入   | 昭和46年4月29日 上越市     | 上越市                                      | 上越市 |
| 本高津村               | 本高津村             | 本高津村                       | 本高津村                       | 本高津村                       | 高士村                     | 高士村                        | 高士村                        | 明治34年11月1日 高士村       | 明治34年11月1日 高士村       | 明治34年11月1日 高士村       | 高士村                                          | 高士村                          | 高士村                        | 昭和34年11月1日 高田市に編入   | 昭和46年4月29日 上越市     | 上越市                                      | 上越市 |
| 西高津村               | 西高津村             | 西高津村                       | 西高津村                       | 西高津村                       | 高士村                     | 高士村                        | 高士村                        | 明治34年11月1日 高士村       | 明治34年11月1日 高士村       | 明治34年11月1日 高士村       | 高士村                                          | 高士村                          | 高士村                        | 昭和34年11月1日 高田市に編入   | 昭和46年4月29日 上越市     | 上越市                                      | 上越市 |
| 稲村古新田             | 稲村古新田           | 稲村古新田                     | 稲村古新田                     | 稲村古新田                     | 高士村                     | 高士村                        | 高士村                        | 明治34年11月1日 高士村       | 明治34年11月1日 高士村       | 明治34年11月1日 高士村       | 高士村                                          | 高士村                          | 高士村                        | 昭和34年11月1日 高田市に編入   | 昭和46年4月29日 上越市     | 上越市                                      | 上越市 |
| 上元屋敷村             | 上元屋敷村           | 上元屋敷村                     | 上元屋敷村                     | 上元屋敷村                     | 高士村                     | 高士村                        | 高士村                        | 明治34年11月1日 高士村       | 明治34年11月1日 高士村       | 明治34年11月1日 高士村       | 高士村                                          | 高士村                          | 高士村                        | 昭和34年11月1日 高田市に編入   | 昭和46年4月29日 上越市     | 上越市                                      | 上越市 |
| 下元屋敷村             | 下元屋敷村           | 下元屋敷村                     | 下元屋敷村                     | 下元屋敷村                     | 高士村                     | 高士村                        | 高士村                        | 明治34年11月1日 高士村       | 明治34年11月1日 高士村       | 明治34年11月1日 高士村       | 高士村                                          | 高士村                          | 高士村                        | 昭和34年11月1日 高田市に編入   | 昭和46年4月29日 上越市     | 上越市                                      | 上越市 |
| 小村                   | 小村                 | 小村                           | 小村                           | 小村                           | 高士村                     | 高士村                        | 高士村                        | 明治34年11月1日 高士村       | 明治34年11月1日 高士村       | 明治34年11月1日 高士村       | 高士村                                          | 高士村                          | 高士村                        | 昭和34年11月1日 高田市に編入   | 昭和46年4月29日 上越市     | 上越市                                      | 上越市 |
| 保屋村                 | 保屋村               | 保屋村                         | 保屋村                         | 保屋村                         | 高士村                     | 高士村                        | 高士村                        | 明治34年11月1日 高士村       | 明治34年11月1日 高士村       | 明治34年11月1日 高士村       | 高士村                                          | 高士村                          | 高士村                        | 昭和34年11月1日 高田市に編入   | 昭和46年4月29日 上越市     | 上越市                                      | 上越市 |
| 浦梨村                 | 浦梨村               | 浦梨村                         | 浦梨村                         | 浦梨村                         | 高士村                     | 高士村                        | 高士村                        | 明治34年11月1日 高士村       | 明治34年11月1日 高士村       | 明治34年11月1日 高士村       | 高士村                                          | 高士村                          | 高士村                        | 昭和34年11月1日 高田市に編入   | 昭和46年4月29日 上越市     | 上越市                                      | 上越市 |
| 下曽根村               | 下曽根村             | 下曽根村                       | 下曽根村                       | 下曽根村                       | 高士村                     | 高士村                        | 高士村                        | 明治34年11月1日 高士村       | 明治34年11月1日 高士村       | 明治34年11月1日 高士村       | 高士村                                          | 高士村                          | 高士村                        | 昭和34年11月1日 高田市に編入   | 昭和46年4月29日 上越市     | 上越市                                      | 上越市 |
| 上曽根村               | 上曽根村             | 上曽根村                       | 上曽根村                       | 上曽根村                       | 高士村                     | 高士村                        | 高士村                        | 明治34年11月1日 高士村       | 明治34年11月1日 高士村       | 明治34年11月1日 高士村       | 高士村                                          | 高士村                          | 高士村                        | 昭和34年11月1日 高田市に編入   | 昭和46年4月29日 上越市     | 上越市                                      | 上越市 |
| 稲谷村                 | 稲谷村               | 稲谷村                         | 稲谷村                         | 稲谷村                         | 高士村                     | 高士村                        | 高士村                        | 明治34年11月1日 高士村       | 明治34年11月1日 高士村       | 明治34年11月1日 高士村       | 高士村                                          | 高士村                          | 高士村                        | 昭和34年11月1日 高田市に編入   | 昭和46年4月29日 上越市     | 上越市                                      | 上越市 |
| 稲塚新田               | 稲塚新田             | 稲塚新田                       | 明治12年 改称 東稲塚新田       | 明治12年 改称 東稲塚新田       | 高士村                     | 高士村                        | 高士村                        | 明治34年11月1日 三郷村       | 明治34年11月1日 三郷村       | 明治34年11月1日 三郷村       | 昭和30年2月1日 高田市に編入                     | 高田市                          | 高田市                        | 高田市                         | 昭和46年4月29日 上越市     | 上越市                                      | 上越市 |
| 下稲塚村               | 下稲塚村             | 下稲塚村                       | 下稲塚村                       | 下稲塚村                       | 高士村                     | 高士村                        | 高士村                        | 明治34年11月1日 三郷村       | 明治34年11月1日 三郷村       | 明治34年11月1日 三郷村       | 昭和30年2月1日 高田市に編入                     | 高田市                          | 高田市                        | 高田市                         | 昭和46年4月29日 上越市     | 上越市                                      | 上越市 |
| 本長者原新田           | 本長者原新田         | 本長者原新田                   | 本長者原新田                   | 本長者原新田                   | 三郷村                     | 三郷村                        | 三郷村                        | 明治34年11月1日 三郷村       | 明治34年11月1日 三郷村       | 明治34年11月1日 三郷村       | 昭和30年2月1日 高田市に編入                     | 高田市                          | 高田市                        | 高田市                         | 昭和46年4月29日 上越市     | 上越市                                      | 上越市 |
| 新長者原村             | 新長者原村           | 新長者原村                     | 新長者原村                     | 新長者原村                     | 三郷村                     | 三郷村                        | 三郷村                        | 明治34年11月1日 三郷村       | 明治34年11月1日 三郷村       | 明治34年11月1日 三郷村       | 昭和30年2月1日 高田市に編入                     | 高田市                          | 高田市                        | 高田市                         | 昭和46年4月29日 上越市     | 上越市                                      | 上越市 |
| 天野原新田             | 天野原新田           | 天野原新田                     | 天野原新田                     | 天野原新田                     | 三郷村                     | 三郷村                        | 三郷村                        | 明治34年11月1日 三郷村       | 明治34年11月1日 三郷村       | 明治34年11月1日 三郷村       | 昭和30年2月1日 高田市に編入                     | 高田市                          | 高田市                        | 高田市                         | 昭和46年4月29日 上越市     | 上越市                                      | 上越市 |
| 辰尾新田               | 辰尾新田             | 辰尾新田                       | 辰尾新田                       | 辰尾新田                       | 三郷村                     | 三郷村                        | 三郷村                        | 明治34年11月1日 三郷村       | 明治34年11月1日 三郷村       | 明治34年11月1日 三郷村       | 昭和30年2月1日 高田市に編入                     | 高田市                          | 高田市                        | 高田市                         | 昭和46年4月29日 上越市     | 上越市                                      | 上越市 |
| 藪野村                 | 藪野村               | 藪野村                         | 藪野村                         | 藪野村                         | 三郷村                     | 三郷村                        | 三郷村                        | 明治34年11月1日 三郷村       | 明治34年11月1日 三郷村       | 明治34年11月1日 三郷村       | 昭和30年2月1日 高田市に編入                     | 高田市                          | 高田市                        | 高田市                         | 昭和46年4月29日 上越市     | 上越市                                      | 上越市 |
| 本長者原村             | 本長者原村           | 本長者原村                     | 本長者原村                     | 本長者原村                     | 三郷村                     | 三郷村                        | 三郷村                        | 明治34年11月1日 三郷村       | 明治34年11月1日 三郷村       | 明治34年11月1日 三郷村       | 昭和30年2月1日 高田市に編入                     | 高田市                          | 高田市                        | 高田市                         | 昭和46年4月29日 上越市     | 上越市                                      | 上越市 |
| 今池村                 | 今池村               | 今池村                         | 今池村                         | 今池村                         | 三郷村                     | 三郷村                        | 三郷村                        | 明治34年11月1日 三郷村       | 明治34年11月1日 三郷村       | 明治34年11月1日 三郷村       | 昭和30年2月1日 高田市に編入                     | 高田市                          | 高田市                        | 高田市                         | 昭和46年4月29日 上越市     | 上越市                                      | 上越市 |
| 四ツ屋村               | 四ツ屋村             | 四ツ屋村                       | 明治12年 改称 下四ツ屋村       | 明治12年 改称 下四ツ屋村       | 三郷村                     | 三郷村                        | 三郷村                        | 明治34年11月1日 三郷村       | 明治34年11月1日 三郷村       | 明治34年11月1日 三郷村       | 昭和30年2月1日 高田市に編入                     | 高田市                          | 高田市                        | 高田市                         | 昭和46年4月29日 上越市     | 上越市                                      | 上越市 |
| 松之木村               | 松之木村             | 松之木村                       | 明治12年 改称 西松之木村       | 明治12年 改称 西松之木村       | 三郷村                     | 三郷村                        | 三郷村                        | 明治34年11月1日 三郷村       | 明治34年11月1日 三郷村       | 明治34年11月1日 三郷村       | 昭和30年2月1日 高田市に編入                     | 高田市                          | 高田市                        | 高田市                         | 昭和46年4月29日 上越市     | 上越市                                      | 上越市 |
| 門前村                 | 門前村               | 門前村                         | 明治12年 改称 中門前村         | 明治12年 改称 中門前村         | 春日村                     | 春日村                        | 春日村                        | 明治34年11月1日 春日村       | 明治34年11月1日 春日村       | 明治34年11月1日 春日村       | 昭和30年2月1日 高田市に編入                     | 高田市                          | 高田市                        | 高田市                         | 昭和46年4月29日 上越市     | 上越市                                      | 上越市 |
| 寺分村                 | 寺分村               | 寺分村                         | 寺分村                         | 寺分村                         | 春日村                     | 春日村                        | 春日村                        | 明治34年11月1日 春日村       | 明治34年11月1日 春日村       | 明治34年11月1日 春日村       | 昭和30年2月1日 高田市に編入                     | 高田市                          | 高田市                        | 高田市                         | 昭和46年4月29日 上越市     | 上越市                                      | 上越市 |
| 大豆村                 | 大豆村               | 明治初年頃 大豆村              | 明治初年頃 大豆村              | 明治初年頃 大豆村              | 春日村                     | 春日村                        | 春日村                        | 明治34年11月1日 春日村       | 明治34年11月1日 春日村       | 明治34年11月1日 春日村       | 昭和30年2月1日 高田市に編入                     | 高田市                          | 高田市                        | 高田市                         | 昭和46年4月29日 上越市     | 上越市                                      | 上越市 |
| 四ツ屋分               |                      | 明治初年頃 大豆村              | 明治初年頃 大豆村              | 明治初年頃 大豆村              | 春日村                     | 春日村                        | 春日村                        | 明治34年11月1日 春日村       | 明治34年11月1日 春日村       | 明治34年11月1日 春日村       | 昭和30年2月1日 高田市に編入                     | 高田市                          | 高田市                        | 高田市                         | 昭和46年4月29日 上越市     | 上越市                                      | 上越市 |
| 林道寺新田             | 一部                 | 明治初年頃 大豆村              | 明治初年頃 大豆村              | 明治初年頃 大豆村              | 春日村                     | 春日村                        | 春日村                        | 明治34年11月1日 春日村       | 明治34年11月1日 春日村       | 明治34年11月1日 春日村       | 昭和30年2月1日 高田市に編入                     | 高田市                          | 高田市                        | 高田市                         | 昭和46年4月29日 上越市     | 上越市                                      | 上越市 |
| 林道寺新田             | 一部                 | 明治初年頃 中屋敷村            | 明治初年頃 中屋敷村            | 明治初年頃 中屋敷村            | 春日村                     | 春日村                        | 春日村                        | 明治34年11月1日 春日村       | 明治34年11月1日 春日村       | 明治34年11月1日 春日村       | 昭和30年2月1日 高田市に編入                     | 高田市                          | 高田市                        | 高田市                         | 昭和46年4月29日 上越市     | 上越市                                      | 上越市 |
| 中屋敷村               |                      | 明治初年頃 中屋敷村            | 明治初年頃 中屋敷村            | 明治初年頃 中屋敷村            | 春日村                     | 春日村                        | 春日村                        | 明治34年11月1日 春日村       | 明治34年11月1日 春日村       | 明治34年11月1日 春日村       | 昭和30年2月1日 高田市に編入                     | 高田市                          | 高田市                        | 高田市                         | 昭和46年4月29日 上越市     | 上越市                                      | 上越市 |
| 春日村                 | 春日村               | 春日村                         | 春日村                         | 春日村                         | 春日村                     | 春日村                        | 春日村                        | 明治34年11月1日 春日村       | 明治34年11月1日 春日村       | 明治34年11月1日 春日村       | 昭和30年2月1日 高田市に編入                     | 高田市                          | 高田市                        | 高田市                         | 昭和46年4月29日 上越市     | 上越市                                      | 上越市 |
| 宮野尾村               | 宮野尾村             | 宮野尾村                       | 宮野尾村                       | 宮野尾村                       | 春日村                     | 春日村                        | 春日村                        | 明治34年11月1日 春日村       | 明治34年11月1日 春日村       | 明治34年11月1日 春日村       | 昭和30年2月1日 高田市に編入                     | 高田市                          | 高田市                        | 高田市                         | 昭和46年4月29日 上越市     | 上越市                                      | 上越市 |
| 牛池新田               | 牛池新田             | 牛池新田                       | 牛池新田                       | 牛池新田                       | 春日村                     | 春日村                        | 春日村                        | 明治34年11月1日 春日村       | 明治34年11月1日 春日村       | 明治34年11月1日 春日村       | 昭和30年2月1日 高田市に編入                     | 高田市                          | 高田市                        | 高田市                         | 昭和46年4月29日 上越市     | 上越市                                      | 上越市 |
| 上正善寺村             | 上正善寺村           | 上正善寺村                     | 上正善寺村                     | 上正善寺村                     | 春日村                     | 春日村                        | 春日村                        | 明治34年11月1日 春日村       | 明治34年11月1日 春日村       | 明治34年11月1日 春日村       | 昭和30年2月1日 高田市に編入                     | 高田市                          | 高田市                        | 高田市                         | 昭和46年4月29日 上越市     | 上越市                                      | 上越市 |
| 岩木村                 | 岩木村               | 岩木村                         | 岩木村                         | 岩木村                         | 春日村                     | 春日村                        | 春日村                        | 明治34年11月1日 春日村       | 明治34年11月1日 春日村       | 明治34年11月1日 春日村       | 昭和30年2月1日 高田市に編入                     | 高田市                          | 高田市                        | 高田市                         | 昭和46年4月29日 上越市     | 上越市                                      | 上越市 |
| 土橋村                 | 土橋村               | 土橋村                         | 土橋村                         | 土橋村                         | 高志村                     | 高志村                        | 高志村                        | 明治34年11月1日 春日村       | 明治34年11月1日 春日村       | 明治34年11月1日 春日村       | 昭和30年2月1日 高田市に編入                     | 高田市                          | 高田市                        | 高田市                         | 昭和46年4月29日 上越市     | 上越市                                      | 上越市 |
| 塚田新田               | 塚田新田             | 塚田新田                       | 塚田新田                       | 塚田新田                       | 高志村                     | 高志村                        | 高志村                        | 明治34年11月1日 春日村       | 明治34年11月1日 春日村       | 明治34年11月1日 春日村       | 昭和30年2月1日 高田市に編入                     | 高田市                          | 高田市                        | 高田市                         | 昭和46年4月29日 上越市     | 上越市                                      | 上越市 |
| 藤巻村                 | 藤巻村               | 藤巻村                         | 藤巻村                         | 藤巻村                         | 高志村                     | 高志村                        | 高志村                        | 明治34年11月1日 春日村       | 明治34年11月1日 春日村       | 明治34年11月1日 春日村       | 昭和30年2月1日 高田市に編入                     | 高田市                          | 高田市                        | 高田市                         | 昭和46年4月29日 上越市     | 上越市                                      | 上越市 |
| 藤新田村               | 藤新田村             | 藤新田村                       | 藤新田村                       | 藤新田村                       | 高志村                     | 高志村                        | 高志村                        | 明治34年11月1日 春日村       | 明治34年11月1日 春日村       | 明治34年11月1日 春日村       | 昭和30年2月1日 高田市に編入                     | 高田市                          | 高田市                        | 高田市                         | 昭和46年4月29日 上越市     | 上越市                                      | 上越市 |
| 木田新田村             | 木田新田村           | 木田新田村                     | 木田新田村                     | 木田新田村                     | 高志村                     | 高志村                        | 高志村                        | 明治34年11月1日 春日村       | 明治34年11月1日 春日村       | 明治34年11月1日 春日村       | 昭和30年2月1日 高田市に編入                     | 高田市                          | 高田市                        | 高田市                         | 昭和46年4月29日 上越市     | 上越市                                      | 上越市 |
| 木田村                 | 木田村               | 木田村                         | 木田村                         | 木田村                         | 高志村                     | 高志村                        | 高志村                        | 明治34年11月1日 春日村       | 明治34年11月1日 春日村       | 明治34年11月1日 春日村       | 昭和30年2月1日 高田市に編入                     | 高田市                          | 高田市                        | 高田市                         | 昭和46年4月29日 上越市     | 上越市                                      | 上越市 |
| 薄袋村                 | 薄袋村               | 薄袋村                         | 薄袋村                         | 薄袋村                         | 高志村                     | 高志村                        | 高志村                        | 明治34年11月1日 春日村       | 明治34年11月1日 春日村       | 明治34年11月1日 春日村       | 昭和30年2月1日 高田市に編入                     | 高田市                          | 高田市                        | 高田市                         | 昭和46年4月29日 上越市     | 上越市                                      | 上越市 |
| 十二原新田             | 十二原新田           | 十二原新田                     | 明治13年 三交村                | 明治13年 三交村                | 高志村                     | 高志村                        | 高志村                        | 明治34年11月1日 春日村       | 明治34年11月1日 春日村       | 明治34年11月1日 春日村       | 昭和30年2月1日 高田市に編入                     | 高田市                          | 高田市                        | 高田市                         | 昭和46年4月29日 上越市     | 上越市                                      | 上越市 |
| 高畑新田               | 高畑新田             | 高畑新田                       | 明治13年 三交村                | 明治13年 三交村                | 高志村                     | 高志村                        | 高志村                        | 明治34年11月1日 春日村       | 明治34年11月1日 春日村       | 明治34年11月1日 春日村       | 昭和30年2月1日 高田市に編入                     | 高田市                          | 高田市                        | 高田市                         | 昭和46年4月29日 上越市     | 上越市                                      | 上越市 |
| 石橋新田               | 石橋新田             | 石橋新田                       | 明治13年 三交村                | 明治13年 三交村                | 高志村                     | 高志村                        | 高志村                        | 明治34年11月1日 春日村       | 明治34年11月1日 春日村       | 明治34年11月1日 春日村       | 昭和30年2月1日 高田市に編入                     | 高田市                          | 高田市                        | 高田市                         | 昭和46年4月29日 上越市     | 上越市                                      | 上越市 |
| 五智国分村             | 五智国分村           | 五智国分村                     | 五智国分村                     | 五智国分村                     | 国府村                     | 国府村                        | 国府村                        | 明治34年11月1日 春日村       | 明治34年11月1日 春日村       | 明治34年11月1日 春日村       | 昭和30年2月1日 高田市に編入                     | 昭和30年4月1日 直江津市に編入   | 直江津市                      | 直江津市                       | 昭和46年4月29日 上越市     | 上越市                                      | 上越市 |
| 愛宕国分村             | 愛宕国分村           | 愛宕国分村                     | 愛宕国分村                     | 愛宕国分村                     | 国府村                     | 国府村                        | 国府村                        | 明治34年11月1日 春日村       | 明治34年11月1日 春日村       | 明治34年11月1日 春日村       | 昭和30年2月1日 高田市に編入                     | 昭和30年4月1日 直江津市に編入   | 直江津市                      | 直江津市                       | 昭和46年4月29日 上越市     | 上越市                                      | 上越市 |
| 毘沙門国分村           | 毘沙門国分村         | 毘沙門国分村                   | 毘沙門国分村                   | 毘沙門国分村                   | 国府村                     | 国府村                        | 国府村                        | 明治34年11月1日 春日村       | 明治34年11月1日 春日村       | 明治34年11月1日 春日村       | 昭和30年2月1日 高田市に編入                     | 昭和30年4月1日 直江津市に編入   | 直江津市                      | 直江津市                       | 昭和46年4月29日 上越市     | 上越市                                      | 上越市 |
| 大場村                 | 大場村               | 大場村                         | 大場村                         | 大場村                         | 国府村                     | 国府村                        | 国府村                        | 明治34年11月1日 春日村       | 明治34年11月1日 春日村       | 明治34年11月1日 春日村       | 昭和30年2月1日 高田市に編入                     | 昭和30年4月1日 直江津市に編入   | 直江津市                      | 直江津市                       | 昭和46年4月29日 上越市     | 上越市                                      | 上越市 |
| 善光寺浜村             | 善光寺浜村           | 善光寺浜村                     | 善光寺浜村                     | 善光寺浜村                     | 国府村                     | 国府村                        | 国府村                        | 明治34年11月1日 春日村       | 明治34年11月1日 春日村       | 明治34年11月1日 春日村       | 昭和30年2月1日 高田市に編入                     | 昭和30年4月1日 直江津市に編入   | 直江津市                      | 直江津市                       | 昭和46年4月29日 上越市     | 上越市                                      | 上越市 |
| 居多村                 | 居多村               | 居多村                         | 居多村                         | 居多村                         | 国府村                     | 国府村                        | 国府村                        | 明治34年11月1日 春日村       | 明治34年11月1日 春日村       | 明治34年11月1日 春日村       | 昭和30年2月1日 高田市に編入                     | 昭和30年4月1日 直江津市に編入   | 直江津市                      | 直江津市                       | 昭和46年4月29日 上越市     | 上越市                                      | 上越市 |
| 国分寺村               | 国分寺村             | 国分寺村                       | 国分寺村                       | 国分寺村                       | 国府村                     | 国府村                        | 国府村                        | 明治34年11月1日 春日村       | 明治34年11月1日 春日村       | 明治34年11月1日 春日村       | 昭和30年2月1日 高田市に編入                     | 昭和30年4月1日 直江津市に編入   | 直江津市                      | 直江津市                       | 昭和46年4月29日 上越市     | 上越市                                      | 上越市 |
| 虫生岩戸村             | 虫生岩戸村           | 虫生岩戸村                     | 虫生岩戸村                     | 虫生岩戸村                     | 国府村                     | 国府村                        | 国府村                        | 明治34年11月1日 春日村       | 明治34年11月1日 春日村       | 明治34年11月1日 春日村       | 昭和30年2月1日 高田市に編入                     | 昭和30年4月1日 直江津市に編入   | 直江津市                      | 直江津市                       | 昭和46年4月29日 上越市     | 上越市                                      | 上越市 |
| 居田村                 | 居田村               | 居田村                         | 居田村                         | 居田村                         | 国府村                     | 国府村                        | 国府村                        | 明治34年11月1日 春日村       | 明治34年11月1日 春日村       | 明治34年11月1日 春日村       | 昭和30年2月1日 高田市に編入                     | 昭和30年4月1日 直江津市に編入   | 直江津市                      | 直江津市                       | 昭和46年4月29日 上越市     | 上越市                                      | 上越市 |
| 有間川村               | 有間川村             | 有間川村                       | 有間川村                       | 有間川村                       | 谷浜村                     | 谷浜村                        | 谷浜村                        | 明治34年11月1日 谷浜村       | 明治34年11月1日 谷浜村       | 明治34年11月1日 谷浜村       | 谷浜村                                          | 昭和30年4月1日 直江津市に編入   | 直江津市                      | 直江津市                       | 昭和46年4月29日 上越市     | 上越市                                      | 上越市 |
| 長浜村                 | 長浜村               | 長浜村                         | 長浜村                         | 長浜村                         | 谷浜村                     | 谷浜村                        | 谷浜村                        | 明治34年11月1日 谷浜村       | 明治34年11月1日 谷浜村       | 明治34年11月1日 谷浜村       | 谷浜村                                          | 昭和30年4月1日 直江津市に編入   | 直江津市                      | 直江津市                       | 昭和46年4月29日 上越市     | 上越市                                      | 上越市 |
| 丹原村                 | 丹原村               | 丹原村                         | 丹原村                         | 丹原村                         | 谷浜村                     | 谷浜村                        | 谷浜村                        | 明治34年11月1日 谷浜村       | 明治34年11月1日 谷浜村       | 明治34年11月1日 谷浜村       | 谷浜村                                          | 昭和30年4月1日 直江津市に編入   | 直江津市                      | 直江津市                       | 昭和46年4月29日 上越市     | 上越市                                      | 上越市 |
| 鍋ヶ浦村               | 鍋ヶ浦村             | 鍋ヶ浦村                       | 鍋ヶ浦村                       | 鍋ヶ浦村                       | 谷浜村                     | 谷浜村                        | 谷浜村                        | 明治34年11月1日 谷浜村       | 明治34年11月1日 谷浜村       | 明治34年11月1日 谷浜村       | 谷浜村                                          | 昭和30年4月1日 直江津市に編入   | 直江津市                      | 直江津市                       | 昭和46年4月29日 上越市     | 上越市                                      | 上越市 |
| 吉浦村                 | 吉浦村               | 吉浦村                         | 吉浦村                         | 吉浦村                         | 谷浜村                     | 谷浜村                        | 谷浜村                        | 明治34年11月1日 谷浜村       | 明治34年11月1日 谷浜村       | 明治34年11月1日 谷浜村       | 谷浜村                                          | 昭和30年4月1日 直江津市に編入   | 直江津市                      | 直江津市                       | 昭和46年4月29日 上越市     | 上越市                                      | 上越市 |
| 上宇山村               | 上宇山村             | 上宇山村                       | 上宇山村                       | 上宇山村                       | 谷浜村                     | 谷浜村                        | 谷浜村                        | 明治34年11月1日 谷浜村       | 明治34年11月1日 谷浜村       | 明治34年11月1日 谷浜村       | 谷浜村                                          | 昭和30年4月1日 直江津市に編入   | 直江津市                      | 直江津市                       | 昭和46年4月29日 上越市     | 上越市                                      | 上越市 |
| 下宇山村               | 下宇山村             | 下宇山村                       | 下宇山村                       | 下宇山村                       | 谷浜村                     | 谷浜村                        | 谷浜村                        | 明治34年11月1日 谷浜村       | 明治34年11月1日 谷浜村       | 明治34年11月1日 谷浜村       | 谷浜村                                          | 昭和30年4月1日 直江津市に編入   | 直江津市                      | 直江津市                       | 昭和46年4月29日 上越市     | 上越市                                      | 上越市 |
| 茶屋ヶ原村             | 茶屋ヶ原村           | 茶屋ヶ原村                     | 茶屋ヶ原村                     | 茶屋ヶ原村                     | 谷浜村                     | 谷浜村                        | 谷浜村                        | 明治34年11月1日 谷浜村       | 明治34年11月1日 谷浜村       | 明治34年11月1日 谷浜村       | 谷浜村                                          | 昭和30年4月1日 直江津市に編入   | 直江津市                      | 直江津市                       | 昭和46年4月29日 上越市     | 上越市                                      | 上越市 |
| 高住村                 | 高住村               | 高住村                         | 高住村                         | 高住村                         | 和泉村                     | 和泉村                        | 和泉村                        | 明治34年11月1日 谷浜村       | 明治34年11月1日 谷浜村       | 明治34年11月1日 谷浜村       | 谷浜村                                          | 昭和30年4月1日 直江津市に編入   | 直江津市                      | 直江津市                       | 昭和46年4月29日 上越市     | 上越市                                      | 上越市 |
| 戸野村                 | 戸野村               | 戸野村                         | 明治12年 改称 西戸野村         | 明治12年 改称 西戸野村         | 和泉村                     | 和泉村                        | 和泉村                        | 明治34年11月1日 谷浜村       | 明治34年11月1日 谷浜村       | 明治34年11月1日 谷浜村       | 谷浜村                                          | 昭和30年4月1日 直江津市に編入   | 直江津市                      | 直江津市                       | 昭和46年4月29日 上越市     | 上越市                                      | 上越市 |
| 鍛冶免分               | 鍛冶免分             | 鍛冶免分                       | 鍛冶免分                       | 鍛冶免分                       | 和泉村                     | 和泉村                        | 和泉村                        | 明治34年11月1日 谷浜村       | 明治34年11月1日 谷浜村       | 明治34年11月1日 谷浜村       | 谷浜村                                          | 昭和30年4月1日 直江津市に編入   | 直江津市                      | 直江津市                       | 昭和46年4月29日 上越市     | 上越市                                      | 上越市 |
| 花立村                 | 花立村               | 花立村                         | 花立村                         | 花立村                         | 和泉村                     | 和泉村                        | 和泉村                        | 明治34年11月1日 谷浜村       | 明治34年11月1日 谷浜村       | 明治34年11月1日 谷浜村       | 谷浜村                                          | 昭和30年4月1日 直江津市に編入   | 直江津市                      | 直江津市                       | 昭和46年4月29日 上越市     | 上越市                                      | 上越市 |
| 山寺村                 | 山寺村               | 山寺村                         | 明治12年 改称 西山寺村         | 明治12年 改称 西山寺村         | 和泉村                     | 和泉村                        | 和泉村                        | 明治34年11月1日 谷浜村       | 明治34年11月1日 谷浜村       | 明治34年11月1日 谷浜村       | 谷浜村                                          | 昭和30年4月1日 直江津市に編入   | 直江津市                      | 直江津市                       | 昭和46年4月29日 上越市     | 上越市                                      | 上越市 |
| 下綱子村               | 下綱子村             | 下綱子村                       | 下綱子村                       | 下綱子村                       | 和泉村                     | 和泉村                        | 和泉村                        | 明治34年11月1日 谷浜村       | 明治34年11月1日 谷浜村       | 明治34年11月1日 谷浜村       | 谷浜村                                          | 昭和30年4月1日 直江津市に編入   | 直江津市                      | 直江津市                       | 昭和46年4月29日 上越市     | 上越市                                      | 上越市 |
| 中桑取村               | 中桑取村             | 中桑取村                       | 中桑取村                       | 中桑取村                       | 和泉村                     | 和泉村                        | 和泉村                        | 明治34年11月1日 谷浜村       | 明治34年11月1日 谷浜村       | 明治34年11月1日 谷浜村       | 谷浜村                                          | 昭和30年4月1日 直江津市に編入   | 直江津市                      | 直江津市                       | 昭和46年4月29日 上越市     | 上越市                                      | 上越市 |
| 三伝村                 | 三伝村               | 三伝村                         | 三伝村                         | 三伝村                         | 和泉村                     | 和泉村                        | 和泉村                        | 明治34年11月1日 谷浜村       | 明治34年11月1日 谷浜村       | 明治34年11月1日 谷浜村       | 谷浜村                                          | 昭和30年4月1日 直江津市に編入   | 直江津市                      | 直江津市                       | 昭和46年4月29日 上越市     | 上越市                                      | 上越市 |
| 諏訪分村               | 諏訪分村             | 諏訪分村                       | 諏訪分村                       | 諏訪分村                       | 和泉村                     | 和泉村                        | 和泉村                        | 明治34年11月1日 谷浜村       | 明治34年11月1日 谷浜村       | 明治34年11月1日 谷浜村       | 谷浜村                                          | 昭和30年4月1日 直江津市に編入   | 直江津市                      | 直江津市                       | 昭和46年4月29日 上越市     | 上越市                                      | 上越市 |
| 鳥越村                 | 鳥越村               | 鳥越村                         | 明治12年 改称 西鳥越村         | 明治12年 改称 西鳥越村         | 和泉村                     | 和泉村                        | 和泉村                        | 明治34年11月1日 谷浜村       | 明治34年11月1日 谷浜村       | 明治34年11月1日 谷浜村       | 谷浜村                                          | 昭和30年4月1日 直江津市に編入   | 直江津市                      | 直江津市                       | 昭和46年4月29日 上越市     | 上越市                                      | 上越市 |
| 小池村                 | 小池村               | 小池村                         | 小池村                         | 明治20年 小池村                | 和泉村                     | 和泉村                        | 和泉村                        | 明治34年11月1日 谷浜村       | 明治34年11月1日 谷浜村       | 明治34年11月1日 谷浜村       | 谷浜村                                          | 昭和30年4月1日 直江津市に編入   | 直江津市                      | 直江津市                       | 昭和46年4月29日 上越市     | 上越市                                      | 上越市 |
| 北小池村               | 北小池村             | 北小池村                       | 北小池村                       | 明治20年 小池村                | 和泉村                     | 和泉村                        | 和泉村                        | 明治34年11月1日 谷浜村       | 明治34年11月1日 谷浜村       | 明治34年11月1日 谷浜村       | 谷浜村                                          | 昭和30年4月1日 直江津市に編入   | 直江津市                      | 直江津市                       | 昭和46年4月29日 上越市     | 上越市                                      | 上越市 |
| 小池新田               | 小池新田             | 小池新田                       | 小池新田                       | 小池新田                       | 和泉村                     | 和泉村                        | 和泉村                        | 明治34年11月1日 谷浜村       | 明治34年11月1日 谷浜村       | 明治34年11月1日 谷浜村       | 谷浜村                                          | 昭和30年4月1日 直江津市に編入   | 直江津市                      | 直江津市                       | 昭和46年4月29日 上越市     | 上越市                                      | 上越市 |
| 中桑取新田             | 中桑取新田           | 中桑取新田                     | 中桑取新田                     | 中桑取新田                     | 和泉村                     | 和泉村                        | 和泉村                        | 明治34年11月1日 谷浜村       | 明治34年11月1日 谷浜村       | 明治34年11月1日 谷浜村       | 谷浜村                                          | 昭和30年4月1日 直江津市に編入   | 直江津市                      | 直江津市                       | 昭和46年4月29日 上越市     | 上越市                                      | 上越市 |
| 横山村                 | 横山村               | 横山村                         | 明治12年 改称 西横山村         | 明治12年 改称 西横山村         | 和泉村                     | 和泉村                        | 和泉村                        | 明治34年11月1日 谷浜村       | 明治34年11月1日 谷浜村       | 明治34年11月1日 谷浜村       | 谷浜村                                          | 昭和30年4月1日 直江津市に編入   | 直江津市                      | 直江津市                       | 昭和46年4月29日 上越市     | 上越市                                      | 上越市 |
| 横畑村                 | 横畑村               | 横畑村                         | 横畑村                         | 横畑村                         | 桑取村                     | 桑取村                        | 桑取村                        | 桑取村                       | 桑取村                       | 桑取村                       | 桑取村                                          | 昭和30年4月1日 直江津市に編入   | 直江津市                      | 直江津市                       | 昭和46年4月29日 上越市     | 上越市                                      | 上越市 |
| 皆口村                 | 皆口村               | 皆口村                         | 皆口村                         | 皆口村                         | 桑取村                     | 桑取村                        | 桑取村                        | 桑取村                       | 桑取村                       | 桑取村                       | 桑取村                                          | 昭和30年4月1日 直江津市に編入   | 直江津市                      | 直江津市                       | 昭和46年4月29日 上越市     | 上越市                                      | 上越市 |
| 谷内村                 | 谷内村               | 谷内村                         | 明治12年 改称 西谷内村         | 明治12年 改称 西谷内村         | 桑取村                     | 桑取村                        | 桑取村                        | 桑取村                       | 桑取村                       | 桑取村                       | 桑取村                                          | 昭和30年4月1日 直江津市に編入   | 直江津市                      | 直江津市                       | 昭和46年4月29日 上越市     | 上越市                                      | 上越市 |
| 北谷村                 | 北谷村               | 北谷村                         | 北谷村                         | 北谷村                         | 桑取村                     | 桑取村                        | 桑取村                        | 桑取村                       | 桑取村                       | 桑取村                       | 桑取村                                          | 昭和30年4月1日 直江津市に編入   | 直江津市                      | 直江津市                       | 昭和46年4月29日 上越市     | 上越市                                      | 上越市 |
| 土口村                 | 土口村               | 土口村                         | 土口村                         | 土口村                         | 桑取村                     | 桑取村                        | 桑取村                        | 桑取村                       | 桑取村                       | 桑取村                       | 桑取村                                          | 昭和30年4月1日 直江津市に編入   | 直江津市                      | 直江津市                       | 昭和46年4月29日 上越市     | 上越市                                      | 上越市 |
| 増沢村                 | 増沢村               | 増沢村                         | 増沢村                         | 増沢村                         | 桑取村                     | 桑取村                        | 桑取村                        | 桑取村                       | 桑取村                       | 桑取村                       | 桑取村                                          | 昭和30年4月1日 直江津市に編入   | 直江津市                      | 直江津市                       | 昭和46年4月29日 上越市     | 上越市                                      | 上越市 |
| 大淵村                 | 大淵村               | 大淵村                         | 大淵村                         | 大淵村                         | 桑取村                     | 桑取村                        | 桑取村                        | 桑取村                       | 桑取村                       | 桑取村                       | 桑取村                                          | 昭和30年4月1日 直江津市に編入   | 直江津市                      | 直江津市                       | 昭和46年4月29日 上越市     | 上越市                                      | 上越市 |
| 東吉尾村               | 東吉尾村             | 東吉尾村                       | 東吉尾村                       | 東吉尾村                       | 桑取村                     | 桑取村                        | 桑取村                        | 桑取村                       | 桑取村                       | 桑取村                       | 桑取村                                          | 昭和30年4月1日 直江津市に編入   | 直江津市                      | 直江津市                       | 昭和46年4月29日 上越市     | 上越市                                      | 上越市 |
| 西吉尾村               | 西吉尾村             | 西吉尾村                       | 西吉尾村                       | 西吉尾村                       | 桑取村                     | 桑取村                        | 桑取村                        | 桑取村                       | 桑取村                       | 桑取村                       | 桑取村                                          | 昭和30年4月1日 直江津市に編入   | 直江津市                      | 直江津市                       | 昭和46年4月29日 上越市     | 上越市                                      | 上越市 |
| 三ツ橋村               | 三ツ橋村             | 三ツ橋村                       | 三ツ橋村                       | 明治18年 三ツ橋村              | 有田村                     | 有田村                        | 有田村                        | 有田村                       | 有田村                       | 有田村                       | 昭和29年6月1日 直江津町に編入 即日市制 直江津市 | 直江津市                        | 直江津市                      | 直江津市                       | 昭和46年4月29日 上越市     | 上越市                                      | 上越市 |
| 深谷新田               | 深谷新田             | 深谷新田                       | 深谷新田                       | 明治18年 三ツ橋村              | 有田村                     | 有田村                        | 有田村                        | 有田村                       | 有田村                       | 有田村                       | 昭和29年6月1日 直江津町に編入 即日市制 直江津市 | 直江津市                        | 直江津市                      | 直江津市                       | 昭和46年4月29日 上越市     | 上越市                                      | 上越市 |
| 三ツ橋新田             | 三ツ橋新田           | 三ツ橋新田                     | 三ツ橋新田                     | 明治19年 三ツ橋新田            | 有田村                     | 有田村                        | 有田村                        | 有田村                       | 有田村                       | 有田村                       | 昭和29年6月1日 直江津町に編入 即日市制 直江津市 | 直江津市                        | 直江津市                      | 直江津市                       | 昭和46年4月29日 上越市     | 上越市                                      | 上越市 |
| 大塚新田               | 大塚新田             | 大塚新田                       | 明治12年 改称 下大塚新田       | 明治19年 三ツ橋新田            | 有田村                     | 有田村                        | 有田村                        | 有田村                       | 有田村                       | 有田村                       | 昭和29年6月1日 直江津町に編入 即日市制 直江津市 | 直江津市                        | 直江津市                      | 直江津市                       | 昭和46年4月29日 上越市     | 上越市                                      | 上越市 |
| 安江村                 | 安江村               | 明治初年頃 安江村              | 明治初年頃 安江村              | 明治初年頃 安江村              | 有田村                     | 有田村                        | 有田村                        | 有田村                       | 有田村                       | 有田村                       | 昭和29年6月1日 直江津町に編入 即日市制 直江津市 | 直江津市                        | 直江津市                      | 直江津市                       | 昭和46年4月29日 上越市     | 上越市                                      | 上越市 |
| 安江新田               |                      | 明治初年頃 安江村              | 明治初年頃 安江村              | 明治初年頃 安江村              | 有田村                     | 有田村                        | 有田村                        | 有田村                       | 有田村                       | 有田村                       | 昭和29年6月1日 直江津町に編入 即日市制 直江津市 | 直江津市                        | 直江津市                      | 直江津市                       | 昭和46年4月29日 上越市     | 上越市                                      | 上越市 |
| 門前村                 | 門前村               | 門前村                         | 明治12年 改称 下門前村         | 明治16年 下門前村              | 有田村                     | 有田村                        | 有田村                        | 有田村                       | 有田村                       | 有田村                       | 昭和29年6月1日 直江津町に編入 即日市制 直江津市 | 直江津市                        | 直江津市                      | 直江津市                       | 昭和46年4月29日 上越市     | 上越市                                      | 上越市 |
| 今善光寺新田           | 今善光寺新田         | 今善光寺新田                   | 今善光寺新田                   | 明治16年 下門前村              | 有田村                     | 有田村                        | 有田村                        | 有田村                       | 有田村                       | 有田村                       | 昭和29年6月1日 直江津町に編入 即日市制 直江津市 | 直江津市                        | 直江津市                      | 直江津市                       | 昭和46年4月29日 上越市     | 上越市                                      | 上越市 |
| 三ツ屋新田             | 三ツ屋新田           | 三ツ屋新田                     | 三ツ屋新田                     | 明治19年 改称 三ツ屋村         | 有田村                     | 有田村                        | 有田村                        | 有田村                       | 有田村                       | 有田村                       | 昭和29年6月1日 直江津町に編入 即日市制 直江津市 | 直江津市                        | 直江津市                      | 直江津市                       | 昭和46年4月29日 上越市     | 上越市                                      | 上越市 |
| 福田佐内古新田         | 福田佐内古新田       | 福田佐内古新田                 | 福田佐内古新田                 | 明治19年 改称 佐内村           | 有田村                     | 有田村                        | 有田村                        | 有田村                       | 有田村                       | 有田村                       | 昭和29年6月1日 直江津町に編入 即日市制 直江津市 | 直江津市                        | 直江津市                      | 直江津市                       | 昭和46年4月29日 上越市     | 上越市                                      | 上越市 |
| 春日新田村             | 一部を除く           | 春日新田村                     | 春日新田村                     | 春日新田村                     | 有田村                     | 有田村                        | 有田村                        | 有田村                       | 有田村                       | 有田村                       | 昭和29年6月1日 直江津町に編入 即日市制 直江津市 | 直江津市                        | 直江津市                      | 直江津市                       | 昭和46年4月29日 上越市     | 上越市                                      | 上越市 |
| 春日新田村             | 一部                 | 春日新田村                     | 春日新田村                     | 春日新田村                     | 直江津町                   | 直江津町                      | 直江津町                      | 直江津町                     | 直江津町                     | 直江津町                     | 昭和29年6月1日 市制 直江津市                    | 直江津市                        | 直江津市                      | 直江津市                       | 昭和46年4月29日 上越市     | 上越市                                      | 上越市 |
|                        |                      | 明治初年 起立 直江津19町       | 明治初年 起立 直江津19町       | 明治19年 直江津町              | 直江津町                   | 直江津町                      | 直江津町                      | 直江津町                     | 直江津町                     | 直江津町                     | 昭和29年6月1日 市制 直江津市                    | 直江津市                        | 直江津市                      | 直江津市                       | 昭和46年4月29日 上越市     | 上越市                                      | 上越市 |
| 直江津今町             | 直江津今町           | 直江津今町                     | 直江津今町                     | 明治19年 直江津町              | 直江津町                   | 直江津町                      | 直江津町                      | 直江津町                     | 直江津町                     | 直江津町                     | 昭和29年6月1日 市制 直江津市                    | 直江津市                        | 直江津市                      | 直江津市                       | 昭和46年4月29日 上越市     | 上越市                                      | 上越市 |
| 至徳寺村               | 至徳寺村             | 至徳寺村                       | 至徳寺村                       | 至徳寺村                       | 直江津町                   | 直江津町                      | 直江津町                      | 直江津町                     | 直江津町                     | 直江津町                     | 昭和29年6月1日 市制 直江津市                    | 直江津市                        | 直江津市                      | 直江津市                       | 昭和46年4月29日 上越市     | 上越市                                      | 上越市 |
| 砂山村                 | 砂山村               | 砂山村                         | 砂山村                         | 砂山村                         | 直江津町                   | 直江津町                      | 直江津町                      | 直江津町                     | 直江津町                     | 直江津町                     | 昭和29年6月1日 市制 直江津市                    | 直江津市                        | 直江津市                      | 直江津市                       | 昭和46年4月29日 上越市     | 上越市                                      | 上越市 |
| 安国寺村               | 安国寺村             | 安国寺村                       | 安国寺村                       | 安国寺村                       | 直江津町                   | 直江津町                      | 直江津町                      | 直江津町                     | 直江津町                     | 直江津町                     | 昭和29年6月1日 市制 直江津市                    | 直江津市                        | 直江津市                      | 直江津市                       | 昭和46年4月29日 上越市     | 上越市                                      | 上越市 |
| 八幡村                 | 八幡村               | 八幡村                         | 八幡村                         | 八幡村                         | 直江津町                   | 直江津町                      | 直江津町                      | 直江津町                     | 直江津町                     | 直江津町                     | 昭和29年6月1日 市制 直江津市                    | 直江津市                        | 直江津市                      | 直江津市                       | 昭和46年4月29日 上越市     | 上越市                                      | 上越市 |
| 轟木村                 | 轟木村               | 轟木村                         | 轟木村                         | 轟木村                         | 直江津町                   | 直江津町                      | 直江津町                      | 直江津町                     | 直江津町                     | 直江津町                     | 昭和29年6月1日 市制 直江津市                    | 直江津市                        | 直江津市                      | 直江津市                       | 昭和46年4月29日 上越市     | 上越市                                      | 上越市 |
| 高崎新田               | 高崎新田             | 高崎新田                       | 高崎新田                       | 高崎新田                       | 直江津町                   | 直江津町                      | 直江津町                      | 直江津町                     | 直江津町                     | 直江津町                     | 昭和29年6月1日 市制 直江津市                    | 直江津市                        | 直江津市                      | 直江津市                       | 昭和46年4月29日 上越市     | 上越市                                      | 上越市 |
| 塩谷新田村             | 一部を除く           | 塩谷新田村                     | 塩谷新田村                     | 塩谷新田村                     | 直江津町                   | 直江津町                      | 直江津町                      | 直江津町                     | 直江津町                     | 直江津町                     | 昭和29年6月1日 市制 直江津市                    | 直江津市                        | 直江津市                      | 直江津市                       | 昭和46年4月29日 上越市     | 上越市                                      | 上越市 |
| 塩谷新田村             | 一部                 | 塩谷新田村                     | 塩谷新田村                     | 塩谷新田村                     | 有田村                     | 有田村                        | 有田村                        | 有田村                       | 有田村                       | 有田村                       | 昭和29年6月1日 直江津町に編入 即日市制 直江津市 | 直江津市                        | 直江津市                      | 直江津市                       | 昭和46年4月29日 上越市     | 上越市                                      | 上越市 |
| 小猿屋村               | 小猿屋村             | 小猿屋村                       | 小猿屋村                       | 小猿屋村                       | 有田村                     | 有田村                        | 有田村                        | 有田村                       | 有田村                       | 有田村                       | 昭和29年6月1日 直江津町に編入 即日市制 直江津市 | 直江津市                        | 直江津市                      | 直江津市                       | 昭和46年4月29日 上越市     | 上越市                                      | 上越市 |
| 小猿屋新田             | 小猿屋新田           | 小猿屋新田                     | 小猿屋新田                     | 小猿屋新田                     | 有田村                     | 有田村                        | 有田村                        | 有田村                       | 有田村                       | 有田村                       | 昭和29年6月1日 直江津町に編入 即日市制 直江津市 | 直江津市                        | 直江津市                      | 直江津市                       | 昭和46年4月29日 上越市     | 上越市                                      | 上越市 |
| 三田村                 | 三田村               | 三田村                         | 三田村                         | 三田村                         | 有田村                     | 有田村                        | 有田村                        | 有田村                       | 有田村                       | 有田村                       | 昭和29年6月1日 直江津町に編入 即日市制 直江津市 | 直江津市                        | 直江津市                      | 直江津市                       | 昭和46年4月29日 上越市     | 上越市                                      | 上越市 |
| 三田新田               | 三田新田             | 三田新田                       | 三田新田                       | 三田新田                       | 有田村                     | 有田村                        | 有田村                        | 有田村                       | 有田村                       | 有田村                       | 昭和29年6月1日 直江津町に編入 即日市制 直江津市 | 直江津市                        | 直江津市                      | 直江津市                       | 昭和46年4月29日 上越市     | 上越市                                      | 上越市 |
| 福田村                 | 福田村               | 福田村                         | 福田村                         | 福田村                         | 有田村                     | 有田村                        | 有田村                        | 有田村                       | 有田村                       | 有田村                       | 昭和29年6月1日 直江津町に編入 即日市制 直江津市 | 直江津市                        | 直江津市                      | 直江津市                       | 昭和46年4月29日 上越市     | 上越市                                      | 上越市 |
| 上源入村               | 上源入村             | 上源入村                       | 上源入村                       | 上源入村                       | 有田村                     | 有田村                        | 有田村                        | 有田村                       | 有田村                       | 有田村                       | 昭和29年6月1日 直江津町に編入 即日市制 直江津市 | 直江津市                        | 直江津市                      | 直江津市                       | 昭和46年4月29日 上越市     | 上越市                                      | 上越市 |
| 下源入村               | 下源入村             | 下源入村                       | 下源入村                       | 下源入村                       | 有田村                     | 有田村                        | 有田村                        | 有田村                       | 有田村                       | 有田村                       | 昭和29年6月1日 直江津町に編入 即日市制 直江津市 | 直江津市                        | 直江津市                      | 直江津市                       | 昭和46年4月29日 上越市     | 上越市                                      | 上越市 |
| 松村新田               | 松村新田             | 松村新田                       | 松村新田                       | 松村新田                       | 有田村                     | 有田村                        | 有田村                        | 有田村                       | 有田村                       | 有田村                       | 昭和29年6月1日 直江津町に編入 即日市制 直江津市 | 直江津市                        | 直江津市                      | 直江津市                       | 昭和46年4月29日 上越市     | 上越市                                      | 上越市 |
| 百々村                 | 百々村               | 百々村                         | 明治12年 改称 下百々村         | 明治12年 改称 下百々村         | 保倉村                     | 保倉村                        | 保倉村                        | 保倉村                       | 保倉村                       | 保倉村                       | 昭和29年6月1日 直江津町に編入 即日市制 直江津市 | 直江津市                        | 直江津市                      | 直江津市                       | 昭和46年4月29日 上越市     | 上越市                                      | 上越市 |
| 駒林村                 | 駒林村               | 駒林村                         | 駒林村                         | 駒林村                         | 保倉村                     | 保倉村                        | 保倉村                        | 保倉村                       | 保倉村                       | 保倉村                       | 昭和29年6月1日 直江津町に編入 即日市制 直江津市 | 直江津市                        | 直江津市                      | 直江津市                       | 昭和46年4月29日 上越市     | 上越市                                      | 上越市 |
| 小泉村                 | 小泉村               | 小泉村                         | 小泉村                         | 小泉村                         | 保倉村                     | 保倉村                        | 保倉村                        | 保倉村                       | 保倉村                       | 保倉村                       | 昭和29年6月1日 直江津町に編入 即日市制 直江津市 | 直江津市                        | 直江津市                      | 直江津市                       | 昭和46年4月29日 上越市     | 上越市                                      | 上越市 |
| 長岡村                 | 長岡村               | 長岡村                         | 長岡村                         | 長岡村                         | 保倉村                     | 保倉村                        | 保倉村                        | 保倉村                       | 保倉村                       | 保倉村                       | 昭和29年6月1日 直江津町に編入 即日市制 直江津市 | 直江津市                        | 直江津市                      | 直江津市                       | 昭和46年4月29日 上越市     | 上越市                                      | 上越市 |
| 長岡新田               | 長岡新田             | 長岡新田                       | 長岡新田                       | 長岡新田                       | 保倉村                     | 保倉村                        | 保倉村                        | 保倉村                       | 保倉村                       | 保倉村                       | 昭和29年6月1日 直江津町に編入 即日市制 直江津市 | 直江津市                        | 直江津市                      | 直江津市                       | 昭和46年4月29日 上越市     | 上越市                                      | 上越市 |
| 上名柄村               | 上名柄村             | 上名柄村                       | 上名柄村                       | 上名柄村                       | 保倉村                     | 保倉村                        | 保倉村                        | 保倉村                       | 保倉村                       | 保倉村                       | 昭和29年6月1日 直江津町に編入 即日市制 直江津市 | 直江津市                        | 直江津市                      | 直江津市                       | 昭和46年4月29日 上越市     | 上越市                                      | 上越市 |
| 下名柄村               | 下名柄村             | 下名柄村                       | 下名柄村                       | 下名柄村                       | 保倉村                     | 保倉村                        | 保倉村                        | 保倉村                       | 保倉村                       | 保倉村                       | 昭和29年6月1日 直江津町に編入 即日市制 直江津市 | 直江津市                        | 直江津市                      | 直江津市                       | 昭和46年4月29日 上越市     | 上越市                                      | 上越市 |
| 田屋新田               | 田屋新田             | 田屋新田                       | 田屋新田                       | 田屋新田                       | 保倉村                     | 保倉村                        | 保倉村                        | 保倉村                       | 保倉村                       | 保倉村                       | 昭和29年6月1日 直江津町に編入 即日市制 直江津市 | 直江津市                        | 直江津市                      | 直江津市                       | 昭和46年4月29日 上越市     | 上越市                                      | 上越市 |
| 榎井新田               | 榎井新田             | 榎井新田                       | 榎井新田                       | 榎井新田                       | 保倉村                     | 保倉村                        | 保倉村                        | 保倉村                       | 保倉村                       | 保倉村                       | 昭和29年6月1日 直江津町に編入 即日市制 直江津市 | 直江津市                        | 直江津市                      | 直江津市                       | 昭和46年4月29日 上越市     | 上越市                                      | 上越市 |
| 米岡新田               | 米岡新田             | 米岡新田                       | 明治12年 改称 上米岡新田       | 明治12年 改称 上米岡新田       | 保倉村                     | 保倉村                        | 保倉村                        | 保倉村                       | 保倉村                       | 保倉村                       | 昭和29年6月1日 直江津町に編入 即日市制 直江津市 | 直江津市                        | 直江津市                      | 直江津市                       | 昭和46年4月29日 上越市     | 上越市                                      | 上越市 |
| 下吉野村               | 下吉野村             | 下吉野村                       | 下吉野村                       | 下吉野村                       | 保倉村                     | 保倉村                        | 保倉村                        | 保倉村                       | 保倉村                       | 保倉村                       | 昭和29年6月1日 直江津町に編入 即日市制 直江津市 | 直江津市                        | 直江津市                      | 直江津市                       | 昭和46年4月29日 上越市     | 上越市                                      | 上越市 |
| 上吉野村               | 上吉野村             | 上吉野村                       | 上吉野村                       | 上吉野村                       | 保倉村                     | 保倉村                        | 保倉村                        | 保倉村                       | 保倉村                       | 保倉村                       | 昭和29年6月1日 直江津町に編入 即日市制 直江津市 | 直江津市                        | 直江津市                      | 直江津市                       | 昭和46年4月29日 上越市     | 上越市                                      | 上越市 |
| 上吉野新田             | 上吉野新田           | 上吉野新田                     | 上吉野新田                     | 上吉野新田                     | 保倉村                     | 保倉村                        | 保倉村                        | 保倉村                       | 保倉村                       | 保倉村                       | 昭和29年6月1日 直江津町に編入 即日市制 直江津市 | 直江津市                        | 直江津市                      | 直江津市                       | 昭和46年4月29日 上越市     | 上越市                                      | 上越市 |
| 五野井村               | 五野井村             | 五野井村                       | 五野井村                       | 五野井村                       | 保倉村                     | 保倉村                        | 保倉村                        | 保倉村                       | 保倉村                       | 保倉村                       | 昭和29年6月1日 直江津町に編入 即日市制 直江津市 | 直江津市                        | 直江津市                      | 直江津市                       | 昭和46年4月29日 上越市     | 上越市                                      | 上越市 |
| 岡崎新田               | 岡崎新田             | 岡崎新田                       | 岡崎新田                       | 岡崎新田                       | 保倉村                     | 保倉村                        | 保倉村                        | 保倉村                       | 保倉村                       | 保倉村                       | 昭和29年6月1日 直江津町に編入 即日市制 直江津市 | 直江津市                        | 直江津市                      | 直江津市                       | 昭和46年4月29日 上越市     | 上越市                                      | 上越市 |
| 梅田新田               | 梅田新田             | 梅田新田                       | 梅田新田                       | 梅田新田                       | 保倉村                     | 保倉村                        | 保倉村                        | 保倉村                       | 保倉村                       | 保倉村                       | 昭和29年6月1日 直江津町に編入 即日市制 直江津市 | 直江津市                        | 直江津市                      | 直江津市                       | 昭和46年4月29日 上越市     | 上越市                                      | 上越市 |
| 青野村                 | 青野村               | 青野村                         | 青野村                         | 青野村                         | 保倉村                     | 保倉村                        | 保倉村                        | 保倉村                       | 保倉村                       | 保倉村                       | 昭和29年6月1日 直江津町に編入 即日市制 直江津市 | 直江津市                        | 直江津市                      | 直江津市                       | 昭和46年4月29日 上越市     | 上越市                                      | 上越市 |
| 田沢新田               | 田沢新田             | 田沢新田                       | 田沢新田                       | 田沢新田                       | 保倉村                     | 保倉村                        | 保倉村                        | 保倉村                       | 保倉村                       | 保倉村                       | 昭和29年6月1日 直江津町に編入 即日市制 直江津市 | 直江津市                        | 直江津市                      | 直江津市                       | 昭和46年4月29日 上越市     | 上越市                                      | 上越市 |
| 福岡新田               | 福岡新田             | 福岡新田                       | 福岡新田                       | 福岡新田                       | 保倉村                     | 保倉村                        | 保倉村                        | 保倉村                       | 保倉村                       | 保倉村                       | 昭和29年6月1日 直江津町に編入 即日市制 直江津市 | 直江津市                        | 直江津市                      | 直江津市                       | 昭和46年4月29日 上越市     | 上越市                                      | 上越市 |
| 石川村                 | 石川村               | 石川村                         | 石川村                         | 石川村                         | 保倉村                     | 保倉村                        | 保倉村                        | 保倉村                       | 保倉村                       | 保倉村                       | 昭和29年6月1日 直江津町に編入 即日市制 直江津市 | 直江津市                        | 直江津市                      | 直江津市                       | 昭和46年4月29日 上越市     | 上越市                                      | 上越市 |
| 黒井村                 | 黒井村               | 黒井村                         | 黒井村                         | 黒井村                         | 八千浦村                   | 八千浦村                      | 八千浦村                      | 八千浦村                     | 八千浦村                     | 八千浦村                     | 昭和29年6月1日 直江津町に編入 即日市制 直江津市 | 直江津市                        | 直江津市                      | 直江津市                       | 昭和46年4月29日 上越市     | 上越市                                      | 上越市 |
| 石橋新田               | 石橋新田             | 石橋新田                       | 石橋新田                       | 石橋新田                       | 八千浦村                   | 八千浦村                      | 八千浦村                      | 八千浦村                     | 八千浦村                     | 八千浦村                     | 昭和29年6月1日 直江津町に編入 即日市制 直江津市 | 直江津市                        | 直江津市                      | 直江津市                       | 昭和46年4月29日 上越市     | 上越市                                      | 上越市 |
| 遊光寺村               | 遊光寺村             | 遊光寺村                       | 遊光寺村                       | 遊光寺村                       | 八千浦村                   | 八千浦村                      | 八千浦村                      | 八千浦村                     | 八千浦村                     | 八千浦村                     | 昭和29年6月1日 直江津町に編入 即日市制 直江津市 | 直江津市                        | 直江津市                      | 直江津市                       | 昭和46年4月29日 上越市     | 上越市                                      | 上越市 |
| 美子浜村               | 美子浜村             | 美子浜村                       | 美子浜村                       | 美子浜村                       | 八千浦村                   | 八千浦村                      | 八千浦村                      | 八千浦村                     | 八千浦村                     | 八千浦村                     | 昭和29年6月1日 直江津町に編入 即日市制 直江津市 | 直江津市                        | 直江津市                      | 直江津市                       | 昭和46年4月29日 上越市     | 上越市                                      | 上越市 |
| 西ヶ窪村               | 西ヶ窪村             | 西ヶ窪村                       | 西ヶ窪村                       | 西ヶ窪村                       | 八千浦村                   | 八千浦村                      | 八千浦村                      | 八千浦村                     | 八千浦村                     | 八千浦村                     | 昭和29年6月1日 直江津町に編入 即日市制 直江津市 | 直江津市                        | 直江津市                      | 直江津市                       | 昭和46年4月29日 上越市     | 上越市                                      | 上越市 |
| 夷浜新田               | 夷浜新田             | 夷浜新田                       | 夷浜新田                       | 夷浜新田                       | 八千浦村                   | 八千浦村                      | 八千浦村                      | 八千浦村                     | 八千浦村                     | 八千浦村                     | 昭和29年6月1日 直江津町に編入 即日市制 直江津市 | 直江津市                        | 直江津市                      | 直江津市                       | 昭和46年4月29日 上越市     | 上越市                                      | 上越市 |
| 上荒浜村               | 上荒浜村             | 上荒浜村                       | 上荒浜村                       | 上荒浜村                       | 八千浦村                   | 八千浦村                      | 八千浦村                      | 八千浦村                     | 八千浦村                     | 八千浦村                     | 昭和29年6月1日 直江津町に編入 即日市制 直江津市 | 直江津市                        | 直江津市                      | 直江津市                       | 昭和46年4月29日 上越市     | 上越市                                      | 上越市 |
| 下荒浜村               | 下荒浜村             | 下荒浜村                       | 下荒浜村                       | 明治19年 下荒浜村              | 八千浦村                   | 八千浦村                      | 八千浦村                      | 八千浦村                     | 八千浦村                     | 八千浦村                     | 昭和29年6月1日 直江津町に編入 即日市制 直江津市 | 直江津市                        | 直江津市                      | 直江津市                       | 昭和46年4月29日 上越市     | 上越市                                      | 上越市 |
| 荒浜新田               | 荒浜新田             | 荒浜新田                       | 荒浜新田                       | 明治19年 下荒浜村              | 八千浦村                   | 八千浦村                      | 八千浦村                      | 八千浦村                     | 八千浦村                     | 八千浦村                     | 昭和29年6月1日 直江津町に編入 即日市制 直江津市 | 直江津市                        | 直江津市                      | 直江津市                       | 昭和46年4月29日 上越市     | 上越市                                      | 上越市 |
| 飯塚村                 | 飯塚村               | 飯塚村                         | 飯塚村                         | 飯塚村                         | 諏訪村                     | 諏訪村                        | 諏訪村                        | 諏訪村                       | 諏訪村                       | 諏訪村                       | 昭和29年6月1日 直江津町に編入 即日市制 直江津市 | 直江津市                        | 直江津市                      | 直江津市                       | 昭和46年4月29日 上越市     | 上越市                                      | 上越市 |
| 中真砂村               | 中真砂村             | 中真砂村                       | 中真砂村                       | 中真砂村                       | 諏訪村                     | 諏訪村                        | 諏訪村                        | 諏訪村                       | 諏訪村                       | 諏訪村                       | 昭和29年6月1日 直江津町に編入 即日市制 直江津市 | 直江津市                        | 直江津市                      | 直江津市                       | 昭和46年4月29日 上越市     | 上越市                                      | 上越市 |
| 川端村                 | 川端村               | 川端村                         | 川端村                         | 川端村                         | 諏訪村                     | 諏訪村                        | 諏訪村                        | 諏訪村                       | 諏訪村                       | 諏訪村                       | 昭和29年6月1日 直江津町に編入 即日市制 直江津市 | 直江津市                        | 直江津市                      | 直江津市                       | 昭和46年4月29日 上越市     | 上越市                                      | 上越市 |
| 中島村                 | 中島村               | 中島村                         | 明治12年 改称 東中島村         | 明治12年 改称 東中島村         | 諏訪村                     | 諏訪村                        | 諏訪村                        | 諏訪村                       | 諏訪村                       | 諏訪村                       | 昭和29年6月1日 直江津町に編入 即日市制 直江津市 | 直江津市                        | 直江津市                      | 直江津市                       | 昭和46年4月29日 上越市     | 上越市                                      | 上越市 |
| 千原村                 | 千原村               | 千原村                         | 明治12年 改称 上千原村         | 明治12年 改称 上千原村         | 諏訪村                     | 諏訪村                        | 諏訪村                        | 諏訪村                       | 諏訪村                       | 諏訪村                       | 昭和29年6月1日 直江津町に編入 即日市制 直江津市 | 直江津市                        | 直江津市                      | 直江津市                       | 昭和46年4月29日 上越市     | 上越市                                      | 上越市 |
| 下真砂村               | 下真砂村             | 下真砂村                       | 下真砂村                       | 下真砂村                       | 諏訪村                     | 諏訪村                        | 諏訪村                        | 諏訪村                       | 諏訪村                       | 諏訪村                       | 昭和29年6月1日 直江津町に編入 即日市制 直江津市 | 直江津市                        | 直江津市                      | 直江津市                       | 昭和46年4月29日 上越市     | 上越市                                      | 上越市 |
| 福橋村                 | 福橋村               | 福橋村                         | 福橋村                         | 福橋村                         | 諏訪村                     | 諏訪村                        | 諏訪村                        | 諏訪村                       | 諏訪村                       | 諏訪村                       | 昭和29年6月1日 直江津町に編入 即日市制 直江津市 | 直江津市                        | 直江津市                      | 直江津市                       | 昭和46年4月29日 上越市     | 上越市                                      | 上越市 |
| 横曽根村               | 横曽根村             | 横曽根村                       | 横曽根村                       | 横曽根村                       | 諏訪村                     | 諏訪村                        | 諏訪村                        | 諏訪村                       | 諏訪村                       | 諏訪村                       | 昭和29年6月1日 直江津町に編入 即日市制 直江津市 | 直江津市                        | 直江津市                      | 直江津市                       | 昭和46年4月29日 上越市     | 上越市                                      | 上越市 |
| 横曽根古新田           | 横曽根古新田         | 横曽根古新田                   | 横曽根古新田                   | 横曽根古新田                   | 諏訪村                     | 諏訪村                        | 諏訪村                        | 諏訪村                       | 諏訪村                       | 諏訪村                       | 昭和30年2月1日 高田市に編入                     | 高田市                          | 高田市                        | 高田市                         | 昭和46年4月29日 上越市     | 上越市                                      | 上越市 |
| 米岡村                 | 米岡村               | 明治初年頃 米岡村              | 明治初年頃 米岡村              | 明治初年頃 米岡村              | 諏訪村                     | 諏訪村                        | 諏訪村                        | 諏訪村                       | 諏訪村                       | 諏訪村                       | 昭和30年2月1日 高田市に編入                     | 高田市                          | 高田市                        | 高田市                         | 昭和46年4月29日 上越市     | 上越市                                      | 上越市 |
| 米岡古新田分           |                      | 明治初年頃 米岡村              | 明治初年頃 米岡村              | 明治初年頃 米岡村              | 諏訪村                     | 諏訪村                        | 諏訪村                        | 諏訪村                       | 諏訪村                       | 諏訪村                       | 昭和30年2月1日 高田市に編入                     | 高田市                          | 高田市                        | 高田市                         | 昭和46年4月29日 上越市     | 上越市                                      | 上越市 |
| 田中村                 | 田中村               | 田中村                         | 明治12年 改称 北田中村         | 明治12年 改称 北田中村         | 諏訪村                     | 諏訪村                        | 諏訪村                        | 諏訪村                       | 諏訪村                       | 諏訪村                       | 昭和30年2月1日 高田市に編入                     | 高田市                          | 高田市                        | 高田市                         | 昭和46年4月29日 上越市     | 上越市                                      | 上越市 |
| 鶴町村                 | 鶴町村               | 鶴町村                         | 鶴町村                         | 鶴町村                         | 諏訪村                     | 諏訪村                        | 諏訪村                        | 諏訪村                       | 諏訪村                       | 諏訪村                       | 昭和30年2月1日 高田市に編入                     | 高田市                          | 高田市                        | 高田市                         | 昭和46年4月29日 上越市     | 上越市                                      | 上越市 |
| 東原村                 | 東原村               | 東原村                         | 東原村                         | 東原村                         | 諏訪村                     | 諏訪村                        | 諏訪村                        | 諏訪村                       | 諏訪村                       | 諏訪村                       | 昭和30年2月1日 高田市に編入                     | 高田市                          | 高田市                        | 高田市                         | 昭和46年4月29日 上越市     | 上越市                                      | 上越市 |
| 荻野村                 | 荻野村               | 荻野村                         | 荻野村                         | 荻野村                         | 諏訪村                     | 諏訪村                        | 諏訪村                        | 諏訪村                       | 諏訪村                       | 諏訪村                       | 昭和30年2月1日 高田市に編入                     | 高田市                          | 高田市                        | 高田市                         | 昭和46年4月29日 上越市     | 上越市                                      | 上越市 |
| 堀ノ内村               | 堀ノ内村             | 堀ノ内村                       | 明治12年 改称 下堀ノ内村       | 明治12年 改称 下堀ノ内村       | 諏訪村                     | 諏訪村                        | 諏訪村                        | 諏訪村                       | 諏訪村                       | 諏訪村                       | 昭和30年2月1日 高田市に編入                     | 高田市                          | 高田市                        | 高田市                         | 昭和46年4月29日 上越市     | 上越市                                      | 上越市 |
| 高森村                 | 高森村               | 高森村                         | 高森村                         | 高森村                         | 諏訪村                     | 諏訪村                        | 諏訪村                        | 諏訪村                       | 諏訪村                       | 諏訪村                       | 昭和30年2月1日 高田市に編入                     | 高田市                          | 高田市                        | 高田市                         | 昭和46年4月29日 上越市     | 上越市                                      | 上越市 |
| 南新保村               | 南新保村             | 南新保村                       | 南新保村                       | 南新保村                       | 諏訪村                     | 諏訪村                        | 諏訪村                        | 諏訪村                       | 諏訪村                       | 諏訪村                       | 昭和30年2月1日 高田市に編入                     | 高田市                          | 高田市                        | 高田市                         | 昭和46年4月29日 上越市     | 上越市                                      | 上越市 |
| 北新保村               | 北新保村             | 北新保村                       | 北新保村                       | 北新保村                       | 諏訪村                     | 諏訪村                        | 諏訪村                        | 諏訪村                       | 諏訪村                       | 諏訪村                       | 昭和30年2月1日 高田市に編入                     | 高田市                          | 高田市                        | 高田市                         | 昭和46年4月29日 上越市     | 上越市                                      | 上越市 |
| 上真砂村               | 上真砂村             | 上真砂村                       | 上真砂村                       | 上真砂村                       | 諏訪村                     | 諏訪村                        | 諏訪村                        | 諏訪村                       | 諏訪村                       | 諏訪村                       | 昭和30年2月1日 高田市に編入                     | 高田市                          | 高田市                        | 高田市                         | 昭和46年4月29日 上越市     | 上越市                                      | 上越市 |
| 杉ノ袋村               | 杉ノ袋村             | 杉ノ袋村                       | 杉ノ袋村                       | 杉ノ袋村                       | 諏訪村                     | 諏訪村                        | 諏訪村                        | 諏訪村                       | 諏訪村                       | 諏訪村                       | 昭和30年2月1日 高田市に編入                     | 高田市                          | 高田市                        | 高田市                         | 昭和46年4月29日 上越市     | 上越市                                      | 上越市 |
| 上野田村               | 一部                 | 上野田村                       | 上野田村                       | 上野田村                       | 諏訪村                     | 諏訪村                        | 諏訪村                        | 諏訪村                       | 諏訪村                       | 諏訪村                       | 昭和30年2月1日 高田市に編入                     | 高田市                          | 高田市                        | 高田市                         | 昭和46年4月29日 上越市     | 上越市                                      | 上越市 |
| 上野田村               | 大部分               | 上野田村                       | 上野田村                       | 上野田村                       | 津有村                     | 津有村                        | 津有村                        | 津有村                       | 津有村                       | 津有村                       | 昭和30年2月1日 高田市に編入                     | 高田市                          | 高田市                        | 高田市                         | 昭和46年4月29日 上越市     | 上越市                                      | 上越市 |
| 四ヶ所村               | 四ヶ所村             | 四ヶ所村                       | 四ヶ所村                       | 四ヶ所村                       | 津有村                     | 津有村                        | 津有村                        | 津有村                       | 津有村                       | 津有村                       | 昭和30年2月1日 高田市に編入                     | 高田市                          | 高田市                        | 高田市                         | 昭和46年4月29日 上越市     | 上越市                                      | 上越市 |
| 市ノ口新田             | 市ノ口新田           | 市ノ口新田                     | 市ノ口新田                     | 市ノ口新田                     | 津有村                     | 津有村                        | 津有村                        | 津有村                       | 津有村                       | 津有村                       | 昭和30年2月1日 高田市に編入                     | 高田市                          | 高田市                        | 高田市                         | 昭和46年4月29日 上越市     | 上越市                                      | 上越市 |
| 戸野目村               | 戸野目村             | 戸野目村                       | 戸野目村                       | 戸野目村                       | 津有村                     | 津有村                        | 津有村                        | 津有村                       | 津有村                       | 津有村                       | 昭和30年2月1日 高田市に編入                     | 高田市                          | 高田市                        | 高田市                         | 昭和46年4月29日 上越市     | 上越市                                      | 上越市 |
| 戸野目古新田           | 戸野目古新田         | 戸野目古新田                   | 戸野目古新田                   | 戸野目古新田                   | 津有村                     | 津有村                        | 津有村                        | 津有村                       | 津有村                       | 津有村                       | 昭和30年2月1日 高田市に編入                     | 高田市                          | 高田市                        | 高田市                         | 昭和46年4月29日 上越市     | 上越市                                      | 上越市 |
| 門田新田               | 門田新田             | 門田新田                       | 門田新田                       | 門田新田                       | 津有村                     | 津有村                        | 津有村                        | 津有村                       | 津有村                       | 津有村                       | 昭和30年2月1日 高田市に編入                     | 高田市                          | 高田市                        | 高田市                         | 昭和46年4月29日 上越市     | 上越市                                      | 上越市 |
| 市ノ江村               | 市ノ江村             | 市ノ江村                       | 市ノ江村                       | 市ノ江村                       | 津有村                     | 津有村                        | 津有村                        | 津有村                       | 津有村                       | 津有村                       | 昭和30年2月1日 高田市に編入                     | 高田市                          | 高田市                        | 高田市                         | 昭和46年4月29日 上越市     | 上越市                                      | 上越市 |
| 桐原村                 | 桐原村               | 桐原村                         | 桐原村                         | 桐原村                         | 津有村                     | 津有村                        | 津有村                        | 津有村                       | 津有村                       | 津有村                       | 昭和30年2月1日 高田市に編入                     | 高田市                          | 高田市                        | 高田市                         | 昭和46年4月29日 上越市     | 上越市                                      | 上越市 |
| 本道村                 | 本道村               | 本道村                         | 本道村                         | 本道村                         | 津有村                     | 津有村                        | 津有村                        | 津有村                       | 津有村                       | 津有村                       | 昭和30年2月1日 高田市に編入                     | 高田市                          | 高田市                        | 高田市                         | 昭和46年4月29日 上越市     | 上越市                                      | 上越市 |
| 下野田村               | 下野田村             | 下野田村                       | 下野田村                       | 下野田村                       | 津有村                     | 津有村                        | 津有村                        | 津有村                       | 津有村                       | 津有村                       | 昭和30年2月1日 高田市に編入                     | 高田市                          | 高田市                        | 高田市                         | 昭和46年4月29日 上越市     | 上越市                                      | 上越市 |
| 長面村                 | 長面村               | 長面村                         | 長面村                         | 長面村                         | 津有村                     | 津有村                        | 津有村                        | 津有村                       | 津有村                       | 津有村                       | 昭和30年2月1日 高田市に編入                     | 高田市                          | 高田市                        | 高田市                         | 昭和46年4月29日 上越市     | 上越市                                      | 上越市 |
| 三王新田               | 三王新田             | 三王新田                       | 三王新田                       | 三王新田                       | 津有村                     | 津有村                        | 津有村                        | 津有村                       | 津有村                       | 津有村                       | 昭和30年2月1日 高田市に編入                     | 高田市                          | 高田市                        | 高田市                         | 昭和46年4月29日 上越市     | 上越市                                      | 上越市 |
| 吉岡村                 | 吉岡村               | 吉岡村                         | 吉岡村                         | 吉岡村                         | 津有村                     | 津有村                        | 津有村                        | 津有村                       | 津有村                       | 津有村                       | 昭和30年2月1日 高田市に編入                     | 高田市                          | 高田市                        | 高田市                         | 昭和46年4月29日 上越市     | 上越市                                      | 上越市 |
| 上池部村               | 上池部村             | 上池部村                       | 上池部村                       | 上池部村                       | 津有村                     | 津有村                        | 津有村                        | 津有村                       | 津有村                       | 津有村                       | 昭和30年2月1日 高田市に編入                     | 高田市                          | 高田市                        | 高田市                         | 昭和46年4月29日 上越市     | 上越市                                      | 上越市 |
| 下池部村               | 下池部村             | 下池部村                       | 下池部村                       | 下池部村                       | 津有村                     | 津有村                        | 津有村                        | 津有村                       | 津有村                       | 津有村                       | 昭和30年2月1日 高田市に編入                     | 高田市                          | 高田市                        | 高田市                         | 昭和46年4月29日 上越市     | 上越市                                      | 上越市 |
| 剣村                   | 剣村                 | 剣村                           | 剣村                           | 剣村                           | 津有村                     | 津有村                        | 津有村                        | 津有村                       | 津有村                       | 津有村                       | 昭和30年2月1日 高田市に編入                     | 高田市                          | 高田市                        | 高田市                         | 昭和46年4月29日 上越市     | 上越市                                      | 上越市 |
| 藤塚村                 | 藤塚村               | 藤塚村                         | 藤塚村                         | 藤塚村                         | 津有村                     | 津有村                        | 津有村                        | 津有村                       | 津有村                       | 津有村                       | 昭和30年2月1日 高田市に編入                     | 高田市                          | 高田市                        | 高田市                         | 昭和46年4月29日 上越市     | 上越市                                      | 上越市 |
| 下新町村               | 下新町村             | 下新町村                       | 下新町村                       | 下新町村                       | 津有村                     | 津有村                        | 津有村                        | 津有村                       | 津有村                       | 津有村                       | 昭和30年2月1日 高田市に編入                     | 高田市                          | 高田市                        | 高田市                         | 昭和46年4月29日 上越市     | 上越市                                      | 上越市 |
| 池村                   | 池村                 | 池村                           | 池村                           | 池村                           | 津有村                     | 津有村                        | 津有村                        | 津有村                       | 津有村                       | 津有村                       | 昭和30年2月1日 高田市に編入                     | 高田市                          | 高田市                        | 高田市                         | 昭和46年4月29日 上越市     | 上越市                                      | 上越市 |
| 上富川村               | 上富川村             | 上富川村                       | 上富川村                       | 上富川村                       | 津有村                     | 津有村                        | 津有村                        | 津有村                       | 津有村                       | 津有村                       | 昭和30年2月1日 高田市に編入                     | 高田市                          | 高田市                        | 高田市                         | 昭和46年4月29日 上越市     | 上越市                                      | 上越市 |
| 熊塚村                 | 熊塚村               | 熊塚村                         | 熊塚村                         | 熊塚村                         | 津有村                     | 津有村                        | 津有村                        | 津有村                       | 津有村                       | 津有村                       | 昭和30年2月1日 高田市に編入                     | 高田市                          | 高田市                        | 高田市                         | 昭和46年4月29日 上越市     | 上越市                                      | 上越市 |
| 熊留新田               | 熊留新田             | 熊留新田                       | 熊留新田                       | 熊留新田                       | 津有村                     | 津有村                        | 津有村                        | 津有村                       | 津有村                       | 津有村                       | 昭和30年2月1日 高田市に編入                     | 高田市                          | 高田市                        | 高田市                         | 昭和46年4月29日 上越市     | 上越市                                      | 上越市 |
| 下富川村               | 下富川村             | 下富川村                       | 下富川村                       | 下富川村                       | 津有村                     | 津有村                        | 津有村                        | 津有村                       | 津有村                       | 津有村                       | 昭和30年2月1日 高田市に編入                     | 高田市                          | 高田市                        | 高田市                         | 昭和46年4月29日 上越市     | 上越市                                      | 上越市 |
| 上新町村               | 上新町村             | 上新町村                       | 上新町村                       | 上新町村                       | 津有村                     | 津有村                        | 津有村                        | 津有村                       | 津有村                       | 津有村                       | 昭和30年2月1日 高田市に編入                     | 高田市                          | 高田市                        | 高田市                         | 昭和46年4月29日 上越市     | 上越市                                      | 上越市 |
| 新保古新田             | 新保古新田           | 新保古新田                     | 新保古新田                     | 新保古新田                     | 津有村                     | 津有村                        | 津有村                        | 津有村                       | 津有村                       | 津有村                       | 昭和30年2月1日 高田市に編入                     | 高田市                          | 高田市                        | 高田市                         | 昭和46年4月29日 上越市     | 上越市                                      | 上越市 |
| 本新保村               | 本新保村             | 本新保村                       | 本新保村                       | 本新保村                       | 津有村                     | 津有村                        | 津有村                        | 津有村                       | 津有村                       | 津有村                       | 昭和30年2月1日 高田市に編入                     | 高田市                          | 高田市                        | 高田市                         | 昭和46年4月29日 上越市     | 上越市                                      | 上越市 |
| 野尻村                 | 野尻村               | 野尻村                         | 野尻村                         | 野尻村                         | 津有村                     | 津有村                        | 津有村                        | 津有村                       | 津有村                       | 津有村                       | 昭和30年2月1日 高田市に編入                     | 高田市                          | 高田市                        | 高田市                         | 昭和46年4月29日 上越市     | 上越市                                      | 上越市 |
| 上稲村                 | 上稲村               | 上稲村                         | 明治9年 稲村                   | 明治9年 稲村                   | 津有村                     | 津有村                        | 津有村                        | 津有村                       | 津有村                       | 津有村                       | 昭和30年2月1日 高田市に編入                     | 高田市                          | 高田市                        | 高田市                         | 昭和46年4月29日 上越市     | 上越市                                      | 上越市 |
| 小稲村                 | 小稲村               | 小稲村                         | 明治9年 稲村                   | 明治9年 稲村                   | 津有村                     | 津有村                        | 津有村                        | 津有村                       | 津有村                       | 津有村                       | 昭和30年2月1日 高田市に編入                     | 高田市                          | 高田市                        | 高田市                         | 昭和46年4月29日 上越市     | 上越市                                      | 上越市 |
| 下稲村                 | 下稲村               | 下稲村                         | 明治9年 稲村                   | 明治9年 稲村                   | 津有村                     | 津有村                        | 津有村                        | 津有村                       | 津有村                       | 津有村                       | 昭和30年2月1日 高田市に編入                     | 高田市                          | 高田市                        | 高田市                         | 昭和46年4月29日 上越市     | 上越市                                      | 上越市 |
| 上雲寺村               | 上雲寺村             | 上雲寺村                       | 上雲寺村                       | 上雲寺村                       | 津有村                     | 津有村                        | 津有村                        | 津有村                       | 津有村                       | 津有村                       | 昭和30年2月1日 高田市に編入                     | 高田市                          | 高田市                        | 高田市                         | 昭和46年4月29日 上越市     | 上越市                                      | 上越市 |
| 中野新田               | 中野新田             | 中野新田                       | 中野新田                       | 中野新田                       | 津有村                     | 津有村                        | 津有村                        | 津有村                       | 津有村                       | 津有村                       | 昭和30年2月1日 高田市に編入                     | 高田市                          | 高田市                        | 高田市                         | 昭和46年4月29日 上越市     | 上越市                                      | 上越市 |
| 茨沢村                 | 茨沢村               | 茨沢村                         | 茨沢村                         | 茨沢村                         | 津有村                     | 津有村                        | 津有村                        | 津有村                       | 津有村                       | 津有村                       | 昭和30年2月1日 高田市に編入                     | 高田市                          | 高田市                        | 高田市                         | 昭和46年4月29日 上越市     | 上越市                                      | 上越市 |
| 荒屋村                 | 荒屋村               | 荒屋村                         | 荒屋村                         | 荒屋村                         | 津有村                     | 津有村                        | 津有村                        | 津有村                       | 津有村                       | 津有村                       | 昭和30年2月1日 高田市に編入                     | 高田市                          | 高田市                        | 高田市                         | 昭和46年4月29日 上越市     | 上越市                                      | 上越市 |
| 虫川村                 | 虫川村               | 虫川村                         | 虫川村                         | 虫川村                         | 津有村                     | 津有村                        | 津有村                        | 津有村                       | 津有村                       | 津有村                       | 昭和30年2月1日 高田市に編入                     | 高田市                          | 高田市                        | 高田市                         | 昭和46年4月29日 上越市     | 上越市                                      | 上越市 |
| 四ツ辻村               | 四ツ辻村             | 四ツ辻村                       | 四ツ辻村                       | 四ツ辻村                       | 津有村                     | 津有村                        | 津有村                        | 津有村                       | 津有村                       | 津有村                       | 昭和30年2月1日 高田市に編入                     | 高田市                          | 高田市                        | 高田市                         | 昭和46年4月29日 上越市     | 上越市                                      | 上越市 |
| 角川村                 | 角川村               | 角川村                         | 角川村                         | 角川村                         | 津有村                     | 津有村                        | 津有村                        | 津有村                       | 津有村                       | 津有村                       | 昭和30年2月1日 高田市に編入                     | 高田市                          | 高田市                        | 高田市                         | 昭和46年4月29日 上越市     | 上越市                                      | 上越市 |
| 角川古新田             | 角川古新田           | 角川古新田                     | 角川古新田                     | 角川古新田                     | 津有村                     | 津有村                        | 津有村                        | 津有村                       | 津有村                       | 津有村                       | 昭和30年2月1日 高田市に編入                     | 高田市                          | 高田市                        | 高田市                         | 昭和46年4月29日 上越市     | 上越市                                      | 上越市 |
| 重川新田               | 重川新田             | 重川新田                       | 重川新田                       | 重川新田                       | 津有村                     | 津有村                        | 津有村                        | 津有村                       | 津有村                       | 津有村                       | 昭和30年2月1日 高田市に編入                     | 高田市                          | 高田市                        | 高田市                         | 昭和46年4月29日 上越市     | 上越市                                      | 上越市 |
| 新屋敷村               | 新屋敷村             | 新屋敷村                       | 新屋敷村                       | 新屋敷村                       | 津有村                     | 津有村                        | 津有村                        | 津有村                       | 津有村                       | 津有村                       | 昭和30年2月1日 高田市に編入                     | 高田市                          | 高田市                        | 高田市                         | 昭和46年4月29日 上越市     | 上越市                                      | 上越市 |
| 下紺屋町               | 下紺屋町             | 明治初年 改称 高田下紺屋町     | 明治初年 改称 高田下紺屋町     | 明治初年 改称 高田下紺屋町     | 高田町                     | 高田町                        | 高田町                        | 高田町                       | 明治41年11月1日 高田町       | 明治44年9月1日 市制 高田市   | 高田市                                          | 高田市                          | 高田市                        | 高田市                         | 昭和46年4月29日 上越市     | 上越市                                      | 上越市 |
| 下小町                 | 下小町               | 明治初年 改称 高田下小町       | 明治初年 改称 高田下小町       | 明治初年 改称 高田下小町       | 高田町                     | 高田町                        | 高田町                        | 高田町                       | 明治41年11月1日 高田町       | 明治44年9月1日 市制 高田市   | 高田市                                          | 高田市                          | 高田市                        | 高田市                         | 昭和46年4月29日 上越市     | 上越市                                      | 上越市 |
| 寄大工町               | 寄大工町             | 明治初年 改称 高田寄大工町     | 明治初年 改称 高田寄大工町     | 明治初年 改称 高田寄大工町     | 高田町                     | 高田町                        | 高田町                        | 高田町                       | 明治41年11月1日 高田町       | 明治44年9月1日 市制 高田市   | 高田市                                          | 高田市                          | 高田市                        | 高田市                         | 昭和46年4月29日 上越市     | 上越市                                      | 上越市 |
| 大鋸町                 | 大鋸町               | 明治初年 改称 高田大鋸町       | 明治初年 改称 高田大鋸町       | 明治初年 改称 高田大鋸町       | 高田町                     | 高田町                        | 高田町                        | 高田町                       | 明治41年11月1日 高田町       | 明治44年9月1日 市制 高田市   | 高田市                                          | 高田市                          | 高田市                        | 高田市                         | 昭和46年4月29日 上越市     | 上越市                                      | 上越市 |
| 本杉鍛冶町             | 本杉鍛冶町           | 明治初年 改称 高田本杉鍛冶町   | 明治初年 改称 高田本杉鍛冶町   | 明治初年 改称 高田本杉鍛冶町   | 高田町                     | 高田町                        | 高田町                        | 高田町                       | 明治41年11月1日 高田町       | 明治44年9月1日 市制 高田市   | 高田市                                          | 高田市                          | 高田市                        | 高田市                         | 昭和46年4月29日 上越市     | 上越市                                      | 上越市 |
| 新本杉鍛冶町           | 新本杉鍛冶町         | 明治初年 改称 高田新本杉鍛冶町 | 明治初年 改称 高田新本杉鍛冶町 | 明治初年 改称 高田新本杉鍛冶町 | 高田町                     | 高田町                        | 高田町                        | 高田町                       | 明治41年11月1日 高田町       | 明治44年9月1日 市制 高田市   | 高田市                                          | 高田市                          | 高田市                        | 高田市                         | 昭和46年4月29日 上越市     | 上越市                                      | 上越市 |
| 元府古町               | 元府古町             | 明治初年 改称 高田元府古町     | 明治初年 改称 高田元府古町     | 明治初年 改称 高田元府古町     | 高田町                     | 高田町                        | 高田町                        | 高田町                       | 明治41年11月1日 高田町       | 明治44年9月1日 市制 高田市   | 高田市                                          | 高田市                          | 高田市                        | 高田市                         | 昭和46年4月29日 上越市     | 上越市                                      | 上越市 |
| 本大工町               | 本大工町             | 明治初年 改称 高田本大工町     | 明治初年 改称 高田本大工町     | 明治初年 改称 高田本大工町     | 高田町                     | 高田町                        | 高田町                        | 高田町                       | 明治41年11月1日 高田町       | 明治44年9月1日 市制 高田市   | 高田市                                          | 高田市                          | 高田市                        | 高田市                         | 昭和46年4月29日 上越市     | 上越市                                      | 上越市 |
| 中寺町                 | 中寺町               | 明治初年 改称 高田中寺町       | 明治初年 改称 高田中寺町       | 明治初年 改称 高田中寺町       | 高田町                     | 高田町                        | 高田町                        | 高田町                       | 明治41年11月1日 高田町       | 明治44年9月1日 市制 高田市   | 高田市                                          | 高田市                          | 高田市                        | 高田市                         | 昭和46年4月29日 上越市     | 上越市                                      | 上越市 |
| 下寺町                 | 下寺町               | 明治初年 改称 高田下寺町       | 明治初年 改称 高田下寺町       | 明治初年 改称 高田下寺町       | 高田町                     | 高田町                        | 高田町                        | 高田町                       | 明治41年11月1日 高田町       | 明治44年9月1日 市制 高田市   | 高田市                                          | 高田市                          | 高田市                        | 高田市                         | 昭和46年4月29日 上越市     | 上越市                                      | 上越市 |
| 刃物鍛冶町             | 刃物鍛冶町           | 明治初年 改称 高田刃物鍛冶町   | 明治初年 改称 高田刃物鍛冶町   | 明治初年 改称 高田刃物鍛冶町   | 高田町                     | 高田町                        | 高田町                        | 高田町                       | 明治41年11月1日 高田町       | 明治44年9月1日 市制 高田市   | 高田市                                          | 高田市                          | 高田市                        | 高田市                         | 昭和46年4月29日 上越市     | 上越市                                      | 上越市 |
| 土橋町                 | 土橋町               | 明治初年 改称 高田土橋町       | 明治初年 改称 高田土橋町       | 明治初年 改称 高田土橋町       | 高田町                     | 高田町                        | 高田町                        | 高田町                       | 明治41年11月1日 高田町       | 明治44年9月1日 市制 高田市   | 高田市                                          | 高田市                          | 高田市                        | 高田市                         | 昭和46年4月29日 上越市     | 上越市                                      | 上越市 |
| 陀羅尼町               | 陀羅尼町             | 明治初年 改称 高田陀羅尼町     | 明治初年 改称 高田陀羅尼町     | 明治初年 改称 高田陀羅尼町     | 高田町                     | 高田町                        | 高田町                        | 高田町                       | 明治41年11月1日 高田町       | 明治44年9月1日 市制 高田市   | 高田市                                          | 高田市                          | 高田市                        | 高田市                         | 昭和46年4月29日 上越市     | 上越市                                      | 上越市 |
| 新田町                 | 新田町               | 明治初年 改称 高田新田町       | 明治初年 改称 高田新田町       | 明治初年 改称 高田新田町       | 高田町                     | 高田町                        | 高田町                        | 高田町                       | 明治41年11月1日 高田町       | 明治44年9月1日 市制 高田市   | 高田市                                          | 高田市                          | 高田市                        | 高田市                         | 昭和46年4月29日 上越市     | 上越市                                      | 上越市 |
| 下職人町               | 下職人町             | 明治初年 改称 高田下職人町     | 明治初年 改称 高田下職人町     | 明治初年 改称 高田下職人町     | 高田町                     | 高田町                        | 高田町                        | 高田町                       | 明治41年11月1日 高田町       | 明治44年9月1日 市制 高田市   | 高田市                                          | 高田市                          | 高田市                        | 高田市                         | 昭和46年4月29日 上越市     | 上越市                                      | 上越市 |
| 善光寺町               | 善光寺町             | 明治初年 改称 高田善光寺町     | 明治初年 改称 高田善光寺町     | 明治初年 改称 高田善光寺町     | 高田町                     | 高田町                        | 高田町                        | 高田町                       | 明治41年11月1日 高田町       | 明治44年9月1日 市制 高田市   | 高田市                                          | 高田市                          | 高田市                        | 高田市                         | 昭和46年4月29日 上越市     | 上越市                                      | 上越市 |
| 長門町                 | 長門町               | 明治初年 改称 高田長門町       | 明治初年 改称 高田長門町       | 明治初年 改称 高田長門町       | 高田町                     | 高田町                        | 高田町                        | 高田町                       | 明治41年11月1日 高田町       | 明治44年9月1日 市制 高田市   | 高田市                                          | 高田市                          | 高田市                        | 高田市                         | 昭和46年4月29日 上越市     | 上越市                                      | 上越市 |
| 中屋敷町               | 中屋敷町             | 明治初年 改称 高田中屋敷町     | 明治初年 改称 高田中屋敷町     | 明治初年 改称 高田中屋敷町     | 高田町                     | 高田町                        | 高田町                        | 高田町                       | 明治41年11月1日 高田町       | 明治44年9月1日 市制 高田市   | 高田市                                          | 高田市                          | 高田市                        | 高田市                         | 昭和46年4月29日 上越市     | 上越市                                      | 上越市 |
| 本誓寺町               | 本誓寺町             | 明治初年 改称 高田本誓寺町     | 明治初年 改称 高田本誓寺町     | 明治初年 改称 高田本誓寺町     | 高田町                     | 高田町                        | 高田町                        | 高田町                       | 明治41年11月1日 高田町       | 明治44年9月1日 市制 高田市   | 高田市                                          | 高田市                          | 高田市                        | 高田市                         | 昭和46年4月29日 上越市     | 上越市                                      | 上越市 |
| 直江町                 | 直江町               | 明治初年 改称 高田直江町       | 明治初年 改称 高田直江町       | 明治初年 改称 高田直江町       | 高田町                     | 高田町                        | 高田町                        | 高田町                       | 明治41年11月1日 高田町       | 明治44年9月1日 市制 高田市   | 高田市                                          | 高田市                          | 高田市                        | 高田市                         | 昭和46年4月29日 上越市     | 上越市                                      | 上越市 |
| 稲田鍛冶町             | 稲田鍛冶町           | 明治初年 改称 高田稲田鍛冶町   | 明治初年 改称 高田稲田鍛冶町   | 明治初年 改称 高田稲田鍛冶町   | 高田町                     | 高田町                        | 高田町                        | 高田町                       | 明治41年11月1日 高田町       | 明治44年9月1日 市制 高田市   | 高田市                                          | 高田市                          | 高田市                        | 高田市                         | 昭和46年4月29日 上越市     | 上越市                                      | 上越市 |
| 鍋屋町                 | 鍋屋町               | 明治初年 改称 高田鍋屋町       | 明治初年 改称 高田鍋屋町       | 明治初年 改称 高田鍋屋町       | 高田町                     | 高田町                        | 高田町                        | 高田町                       | 明治41年11月1日 高田町       | 明治44年9月1日 市制 高田市   | 高田市                                          | 高田市                          | 高田市                        | 高田市                         | 昭和46年4月29日 上越市     | 上越市                                      | 上越市 |
| 伊勢町                 | 伊勢町               | 明治初年 改称 高田伊勢町       | 明治初年 改称 高田伊勢町       | 明治初年 改称 高田伊勢町       | 高田町                     | 高田町                        | 高田町                        | 高田町                       | 明治41年11月1日 高田町       | 明治44年9月1日 市制 高田市   | 高田市                                          | 高田市                          | 高田市                        | 高田市                         | 昭和46年4月29日 上越市     | 上越市                                      | 上越市 |
| 出雲町                 | 出雲町               | 明治初年 改称 高田出雲町       | 明治初年 改称 高田出雲町       | 明治初年 改称 高田出雲町       | 高田町                     | 高田町                        | 高田町                        | 高田町                       | 明治41年11月1日 高田町       | 明治44年9月1日 市制 高田市   | 高田市                                          | 高田市                          | 高田市                        | 高田市                         | 昭和46年4月29日 上越市     | 上越市                                      | 上越市 |
| 関町                   | 関町                 | 明治初年 改称 高田関町         | 明治初年 改称 高田関町         | 明治初年 改称 高田関町         | 高田町                     | 高田町                        | 高田町                        | 高田町                       | 明治41年11月1日 高田町       | 明治44年9月1日 市制 高田市   | 高田市                                          | 高田市                          | 高田市                        | 高田市                         | 昭和46年4月29日 上越市     | 上越市                                      | 上越市 |
| 横春日町               | 横春日町             | 明治初年 改称 高田横春日町     | 明治初年 改称 高田横春日町     | 明治初年 改称 高田横春日町     | 高田町                     | 高田町                        | 高田町                        | 高田町                       | 明治41年11月1日 高田町       | 明治44年9月1日 市制 高田市   | 高田市                                          | 高田市                          | 高田市                        | 高田市                         | 昭和46年4月29日 上越市     | 上越市                                      | 上越市 |
| 竪春日町               | 竪春日町             | 明治初年 改称 高田竪春日町     | 明治初年 改称 高田竪春日町     | 明治初年 改称 高田竪春日町     | 高田町                     | 高田町                        | 高田町                        | 高田町                       | 明治41年11月1日 高田町       | 明治44年9月1日 市制 高田市   | 高田市                                          | 高田市                          | 高田市                        | 高田市                         | 昭和46年4月29日 上越市     | 上越市                                      | 上越市 |
| 府古町                 | 府古町               | 明治初年 改称 高田府古町       | 明治初年 改称 高田府古町       | 明治初年 改称 高田府古町       | 高田町                     | 高田町                        | 高田町                        | 高田町                       | 明治41年11月1日 高田町       | 明治44年9月1日 市制 高田市   | 高田市                                          | 高田市                          | 高田市                        | 高田市                         | 昭和46年4月29日 上越市     | 上越市                                      | 上越市 |
| 上紺屋町               | 上紺屋町             | 明治初年 改称 高田上紺屋町     | 明治初年 改称 高田上紺屋町     | 明治初年 改称 高田上紺屋町     | 高田町                     | 高田町                        | 高田町                        | 高田町                       | 明治41年11月1日 高田町       | 明治44年9月1日 市制 高田市   | 高田市                                          | 高田市                          | 高田市                        | 高田市                         | 昭和46年4月29日 上越市     | 上越市                                      | 上越市 |
| 上蔵番町               | 上蔵番町             | 明治初年 改称 高田上蔵番町     | 明治初年 改称 高田上蔵番町     | 明治初年 改称 高田上蔵番町     | 高田町                     | 高田町                        | 高田町                        | 高田町                       | 明治41年11月1日 高田町       | 明治44年9月1日 市制 高田市   | 高田市                                          | 高田市                          | 高田市                        | 高田市                         | 昭和46年4月29日 上越市     | 上越市                                      | 上越市 |
| 新蔵番町               | 新蔵番町             | 明治初年 改称 高田新蔵番町     | 明治初年 改称 高田新蔵番町     | 明治初年 改称 高田新蔵番町     | 高田町                     | 高田町                        | 高田町                        | 高田町                       | 明治41年11月1日 高田町       | 明治44年9月1日 市制 高田市   | 高田市                                          | 高田市                          | 高田市                        | 高田市                         | 昭和46年4月29日 上越市     | 上越市                                      | 上越市 |
| 上寺町                 | 上寺町               | 明治初年 改称 高田上寺町       | 明治初年 改称 高田上寺町       | 明治初年 改称 高田上寺町       | 高田町                     | 高田町                        | 高田町                        | 高田町                       | 明治41年11月1日 高田町       | 明治44年9月1日 市制 高田市   | 高田市                                          | 高田市                          | 高田市                        | 高田市                         | 昭和46年4月29日 上越市     | 上越市                                      | 上越市 |
| 横町                   | 横町                 | 明治初年 改称 高田横町         | 明治初年 改称 高田横町         | 明治初年 改称 高田横町         | 高田町                     | 高田町                        | 高田町                        | 高田町                       | 明治41年11月1日 高田町       | 明治44年9月1日 市制 高田市   | 高田市                                          | 高田市                          | 高田市                        | 高田市                         | 昭和46年4月29日 上越市     | 上越市                                      | 上越市 |
| 呉服町                 | 呉服町               | 明治初年 改称 高田呉服町       | 明治初年 改称 高田呉服町       | 明治初年 改称 高田呉服町       | 高田町                     | 高田町                        | 高田町                        | 高田町                       | 明治41年11月1日 高田町       | 明治44年9月1日 市制 高田市   | 高田市                                          | 高田市                          | 高田市                        | 高田市                         | 昭和46年4月29日 上越市     | 上越市                                      | 上越市 |
| 上小町                 | 上小町               | 明治初年 改称 高田上小町       | 明治初年 改称 高田上小町       | 明治初年 改称 高田上小町       | 高田町                     | 高田町                        | 高田町                        | 高田町                       | 明治41年11月1日 高田町       | 明治44年9月1日 市制 高田市   | 高田市                                          | 高田市                          | 高田市                        | 高田市                         | 昭和46年4月29日 上越市     | 上越市                                      | 上越市 |
| 中小町                 | 中小町               | 明治初年 改称 高田中小町       | 明治初年 改称 高田中小町       | 明治初年 改称 高田中小町       | 高田町                     | 高田町                        | 高田町                        | 高田町                       | 明治41年11月1日 高田町       | 明治44年9月1日 市制 高田市   | 高田市                                          | 高田市                          | 高田市                        | 高田市                         | 昭和46年4月29日 上越市     | 上越市                                      | 上越市 |
| 上職人町               | 上職人町             | 明治初年 改称 高田上職人町     | 明治初年 改称 高田上職人町     | 明治初年 改称 高田上職人町     | 高田町                     | 高田町                        | 高田町                        | 高田町                       | 明治41年11月1日 高田町       | 明治44年9月1日 市制 高田市   | 高田市                                          | 高田市                          | 高田市                        | 高田市                         | 昭和46年4月29日 上越市     | 上越市                                      | 上越市 |
| 桶屋町                 | 桶屋町               | 明治初年 改称 高田桶屋町       | 明治初年 改称 高田桶屋町       | 明治初年 改称 高田桶屋町       | 高田町                     | 高田町                        | 高田町                        | 高田町                       | 明治41年11月1日 高田町       | 明治44年9月1日 市制 高田市   | 高田市                                          | 高田市                          | 高田市                        | 高田市                         | 昭和46年4月29日 上越市     | 上越市                                      | 上越市 |
| 杉森町                 | 杉森町               | 明治初年 改称 高田杉森町       | 明治初年 改称 高田杉森町       | 明治初年 改称 高田杉森町       | 高田町                     | 高田町                        | 高田町                        | 高田町                       | 明治41年11月1日 高田町       | 明治44年9月1日 市制 高田市   | 高田市                                          | 高田市                          | 高田市                        | 高田市                         | 昭和46年4月29日 上越市     | 上越市                                      | 上越市 |
| 下田端町               | 下田端町             | 明治初年 改称 高田下田端町     | 明治初年 改称 高田下田端町     | 明治初年 改称 高田下田端町     | 高田町                     | 高田町                        | 高田町                        | 高田町                       | 明治41年11月1日 高田町       | 明治44年9月1日 市制 高田市   | 高田市                                          | 高田市                          | 高田市                        | 高田市                         | 昭和46年4月29日 上越市     | 上越市                                      | 上越市 |
| 檜物屋町               | 檜物屋町             | 明治初年 改称 高田檜物屋町     | 明治初年 改称 高田檜物屋町     | 明治初年 改称 高田檜物屋町     | 高田町                     | 高田町                        | 高田町                        | 高田町                       | 明治41年11月1日 高田町       | 明治44年9月1日 市制 高田市   | 高田市                                          | 高田市                          | 高田市                        | 高田市                         | 昭和46年4月29日 上越市     | 上越市                                      | 上越市 |
| 上田端町               | 上田端町             | 明治初年 改称 高田上田端町     | 明治初年 改称 高田上田端町     | 明治初年 改称 高田上田端町     | 高田町                     | 高田町                        | 高田町                        | 高田町                       | 明治41年11月1日 高田町       | 明治44年9月1日 市制 高田市   | 高田市                                          | 高田市                          | 高田市                        | 高田市                         | 昭和46年4月29日 上越市     | 上越市                                      | 上越市 |
| 両替町                 | 両替町               | 明治初年 改称 高田両替町       | 明治初年 改称 高田両替町       | 明治初年 改称 高田両替町       | 高田町                     | 高田町                        | 高田町                        | 高田町                       | 明治41年11月1日 高田町       | 明治44年9月1日 市制 高田市   | 高田市                                          | 高田市                          | 高田市                        | 高田市                         | 昭和46年4月29日 上越市     | 上越市                                      | 上越市 |
| 須賀町                 | 須賀町               | 明治初年 改称 高田須賀町       | 明治初年 改称 高田須賀町       | 明治初年 改称 高田須賀町       | 高田町                     | 高田町                        | 高田町                        | 高田町                       | 明治41年11月1日 高田町       | 明治44年9月1日 市制 高田市   | 高田市                                          | 高田市                          | 高田市                        | 高田市                         | 昭和46年4月29日 上越市     | 上越市                                      | 上越市 |
| 新須賀町               | 新須賀町             | 明治初年 改称 高田新須賀町     | 明治初年 改称 高田新須賀町     | 明治初年 改称 高田新須賀町     | 高田町                     | 高田町                        | 高田町                        | 高田町                       | 明治41年11月1日 高田町       | 明治44年9月1日 市制 高田市   | 高田市                                          | 高田市                          | 高田市                        | 高田市                         | 昭和46年4月29日 上越市     | 上越市                                      | 上越市 |
| 新職人町               | 新職人町             | 明治初年 改称 高田新職人町     | 明治初年 改称 高田新職人町     | 明治初年 改称 高田新職人町     | 高田町                     | 高田町                        | 高田町                        | 高田町                       | 明治41年11月1日 高田町       | 明治44年9月1日 市制 高田市   | 高田市                                          | 高田市                          | 高田市                        | 高田市                         | 昭和46年4月29日 上越市     | 上越市                                      | 上越市 |
| 西村町                 | 西村町               | 明治初年 改称 高田西村町       | 明治初年 改称 高田西村町       | 明治初年 改称 高田西村町       | 高田町                     | 高田町                        | 高田町                        | 高田町                       | 明治41年11月1日 高田町       | 明治44年9月1日 市制 高田市   | 高田市                                          | 高田市                          | 高田市                        | 高田市                         | 昭和46年4月29日 上越市     | 上越市                                      | 上越市 |
| 藪野新田村             | 藪野新田村           | 明治初年 改称 高田藪野新田村   | 明治初年 改称 高田藪野新田村   | 明治初年 改称 高田藪野新田村   | 高田町                     | 高田町                        | 高田町                        | 高田町                       | 明治41年11月1日 高田町       | 明治44年9月1日 市制 高田市   | 高田市                                          | 高田市                          | 高田市                        | 高田市                         | 昭和46年4月29日 上越市     | 上越市                                      | 上越市 |
| 陀羅尼新々田           | 陀羅尼新々田         | 明治初年 改称 高田陀羅尼新々田 | 明治初年 改称 高田陀羅尼新々田 | 明治初年 改称 高田陀羅尼新々田 | 高田町                     | 高田町                        | 高田町                        | 高田町                       | 明治41年11月1日 高田町       | 明治44年9月1日 市制 高田市   | 高田市                                          | 高田市                          | 高田市                        | 高田市                         | 昭和46年4月29日 上越市     | 上越市                                      | 上越市 |
| 陀羅尼新田             | 陀羅尼新田           | 明治初年 改称 高田陀羅尼新田   | 明治初年 改称 高田陀羅尼新田   | 明治初年 改称 高田陀羅尼新田   | 高田町                     | 高田町                        | 高田町                        | 高田町                       | 明治41年11月1日 高田町       | 明治44年9月1日 市制 高田市   | 高田市                                          | 高田市                          | 高田市                        | 高田市                         | 昭和46年4月29日 上越市     | 上越市                                      | 上越市 |
| 川原町新田             | 川原町新田           | 明治初年 改称 高田川原町新田   | 明治初年 改称 高田川原町新田   | 明治初年 改称 高田川原町新田   | 高田町                     | 高田町                        | 高田町                        | 高田町                       | 明治41年11月1日 高田町       | 明治44年9月1日 市制 高田市   | 高田市                                          | 高田市                          | 高田市                        | 高田市                         | 昭和46年4月29日 上越市     | 上越市                                      | 上越市 |
| 高田廻請地 高田廻      | 一部を除く           | 明治初年 高田高土村            | 明治初年 高田高土村            | 明治初年 高田高土村            | 高田町                     | 高田町                        | 高田町                        | 高田町                       | 明治41年11月1日 高田町       | 明治44年9月1日 市制 高田市   | 高田市                                          | 高田市                          | 高田市                        | 高田市                         | 昭和46年4月29日 上越市     | 上越市                                      | 上越市 |
| 高田廻請地 高田廻      | 一部                 | 明治初年 高田高土村            | 明治初年 高田高土村            | 明治初年 高田高土村            | 高城村                     | 高城村                        | 高城村                        | 高城村                       | 明治41年11月1日 高田町       | 明治44年9月1日 市制 高田市   | 高田市                                          | 高田市                          | 高田市                        | 高田市                         | 昭和46年4月29日 上越市     | 上越市                                      | 上越市 |
| 馬塚新田               | 馬塚新田             | 明治初年 改称 高田馬塚新田     | 明治初年 改称 高田馬塚新田     | 明治初年 改称 高田馬塚新田     | 高城村                     | 高城村                        | 高城村                        | 高城村                       | 明治41年11月1日 高田町       | 明治44年9月1日 市制 高田市   | 高田市                                          | 高田市                          | 高田市                        | 高田市                         | 昭和46年4月29日 上越市     | 上越市                                      | 上越市 |
| 外馬塚町               | 外馬塚町             | 明治初年 改称 高田外馬塚町     | 明治初年 改称 高田外馬塚町     | 明治初年 改称 高田外馬塚町     | 高城村                     | 高城村                        | 高城村                        | 高城村                       | 明治41年11月1日 高田町       | 明治44年9月1日 市制 高田市   | 高田市                                          | 高田市                          | 高田市                        | 高田市                         | 昭和46年4月29日 上越市     | 上越市                                      | 上越市 |
| 内馬塚町               | 内馬塚町             | 明治初年 改称 高田内馬塚町     | 明治初年 改称 高田内馬塚町     | 明治初年 改称 高田内馬塚町     | 高城村                     | 高城村                        | 高城村                        | 高城村                       | 明治41年11月1日 高田町       | 明治44年9月1日 市制 高田市   | 高田市                                          | 高田市                          | 高田市                        | 高田市                         | 昭和46年4月29日 上越市     | 上越市                                      | 上越市 |
| 蓮池横町               | 蓮池横町             | 明治初年 改称 高田蓮池横町     | 明治初年 改称 高田蓮池横町     | 明治初年 改称 高田蓮池横町     | 高城村                     | 高城村                        | 高城村                        | 高城村                       | 明治41年11月1日 高田町       | 明治44年9月1日 市制 高田市   | 高田市                                          | 高田市                          | 高田市                        | 高田市                         | 昭和46年4月29日 上越市     | 上越市                                      | 上越市 |
| 鷹部屋町               | 鷹部屋町             | 明治初年 改称 高田鷹部屋町     | 明治初年 改称 高田鷹部屋町     | 明治初年 改称 高田鷹部屋町     | 高城村                     | 高城村                        | 高城村                        | 高城村                       | 明治41年11月1日 高田町       | 明治44年9月1日 市制 高田市   | 高田市                                          | 高田市                          | 高田市                        | 高田市                         | 昭和46年4月29日 上越市     | 上越市                                      | 上越市 |
| 紀伊国仲町             | 紀伊国仲町           | 明治初年 改称 高田紀伊国仲町   | 明治初年 改称 高田紀伊国仲町   | 明治初年 改称 高田紀伊国仲町   | 高城村                     | 高城村                        | 高城村                        | 高城村                       | 明治41年11月1日 高田町       | 明治44年9月1日 市制 高田市   | 高田市                                          | 高田市                          | 高田市                        | 高田市                         | 昭和46年4月29日 上越市     | 上越市                                      | 上越市 |
| 紀伊国町               | 紀伊国町             | 明治初年 改称 高田紀伊国町     | 明治初年 改称 高田紀伊国町     | 明治初年 改称 高田紀伊国町     | 高城村                     | 高城村                        | 高城村                        | 高城村                       | 明治41年11月1日 高田町       | 明治44年9月1日 市制 高田市   | 高田市                                          | 高田市                          | 高田市                        | 高田市                         | 昭和46年4月29日 上越市     | 上越市                                      | 上越市 |
| 南出丸町               | 南出丸町             | 明治初年 改称 高田南出丸町     | 明治初年 改称 高田南出丸町     | 明治初年 改称 高田南出丸町     | 高城村                     | 高城村                        | 高城村                        | 高城村                       | 明治41年11月1日 高田町       | 明治44年9月1日 市制 高田市   | 高田市                                          | 高田市                          | 高田市                        | 高田市                         | 昭和46年4月29日 上越市     | 上越市                                      | 上越市 |
| 北出丸町               | 北出丸町             | 明治初年 改称 高田北出丸町     | 明治初年 改称 高田北出丸町     | 明治初年 改称 高田北出丸町     | 高城村                     | 高城村                        | 高城村                        | 高城村                       | 明治41年11月1日 高田町       | 明治44年9月1日 市制 高田市   | 高田市                                          | 高田市                          | 高田市                        | 高田市                         | 昭和46年4月29日 上越市     | 上越市                                      | 上越市 |
| 馬場先町               | 馬場先町             | 明治初年 改称 高田馬場先町     | 明治初年 改称 高田馬場先町     | 明治初年 改称 高田馬場先町     | 高城村                     | 高城村                        | 高城村                        | 高城村                       | 明治41年11月1日 高田町       | 明治44年9月1日 市制 高田市   | 高田市                                          | 高田市                          | 高田市                        | 高田市                         | 昭和46年4月29日 上越市     | 上越市                                      | 上越市 |
| 南会所町               | 南会所町             | 明治初年 改称 高田南会所町     | 明治初年 改称 高田南会所町     | 明治初年 改称 高田南会所町     | 高城村                     | 高城村                        | 高城村                        | 高城村                       | 明治41年11月1日 高田町       | 明治44年9月1日 市制 高田市   | 高田市                                          | 高田市                          | 高田市                        | 高田市                         | 昭和46年4月29日 上越市     | 上越市                                      | 上越市 |
| 枡形町                 | 枡形町               | 明治初年 改称 高田枡形町       | 明治初年 改称 高田枡形町       | 明治初年 改称 高田枡形町       | 高城村                     | 高城村                        | 高城村                        | 高城村                       | 明治41年11月1日 高田町       | 明治44年9月1日 市制 高田市   | 高田市                                          | 高田市                          | 高田市                        | 高田市                         | 昭和46年4月29日 上越市     | 上越市                                      | 上越市 |
| 尾張町                 | 尾張町               | 明治初年 改称 高田尾張町       | 明治初年 改称 高田尾張町       | 明治初年 改称 高田尾張町       | 高城村                     | 高城村                        | 高城村                        | 高城村                       | 明治41年11月1日 高田町       | 明治44年9月1日 市制 高田市   | 高田市                                          | 高田市                          | 高田市                        | 高田市                         | 昭和46年4月29日 上越市     | 上越市                                      | 上越市 |
| 木築町                 | 木築町               | 明治初年 改称 高田木築町       | 明治初年 改称 高田木築町       | 明治初年 改称 高田木築町       | 高城村                     | 高城村                        | 高城村                        | 高城村                       | 明治41年11月1日 高田町       | 明治44年9月1日 市制 高田市   | 高田市                                          | 高田市                          | 高田市                        | 高田市                         | 昭和46年4月29日 上越市     | 上越市                                      | 上越市 |
| 作事町                 | 作事町               | 明治初年 改称 高田作事町       | 明治初年 改称 高田作事町       | 明治初年 改称 高田作事町       | 高城村                     | 高城村                        | 高城村                        | 高城村                       | 明治41年11月1日 高田町       | 明治44年9月1日 市制 高田市   | 高田市                                          | 高田市                          | 高田市                        | 高田市                         | 昭和46年4月29日 上越市     | 上越市                                      | 上越市 |
| 西会所町               | 西会所町             | 明治初年 改称 高田西会所町     | 明治初年 改称 高田西会所町     | 明治初年 改称 高田西会所町     | 高城村                     | 高城村                        | 高城村                        | 高城村                       | 明治41年11月1日 高田町       | 明治44年9月1日 市制 高田市   | 高田市                                          | 高田市                          | 高田市                        | 高田市                         | 昭和46年4月29日 上越市     | 上越市                                      | 上越市 |
| 岡島町                 | 岡島町               | 明治初年 改称 高田岡島町       | 明治初年 改称 高田岡島町       | 明治初年 改称 高田岡島町       | 高城村                     | 高城村                        | 高城村                        | 高城村                       | 明治41年11月1日 高田町       | 明治44年9月1日 市制 高田市   | 高田市                                          | 高田市                          | 高田市                        | 高田市                         | 昭和46年4月29日 上越市     | 上越市                                      | 上越市 |
| 西会所通町             | 西会所通町           | 明治初年 改称 高田西会所通町   | 明治初年 改称 高田西会所通町   | 明治初年 改称 高田西会所通町   | 高城村                     | 高城村                        | 高城村                        | 高城村                       | 明治41年11月1日 高田町       | 明治44年9月1日 市制 高田市   | 高田市                                          | 高田市                          | 高田市                        | 高田市                         | 昭和46年4月29日 上越市     | 上越市                                      | 上越市 |
| 川原町                 | 川原町               | 明治初年 改称 高田川原町       | 明治初年 改称 高田川原町       | 明治初年 改称 高田川原町       | 高城村                     | 高城村                        | 高城村                        | 高城村                       | 明治41年11月1日 高田町       | 明治44年9月1日 市制 高田市   | 高田市                                          | 高田市                          | 高田市                        | 高田市                         | 昭和46年4月29日 上越市     | 上越市                                      | 上越市 |
| 四ノ辻通町             | 四ノ辻通町           | 明治初年 改称 高田四ノ辻通町   | 明治初年 改称 高田四ノ辻通町   | 明治初年 改称 高田四ノ辻通町   | 高城村                     | 高城村                        | 高城村                        | 高城村                       | 明治41年11月1日 高田町       | 明治44年9月1日 市制 高田市   | 高田市                                          | 高田市                          | 高田市                        | 高田市                         | 昭和46年4月29日 上越市     | 上越市                                      | 上越市 |
| 主水町                 | 主水町               | 明治初年 改称 高田主水町       | 明治初年 改称 高田主水町       | 明治初年 改称 高田主水町       | 高城村                     | 高城村                        | 高城村                        | 高城村                       | 明治41年11月1日 高田町       | 明治44年9月1日 市制 高田市   | 高田市                                          | 高田市                          | 高田市                        | 高田市                         | 昭和46年4月29日 上越市     | 上越市                                      | 上越市 |
| 裏川原町               | 裏川原町             | 明治初年 改称 高田裏川原町     | 明治初年 改称 高田裏川原町     | 明治初年 改称 高田裏川原町     | 高城村                     | 高城村                        | 高城村                        | 高城村                       | 明治41年11月1日 高田町       | 明治44年9月1日 市制 高田市   | 高田市                                          | 高田市                          | 高田市                        | 高田市                         | 昭和46年4月29日 上越市     | 上越市                                      | 上越市 |
| 表川原町               | 表川原町             | 明治初年 改称 高田表川原町     | 明治初年 改称 高田表川原町     | 明治初年 改称 高田表川原町     | 高城村                     | 高城村                        | 高城村                        | 高城村                       | 明治41年11月1日 高田町       | 明治44年9月1日 市制 高田市   | 高田市                                          | 高田市                          | 高田市                        | 高田市                         | 昭和46年4月29日 上越市     | 上越市                                      | 上越市 |
| 六軒町                 | 六軒町               | 明治初年 改称 高田六軒町       | 明治初年 改称 高田六軒町       | 明治初年 改称 高田六軒町       | 高城村                     | 高城村                        | 高城村                        | 高城村                       | 明治41年11月1日 高田町       | 明治44年9月1日 市制 高田市   | 高田市                                          | 高田市                          | 高田市                        | 高田市                         | 昭和46年4月29日 上越市     | 上越市                                      | 上越市 |
| 新川原町               | 新川原町             | 明治初年 改称 高田新川原町     | 明治初年 改称 高田新川原町     | 明治初年 改称 高田新川原町     | 高城村                     | 高城村                        | 高城村                        | 高城村                       | 明治41年11月1日 高田町       | 明治44年9月1日 市制 高田市   | 高田市                                          | 高田市                          | 高田市                        | 高田市                         | 昭和46年4月29日 上越市     | 上越市                                      | 上越市 |
| 中中殿町               | 中中殿町             | 明治初年 改称 高田中中殿町     | 明治初年 改称 高田中中殿町     | 明治初年 改称 高田中中殿町     | 高城村                     | 高城村                        | 高城村                        | 高城村                       | 明治41年11月1日 高田町       | 明治44年9月1日 市制 高田市   | 高田市                                          | 高田市                          | 高田市                        | 高田市                         | 昭和46年4月29日 上越市     | 上越市                                      | 上越市 |
| 中殿町通町             | 中殿町通町           | 明治初年 改称 高田中殿町通町   | 明治初年 改称 高田中殿町通町   | 明治初年 改称 高田中殿町通町   | 高城村                     | 高城村                        | 高城村                        | 高城村                       | 明治41年11月1日 高田町       | 明治44年9月1日 市制 高田市   | 高田市                                          | 高田市                          | 高田市                        | 高田市                         | 昭和46年4月29日 上越市     | 上越市                                      | 上越市 |
| 新中殿町               | 新中殿町             | 明治初年 改称 高田新中殿町     | 明治初年 改称 高田新中殿町     | 明治初年 改称 高田新中殿町     | 高城村                     | 高城村                        | 高城村                        | 高城村                       | 明治41年11月1日 高田町       | 明治44年9月1日 市制 高田市   | 高田市                                          | 高田市                          | 高田市                        | 高田市                         | 昭和46年4月29日 上越市     | 上越市                                      | 上越市 |
| 中殿町                 | 中殿町               | 明治初年 改称 高田中殿町       | 明治初年 改称 高田中殿町       | 明治初年 改称 高田中殿町       | 高城村                     | 高城村                        | 高城村                        | 高城村                       | 明治41年11月1日 高田町       | 明治44年9月1日 市制 高田市   | 高田市                                          | 高田市                          | 高田市                        | 高田市                         | 昭和46年4月29日 上越市     | 上越市                                      | 上越市 |
| 南土橋町               | 南土橋町             | 明治初年 改称 高田南土橋町     | 明治初年 改称 高田南土橋町     | 明治初年 改称 高田南土橋町     | 高城村                     | 高城村                        | 高城村                        | 高城村                       | 明治41年11月1日 高田町       | 明治44年9月1日 市制 高田市   | 高田市                                          | 高田市                          | 高田市                        | 高田市                         | 昭和46年4月29日 上越市     | 上越市                                      | 上越市 |
| 新土橋町               | 新土橋町             | 明治初年 改称 高田新土橋町     | 明治初年 改称 高田新土橋町     | 明治初年 改称 高田新土橋町     | 高城村                     | 高城村                        | 高城村                        | 高城村                       | 明治41年11月1日 高田町       | 明治44年9月1日 市制 高田市   | 高田市                                          | 高田市                          | 高田市                        | 高田市                         | 昭和46年4月29日 上越市     | 上越市                                      | 上越市 |
| 馬出町                 | 馬出町               | 明治初年 改称 高田馬出町       | 明治初年 改称 高田馬出町       | 明治初年 改称 高田馬出町       | 高城村                     | 高城村                        | 高城村                        | 高城村                       | 明治41年11月1日 高田町       | 明治44年9月1日 市制 高田市   | 高田市                                          | 高田市                          | 高田市                        | 高田市                         | 昭和46年4月29日 上越市     | 上越市                                      | 上越市 |
| 市ノ橋町               | 市ノ橋町             | 明治初年 改称 高田市ノ橋町     | 明治初年 改称 高田市ノ橋町     | 明治初年 改称 高田市ノ橋町     | 高城村                     | 高城村                        | 高城村                        | 高城村                       | 明治41年11月1日 高田町       | 明治44年9月1日 市制 高田市   | 高田市                                          | 高田市                          | 高田市                        | 高田市                         | 昭和46年4月29日 上越市     | 上越市                                      | 上越市 |
| 東二ノ辻町             | 東二ノ辻町           | 明治初年 改称 高田東二ノ辻町   | 明治初年 改称 高田東二ノ辻町   | 明治初年 改称 高田東二ノ辻町   | 高城村                     | 高城村                        | 高城村                        | 高城村                       | 明治41年11月1日 高田町       | 明治44年9月1日 市制 高田市   | 高田市                                          | 高田市                          | 高田市                        | 高田市                         | 昭和46年4月29日 上越市     | 上越市                                      | 上越市 |
| 西二ノ辻町             | 西二ノ辻町           | 明治初年 改称 高田西二ノ辻町   | 明治初年 改称 高田西二ノ辻町   | 明治初年 改称 高田西二ノ辻町   | 高城村                     | 高城村                        | 高城村                        | 高城村                       | 明治41年11月1日 高田町       | 明治44年9月1日 市制 高田市   | 高田市                                          | 高田市                          | 高田市                        | 高田市                         | 昭和46年4月29日 上越市     | 上越市                                      | 上越市 |
| 三ノ辻町               | 三ノ辻町             | 明治初年 改称 高田三ノ辻町     | 明治初年 改称 高田三ノ辻町     | 明治初年 改称 高田三ノ辻町     | 高城村                     | 高城村                        | 高城村                        | 高城村                       | 明治41年11月1日 高田町       | 明治44年9月1日 市制 高田市   | 高田市                                          | 高田市                          | 高田市                        | 高田市                         | 昭和46年4月29日 上越市     | 上越市                                      | 上越市 |
| 四ノ辻町               | 四ノ辻町             | 明治初年 改称 高田四ノ辻町     | 明治初年 改称 高田四ノ辻町     | 明治初年 改称 高田四ノ辻町     | 高城村                     | 高城村                        | 高城村                        | 高城村                       | 明治41年11月1日 高田町       | 明治44年9月1日 市制 高田市   | 高田市                                          | 高田市                          | 高田市                        | 高田市                         | 昭和46年4月29日 上越市     | 上越市                                      | 上越市 |
| 新四ノ辻町             | 新四ノ辻町           | 明治初年 改称 高田新四ノ辻町   | 明治初年 改称 高田新四ノ辻町   | 明治初年 改称 高田新四ノ辻町   | 高城村                     | 高城村                        | 高城村                        | 高城村                       | 明治41年11月1日 高田町       | 明治44年9月1日 市制 高田市   | 高田市                                          | 高田市                          | 高田市                        | 高田市                         | 昭和46年4月29日 上越市     | 上越市                                      | 上越市 |
| 幸橋町                 | 幸橋町               | 明治初年 改称 高田幸橋町       | 明治初年 改称 高田幸橋町       | 明治初年 改称 高田幸橋町       | 高城村                     | 高城村                        | 高城村                        | 高城村                       | 明治41年11月1日 高田町       | 明治44年9月1日 市制 高田市   | 高田市                                          | 高田市                          | 高田市                        | 高田市                         | 昭和46年4月29日 上越市     | 上越市                                      | 上越市 |
| 南五ノ辻町             | 南五ノ辻町           | 明治初年 改称 高田南五ノ辻町   | 明治初年 改称 高田南五ノ辻町   | 明治初年 改称 高田南五ノ辻町   | 高城村                     | 高城村                        | 高城村                        | 高城村                       | 明治41年11月1日 高田町       | 明治44年9月1日 市制 高田市   | 高田市                                          | 高田市                          | 高田市                        | 高田市                         | 昭和46年4月29日 上越市     | 上越市                                      | 上越市 |
| 北五ノ辻町             | 北五ノ辻町           | 明治初年 改称 高田北五ノ辻町   | 明治初年 改称 高田北五ノ辻町   | 明治初年 改称 高田北五ノ辻町   | 高城村                     | 高城村                        | 高城村                        | 高城村                       | 明治41年11月1日 高田町       | 明治44年9月1日 市制 高田市   | 高田市                                          | 高田市                          | 高田市                        | 高田市                         | 昭和46年4月29日 上越市     | 上越市                                      | 上越市 |
| 六ノ辻町               | 六ノ辻町             | 明治初年 改称 高田六ノ辻町     | 明治初年 改称 高田六ノ辻町     | 明治初年 改称 高田六ノ辻町     | 高城村                     | 高城村                        | 高城村                        | 高城村                       | 明治41年11月1日 高田町       | 明治44年9月1日 市制 高田市   | 高田市                                          | 高田市                          | 高田市                        | 高田市                         | 昭和46年4月29日 上越市     | 上越市                                      | 上越市 |
| 五分一一町             | 五分一一町           | 明治初年 改称 高田五分一一町   | 明治初年 改称 高田五分一一町   | 明治初年 改称 高田五分一一町   | 高城村                     | 高城村                        | 高城村                        | 高城村                       | 明治41年11月1日 高田町       | 明治44年9月1日 市制 高田市   | 高田市                                          | 高田市                          | 高田市                        | 高田市                         | 昭和46年4月29日 上越市     | 上越市                                      | 上越市 |
| 五分一二町             | 五分一二町           | 明治初年 改称 高田五分一二町   | 明治初年 改称 高田五分一二町   | 明治初年 改称 高田五分一二町   | 高城村                     | 高城村                        | 高城村                        | 高城村                       | 明治41年11月1日 高田町       | 明治44年9月1日 市制 高田市   | 高田市                                          | 高田市                          | 高田市                        | 高田市                         | 昭和46年4月29日 上越市     | 上越市                                      | 上越市 |
| 五分一三町             | 五分一三町           | 明治初年 改称 高田五分一三町   | 明治初年 改称 高田五分一三町   | 明治初年 改称 高田五分一三町   | 高城村                     | 高城村                        | 高城村                        | 高城村                       | 明治41年11月1日 高田町       | 明治44年9月1日 市制 高田市   | 高田市                                          | 高田市                          | 高田市                        | 高田市                         | 昭和46年4月29日 上越市     | 上越市                                      | 上越市 |
| 五分一四町             | 五分一四町           | 明治初年 改称 高田五分一四町   | 明治初年 改称 高田五分一四町   | 明治初年 改称 高田五分一四町   | 高城村                     | 高城村                        | 高城村                        | 高城村                       | 明治41年11月1日 高田町       | 明治44年9月1日 市制 高田市   | 高田市                                          | 高田市                          | 高田市                        | 高田市                         | 昭和46年4月29日 上越市     | 上越市                                      | 上越市 |
| 五分一五町             | 五分一五町           | 明治初年 改称 高田五分一五町   | 明治初年 改称 高田五分一五町   | 明治初年 改称 高田五分一五町   | 高城村                     | 高城村                        | 高城村                        | 高城村                       | 明治41年11月1日 高田町       | 明治44年9月1日 市制 高田市   | 高田市                                          | 高田市                          | 高田市                        | 高田市                         | 昭和46年4月29日 上越市     | 上越市                                      | 上越市 |
| 五分一六町             | 五分一六町           | 明治初年 改称 高田五分一六町   | 明治初年 改称 高田五分一六町   | 明治初年 改称 高田五分一六町   | 高城村                     | 高城村                        | 高城村                        | 高城村                       | 明治41年11月1日 高田町       | 明治44年9月1日 市制 高田市   | 高田市                                          | 高田市                          | 高田市                        | 高田市                         | 昭和46年4月29日 上越市     | 上越市                                      | 上越市 |
| 字高田城               | 字高田城             | 字高田城                       | 字高田城                       | 字高田城                       | 高城村                     | 高城村                        | 高城村                        | 高城村                       | 明治41年11月1日 高田町       | 明治44年9月1日 市制 高田市   | 高田市                                          | 高田市                          | 高田市                        | 高田市                         | 昭和46年4月29日 上越市     | 上越市                                      | 上越市 |
| 樋場村                 | 樋場村               | 樋場村                         | 樋場村                         | 樋場村                         | 新道村                     | 新道村                        | 新道村                        | 新道村                       | 新道村                       | 新道村                       | 昭和29年4月1日 高田市に編入                     | 高田市                          | 高田市                        | 高田市                         | 昭和46年4月29日 上越市     | 上越市                                      | 上越市 |
| 子安村                 | 子安村               | 子安村                         | 子安村                         | 子安村                         | 新道村                     | 新道村                        | 新道村                        | 新道村                       | 新道村                       | 新道村                       | 昭和29年4月1日 高田市に編入                     | 高田市                          | 高田市                        | 高田市                         | 昭和46年4月29日 上越市     | 上越市                                      | 上越市 |
| 子安新田               | 子安新田             | 子安新田                       | 子安新田                       | 子安新田                       | 新道村                     | 新道村                        | 新道村                        | 新道村                       | 新道村                       | 新道村                       | 昭和29年4月1日 高田市に編入                     | 高田市                          | 高田市                        | 高田市                         | 昭和46年4月29日 上越市     | 上越市                                      | 上越市 |
| 鴨島村                 | 鴨島村               | 明治初年頃 鴨島村              | 明治初年頃 鴨島村              | 明治初年頃 鴨島村              | 新道村                     | 新道村                        | 新道村                        | 新道村                       | 新道村                       | 新道村                       | 昭和29年4月1日 高田市に編入                     | 高田市                          | 高田市                        | 高田市                         | 昭和46年4月29日 上越市     | 上越市                                      | 上越市 |
| 鴨島新田               |                      | 明治初年頃 鴨島村              | 明治初年頃 鴨島村              | 明治初年頃 鴨島村              | 新道村                     | 新道村                        | 新道村                        | 新道村                       | 新道村                       | 新道村                       | 昭和29年4月1日 高田市に編入                     | 高田市                          | 高田市                        | 高田市                         | 昭和46年4月29日 上越市     | 上越市                                      | 上越市 |
| 鴨島請野新田           |                      | 明治初年頃 鴨島村              | 明治初年頃 鴨島村              | 明治初年頃 鴨島村              | 新道村                     | 新道村                        | 新道村                        | 新道村                       | 新道村                       | 新道村                       | 昭和29年4月1日 高田市に編入                     | 高田市                          | 高田市                        | 高田市                         | 昭和46年4月29日 上越市     | 上越市                                      | 上越市 |
| 上稲田村               | 上稲田村             | 上稲田村                       | 上稲田村                       | 上稲田村                       | 新道村                     | 新道村                        | 新道村                        | 新道村                       | 新道村                       | 新道村                       | 昭和29年4月1日 高田市に編入                     | 高田市                          | 高田市                        | 高田市                         | 昭和46年4月29日 上越市     | 上越市                                      | 上越市 |
| 下稲田村               | 下稲田村             | 下稲田村                       | 下稲田村                       | 下稲田村                       | 新道村                     | 新道村                        | 新道村                        | 新道村                       | 新道村                       | 新道村                       | 昭和29年4月1日 高田市に編入                     | 高田市                          | 高田市                        | 高田市                         | 昭和46年4月29日 上越市     | 上越市                                      | 上越市 |
| 赤塚新田               | 赤塚新田             | 赤塚新田                       | 赤塚新田                       | 赤塚新田                       | 新道村                     | 新道村                        | 新道村                        | 新道村                       | 新道村                       | 新道村                       | 昭和29年4月1日 高田市に編入                     | 高田市                          | 高田市                        | 高田市                         | 昭和46年4月29日 上越市     | 上越市                                      | 上越市 |
| 寺村                   | 寺村                 | 寺村                           | 寺村                           | 寺村                           | 新道村                     | 新道村                        | 新道村                        | 新道村                       | 新道村                       | 新道村                       | 昭和29年4月1日 高田市に編入                     | 高田市                          | 高田市                        | 高田市                         | 昭和46年4月29日 上越市     | 上越市                                      | 上越市 |
| 大日村                 | 大日村               | 大日村                         | 大日村                         | 明治19年 大日村                | 新道村                     | 新道村                        | 新道村                        | 新道村                       | 新道村                       | 新道村                       | 昭和29年4月1日 高田市に編入                     | 高田市                          | 高田市                        | 高田市                         | 昭和46年4月29日 上越市     | 上越市                                      | 上越市 |
| 大日新田               | 大日新田             | 大日新田                       | 大日新田                       | 明治19年 大日村                | 新道村                     | 新道村                        | 新道村                        | 新道村                       | 新道村                       | 新道村                       | 昭和29年4月1日 高田市に編入                     | 高田市                          | 高田市                        | 高田市                         | 昭和46年4月29日 上越市     | 上越市                                      | 上越市 |
| 中田新田村             | 中田新田村           | 中田新田村                     | 中田新田村                     | 中田新田村                     | 新道村                     | 新道村                        | 新道村                        | 新道村                       | 新道村                       | 新道村                       | 昭和29年4月1日 高田市に編入                     | 高田市                          | 高田市                        | 高田市                         | 昭和46年4月29日 上越市     | 上越市                                      | 上越市 |
| 上島新田               | 上島新田             | 上島新田                       | 上島新田                       | 明治19年 上島村                | 新道村                     | 新道村                        | 新道村                        | 新道村                       | 新道村                       | 新道村                       | 昭和29年4月1日 高田市に編入                     | 高田市                          | 高田市                        | 高田市                         | 昭和46年4月29日 上越市     | 上越市                                      | 上越市 |
| 大日古川新田           | 大日古川新田         | 大日古川新田                   | 大日古川新田                   | 明治19年 上島村                | 新道村                     | 新道村                        | 新道村                        | 新道村                       | 新道村                       | 新道村                       | 昭和29年4月1日 高田市に編入                     | 高田市                          | 高田市                        | 高田市                         | 昭和46年4月29日 上越市     | 上越市                                      | 上越市 |
| 大道新田               | 大道新田             | 大道新田                       | 大道新田                       | 大道新田                       | 新道村                     | 新道村                        | 新道村                        | 新道村                       | 新道村                       | 新道村                       | 昭和29年4月1日 高田市に編入                     | 高田市                          | 高田市                        | 高田市                         | 昭和46年4月29日 上越市     | 上越市                                      | 上越市 |
| 中村新田               | 中村新田             | 明治初年 改称 中村新田村       | 明治12年 改称 中々村新田       | 明治12年 改称 中々村新田       | 新道村                     | 新道村                        | 新道村                        | 新道村                       | 新道村                       | 新道村                       | 昭和29年4月1日 高田市に編入                     | 高田市                          | 高田市                        | 高田市                         | 昭和46年4月29日 上越市     | 上越市                                      | 上越市 |
| 平岡村                 | 平岡村               | 平岡村                         | 平岡村                         | 平岡村                         | 新道村                     | 新道村                        | 新道村                        | 新道村                       | 新道村                       | 新道村                       | 昭和29年4月1日 高田市に編入                     | 高田市                          | 高田市                        | 高田市                         | 昭和46年4月29日 上越市     | 上越市                                      | 上越市 |
| 南田屋新田村           | 南田屋新田村         | 南田屋新田村                   | 南田屋新田村                   | 南田屋新田村                   | 新道村                     | 新道村                        | 新道村                        | 新道村                       | 新道村                       | 新道村                       | 昭和29年4月1日 高田市に編入                     | 高田市                          | 高田市                        | 高田市                         | 昭和46年4月29日 上越市     | 上越市                                      | 上越市 |
| 北田屋新田村           | 北田屋新田村         | 北田屋新田村                   | 北田屋新田村                   | 北田屋新田村                   | 新道村                     | 新道村                        | 新道村                        | 新道村                       | 新道村                       | 新道村                       | 昭和29年4月1日 高田市に編入                     | 高田市                          | 高田市                        | 高田市                         | 昭和46年4月29日 上越市     | 上越市                                      | 上越市 |
| 福田新田               | 福田新田             | 福田新田                       | 明治12年 改称 中福田新田       | 明治19年 大道福田村            | 新道村                     | 新道村                        | 新道村                        | 新道村                       | 新道村                       | 新道村                       | 昭和29年4月1日 高田市に編入                     | 高田市                          | 高田市                        | 高田市                         | 昭和46年4月29日 上越市     | 上越市                                      | 上越市 |
| 富岡古川新田           | 富岡古川新田         | 富岡古川新田                   | 富岡古川新田                   | 明治19年 大道福田村            | 新道村                     | 新道村                        | 新道村                        | 新道村                       | 新道村                       | 新道村                       | 昭和29年4月1日 高田市に編入                     | 高田市                          | 高田市                        | 高田市                         | 昭和46年4月29日 上越市     | 上越市                                      | 上越市 |
| 富岡村                 | 富岡村               | 明治初年頃 富岡村              | 明治10年頃 富岡村              | 明治10年頃 富岡村              | 新道村                     | 新道村                        | 新道村                        | 新道村                       | 新道村                       | 新道村                       | 昭和29年4月1日 高田市に編入                     | 高田市                          | 高田市                        | 高田市                         | 昭和46年4月29日 上越市     | 上越市                                      | 上越市 |
| 富岡新々田             |                      | 明治初年頃 富岡村              | 明治10年頃 富岡村              | 明治10年頃 富岡村              | 新道村                     | 新道村                        | 新道村                        | 新道村                       | 新道村                       | 新道村                       | 昭和29年4月1日 高田市に編入                     | 高田市                          | 高田市                        | 高田市                         | 昭和46年4月29日 上越市     | 上越市                                      | 上越市 |
| 上田屋新田             |                      | 明治初年頃 富岡村              | 明治10年頃 富岡村              | 明治10年頃 富岡村              | 新道村                     | 新道村                        | 新道村                        | 新道村                       | 新道村                       | 新道村                       | 昭和29年4月1日 高田市に編入                     | 高田市                          | 高田市                        | 高田市                         | 昭和46年4月29日 上越市     | 上越市                                      | 上越市 |
| 富岡新田               | 富岡新田             | 富岡新田                       | 明治10年頃 富岡村              | 明治10年頃 富岡村              | 新道村                     | 新道村                        | 新道村                        | 新道村                       | 新道村                       | 新道村                       | 昭和29年4月1日 高田市に編入                     | 高田市                          | 高田市                        | 高田市                         | 昭和46年4月29日 上越市     | 上越市                                      | 上越市 |
| 若宮新田               | 若宮新田             | 若宮新田                       | 明治10年頃 富岡村              | 明治10年頃 富岡村              | 新道村                     | 新道村                        | 新道村                        | 新道村                       | 新道村                       | 新道村                       | 昭和29年4月1日 高田市に編入                     | 高田市                          | 高田市                        | 高田市                         | 昭和46年4月29日 上越市     | 上越市                                      | 上越市 |
| 長池新田               | 長池新田             | 長池新田                       | 明治10年頃 富岡村              | 明治10年頃 富岡村              | 新道村                     | 新道村                        | 新道村                        | 新道村                       | 新道村                       | 新道村                       | 昭和29年4月1日 高田市に編入                     | 高田市                          | 高田市                        | 高田市                         | 昭和46年4月29日 上越市     | 上越市                                      | 上越市 |
| 藤野新田               | 藤野新田             | 藤野新田                       | 藤野新田                       | 藤野新田                       | 新道村                     | 新道村                        | 新道村                        | 新道村                       | 新道村                       | 新道村                       | 昭和29年4月1日 高田市に編入                     | 高田市                          | 高田市                        | 高田市                         | 昭和46年4月29日 上越市     | 上越市                                      | 上越市 |
| 大貫村                 | 大貫村               | 大貫村                         | 大貫村                         | 明治18年 大貫村                | 下ノ郷村                   | 下ノ郷村                      | 下ノ郷村                      | 明治34年11月1日 金谷村       | 明治34年11月1日 金谷村       | 明治34年11月1日 金谷村       | 昭和29年4月1日 高田市に編入                     | 高田市                          | 高田市                        | 高田市                         | 昭和46年4月29日 上越市     | 上越市                                      | 上越市 |
| 寺町新田               | 寺町新田             | 寺町新田                       | 寺町新田                       | 明治18年 大貫村                | 下ノ郷村                   | 下ノ郷村                      | 下ノ郷村                      | 明治34年11月1日 金谷村       | 明治34年11月1日 金谷村       | 明治34年11月1日 金谷村       | 昭和29年4月1日 高田市に編入                     | 高田市                          | 高田市                        | 高田市                         | 昭和46年4月29日 上越市     | 上越市                                      | 上越市 |
| 勘左衛門新田           | 勘左衛門新田         | 勘左衛門新田                   | 勘左衛門新田                   | 明治18年 大貫村                | 下ノ郷村                   | 下ノ郷村                      | 下ノ郷村                      | 明治34年11月1日 金谷村       | 明治34年11月1日 金谷村       | 明治34年11月1日 金谷村       | 昭和29年4月1日 高田市に編入                     | 高田市                          | 高田市                        | 高田市                         | 昭和46年4月29日 上越市     | 上越市                                      | 上越市 |
| 飯村                   | 飯村                 | 飯村                           | 飯村                           | 飯村                           | 下ノ郷村                   | 下ノ郷村                      | 下ノ郷村                      | 明治34年11月1日 金谷村       | 明治34年11月1日 金谷村       | 明治34年11月1日 金谷村       | 昭和29年4月1日 高田市に編入                     | 高田市                          | 高田市                        | 高田市                         | 昭和46年4月29日 上越市     | 上越市                                      | 上越市 |
| 茶新田村               | 茶新田村             | 茶新田村                       | 茶新田村                       | 茶新田村                       | 下ノ郷村                   | 下ノ郷村                      | 下ノ郷村                      | 明治34年11月1日 金谷村       | 明治34年11月1日 金谷村       | 明治34年11月1日 金谷村       | 昭和29年4月1日 高田市に編入                     | 高田市                          | 高田市                        | 高田市                         | 昭和46年4月29日 上越市     | 上越市                                      | 上越市 |
| 滝寺村                 | 滝寺村               | 滝寺村                         | 滝寺村                         | 滝寺村                         | 下ノ郷村                   | 下ノ郷村                      | 下ノ郷村                      | 明治34年11月1日 金谷村       | 明治34年11月1日 金谷村       | 明治34年11月1日 金谷村       | 昭和29年4月1日 高田市に編入                     | 高田市                          | 高田市                        | 高田市                         | 昭和46年4月29日 上越市     | 上越市                                      | 上越市 |
| 中正善寺村             | 中正善寺村           | 中正善寺村                     | 中正善寺村                     | 中正善寺村                     | 下ノ郷村                   | 下ノ郷村                      | 下ノ郷村                      | 明治34年11月1日 金谷村       | 明治34年11月1日 金谷村       | 明治34年11月1日 金谷村       | 昭和29年4月1日 高田市に編入                     | 高田市                          | 高田市                        | 高田市                         | 昭和46年4月29日 上越市     | 上越市                                      | 上越市 |
| 下正善寺村             | 下正善寺村           | 下正善寺村                     | 下正善寺村                     | 下正善寺村                     | 下ノ郷村                   | 下ノ郷村                      | 下ノ郷村                      | 明治34年11月1日 金谷村       | 明治34年11月1日 金谷村       | 明治34年11月1日 金谷村       | 昭和29年4月1日 高田市に編入                     | 高田市                          | 高田市                        | 高田市                         | 昭和46年4月29日 上越市     | 上越市                                      | 上越市 |
| 宇津尾村               | 宇津尾村             | 宇津尾村                       | 宇津尾村                       | 宇津尾村                       | 下ノ郷村                   | 下ノ郷村                      | 下ノ郷村                      | 明治34年11月1日 金谷村       | 明治34年11月1日 金谷村       | 明治34年11月1日 金谷村       | 昭和29年4月1日 高田市に編入                     | 高田市                          | 高田市                        | 高田市                         | 昭和46年4月29日 上越市     | 上越市                                      | 上越市 |
| 中野俣村               | 中野俣村             | 中野俣村                       | 中野俣村                       | 中野俣村                       | 下ノ郷村                   | 下ノ郷村                      | 下ノ郷村                      | 明治34年11月1日 金谷村       | 明治34年11月1日 金谷村       | 明治34年11月1日 金谷村       | 昭和29年4月1日 高田市に編入                     | 高田市                          | 高田市                        | 高田市                         | 昭和46年4月29日 上越市     | 上越市                                      | 上越市 |
| 上綱子村               | 上綱子村             | 上綱子村                       | 上綱子村                       | 上綱子村                       | 下ノ郷村                   | 下ノ郷村                      | 下ノ郷村                      | 明治34年11月1日 金谷村       | 明治34年11月1日 金谷村       | 明治34年11月1日 金谷村       | 昭和29年4月1日 高田市に編入                     | 高田市                          | 高田市                        | 高田市                         | 昭和46年4月29日 上越市     | 上越市                                      | 上越市 |
| 福岡村                 | 福岡村               | 福岡村                         | 福岡村                         | 福岡村                         | 下ノ郷村                   | 下ノ郷村                      | 下ノ郷村                      | 明治34年11月1日 金谷村       | 明治34年11月1日 金谷村       | 明治34年11月1日 金谷村       | 昭和29年4月1日 高田市に編入                     | 高田市                          | 高田市                        | 高田市                         | 昭和46年4月29日 上越市     | 上越市                                      | 上越市 |
| 門前村                 | 門前村               | 門前村                         | 明治12年 改称 上門前村         | 明治12年 改称 上門前村         | 北大崎村                   | 北大崎村                      | 北大崎村                      | 明治34年11月1日 金谷村       | 明治34年11月1日 金谷村       | 明治34年11月1日 金谷村       | 昭和29年4月1日 高田市に編入                     | 高田市                          | 高田市                        | 高田市                         | 昭和46年4月29日 上越市     | 上越市                                      | 上越市 |
| 小滝村                 | 小滝村               | 小滝村                         | 小滝村                         | 小滝村                         | 北大崎村                   | 北大崎村                      | 北大崎村                      | 明治34年11月1日 金谷村       | 明治34年11月1日 金谷村       | 明治34年11月1日 金谷村       | 昭和29年4月1日 高田市に編入                     | 高田市                          | 高田市                        | 高田市                         | 昭和46年4月29日 上越市     | 上越市                                      | 上越市 |
| 地頭方村               | 地頭方村             | 地頭方村                       | 地頭方村                       | 地頭方村                       | 北大崎村                   | 北大崎村                      | 北大崎村                      | 明治34年11月1日 金谷村       | 明治34年11月1日 金谷村       | 明治34年11月1日 金谷村       | 昭和29年4月1日 高田市に編入                     | 高田市                          | 高田市                        | 高田市                         | 昭和46年4月29日 上越市     | 上越市                                      | 上越市 |
| 青木村                 | 青木村               | 青木村                         | 青木村                         | 青木村                         | 北大崎村                   | 北大崎村                      | 北大崎村                      | 明治34年11月1日 金谷村       | 明治34年11月1日 金谷村       | 明治34年11月1日 金谷村       | 昭和29年4月1日 高田市に編入                     | 高田市                          | 高田市                        | 高田市                         | 昭和46年4月29日 上越市     | 上越市                                      | 上越市 |
| 上中田村               | 上中田村             | 上中田村                       | 上中田村                       | 上中田村                       | 北大崎村                   | 北大崎村                      | 北大崎村                      | 明治34年11月1日 金谷村       | 明治34年11月1日 金谷村       | 明治34年11月1日 金谷村       | 昭和29年4月1日 高田市に編入                     | 高田市                          | 高田市                        | 高田市                         | 昭和46年4月29日 上越市     | 上越市                                      | 上越市 |
| 下中田村               | 下中田村             | 下中田村                       | 下中田村                       | 下中田村                       | 北大崎村                   | 北大崎村                      | 北大崎村                      | 明治34年11月1日 金谷村       | 明治34年11月1日 金谷村       | 明治34年11月1日 金谷村       | 昭和29年4月1日 高田市に編入                     | 高田市                          | 高田市                        | 高田市                         | 昭和46年4月29日 上越市     | 上越市                                      | 上越市 |
| 馬場村                 | 馬場村               | 馬場村                         | 明治12年 改称 下馬場村         | 明治12年 改称 下馬場村         | 北大崎村                   | 北大崎村                      | 北大崎村                      | 明治34年11月1日 金谷村       | 明治34年11月1日 金谷村       | 明治34年11月1日 金谷村       | 昭和29年4月1日 高田市に編入                     | 高田市                          | 高田市                        | 高田市                         | 昭和46年4月29日 上越市     | 上越市                                      | 上越市 |
| 朝日村                 | 朝日村               | 朝日村                         | 朝日村                         | 朝日村                         | 北大崎村                   | 北大崎村                      | 北大崎村                      | 明治34年11月1日 金谷村       | 明治34年11月1日 金谷村       | 明治34年11月1日 金谷村       | 昭和29年4月1日 高田市に編入                     | 高田市                          | 高田市                        | 高田市                         | 昭和46年4月29日 上越市     | 上越市                                      | 上越市 |
| 後谷村                 | 後谷村               | 後谷村                         | 後谷村                         | 後谷村                         | 北大崎村                   | 北大崎村                      | 北大崎村                      | 明治34年11月1日 金谷村       | 明治34年11月1日 金谷村       | 明治34年11月1日 金谷村       | 昭和29年4月1日 高田市に編入                     | 高田市                          | 高田市                        | 高田市                         | 昭和46年4月29日 上越市     | 上越市                                      | 上越市 |
| 黒田村                 | 黒田村               | 黒田村                         | 黒田村                         | 黒田村                         | 北大崎村                   | 北大崎村                      | 北大崎村                      | 明治34年11月1日 金谷村       | 明治34年11月1日 金谷村       | 明治34年11月1日 金谷村       | 昭和29年4月1日 高田市に編入                     | 高田市                          | 高田市                        | 高田市                         | 昭和46年4月29日 上越市     | 上越市                                      | 上越市 |
| 灰塚村                 | 灰塚村               | 灰塚村                         | 灰塚村                         | 灰塚村                         | 北大崎村                   | 北大崎村                      | 北大崎村                      | 明治34年11月1日 金谷村       | 明治34年11月1日 金谷村       | 明治34年11月1日 金谷村       | 昭和29年4月1日 高田市に編入                     | 高田市                          | 高田市                        | 高田市                         | 昭和46年4月29日 上越市     | 上越市                                      | 上越市 |
| 京田村                 | 京田村               | 京田村                         | 京田村                         | 京田村                         | 北大崎村                   | 北大崎村                      | 北大崎村                      | 明治34年11月1日 金谷村       | 明治34年11月1日 金谷村       | 明治34年11月1日 金谷村       | 昭和29年4月1日 高田市に編入                     | 高田市                          | 高田市                        | 高田市                         | 昭和46年4月29日 上越市     | 上越市                                      | 上越市 |
| 向橋村                 | 向橋村               | 向橋村                         | 向橋村                         | 向橋村                         | 北大崎村                   | 北大崎村                      | 北大崎村                      | 明治34年11月1日 金谷村       | 明治34年11月1日 金谷村       | 明治34年11月1日 金谷村       | 昭和29年4月1日 高田市に編入                     | 高田市                          | 高田市                        | 高田市                         | 昭和46年4月29日 上越市     | 上越市                                      | 上越市 |
| 塩荷谷村               | 塩荷谷村             | 塩荷谷村                       | 塩荷谷村                       | 塩荷谷村                       | 北大崎村                   | 北大崎村                      | 北大崎村                      | 明治34年11月1日 金谷村       | 明治34年11月1日 金谷村       | 明治34年11月1日 金谷村       | 昭和29年4月1日 高田市に編入                     | 高田市                          | 高田市                        | 高田市                         | 昭和46年4月29日 上越市     | 上越市                                      | 上越市 |
| 儀明村                 | 儀明村               | 儀明村                         | 儀明村                         | 儀明村                         | 北大崎村                   | 北大崎村                      | 北大崎村                      | 明治34年11月1日 金谷村       | 明治34年11月1日 金谷村       | 明治34年11月1日 金谷村       | 昭和29年4月1日 高田市に編入                     | 高田市                          | 高田市                        | 高田市                         | 昭和46年4月29日 上越市     | 上越市                                      | 上越市 |
| 湯谷村                 | 湯谷村               | 湯谷村                         | 明治12年 改称 上湯谷村         | 明治12年 改称 上湯谷村         | 北大崎村                   | 北大崎村                      | 北大崎村                      | 明治34年11月1日 金谷村       | 明治34年11月1日 金谷村       | 明治34年11月1日 金谷村       | 昭和29年4月1日 高田市に編入                     | 高田市                          | 高田市                        | 高田市                         | 昭和46年4月29日 上越市     | 上越市                                      | 上越市 |
| 板橋新田               | 板橋新田             | 板橋新田                       | 板橋新田                       | 板橋新田                       | 中郷村                     | 中郷村                        | 中郷村                        | 中郷村                       | 中郷村                       | 中郷村                       | 中郷村                                          | 中郷村                          | 中郷村                        | 中郷村                         | 中郷村                     | 平成17年1月1日 上越市に編入                 | 上越市 |
| 藤沢村                 | 藤沢村               | 藤沢村                         | 藤沢村                         | 藤沢村                         | 中郷村                     | 中郷村                        | 中郷村                        | 中郷村                       | 中郷村                       | 中郷村                       | 中郷村                                          | 中郷村                          | 中郷村                        | 中郷村                         | 中郷村                     | 平成17年1月1日 上越市に編入                 | 上越市 |
| 坂本新田               | 坂本新田             | 坂本新田                       | 坂本新田                       | 坂本新田                       | 中郷村                     | 中郷村                        | 中郷村                        | 中郷村                       | 中郷村                       | 中郷村                       | 中郷村                                          | 中郷村                          | 中郷村                        | 中郷村                         | 中郷村                     | 平成17年1月1日 上越市に編入                 | 上越市 |
| 二本木村               | 二本木村             | 二本木村                       | 二本木村                       | 二本木村                       | 中郷村                     | 中郷村                        | 中郷村                        | 中郷村                       | 中郷村                       | 中郷村                       | 中郷村                                          | 中郷村                          | 中郷村                        | 中郷村                         | 中郷村                     | 平成17年1月1日 上越市に編入                 | 上越市 |
| 松崎村                 | 松崎村               | 松崎村                         | 松崎村                         | 松崎村                         | 中郷村                     | 中郷村                        | 中郷村                        | 中郷村                       | 中郷村                       | 中郷村                       | 中郷村                                          | 中郷村                          | 中郷村                        | 中郷村                         | 中郷村                     | 平成17年1月1日 上越市に編入                 | 上越市 |
| 市屋村                 | 市屋村               | 市屋村                         | 市屋村                         | 市屋村                         | 中郷村                     | 中郷村                        | 中郷村                        | 中郷村                       | 中郷村                       | 中郷村                       | 中郷村                                          | 中郷村                          | 中郷村                        | 中郷村                         | 中郷村                     | 平成17年1月1日 上越市に編入                 | 上越市 |
| 江口新田村             | 江口新田村           | 江口新田村                     | 江口新田村                     | 江口新田村                     | 中郷村                     | 中郷村                        | 中郷村                        | 中郷村                       | 中郷村                       | 中郷村                       | 中郷村                                          | 中郷村                          | 中郷村                        | 中郷村                         | 中郷村                     | 平成17年1月1日 上越市に編入                 | 上越市 |
| 片貝村                 | 片貝村               | 片貝村                         | 片貝村                         | 片貝村                         | 中郷村                     | 中郷村                        | 中郷村                        | 中郷村                       | 中郷村                       | 中郷村                       | 中郷村                                          | 中郷村                          | 中郷村                        | 中郷村                         | 中郷村                     | 平成17年1月1日 上越市に編入                 | 上越市 |
| 福崎新田村             | 福崎新田村           | 福崎新田村                     | 福崎新田村                     | 福崎新田村                     | 中郷村                     | 中郷村                        | 中郷村                        | 中郷村                       | 中郷村                       | 中郷村                       | 中郷村                                          | 中郷村                          | 中郷村                        | 中郷村                         | 中郷村                     | 平成17年1月1日 上越市に編入                 | 上越市 |
| 稲荷山新田村           | 稲荷山新田村         | 稲荷山新田村                   | 稲荷山新田村                   | 稲荷山新田村                   | 中郷村                     | 中郷村                        | 中郷村                        | 中郷村                       | 中郷村                       | 中郷村                       | 中郷村                                          | 中郷村                          | 中郷村                        | 中郷村                         | 中郷村                     | 平成17年1月1日 上越市に編入                 | 上越市 |
| 宮野原新田村           | 宮野原新田村         | 宮野原新田村                   | 宮野原新田村                   | 宮野原新田村                   | 中郷村                     | 中郷村                        | 中郷村                        | 中郷村                       | 中郷村                       | 中郷村                       | 中郷村                                          | 中郷村                          | 中郷村                        | 中郷村                         | 中郷村                     | 平成17年1月1日 上越市に編入                 | 上越市 |
| 岡川村                 | 岡川村               | 岡川村                         | 岡川村                         | 岡川村                         | 中郷村                     | 中郷村                        | 中郷村                        | 中郷村                       | 中郷村                       | 中郷村                       | 中郷村                                          | 中郷村                          | 中郷村                        | 中郷村                         | 中郷村                     | 平成17年1月1日 上越市に編入                 | 上越市 |
| 西四ツ屋新田           | 西四ツ屋新田         | 西四ツ屋新田                   | 西四ツ屋新田                   | 西四ツ屋新田                   | 中郷村                     | 中郷村                        | 中郷村                        | 中郷村                       | 中郷村                       | 中郷村                       | 中郷村                                          | 中郷村                          | 中郷村                        | 中郷村                         | 中郷村                     | 平成17年1月1日 上越市に編入                 | 上越市 |
| 八斗蒔新田             | 八斗蒔新田           | 八斗蒔新田                     | 八斗蒔新田                     | 八斗蒔新田                     | 中郷村                     | 中郷村                        | 中郷村                        | 中郷村                       | 中郷村                       | 中郷村                       | 中郷村                                          | 中郷村                          | 中郷村                        | 中郷村                         | 中郷村                     | 平成17年1月1日 上越市に編入                 | 上越市 |
| 福田新田村             | 福田新田村           | 福田新田村                     | 明治12年 改称 西福田新田村     | 明治12年 改称 西福田新田村     | 矢代村                     | 矢代村                        | 矢代村                        | 矢代村                       | 矢代村                       | 矢代村                       | 昭和29年11月1日 新井市                          | 新井市                          | 昭和31年1月1日 中郷村に編入   | 中郷村                         | 中郷村                     | 平成17年1月1日 上越市に編入                 | 上越市 |
| 岡沢村                 | 岡沢村               | 岡沢村                         | 明治8年頃 岡沢村               | 明治8年頃 岡沢村               | 矢代村                     | 矢代村                        | 矢代村                        | 矢代村                       | 矢代村                       | 矢代村                       | 昭和29年11月1日 新井市                          | 新井市                          | 昭和31年1月1日 中郷村に編入   | 中郷村                         | 中郷村                     | 平成17年1月1日 上越市に編入                 | 上越市 |
| 岡沢新田               | 岡沢新田             | 明治初年頃 岡沢新田村          | 明治8年頃 岡沢村               | 明治8年頃 岡沢村               | 矢代村                     | 矢代村                        | 矢代村                        | 矢代村                       | 矢代村                       | 矢代村                       | 昭和29年11月1日 新井市                          | 新井市                          | 昭和31年1月1日 中郷村に編入   | 中郷村                         | 中郷村                     | 平成17年1月1日 上越市に編入                 | 上越市 |
| 増沢村                 |                      | 明治初年頃 岡沢新田村          | 明治8年頃 岡沢村               | 明治8年頃 岡沢村               | 矢代村                     | 矢代村                        | 矢代村                        | 矢代村                       | 矢代村                       | 矢代村                       | 昭和29年11月1日 新井市                          | 新井市                          | 昭和31年1月1日 中郷村に編入   | 中郷村                         | 中郷村                     | 平成17年1月1日 上越市に編入                 | 上越市 |
| 菅沼村                 | 菅沼村               | 菅沼村                         | 菅沼村                         | 菅沼村                         | 矢代村                     | 矢代村                        | 矢代村                        | 矢代村                       | 矢代村                       | 矢代村                       | 昭和29年11月1日 新井市                          | 新井市                          | 新井市                        | 新井市                         | 新井市                     | 平成17年4月1日 改称 妙高市                  | 妙高市 |
| 西菅沼新田             | 西菅沼新田           | 西菅沼新田                     | 西菅沼新田                     | 西菅沼新田                     | 矢代村                     | 矢代村                        | 矢代村                        | 矢代村                       | 矢代村                       | 矢代村                       | 昭和29年11月1日 新井市                          | 新井市                          | 新井市                        | 新井市                         | 新井市                     | 平成17年4月1日 改称 妙高市                  | 妙高市 |
| 三本木新田村           | 三本木新田村         | 三本木新田村                   | 三本木新田村                   | 三本木新田村                   | 矢代村                     | 矢代村                        | 矢代村                        | 矢代村                       | 矢代村                       | 矢代村                       | 昭和29年11月1日 新井市                          | 新井市                          | 新井市                        | 新井市                         | 新井市                     | 平成17年4月1日 改称 妙高市                  | 妙高市 |
| 東志村                 | 東志村               | 東志村                         | 東志村                         | 東志村                         | 矢代村                     | 矢代村                        | 矢代村                        | 矢代村                       | 矢代村                       | 矢代村                       | 昭和29年11月1日 新井市                          | 新井市                          | 新井市                        | 新井市                         | 新井市                     | 平成17年4月1日 改称 妙高市                  | 妙高市 |
| 中村                   | 中村                 | 中村                           | 明治12年 改称 上中村           | 明治12年 改称 上中村           | 矢代村                     | 矢代村                        | 矢代村                        | 矢代村                       | 矢代村                       | 矢代村                       | 昭和29年11月1日 新井市                          | 新井市                          | 新井市                        | 新井市                         | 新井市                     | 平成17年4月1日 改称 妙高市                  | 妙高市 |
| 志村                   | 志村                 | 志村                           | 明治10年 志村                  | 明治10年 志村                  | 矢代村                     | 矢代村                        | 矢代村                        | 矢代村                       | 矢代村                       | 矢代村                       | 昭和29年11月1日 新井市                          | 新井市                          | 新井市                        | 新井市                         | 新井市                     | 平成17年4月1日 改称 妙高市                  | 妙高市 |
| 志村新田村             | 志村新田村           | 志村新田村                     | 明治10年 志村                  | 明治10年 志村                  | 矢代村                     | 矢代村                        | 矢代村                        | 矢代村                       | 矢代村                       | 矢代村                       | 昭和29年11月1日 新井市                          | 新井市                          | 新井市                        | 新井市                         | 新井市                     | 平成17年4月1日 改称 妙高市                  | 妙高市 |
| 窪松原村               | 窪松原村             | 明治初年頃 窪松原村            | 明治初年頃 窪松原村            | 明治初年頃 窪松原村            | 矢代村                     | 矢代村                        | 矢代村                        | 矢代村                       | 矢代村                       | 矢代村                       | 昭和29年11月1日 新井市                          | 新井市                          | 新井市                        | 新井市                         | 新井市                     | 平成17年4月1日 改称 妙高市                  | 妙高市 |
| 窪松原新田村           |                      | 明治初年頃 窪松原村            | 明治初年頃 窪松原村            | 明治初年頃 窪松原村            | 矢代村                     | 矢代村                        | 矢代村                        | 矢代村                       | 矢代村                       | 矢代村                       | 昭和29年11月1日 新井市                          | 新井市                          | 新井市                        | 新井市                         | 新井市                     | 平成17年4月1日 改称 妙高市                  | 妙高市 |
| 両善寺村               | 両善寺村             | 両善寺村                       | 明治10年 両善寺村              | 明治10年 両善寺村              | 矢代村                     | 矢代村                        | 矢代村                        | 矢代村                       | 矢代村                       | 矢代村                       | 昭和29年11月1日 新井市                          | 新井市                          | 新井市                        | 新井市                         | 新井市                     | 平成17年4月1日 改称 妙高市                  | 妙高市 |
| 両善寺新田             | 両善寺新田           | 両善寺新田                     | 明治10年 両善寺村              | 明治10年 両善寺村              | 矢代村                     | 矢代村                        | 矢代村                        | 矢代村                       | 矢代村                       | 矢代村                       | 昭和29年11月1日 新井市                          | 新井市                          | 新井市                        | 新井市                         | 新井市                     | 平成17年4月1日 改称 妙高市                  | 妙高市 |
| 西野谷新田             | 西野谷新田           | 西野谷新田                     | 西野谷新田                     | 西野谷新田                     | 矢代村                     | 矢代村                        | 矢代村                        | 矢代村                       | 矢代村                       | 矢代村                       | 昭和29年11月1日 新井市                          | 新井市                          | 新井市                        | 新井市                         | 新井市                     | 平成17年4月1日 改称 妙高市                  | 妙高市 |
| 西野谷村               | 西野谷村             | 西野谷村                       | 西野谷村                       | 西野谷村                       | 矢代村                     | 矢代村                        | 矢代村                        | 矢代村                       | 矢代村                       | 矢代村                       | 昭和29年11月1日 新井市                          | 新井市                          | 新井市                        | 新井市                         | 新井市                     | 平成17年4月1日 改称 妙高市                  | 妙高市 |
| 吉木村                 | 吉木村               | 吉木村                         | 吉木村                         | 吉木村                         | 水上村                     | 水上村                        | 水上村                        | 水上村                       | 水上村                       | 水上村                       | 昭和29年11月1日 新井市                          | 新井市                          | 新井市                        | 新井市                         | 新井市                     | 平成17年4月1日 改称 妙高市                  | 妙高市 |
| 北条村                 | 北条村               | 北条村                         | 北条村                         | 北条村                         | 水上村                     | 水上村                        | 水上村                        | 水上村                       | 水上村                       | 水上村                       | 昭和29年11月1日 新井市                          | 新井市                          | 新井市                        | 新井市                         | 新井市                     | 平成17年4月1日 改称 妙高市                  | 妙高市 |
| 西条村                 | 西条村               | 西条村                         | 西条村                         | 西条村                         | 水上村                     | 水上村                        | 水上村                        | 水上村                       | 水上村                       | 水上村                       | 昭和29年11月1日 新井市                          | 新井市                          | 新井市                        | 新井市                         | 新井市                     | 平成17年4月1日 改称 妙高市                  | 妙高市 |
| 新保村                 | 新保村               | 新保村                         | 明治12年 改称 上新保村         | 明治12年 改称 上新保村         | 水上村                     | 水上村                        | 水上村                        | 水上村                       | 水上村                       | 水上村                       | 昭和29年11月1日 新井市                          | 新井市                          | 新井市                        | 新井市                         | 新井市                     | 平成17年4月1日 改称 妙高市                  | 妙高市 |
| 川上村                 | 川上村               | 川上村                         | 川上村                         | 川上村                         | 水上村                     | 水上村                        | 水上村                        | 水上村                       | 水上村                       | 水上村                       | 昭和29年11月1日 新井市                          | 新井市                          | 新井市                        | 新井市                         | 新井市                     | 平成17年4月1日 改称 妙高市                  | 妙高市 |
| 光明寺新田             | 光明寺新田           | 光明寺新田                     | 光明寺新田                     | 光明寺新田                     | 水上村                     | 水上村                        | 水上村                        | 水上村                       | 水上村                       | 水上村                       | 昭和29年11月1日 新井市                          | 新井市                          | 新井市                        | 新井市                         | 新井市                     | 平成17年4月1日 改称 妙高市                  | 妙高市 |
| 吉木新田               | 吉木新田             | 吉木新田                       | 吉木新田                       | 吉木新田                       | 水上村                     | 水上村                        | 水上村                        | 水上村                       | 水上村                       | 水上村                       | 昭和29年11月1日 新井市                          | 新井市                          | 新井市                        | 新井市                         | 新井市                     | 平成17年4月1日 改称 妙高市                  | 妙高市 |
| 下濁川村               | 下濁川村             | 下濁川村                       | 下濁川村                       | 下濁川村                       | 泉村                       | 泉村                          | 泉村                          | 泉村                         | 泉村                         | 泉村                         | 昭和29年11月1日 新井市                          | 新井市                          | 新井市                        | 新井市                         | 新井市                     | 平成17年4月1日 改称 妙高市                  | 妙高市 |
| 巻淵村                 | 巻淵村               | 巻淵村                         | 巻淵村                         | 巻淵村                         | 泉村                       | 泉村                          | 泉村                          | 泉村                         | 泉村                         | 泉村                         | 昭和29年11月1日 新井市                          | 新井市                          | 新井市                        | 新井市                         | 新井市                     | 平成17年4月1日 改称 妙高市                  | 妙高市 |
| 上濁川村               | 上濁川村             | 上濁川村                       | 上濁川村                       | 上濁川村                       | 泉村                       | 泉村                          | 泉村                          | 泉村                         | 泉村                         | 泉村                         | 昭和29年11月1日 新井市                          | 新井市                          | 新井市                        | 新井市                         | 新井市                     | 平成17年4月1日 改称 妙高市                  | 妙高市 |
| 和屋村                 | 和屋村               | 和屋村                         | 和屋村                         | 和屋村                         | 泉村                       | 泉村                          | 泉村                          | 泉村                         | 泉村                         | 泉村                         | 昭和29年11月1日 新井市                          | 新井市                          | 新井市                        | 新井市                         | 新井市                     | 平成17年4月1日 改称 妙高市                  | 妙高市 |
| 横山村                 | 横山村               | 横山村                         | 明治12年 改称 中横山村         | 明治12年 改称 中横山村         | 泉村                       | 泉村                          | 泉村                          | 泉村                         | 泉村                         | 泉村                         | 昭和29年11月1日 新井市                          | 新井市                          | 新井市                        | 新井市                         | 新井市                     | 平成17年4月1日 改称 妙高市                  | 妙高市 |
| 木成村                 | 木成村               | 木成村                         | 木成村                         | 木成村                         | 泉村                       | 泉村                          | 泉村                          | 泉村                         | 泉村                         | 泉村                         | 昭和29年11月1日 新井市                          | 新井市                          | 新井市                        | 新井市                         | 新井市                     | 平成17年4月1日 改称 妙高市                  | 妙高市 |
| 大貝村                 | 大貝村               | 大貝村                         | 大貝村                         | 大貝村                         | 泉村                       | 泉村                          | 泉村                          | 泉村                         | 泉村                         | 泉村                         | 昭和29年11月1日 新井市                          | 新井市                          | 新井市                        | 新井市                         | 新井市                     | 平成17年4月1日 改称 妙高市                  | 妙高市 |
| 大下村                 | 大下村               | 大下村                         | 大下村                         | 大下村                         | 泉村                       | 泉村                          | 泉村                          | 泉村                         | 泉村                         | 泉村                         | 昭和29年11月1日 新井市                          | 新井市                          | 新井市                        | 新井市                         | 新井市                     | 平成17年4月1日 改称 妙高市                  | 妙高市 |
| 馬場村                 | 馬場村               | 馬場村                         | 明治12年 改称 上馬場村         | 明治12年 改称 上馬場村         | 泉村                       | 泉村                          | 泉村                          | 泉村                         | 泉村                         | 泉村                         | 昭和29年11月1日 新井市                          | 新井市                          | 新井市                        | 新井市                         | 新井市                     | 平成17年4月1日 改称 妙高市                  | 妙高市 |
| 小局村                 | 小局村               | 小局村                         | 小局村                         | 小局村                         | 泉村                       | 泉村                          | 泉村                          | 泉村                         | 泉村                         | 泉村                         | 昭和29年11月1日 新井市                          | 新井市                          | 新井市                        | 新井市                         | 新井市                     | 平成17年4月1日 改称 妙高市                  | 妙高市 |
| 東菅沼村               | 東菅沼村             | 東菅沼村                       | 東菅沼村                       | 東菅沼村                       | 泉村                       | 泉村                          | 泉村                          | 泉村                         | 泉村                         | 泉村                         | 昭和29年11月1日 新井市                          | 新井市                          | 新井市                        | 新井市                         | 新井市                     | 平成17年4月1日 改称 妙高市                  | 妙高市 |
| 上平丸村               | 上平丸村             | 上平丸村                       | 上平丸村                       | 上平丸村                       | 平丸村                     | 平丸村                        | 平丸村                        | 平丸村                       | 平丸村                       | 平丸村                       | 昭和29年11月1日 新井市                          | 新井市                          | 新井市                        | 新井市                         | 新井市                     | 平成17年4月1日 改称 妙高市                  | 妙高市 |
| 下平丸村               | 下平丸村             | 下平丸村                       | 下平丸村                       | 下平丸村                       | 平丸村                     | 平丸村                        | 平丸村                        | 平丸村                       | 平丸村                       | 平丸村                       | 昭和29年11月1日 新井市                          | 新井市                          | 新井市                        | 新井市                         | 新井市                     | 平成17年4月1日 改称 妙高市                  | 妙高市 |
| 姫川原村               | 姫川原村             | 姫川原村                       | 姫川原村                       | 姫川原村                       | 鳥坂村                     | 鳥坂村                        | 鳥坂村                        | 鳥坂村                       | 鳥坂村                       | 鳥坂村                       | 昭和29年11月1日 新井市                          | 新井市                          | 新井市                        | 新井市                         | 新井市                     | 平成17年4月1日 改称 妙高市                  | 妙高市 |
| 除戸村                 | 除戸村               | 除戸村                         | 除戸村                         | 除戸村                         | 鳥坂村                     | 鳥坂村                        | 鳥坂村                        | 鳥坂村                       | 鳥坂村                       | 鳥坂村                       | 昭和29年11月1日 新井市                          | 新井市                          | 新井市                        | 新井市                         | 新井市                     | 平成17年4月1日 改称 妙高市                  | 妙高市 |
| 番匠古新田             | 番匠古新田           | 番匠古新田                     | 番匠古新田                     | 番匠古新田                     | 鳥坂村                     | 鳥坂村                        | 鳥坂村                        | 鳥坂村                       | 鳥坂村                       | 鳥坂村                       | 昭和29年11月1日 新井市                          | 新井市                          | 新井市                        | 新井市                         | 新井市                     | 平成17年4月1日 改称 妙高市                  | 妙高市 |
| 堀之内村               | 堀之内村             | 堀之内村                       | 明治12年 改称 上堀之内村       | 明治12年 改称 上堀之内村       | 鳥坂村                     | 鳥坂村                        | 鳥坂村                        | 鳥坂村                       | 鳥坂村                       | 鳥坂村                       | 昭和29年11月1日 新井市                          | 新井市                          | 新井市                        | 新井市                         | 新井市                     | 平成17年4月1日 改称 妙高市                  | 妙高市 |
| 中宿村                 | 中宿村               | 中宿村                         | 中宿村                         | 中宿村                         | 鳥坂村                     | 鳥坂村                        | 鳥坂村                        | 鳥坂村                       | 鳥坂村                       | 鳥坂村                       | 昭和29年11月1日 新井市                          | 新井市                          | 新井市                        | 新井市                         | 新井市                     | 平成17年4月1日 改称 妙高市                  | 妙高市 |
| 柳井田村               | 柳井田村             | 柳井田村                       | 柳井田村                       | 柳井田村                       | 大倉村                     | 大倉村                        | 大倉村                        | 明治34年11月1日 和田村       | 明治34年11月1日 和田村       | 明治34年11月1日 和田村       | 昭和29年11月1日 新井市                          | 新井市                          | 新井市                        | 新井市                         | 新井市                     | 平成17年4月1日 改称 妙高市                  | 妙高市 |
| 栗原村                 | 栗原村               | 栗原村                         | 栗原村                         | 栗原村                         | 国明村                     | 国明村                        | 国明村                        | 明治34年11月1日 和田村       | 明治34年11月1日 和田村       | 明治34年11月1日 和田村       | 昭和29年11月1日 新井市                          | 新井市                          | 新井市                        | 新井市                         | 新井市                     | 平成17年4月1日 改称 妙高市                  | 妙高市 |
| 月岡村                 | 月岡村               | 月岡村                         | 月岡村                         | 月岡村                         | 国明村                     | 国明村                        | 国明村                        | 明治34年11月1日 和田村       | 明治34年11月1日 和田村       | 明治34年11月1日 和田村       | 昭和29年11月1日 新井市                          | 新井市                          | 新井市                        | 新井市                         | 新井市                     | 平成17年4月1日 改称 妙高市                  | 妙高市 |
| 国賀村                 | 国賀村               | 国賀村                         | 国賀村                         | 国賀村                         | 国明村                     | 国明村                        | 国明村                        | 明治34年11月1日 和田村       | 明治34年11月1日 和田村       | 明治34年11月1日 和田村       | 昭和29年11月1日 新井市                          | 新井市                          | 新井市                        | 新井市                         | 新井市                     | 平成17年4月1日 改称 妙高市                  | 妙高市 |
| 百々村                 | 百々村               | 百々村                         | 明治12年 改称 上百々村         | 明治12年 改称 上百々村         | 国明村                     | 国明村                        | 国明村                        | 明治34年11月1日 和田村       | 明治34年11月1日 和田村       | 明治34年11月1日 和田村       | 昭和30年2月1日 新井市に編入                     | 新井市                          | 新井市                        | 新井市                         | 新井市                     | 平成17年4月1日 改称 妙高市                  | 妙高市 |
| 広島村                 | 広島村               | 広島村                         | 広島村                         | 広島村                         | 下板倉村                   | 下板倉村                      | 下板倉村                      | 明治34年11月1日 和田村       | 明治34年11月1日 和田村       | 明治34年11月1日 和田村       | 昭和30年2月1日 新井市に編入                     | 新井市                          | 新井市                        | 新井市                         | 新井市                     | 平成17年4月1日 改称 妙高市                  | 妙高市 |
| 木島村                 | 木島村               | 木島村                         | 木島村                         | 木島村                         | 下板倉村                   | 下板倉村                      | 下板倉村                      | 明治34年11月1日 和田村       | 明治34年11月1日 和田村       | 明治34年11月1日 和田村       | 昭和30年2月1日 高田市に編入                     | 高田市                          | 高田市                        | 高田市                         | 昭和46年4月29日 上越市     | 上越市                                      | 上越市 |
| 島田村                 | 島田村               | 島田村                         | 島田村                         | 島田村                         | 下板倉村                   | 下板倉村                      | 下板倉村                      | 明治34年11月1日 和田村       | 明治34年11月1日 和田村       | 明治34年11月1日 和田村       | 昭和30年2月1日 高田市に編入                     | 高田市                          | 高田市                        | 高田市                         | 昭和46年4月29日 上越市     | 上越市                                      | 上越市 |
| 島田上新田村           | 島田上新田村         | 島田上新田村                   | 島田上新田村                   | 島田上新田村                   | 下板倉村                   | 下板倉村                      | 下板倉村                      | 明治34年11月1日 和田村       | 明治34年11月1日 和田村       | 明治34年11月1日 和田村       | 昭和30年2月1日 高田市に編入                     | 高田市                          | 高田市                        | 高田市                         | 昭和46年4月29日 上越市     | 上越市                                      | 上越市 |
| 上箱井村               | 上箱井村             | 上箱井村                       | 上箱井村                       | 上箱井村                       | 下板倉村                   | 下板倉村                      | 下板倉村                      | 明治34年11月1日 和田村       | 明治34年11月1日 和田村       | 明治34年11月1日 和田村       | 昭和30年2月1日 高田市に編入                     | 高田市                          | 高田市                        | 高田市                         | 昭和46年4月29日 上越市     | 上越市                                      | 上越市 |
| 中箱井村               | 中箱井村             | 中箱井村                       | 中箱井村                       | 中箱井村                       | 下板倉村                   | 下板倉村                      | 下板倉村                      | 明治34年11月1日 和田村       | 明治34年11月1日 和田村       | 明治34年11月1日 和田村       | 昭和30年2月1日 高田市に編入                     | 高田市                          | 高田市                        | 高田市                         | 昭和46年4月29日 上越市     | 上越市                                      | 上越市 |
| 岡原村                 | 岡原村               | 岡原村                         | 岡原村                         | 岡原村                         | 下板倉村                   | 下板倉村                      | 下板倉村                      | 明治34年11月1日 和田村       | 明治34年11月1日 和田村       | 明治34年11月1日 和田村       | 昭和30年2月1日 高田市に編入                     | 高田市                          | 高田市                        | 高田市                         | 昭和46年4月29日 上越市     | 上越市                                      | 上越市 |
| 島田下新田村           | 島田下新田村         | 島田下新田村                   | 島田下新田村                   | 島田下新田村                   | 下板倉村                   | 下板倉村                      | 下板倉村                      | 明治34年11月1日 和田村       | 明治34年11月1日 和田村       | 明治34年11月1日 和田村       | 昭和30年2月1日 高田市に編入                     | 高田市                          | 高田市                        | 高田市                         | 昭和46年4月29日 上越市     | 上越市                                      | 上越市 |
| 下箱井村               | 下箱井村             | 下箱井村                       | 下箱井村                       | 下箱井村                       | 下板倉村                   | 下板倉村                      | 下板倉村                      | 明治34年11月1日 和田村       | 明治34年11月1日 和田村       | 明治34年11月1日 和田村       | 昭和30年2月1日 高田市に編入                     | 高田市                          | 高田市                        | 高田市                         | 昭和46年4月29日 上越市     | 上越市                                      | 上越市 |
| 五ヶ所新田             | 五ヶ所新田           | 五ヶ所新田                     | 五ヶ所新田                     | 五ヶ所新田                     | 下板倉村                   | 下板倉村                      | 下板倉村                      | 明治34年11月1日 和田村       | 明治34年11月1日 和田村       | 明治34年11月1日 和田村       | 昭和30年2月1日 高田市に編入                     | 高田市                          | 高田市                        | 高田市                         | 昭和46年4月29日 上越市     | 上越市                                      | 上越市 |
| 丸山新田村             | 丸山新田村           | 丸山新田村                     | 丸山新田村                     | 丸山新田村                     | 下板倉村                   | 下板倉村                      | 下板倉村                      | 明治34年11月1日 和田村       | 明治34年11月1日 和田村       | 明治34年11月1日 和田村       | 昭和30年2月1日 高田市に編入                     | 高田市                          | 高田市                        | 高田市                         | 昭和46年4月29日 上越市     | 上越市                                      | 上越市 |
| 下新田村               | 下新田村             | 下新田村                       | 下新田村                       | 下新田村                       | 下板倉村                   | 下板倉村                      | 下板倉村                      | 明治34年11月1日 和田村       | 明治34年11月1日 和田村       | 明治34年11月1日 和田村       | 昭和30年2月1日 高田市に編入                     | 高田市                          | 高田市                        | 高田市                         | 昭和46年4月29日 上越市     | 上越市                                      | 上越市 |
| 石沢村                 | 石沢村               | 石沢村                         | 石沢村                         | 石沢村                         | 大倉村                     | 大倉村                        | 大倉村                        | 明治34年11月1日 和田村       | 明治34年11月1日 和田村       | 明治34年11月1日 和田村       | 昭和30年2月1日 高田市に編入                     | 高田市                          | 高田市                        | 高田市                         | 昭和46年4月29日 上越市     | 上越市                                      | 上越市 |
| 寺町村                 | 寺町村               | 寺町村                         | 寺町村                         | 寺町村                         | 大倉村                     | 大倉村                        | 大倉村                        | 明治34年11月1日 和田村       | 明治34年11月1日 和田村       | 明治34年11月1日 和田村       | 昭和30年2月1日 高田市に編入                     | 高田市                          | 高田市                        | 高田市                         | 昭和46年4月29日 上越市     | 上越市                                      | 上越市 |
| 田中村                 | 田中村               | 田中村                         | 明治12年 改称 西田中村         | 明治12年 改称 西田中村         | 大倉村                     | 大倉村                        | 大倉村                        | 明治34年11月1日 和田村       | 明治34年11月1日 和田村       | 明治34年11月1日 和田村       | 昭和30年2月1日 高田市に編入                     | 高田市                          | 高田市                        | 高田市                         | 昭和46年4月29日 上越市     | 上越市                                      | 上越市 |
| 高田新田村             | 高田新田村           | 高田新田村                     | 高田新田村                     | 高田新田村                     | 大和村                     | 大和村                        | 大和村                        | 明治34年11月1日 和田村       | 明治34年11月1日 和田村       | 明治34年11月1日 和田村       | 昭和30年2月1日 高田市に編入                     | 高田市                          | 高田市                        | 高田市                         | 昭和46年4月29日 上越市     | 上越市                                      | 上越市 |
| 荒町村                 | 荒町村               | 荒町村                         | 荒町村                         | 荒町村                         | 大和村                     | 大和村                        | 大和村                        | 明治34年11月1日 和田村       | 明治34年11月1日 和田村       | 明治34年11月1日 和田村       | 昭和30年2月1日 高田市に編入                     | 高田市                          | 高田市                        | 高田市                         | 昭和46年4月29日 上越市     | 上越市                                      | 上越市 |
| 脇野田村               | 脇野田村             | 脇野田村                       | 脇野田村                       | 脇野田村                       | 大和村                     | 大和村                        | 大和村                        | 明治34年11月1日 和田村       | 明治34年11月1日 和田村       | 明治34年11月1日 和田村       | 昭和30年2月1日 高田市に編入                     | 高田市                          | 高田市                        | 高田市                         | 昭和46年4月29日 上越市     | 上越市                                      | 上越市 |
| 今泉村                 | 今泉村               | 今泉村                         | 今泉村                         | 今泉村                         | 大和村                     | 大和村                        | 大和村                        | 明治34年11月1日 和田村       | 明治34年11月1日 和田村       | 明治34年11月1日 和田村       | 昭和30年2月1日 高田市に編入                     | 高田市                          | 高田市                        | 高田市                         | 昭和46年4月29日 上越市     | 上越市                                      | 上越市 |
| 土合村                 | 土合村               | 土合村                         | 土合村                         | 土合村                         | 大和村                     | 大和村                        | 大和村                        | 明治34年11月1日 和田村       | 明治34年11月1日 和田村       | 明治34年11月1日 和田村       | 昭和30年2月1日 高田市に編入                     | 高田市                          | 高田市                        | 高田市                         | 昭和46年4月29日 上越市     | 上越市                                      | 上越市 |
| 七ヶ所新田村           | 七ヶ所新田村         | 七ヶ所新田村                   | 七ヶ所新田村                   | 七ヶ所新田村                   | 大和村                     | 大和村                        | 大和村                        | 明治34年11月1日 和田村       | 明治34年11月1日 和田村       | 明治34年11月1日 和田村       | 昭和30年2月1日 高田市に編入                     | 高田市                          | 高田市                        | 高田市                         | 昭和46年4月29日 上越市     | 上越市                                      | 上越市 |
| 稲荷村                 | 稲荷村               | 稲荷村                         | 稲荷村                         | 稲荷村                         | 斐太村                     | 斐太村                        | 斐太村                        | 明治34年11月1日 斐太村       | 明治34年11月1日 斐太村       | 明治34年11月1日 斐太村       | 昭和29年11月1日 新井市                          | 昭和30年6月1日 高田市に編入     | 高田市                        | 高田市                         | 昭和46年4月29日 上越市     | 上越市                                      | 上越市 |
| 飛田村                 | 飛田村               | 飛田村                         | 飛田村                         | 飛田村                         | 斐太村                     | 斐太村                        | 斐太村                        | 明治34年11月1日 斐太村       | 明治34年11月1日 斐太村       | 明治34年11月1日 斐太村       | 昭和29年11月1日 新井市                          | 新井市                          | 新井市                        | 新井市                         | 新井市                     | 平成17年4月1日 改称 妙高市                  | 妙高市 |
| 飛田新田               | 飛田新田             | 飛田新田                       | 飛田新田                       | 飛田新田                       | 斐太村                     | 斐太村                        | 斐太村                        | 明治34年11月1日 斐太村       | 明治34年11月1日 斐太村       | 明治34年11月1日 斐太村       | 昭和29年11月1日 新井市                          | 新井市                          | 新井市                        | 新井市                         | 新井市                     | 平成17年4月1日 改称 妙高市                  | 妙高市 |
| 岡崎新田村             | 岡崎新田村           | 岡崎新田村                     | 岡崎新田村                     | 岡崎新田村                     | 斐太村                     | 斐太村                        | 斐太村                        | 明治34年11月1日 斐太村       | 明治34年11月1日 斐太村       | 明治34年11月1日 斐太村       | 昭和29年11月1日 新井市                          | 新井市                          | 新井市                        | 新井市                         | 新井市                     | 平成17年4月1日 改称 妙高市                  | 妙高市 |
| 十日市村               | 十日市村             | 十日市村                       | 十日市村                       | 十日市村                       | 斐太村                     | 斐太村                        | 斐太村                        | 明治34年11月1日 斐太村       | 明治34年11月1日 斐太村       | 明治34年11月1日 斐太村       | 昭和29年11月1日 新井市                          | 新井市                          | 新井市                        | 新井市                         | 新井市                     | 平成17年4月1日 改称 妙高市                  | 妙高市 |
| 乙吉村                 | 乙吉村               | 乙吉村                         | 乙吉村                         | 乙吉村                         | 斐太村                     | 斐太村                        | 斐太村                        | 明治34年11月1日 斐太村       | 明治34年11月1日 斐太村       | 明治34年11月1日 斐太村       | 昭和29年11月1日 新井市                          | 新井市                          | 新井市                        | 新井市                         | 新井市                     | 平成17年4月1日 改称 妙高市                  | 妙高市 |
| 籠町村                 | 籠町村               | 籠町村                         | 籠町村                         | 籠町村                         | 斐太村                     | 斐太村                        | 斐太村                        | 明治34年11月1日 斐太村       | 明治34年11月1日 斐太村       | 明治34年11月1日 斐太村       | 昭和29年11月1日 新井市                          | 新井市                          | 新井市                        | 新井市                         | 新井市                     | 平成17年4月1日 改称 妙高市                  | 妙高市 |
| 神宮寺村               | 神宮寺村             | 神宮寺村                       | 神宮寺村                       | 神宮寺村                       | 斐太村                     | 斐太村                        | 斐太村                        | 明治34年11月1日 斐太村       | 明治34年11月1日 斐太村       | 明治34年11月1日 斐太村       | 昭和29年11月1日 新井市                          | 新井市                          | 新井市                        | 新井市                         | 新井市                     | 平成17年4月1日 改称 妙高市                  | 妙高市 |
| 宮内村                 | 宮内村               | 宮内村                         | 宮内村                         | 宮内村                         | 斐太村                     | 斐太村                        | 斐太村                        | 明治34年11月1日 斐太村       | 明治34年11月1日 斐太村       | 明治34年11月1日 斐太村       | 昭和29年11月1日 新井市                          | 新井市                          | 新井市                        | 新井市                         | 新井市                     | 平成17年4月1日 改称 妙高市                  | 妙高市 |
| 雪森村                 | 雪森村               | 雪森村                         | 雪森村                         | 雪森村                         | 斐太村                     | 斐太村                        | 斐太村                        | 明治34年11月1日 斐太村       | 明治34年11月1日 斐太村       | 明治34年11月1日 斐太村       | 昭和29年11月1日 新井市                          | 新井市                          | 新井市                        | 新井市                         | 新井市                     | 平成17年4月1日 改称 妙高市                  | 妙高市 |
| 青田村                 | 青田村               | 青田村                         | 青田村                         | 青田村                         | 斐太村                     | 斐太村                        | 斐太村                        | 明治34年11月1日 斐太村       | 明治34年11月1日 斐太村       | 明治34年11月1日 斐太村       | 昭和29年11月1日 新井市                          | 新井市                          | 新井市                        | 新井市                         | 新井市                     | 平成17年4月1日 改称 妙高市                  | 妙高市 |
| 五日市村               | 五日市村             | 五日市村                       | 五日市村                       | 五日市村                       | 西郷村                     | 西郷村                        | 西郷村                        | 明治34年11月1日 斐太村       | 明治34年11月1日 斐太村       | 明治34年11月1日 斐太村       | 昭和29年11月1日 新井市                          | 新井市                          | 新井市                        | 新井市                         | 新井市                     | 平成17年4月1日 改称 妙高市                  | 妙高市 |
| 四ツ屋村               | 四ツ屋村             | 四ツ屋村                       | 明治12年 改称 上四ツ屋村       | 明治12年 改称 上四ツ屋村       | 西郷村                     | 西郷村                        | 西郷村                        | 明治34年11月1日 斐太村       | 明治34年11月1日 斐太村       | 明治34年11月1日 斐太村       | 昭和29年11月1日 新井市                          | 新井市                          | 新井市                        | 新井市                         | 新井市                     | 平成17年4月1日 改称 妙高市                  | 妙高市 |
| 谷内林新田村           | 谷内林新田村         | 谷内林新田村                   | 谷内林新田村                   | 谷内林新田村                   | 西郷村                     | 西郷村                        | 西郷村                        | 明治34年11月1日 斐太村       | 明治34年11月1日 斐太村       | 明治34年11月1日 斐太村       | 昭和29年11月1日 新井市                          | 新井市                          | 新井市                        | 新井市                         | 新井市                     | 平成17年4月1日 改称 妙高市                  | 妙高市 |
| 八幡新田               | 八幡新田             | 八幡新田                       | 明治12年 改称 上八幡新田       | 明治12年 改称 上八幡新田       | 西郷村                     | 西郷村                        | 西郷村                        | 明治34年11月1日 斐太村       | 明治34年11月1日 斐太村       | 明治34年11月1日 斐太村       | 昭和29年11月1日 新井市                          | 新井市                          | 新井市                        | 新井市                         | 新井市                     | 平成17年4月1日 改称 妙高市                  | 妙高市 |
| 新保新田村             | 新保新田村           | 新保新田村                     | 新保新田村                     | 新保新田村                     | 西郷村                     | 西郷村                        | 西郷村                        | 明治34年11月1日 斐太村       | 明治34年11月1日 斐太村       | 明治34年11月1日 斐太村       | 昭和29年11月1日 新井市                          | 新井市                          | 新井市                        | 新井市                         | 新井市                     | 平成17年4月1日 改称 妙高市                  | 妙高市 |
| 坂井新田村             | 坂井新田村           | 坂井新田村                     | 坂井新田村                     | 坂井新田村                     | 西郷村                     | 西郷村                        | 西郷村                        | 明治34年11月1日 斐太村       | 明治34年11月1日 斐太村       | 明治34年11月1日 斐太村       | 昭和29年11月1日 新井市                          | 新井市                          | 新井市                        | 新井市                         | 新井市                     | 平成17年4月1日 改称 妙高市                  | 妙高市 |
| 梨木村                 | 梨木村               | 梨木村                         | 梨木村                         | 明治18年 梨木村                | 西郷村                     | 西郷村                        | 西郷村                        | 明治34年11月1日 斐太村       | 明治34年11月1日 斐太村       | 明治34年11月1日 斐太村       | 昭和29年11月1日 新井市                          | 新井市                          | 新井市                        | 新井市                         | 新井市                     | 平成17年4月1日 改称 妙高市                  | 妙高市 |
| 梨平新田               | 梨平新田             | 梨平新田                       | 梨平新田                       | 明治18年 梨木村                | 西郷村                     | 西郷村                        | 西郷村                        | 明治34年11月1日 斐太村       | 明治34年11月1日 斐太村       | 明治34年11月1日 斐太村       | 昭和29年11月1日 新井市                          | 新井市                          | 新井市                        | 新井市                         | 新井市                     | 平成17年4月1日 改称 妙高市                  | 妙高市 |
| 藤塚新田               | 藤塚新田             | 藤塚新田                       | 藤塚新田                       | 藤塚新田                       | 西郷村                     | 西郷村                        | 西郷村                        | 明治34年11月1日 斐太村       | 明治34年11月1日 斐太村       | 明治34年11月1日 斐太村       | 昭和29年11月1日 新井市                          | 新井市                          | 新井市                        | 新井市                         | 新井市                     | 平成17年4月1日 改称 妙高市                  | 妙高市 |
| 土田村                 | 土田村               | 土田村                         | 土田村                         | 土田村                         | 西郷村                     | 西郷村                        | 西郷村                        | 明治34年11月1日 斐太村       | 明治34年11月1日 斐太村       | 明治34年11月1日 斐太村       | 昭和29年11月1日 新井市                          | 新井市                          | 新井市                        | 新井市                         | 新井市                     | 平成17年4月1日 改称 妙高市                  | 妙高市 |
| 猪野山村               | 猪野山村             | 猪野山村                       | 猪野山村                       | 猪野山村                       | 西郷村                     | 西郷村                        | 西郷村                        | 明治34年11月1日 斐太村       | 明治34年11月1日 斐太村       | 明治34年11月1日 斐太村       | 昭和29年11月1日 新井市                          | 新井市                          | 新井市                        | 新井市                         | 新井市                     | 平成17年4月1日 改称 妙高市                  | 妙高市 |
| 小丸山新田村           | 小丸山新田村         | 小丸山新田村                   | 小丸山新田村                   | 小丸山新田村                   | 西郷村                     | 西郷村                        | 西郷村                        | 明治34年11月1日 斐太村       | 明治34年11月1日 斐太村       | 明治34年11月1日 斐太村       | 昭和29年11月1日 新井市                          | 新井市                          | 新井市                        | 新井市                         | 新井市                     | 平成17年4月1日 改称 妙高市                  | 妙高市 |
| 長森村                 | 長森村               | 長森村                         | 長森村                         | 長森村                         | 西郷村                     | 西郷村                        | 西郷村                        | 明治34年11月1日 斐太村       | 明治34年11月1日 斐太村       | 明治34年11月1日 斐太村       | 昭和29年11月1日 新井市                          | 新井市                          | 新井市                        | 新井市                         | 新井市                     | 平成17年4月1日 改称 妙高市                  | 妙高市 |
| 三ツ俣村               | 三ツ俣村             | 三ツ俣村                       | 三ツ俣村                       | 三ツ俣村                       | 西郷村                     | 西郷村                        | 西郷村                        | 明治34年11月1日 斐太村       | 明治34年11月1日 斐太村       | 明治34年11月1日 斐太村       | 昭和29年11月1日 新井市                          | 新井市                          | 新井市                        | 新井市                         | 新井市                     | 平成17年4月1日 改称 妙高市                  | 妙高市 |
| 猿橋村                 | 猿橋村               | 猿橋村                         | 猿橋村                         | 猿橋村                         | 瑞穂村                     | 瑞穂村                        | 瑞穂村                        | 明治34年11月1日 猿橋村       | 明治36年8月14日 改称 上郷村  | 明治36年8月14日 改称 上郷村  | 昭和29年11月1日 新井市                          | 新井市                          | 新井市                        | 新井市                         | 新井市                     | 平成17年4月1日 改称 妙高市                  | 妙高市 |
| 長沢原村               | 長沢原村             | 長沢原村                       | 長沢原村                       | 長沢原村                       | 瑞穂村                     | 瑞穂村                        | 瑞穂村                        | 明治34年11月1日 猿橋村       | 明治36年8月14日 改称 上郷村  | 明治36年8月14日 改称 上郷村  | 昭和29年11月1日 新井市                          | 新井市                          | 新井市                        | 新井市                         | 新井市                     | 平成17年4月1日 改称 妙高市                  | 妙高市 |
| 東関村                 | 東関村               | 東関村                         | 東関村                         | 東関村                         | 瑞穂村                     | 瑞穂村                        | 瑞穂村                        | 明治34年11月1日 猿橋村       | 明治36年8月14日 改称 上郷村  | 明治36年8月14日 改称 上郷村  | 昭和29年11月1日 新井市                          | 新井市                          | 新井市                        | 新井市                         | 新井市                     | 平成17年4月1日 改称 妙高市                  | 妙高市 |
| 楡島村                 | 楡島村               | 楡島村                         | 楡島村                         | 楡島村                         | 瑞穂村                     | 瑞穂村                        | 瑞穂村                        | 明治34年11月1日 猿橋村       | 明治36年8月14日 改称 上郷村  | 明治36年8月14日 改称 上郷村  | 昭和29年11月1日 新井市                          | 新井市                          | 新井市                        | 新井市                         | 新井市                     | 平成17年4月1日 改称 妙高市                  | 妙高市 |
| 長沢村                 | 長沢村               | 長沢村                         | 長沢村                         | 長沢村                         | 長沢村                     | 長沢村                        | 長沢村                        | 明治34年11月1日 猿橋村       | 明治36年8月14日 改称 上郷村  | 明治36年8月14日 改称 上郷村  | 昭和29年11月1日 新井市                          | 新井市                          | 新井市                        | 新井市                         | 新井市                     | 平成17年4月1日 改称 妙高市                  | 妙高市 |
| 新井村                 | 新井村               | 新井村                         | 新井村                         | 新井村                         | 大崎村                     | 明治23年6月27日 分立 新井村   | 明治25年9月9日 町制 新井町    | 明治34年11月1日 新井町       | 明治40年8月1日 新井町        | 明治40年8月1日 新井町        | 昭和29年11月1日 新井市                          | 新井市                          | 新井市                        | 新井市                         | 新井市                     | 平成17年4月1日 改称 妙高市                  | 妙高市 |
| 小出雲村               | 小出雲村             | 小出雲村                       | 小出雲村                       | 小出雲村                       | 大崎村                     | 明治23年6月27日 分立 小出雲村 | 明治23年6月27日 分立 小出雲村 | 明治34年11月1日 新井町       | 明治40年8月1日 新井町        | 明治40年8月1日 新井町        | 昭和29年11月1日 新井市                          | 新井市                          | 新井市                        | 新井市                         | 新井市                     | 平成17年4月1日 改称 妙高市                  | 妙高市 |
| 石塚村                 | 石塚村               | 石塚村                         | 石塚村                         | 石塚村                         | 大崎村                     | 大崎村                        | 大崎村                        | 明治34年11月1日 新井町       | 明治40年8月1日 新井町        | 明治40年8月1日 新井町        | 昭和29年11月1日 新井市                          | 新井市                          | 新井市                        | 新井市                         | 新井市                     | 平成17年4月1日 改称 妙高市                  | 妙高市 |
| 中川村                 | 中川村               | 中川村                         | 中川村                         | 中川村                         | 大崎村                     | 大崎村                        | 大崎村                        | 明治34年11月1日 新井町       | 明治40年8月1日 新井町        | 明治40年8月1日 新井町        | 昭和29年11月1日 新井市                          | 新井市                          | 新井市                        | 新井市                         | 新井市                     | 平成17年4月1日 改称 妙高市                  | 妙高市 |
| 稲塚新田               | 稲塚新田             | 稲塚新田                       | 明治12年 改称 西稲塚新田       | 明治12年 改称 西稲塚新田       | 大崎村                     | 大崎村                        | 大崎村                        | 明治34年11月1日 新井町       | 明治40年8月1日 新井町        | 明治40年8月1日 新井町        | 昭和29年11月1日 新井市                          | 新井市                          | 新井市                        | 新井市                         | 新井市                     | 平成17年4月1日 改称 妙高市                  | 妙高市 |
| 高柳村                 | 高柳村               | 高柳村                         | 高柳村                         | 高柳村                         | 参賀村                     | 参賀村                        | 参賀村                        | 参賀村                       | 明治40年8月1日 新井町        | 明治40年8月1日 新井町        | 昭和29年11月1日 新井市                          | 新井市                          | 新井市                        | 新井市                         | 新井市                     | 平成17年4月1日 改称 妙高市                  | 妙高市 |
| 二子島村               | 二子島村             | 二子島村                       | 二子島村                       | 二子島村                       | 参賀村                     | 参賀村                        | 参賀村                        | 参賀村                       | 明治40年8月1日 新井町        | 明治40年8月1日 新井町        | 昭和29年11月1日 新井市                          | 新井市                          | 新井市                        | 新井市                         | 新井市                     | 平成17年4月1日 改称 妙高市                  | 妙高市 |
| 美守村                 | 美守村               | 美守村                         | 美守村                         | 美守村                         | 参賀村                     | 参賀村                        | 参賀村                        | 参賀村                       | 明治40年8月1日 新井町        | 明治40年8月1日 新井町        | 昭和29年11月1日 新井市                          | 新井市                          | 新井市                        | 新井市                         | 新井市                     | 平成17年4月1日 改称 妙高市                  | 妙高市 |
| 小沢村                 | 小沢村               | 小沢村                         | 明治12年 改称 上小沢村         | 明治12年 改称 上小沢村         | 水原村                     | 水原村                        | 水原村                        | 水原村                       | 水原村                       | 水原村                       | 水原村                                          | 水原村                          | 昭和31年9月30日 新井市に編入  | 新井市                         | 新井市                     | 平成17年4月1日 改称 妙高市                  | 妙高市 |
| 大濁村                 | 大濁村               | 大濁村                         | 大濁村                         | 大濁村                         | 水原村                     | 水原村                        | 水原村                        | 水原村                       | 水原村                       | 水原村                       | 水原村                                          | 水原村                          | 昭和31年9月30日 新井市に編入  | 新井市                         | 新井市                     | 平成17年4月1日 改称 妙高市                  | 妙高市 |
| 坪山村                 | 坪山村               | 坪山村                         | 坪山村                         | 坪山村                         | 水原村                     | 水原村                        | 水原村                        | 水原村                       | 水原村                       | 水原村                       | 水原村                                          | 水原村                          | 昭和31年9月30日 新井市に編入  | 新井市                         | 新井市                     | 平成17年4月1日 改称 妙高市                  | 妙高市 |
| 小濁村                 | 小濁村               | 小濁村                         | 小濁村                         | 小濁村                         | 水原村                     | 水原村                        | 水原村                        | 水原村                       | 水原村                       | 水原村                       | 水原村                                          | 水原村                          | 昭和31年9月30日 新井市に編入  | 新井市                         | 新井市                     | 平成17年4月1日 改称 妙高市                  | 妙高市 |
| 大沢新田村             | 大沢新田村           | 大沢新田村                     | 大沢新田村                     | 大沢新田村                     | 原通村                     | 原通村                        | 原通村                        | 原通村                       | 原通村                       | 原通村                       | 原通村                                          | 昭和30年3月31日 新井市に編入    | 新井市                        | 新井市                         | 新井市                     | 平成17年4月1日 改称 妙高市                  | 妙高市 |
| 小原新田               | 小原新田             | 小原新田                       | 小原新田                       | 小原新田                       | 原通村                     | 原通村                        | 原通村                        | 原通村                       | 原通村                       | 原通村                       | 原通村                                          | 昭和30年3月31日 新井市に編入    | 新井市                        | 新井市                         | 新井市                     | 平成17年4月1日 改称 妙高市                  | 妙高市 |
| 大原新田村             | 一部                 | 大原新田村                     | 大原新田村                     | 大原新田村                     | 原通村                     | 原通村                        | 原通村                        | 原通村                       | 原通村                       | 原通村                       | 原通村                                          | 昭和30年3月31日 新井市に編入    | 新井市                        | 新井市                         | 新井市                     | 平成17年4月1日 改称 妙高市                  | 妙高市 |
| 大原新田村             | 一部を除く           | 大原新田村                     | 大原新田村                     | 大原新田村                     | 原通村                     | 原通村                        | 原通村                        | 原通村                       | 原通村                       | 原通村                       | 原通村                                          | 昭和30年3月31日 妙高村          | 妙高村                        | 妙高村                         | 妙高村                     | 平成17年4月1日 新井市に編入 即日改称 妙高市 | 妙高市 |
| 北田屋新田             | 北田屋新田           | 北田屋新田                     | 北田屋新田                     | 北田屋新田                     | 原通村                     | 原通村                        | 原通村                        | 原通村                       | 原通村                       | 原通村                       | 原通村                                          | 昭和30年3月31日 妙高村          | 妙高村                        | 妙高村                         | 妙高村                     | 平成17年4月1日 新井市に編入 即日改称 妙高市 | 妙高市 |
| 坂下新田村             | 坂下新田村           | 坂下新田村                     | 坂下新田村                     | 坂下新田村                     | 原通村                     | 原通村                        | 原通村                        | 原通村                       | 原通村                       | 原通村                       | 原通村                                          | 昭和30年3月31日 妙高村          | 妙高村                        | 妙高村                         | 妙高村                     | 平成17年4月1日 新井市に編入 即日改称 妙高市 | 妙高市 |
| 寺尾村                 | 寺尾村               | 寺尾村                         | 寺尾村                         | 寺尾村                         | 原通村                     | 原通村                        | 原通村                        | 原通村                       | 原通村                       | 原通村                       | 原通村                                          | 昭和30年3月31日 妙高村          | 妙高村                        | 妙高村                         | 妙高村                     | 平成17年4月1日 新井市に編入 即日改称 妙高市 | 妙高市 |
| 今府村                 | 今府村               | 今府村                         | 今府村                         | 今府村                         | 原通村                     | 原通村                        | 原通村                        | 原通村                       | 原通村                       | 原通村                       | 原通村                                          | 昭和30年3月31日 妙高村          | 妙高村                        | 妙高村                         | 妙高村                     | 平成17年4月1日 新井市に編入 即日改称 妙高市 | 妙高市 |
| 窪田新田               | 窪田新田             | 窪田新田                       | 窪田新田                       | 窪田新田                       | 原通村                     | 原通村                        | 原通村                        | 原通村                       | 原通村                       | 原通村                       | 原通村                                          | 昭和30年3月31日 妙高村          | 妙高村                        | 妙高村                         | 妙高村                     | 平成17年4月1日 新井市に編入 即日改称 妙高市 | 妙高市 |
| 西田屋新田村           | 西田屋新田村         | 西田屋新田村                   | 西田屋新田村                   | 西田屋新田村                   | 原通村                     | 原通村                        | 原通村                        | 原通村                       | 原通村                       | 原通村                       | 原通村                                          | 昭和30年3月31日 妙高村          | 妙高村                        | 妙高村                         | 妙高村                     | 平成17年4月1日 新井市に編入 即日改称 妙高市 | 妙高市 |
| 中原新田               | 中原新田             | 中原新田                       | 中原新田                       | 中原新田                       | 原通村                     | 原通村                        | 原通村                        | 原通村                       | 原通村                       | 原通村                       | 原通村                                          | 昭和30年3月31日 妙高村          | 妙高村                        | 妙高村                         | 妙高村                     | 平成17年4月1日 新井市に編入 即日改称 妙高市 | 妙高市 |
| 大塚新田               | 大塚新田             | 大塚新田                       | 明治12年 改称 上大塚新田       | 明治12年 改称 上大塚新田       | 原通村                     | 原通村                        | 原通村                        | 原通村                       | 原通村                       | 原通村                       | 原通村                                          | 昭和30年3月31日 妙高村          | 妙高村                        | 妙高村                         | 妙高村                     | 平成17年4月1日 新井市に編入 即日改称 妙高市 | 妙高市 |
| 中島新田村             | 中島新田村           | 中島新田村                     | 中島新田村                     | 中島新田村                     | 原通村                     | 原通村                        | 原通村                        | 原通村                       | 原通村                       | 原通村                       | 原通村                                          | 昭和30年3月31日 妙高村          | 妙高村                        | 妙高村                         | 妙高村                     | 平成17年4月1日 新井市に編入 即日改称 妙高市 | 妙高市 |
| 東田屋新田村           | 東田屋新田村         | 東田屋新田村                   | 東田屋新田村                   | 東田屋新田村                   | 原通村                     | 原通村                        | 原通村                        | 原通村                       | 原通村                       | 原通村                       | 原通村                                          | 昭和30年3月31日 妙高村          | 妙高村                        | 妙高村                         | 妙高村                     | 平成17年4月1日 新井市に編入 即日改称 妙高市 | 妙高市 |
| 橋本新田               | 橋本新田             | 橋本新田                       | 橋本新田                       | 橋本新田                       | 原通村                     | 原通村                        | 原通村                        | 原通村                       | 原通村                       | 原通村                       | 原通村                                          | 昭和30年3月31日 妙高村          | 妙高村                        | 妙高村                         | 妙高村                     | 平成17年4月1日 新井市に編入 即日改称 妙高市 | 妙高市 |
| 岡新田村               | 岡新田村             | 岡新田村                       | 岡新田村                       | 岡新田村                       | 原通村                     | 原通村                        | 原通村                        | 原通村                       | 原通村                       | 原通村                       | 原通村                                          | 昭和30年3月31日 妙高村          | 妙高村                        | 妙高村                         | 妙高村                     | 平成17年4月1日 新井市に編入 即日改称 妙高市 | 妙高市 |
| 田中村新田             | 田中村新田           | 田中村新田                     | 田中村新田                     | 田中村新田                     | 原通村                     | 原通村                        | 原通村                        | 原通村                       | 原通村                       | 原通村                       | 原通村                                          | 昭和30年3月31日 妙高村          | 妙高村                        | 妙高村                         | 妙高村                     | 平成17年4月1日 新井市に編入 即日改称 妙高市 | 妙高市 |
| 米島新田               | 米島新田             | 米島新田                       | 米島新田                       | 米島新田                       | 原通村                     | 原通村                        | 原通村                        | 原通村                       | 原通村                       | 原通村                       | 原通村                                          | 昭和30年3月31日 妙高村          | 妙高村                        | 妙高村                         | 妙高村                     | 平成17年4月1日 新井市に編入 即日改称 妙高市 | 妙高市 |
| 花房村                 | 花房村               | 花房村                         | 花房村                         | 花房村                         | 原通村                     | 原通村                        | 原通村                        | 原通村                       | 原通村                       | 原通村                       | 原通村                                          | 昭和30年3月31日 妙高村          | 妙高村                        | 妙高村                         | 妙高村                     | 平成17年4月1日 新井市に編入 即日改称 妙高市 | 妙高市 |
| 福田新田村             | 福田新田村           | 福田新田村                     | 明治12年 改称 東福田新田村     | 明治12年 改称 東福田新田村     | 原通村                     | 原通村                        | 原通村                        | 原通村                       | 原通村                       | 原通村                       | 原通村                                          | 昭和30年3月31日 妙高村          | 妙高村                        | 妙高村                         | 妙高村                     | 平成17年4月1日 新井市に編入 即日改称 妙高市 | 妙高市 |
| 東四ツ屋新田           | 東四ツ屋新田         | 東四ツ屋新田                   | 東四ツ屋新田                   | 東四ツ屋新田                   | 原通村                     | 原通村                        | 原通村                        | 原通村                       | 原通村                       | 原通村                       | 原通村                                          | 昭和30年3月31日 妙高村          | 妙高村                        | 妙高村                         | 妙高村                     | 平成17年4月1日 新井市に編入 即日改称 妙高市 | 妙高市 |
| 葎生村                 | 葎生村               | 葎生村                         | 葎生村                         | 葎生村                         | 原通村                     | 原通村                        | 原通村                        | 原通村                       | 原通村                       | 原通村                       | 原通村                                          | 昭和30年3月31日 妙高村          | 妙高村                        | 妙高村                         | 妙高村                     | 平成17年4月1日 新井市に編入 即日改称 妙高市 | 妙高市 |
| 中村新田               | 中村新田             | 中村新田                       | 明治12年 改称 上中村新田       | 明治12年 改称 上中村新田       | 原通村                     | 原通村                        | 原通村                        | 原通村                       | 原通村                       | 原通村                       | 原通村                                          | 昭和30年3月31日 妙高村          | 妙高村                        | 妙高村                         | 妙高村                     | 平成17年4月1日 新井市に編入 即日改称 妙高市 | 妙高市 |
| 大鹿村                 | 大鹿村               | 大鹿村                         | 明治13年 大鹿村                | 明治13年 大鹿村                | 大鹿村                     | 大鹿村                        | 大鹿村                        | 大鹿村                       | 大鹿村                       | 大鹿村                       | 大鹿村                                          | 昭和30年3月31日 妙高村          | 妙高村                        | 妙高村                         | 妙高村                     | 平成17年4月1日 新井市に編入 即日改称 妙高市 | 妙高市 |
| 大鹿新田               | 大鹿新田             | 大鹿新田                       | 明治13年 大鹿村                | 明治13年 大鹿村                | 大鹿村                     | 大鹿村                        | 大鹿村                        | 大鹿村                       | 大鹿村                       | 大鹿村                       | 大鹿村                                          | 昭和30年3月31日 妙高村          | 妙高村                        | 妙高村                         | 妙高村                     | 平成17年4月1日 新井市に編入 即日改称 妙高市 | 妙高市 |
| 土路村                 | 土路村               | 土路村                         | 土路村                         | 土路村                         | 豊葦村                     | 豊葦村                        | 豊葦村                        | 豊葦村                       | 豊葦村                       | 豊葦村                       | 豊葦村                                          | 昭和30年3月31日 妙高村          | 妙高村                        | 妙高村                         | 妙高村                     | 平成17年4月1日 新井市に編入 即日改称 妙高市 | 妙高市 |
| 樽本村                 | 樽本村               | 樽本村                         | 樽本村                         | 樽本村                         | 豊葦村                     | 豊葦村                        | 豊葦村                        | 豊葦村                       | 豊葦村                       | 豊葦村                       | 豊葦村                                          | 昭和30年3月31日 妙高村          | 妙高村                        | 妙高村                         | 妙高村                     | 平成17年4月1日 新井市に編入 即日改称 妙高市 | 妙高市 |
| 関山村                 | 関山村               | 関山村                         | 関山村                         | 関山村                         | 関山村                     | 関山村                        | 関山村                        | 明治34年11月1日 関山村       | 明治34年11月1日 関山村       | 明治34年11月1日 関山村       | 関山村                                          | 昭和30年3月31日 妙高村          | 妙高村                        | 妙高村                         | 妙高村                     | 平成17年4月1日 新井市に編入 即日改称 妙高市 | 妙高市 |
| 坂口新田               | 坂口新田             | 坂口新田                       | 坂口新田                       | 坂口新田                       | 原通村                     | 原通村                        | 原通村                        | 明治34年11月1日 関山村       | 明治34年11月1日 関山村       | 明治34年11月1日 関山村       | 関山村                                          | 昭和30年3月31日 妙高村          | 妙高村                        | 妙高村                         | 妙高村                     | 平成17年4月1日 新井市に編入 即日改称 妙高市 | 妙高市 |
| 桶海村                 | 桶海村               | 桶海村                         | 桶海村                         | 桶海村                         | 境村                       | 境村                          | 境村                          | 明治34年11月1日 関山村       | 明治34年11月1日 関山村       | 明治34年11月1日 関山村       | 関山村                                          | 昭和30年3月31日 妙高村          | 妙高村                        | 妙高村                         | 妙高村                     | 平成17年4月1日 新井市に編入 即日改称 妙高市 | 妙高市 |
| 大谷村                 | 一部を除く           | 大谷村                         | 大谷村                         | 大谷村                         | 境村                       | 境村                          | 境村                          | 明治34年11月1日 関山村       | 明治34年11月1日 関山村       | 明治34年11月1日 関山村       | 関山村                                          | 昭和30年3月31日 妙高村          | 妙高村                        | 妙高村                         | 妙高村                     | 平成17年4月1日 新井市に編入 即日改称 妙高市 | 妙高市 |
| 大谷村                 | 一部                 | 大谷村                         | 大谷村                         | 大谷村                         | 境村                       | 境村                          | 境村                          | 明治34年11月1日 名香山村     | 明治34年11月1日 名香山村     | 明治34年11月1日 名香山村     | 名香山村                                        | 昭和30年4月10日 改称 妙高々原村 | 昭和31年9月30日 妙高々原町    | 昭和31年9月30日 妙高々原町     | 昭和44年10月1日 妙高高原町 | 平成17年4月1日 新井市に編入 即日改称 妙高市 | 妙高市 |
| 兼俣新田               | 兼俣新田             | 兼俣新田                       | 兼俣新田                       | 兼俣新田                       | 境村                       | 境村                          | 境村                          | 明治34年11月1日 名香山村     | 明治34年11月1日 名香山村     | 明治34年11月1日 名香山村     | 名香山村                                        | 昭和30年4月10日 改称 妙高々原村 | 昭和31年9月30日 妙高々原町    | 昭和31年9月30日 妙高々原町     | 昭和44年10月1日 妙高高原町 | 平成17年4月1日 新井市に編入 即日改称 妙高市 | 妙高市 |
| 毛祝坂新田村           | 毛祝坂新田村         | 毛祝坂新田村                   | 毛祝坂新田村                   | 毛祝坂新田村                   | 妙高村                     | 妙高村                        | 妙高村                        | 明治34年11月1日 名香山村     | 明治34年11月1日 名香山村     | 明治34年11月1日 名香山村     | 名香山村                                        | 昭和30年4月10日 改称 妙高々原村 | 昭和31年9月30日 妙高々原町    | 昭和31年9月30日 妙高々原町     | 昭和44年10月1日 妙高高原町 | 平成17年4月1日 新井市に編入 即日改称 妙高市 | 妙高市 |
| 田口新田               | 田口新田             | 田口新田                       | 田口新田                       | 田口新田                       | 妙高村                     | 妙高村                        | 妙高村                        | 明治34年11月1日 名香山村     | 明治34年11月1日 名香山村     | 明治34年11月1日 名香山村     | 名香山村                                        | 昭和30年4月10日 改称 妙高々原村 | 昭和31年9月30日 妙高々原町    | 昭和31年9月30日 妙高々原町     | 昭和44年10月1日 妙高高原町 | 平成17年4月1日 新井市に編入 即日改称 妙高市 | 妙高市 |
| 田切村                 | 田切村               | 田切村                         | 田切村                         | 田切村                         | 妙高村                     | 妙高村                        | 妙高村                        | 明治34年11月1日 名香山村     | 明治34年11月1日 名香山村     | 明治34年11月1日 名香山村     | 名香山村                                        | 昭和30年4月10日 改称 妙高々原村 | 昭和31年9月30日 妙高々原町    | 昭和31年9月30日 妙高々原町     | 昭和44年10月1日 妙高高原町 | 平成17年4月1日 新井市に編入 即日改称 妙高市 | 妙高市 |
| 二俣村                 | 二俣村               | 二俣村                         | 二俣村                         | 二俣村                         | 妙高村                     | 妙高村                        | 妙高村                        | 明治34年11月1日 名香山村     | 明治34年11月1日 名香山村     | 明治34年11月1日 名香山村     | 名香山村                                        | 昭和30年4月10日 改称 妙高々原村 | 昭和31年9月30日 妙高々原町    | 昭和31年9月30日 妙高々原町     | 昭和44年10月1日 妙高高原町 | 平成17年4月1日 新井市に編入 即日改称 妙高市 | 妙高市 |
| 一本木新田             | 一本木新田           | 一本木新田                     | 一本木新田                     | 一本木新田                     | 妙高村                     | 妙高村                        | 妙高村                        | 明治34年11月1日 名香山村     | 明治34年11月1日 名香山村     | 明治34年11月1日 名香山村     | 名香山村                                        | 昭和30年4月10日 改称 妙高々原村 | 昭和31年9月30日 妙高々原町    | 昭和31年9月30日 妙高々原町     | 昭和44年10月1日 妙高高原町 | 平成17年4月1日 新井市に編入 即日改称 妙高市 | 妙高市 |
| 関川村                 | 関川村               | 関川村                         | 明治6年 関川村                 | 明治6年 関川村                 | 関川村                     | 関川村                        | 関川村                        | 明治34年11月1日 名香山村     | 明治34年11月1日 名香山村     | 明治34年11月1日 名香山村     | 名香山村                                        | 昭和30年4月10日 改称 妙高々原村 | 昭和31年9月30日 妙高々原町    | 昭和31年9月30日 妙高々原町     | 昭和44年10月1日 妙高高原町 | 平成17年4月1日 新井市に編入 即日改称 妙高市 | 妙高市 |
| 上原村                 | 上原村               | 上原村                         | 明治6年 関川村                 | 明治6年 関川村                 | 関川村                     | 関川村                        | 関川村                        | 明治34年11月1日 名香山村     | 明治34年11月1日 名香山村     | 明治34年11月1日 名香山村     | 名香山村                                        | 昭和30年4月10日 改称 妙高々原村 | 昭和31年9月30日 妙高々原町    | 昭和31年9月30日 妙高々原町     | 昭和44年10月1日 妙高高原町 | 平成17年4月1日 新井市に編入 即日改称 妙高市 | 妙高市 |
| 杉野沢村               | 杉野沢村             | 杉野沢村                       | 杉野沢村                       | 杉野沢村                       | 杉野沢村                   | 杉野沢村                      | 杉野沢村                      | 杉野沢村                     | 杉野沢村                     | 杉野沢村                     | 杉野沢村                                        | 杉野沢村                        | 昭和31年9月30日 妙高々原町    | 昭和31年9月30日 妙高々原町     | 昭和44年10月1日 妙高高原町 | 平成17年4月1日 新井市に編入 即日改称 妙高市 | 妙高市 |

## 行政
歴代郡長
| 代 | 氏名 | 就任年月日               | 退任年月日                | 備考                   |
| -- | ---- | ------------------------ | ------------------------- | ---------------------- |
| 1  |      | 明治12年（1879年）4月9日 |                           |                        |
|    |      |                          | 大正15年（1926年）6月30日 | 郡役所廃止により、廃官 |